# Art Deco
Art Deco, prescurtare pentru termenul francez Arts Décoratifs, și uneori denumit doar Deco, este un stil de arte vizuale, arhitectură și design care a apărut pentru prima dată în Franța în anii 1910 (chiar înainte de Primul Război Mondial). Art Deco a influențat designul clădirilor, mobilei, bijuteriilor, modei, mașinilor, cinematografelor, trenurilor, pacheboturilor și al obiectelor de zi cu zi, precum erau aparatele de radio și aspiratoarele.
Și-a luat numele, prescurtarea pentru Arts Décoratifs, de la Exposition internationale des arts décoratifs et industriels modernes (Expoziția Internațională de Arte Moderne, Industriale și Decorative), desfășurată la Paris în 1925. A combinat stiluri moderne cu măiestrie fină și materiale prețioase. În perioada de glorie, Art Deco-ul a reprezentat luxul, exuberanța și credința în progresul social și tehnologic.
Încă de la început, Art Deco-ul a fost influențat de formele geometrice îndrăznețe ale cubismului și ale secesiunii vieneze, culorile strălucitoare ale fauvismului și ale Ballets Russes,  meșteșugul actualizat al mobiliei din epoca lui Ludovic Filip I și Ludovic al XVI-lea, precum și stilurile exotice din China, Japonia, India, Persia, Egiptul antic și arta mayașă. Stilul prezenta materiale rare și scumpe, cum ar fi abanosul și fildeșul, și o măiestrie rafinată. Celebra clădire Chrysler Building și alți zgârie-nori din New York City, construiți în anii 1920 și 1930 sunt monumente realizate în stilul Art Deco.
În anii 1930, în timpul Marii Crize Economice, Art Deco-ul a devenit „mai supus.” Au apărut materiale și tehnici noi, inclusiv cromarea și folosirea oțelului inoxidabil și materialelor plastice. O formă mai elegantă a stilului, numită modernism pachebot, a apărut în anii 1930; avea forme curbate și suprafețe netede și lustruite. Art Deco-ul e unul dintre primele stiluri cu adevărat internaționale, dar dominația sa s-a încheiat odată cu începutul celui de-al doilea război mondial și cu apariția stilurilor strict funcționale și neîmpodobite ale arhitecturii moderne și stilului internațional din arhitectură, care au urmat.

## Nume
Art Deco-ul și-a luat numele, prescurtarea pentru arts décoratifs, de la Exposition Internationale des Arts Décoratifs et Industriels Modernes, desfășurată la Paris în 1925, chiar dacă diverse elemente importante ale stilului, care caracterizează Art Deco-ul, apăruseră deja la Paris și Bruxelles înainte de Primul Război Mondial.
Termenul arts décoratifs a fost folosit prima dată în Franța în 1858, publicat în Bulletin de la Société française de photographie. În 1868, ziarul Le Figaro a folosit termenul objets d'art décoratifs cu referire la obiectele pentru decoruri scenice create pentru Théâtre de l'Opéra. În 1875, designerilor de mobilă, de textile, bijuterii și sticlă, dar și altor meșteri, li s-a acordat oficial statutul de artiști de către guvernul francez. Ca răspuns, École royale gratuite de dessin (Școala Regală Gratuită de Design), înființată în 1766, în timpul domniei regelui Ludovic al XVI-lea, ca să pregătească artiști și artizani în meserii legate de artele plastice, a fost redenumită École nationale des arts décoratifs (Școala Națională de Arte Decorative). Și-a luat numele actual de ENSAD,  acronim pentru École nationale supérieure des arts décoratifs, în 1927.
În timpul expoziției din 1925, arhitectul Le Corbusier a scris o serie de articole despre expoziție pentru revista sa L'Esprit Nouveau, cu titlul „1925 EXPO. ARTS. DÉCO.”, care au fost combinate într-o carte, L'art décoratif d'aujourd'hui (Arta Decorativă astăzi). Cartea a fost un atac spiritual asupra exceselor obiectelor colorate și fastuoase de la Expoziție; și în ideea că obiectele practice, cum ar fi mobila, nu ar trebui să aibă deloc ornamente; concluzia lui a fost că „Ornamentarea modernă nu are ornamente.” 
Expresia actuală art déco nu a apărut tipărită decât în 1966, când a apărut în titlul primei expoziții moderne pe această temă, susținută de Muzeul de Arte Decorative din Paris, Les Années 25: Art déco, Bauhaus, Stijl, Esprit nouveau, care acoperea varietatea stilurilor majore din anii 1920 și 1930. Termenul art déco a fost apoi folosit într-un articol din ziarul lui Hillary Gelson din 1966 în The Times (Londra, 12 noiembrie), descriind diferitele stiluri ale expoziției.
Art Déco a câștigat notorietate ca etichetă stilistică aplicată pe scară largă în 1968, când istoricul Bevis Hillier a publicat prima carte academică importantă despre acest stil, Art Deco of the 20s and 30s. Hillier a menționat că termenul era deja folosit de comercianții de artă și citează The Times (2 noiembrie 1966) și un eseu numit Les Arts Déco în revista Elle (din noiembrie 1967) ca exemple de folosire anterioară. În 1971, Hillier a organizat o expoziție la Institutul de Arte din Minneapolis, pe care o detaliază în cartea sa despre ea, The World of Art Déco.

## Origini

### Societatea Artiștilor Decoratori (1901–1913)
Apariția Art Deco-ului a fost strâns legată de creșterea statutului artiștilor decoratori, care până la sfârșitul secolului al XIX-lea erau considerați pur și simplu artizani. Termenul arts décoratifs a fost inventat în 1875, dându-le designerilor de mobilă, textile și alte arte decorative statutul oficial. Société des artistes décorateurs (Societatea Artiștilor Decoratori), sau SAD, a fost fondată în 1901, iar artiștilor decoratori li s-au acordat aceleași drepturi de autor ca ale pictorilor și sculptorilor. O mișcare similară s-a dezvoltat în Italia. Prima expoziție internațională dedicată în întregime artelor decorative, Prima Esposizione Internazionale d'Arte Decorativa Moderna, a avut loc la Torino în 1902. Au fost înființate la Paris mai multe reviste noi dedicate artelor decorative, inclusiv Arts et décoration și L'Art décoratif moderne. Secțiunile de artă decorativă au fost introduse în saloanele anuale ale Sociéte des artistes français, iar mai târziu în Salon d'Automne. Naționalismul francez a jucat, de asemenea, un rol în renașterea artelor decorative; designerii francezi s-au simțit provocați de exporturile în creștere de mobilă germană mai ieftină. În 1911, SAD a propus organizarea unei noi expoziții internaționale majore de artă decorativă în 1912. Nu erau permise copii ale stilurilor vechi; numai lucrări moderne. Expoziția a fost amânată până în 1914, apoi, din cauza războiului, amânată până în 1925, când și-a dat numele întregii familii de stiluri cunoscute ca „Déco”.

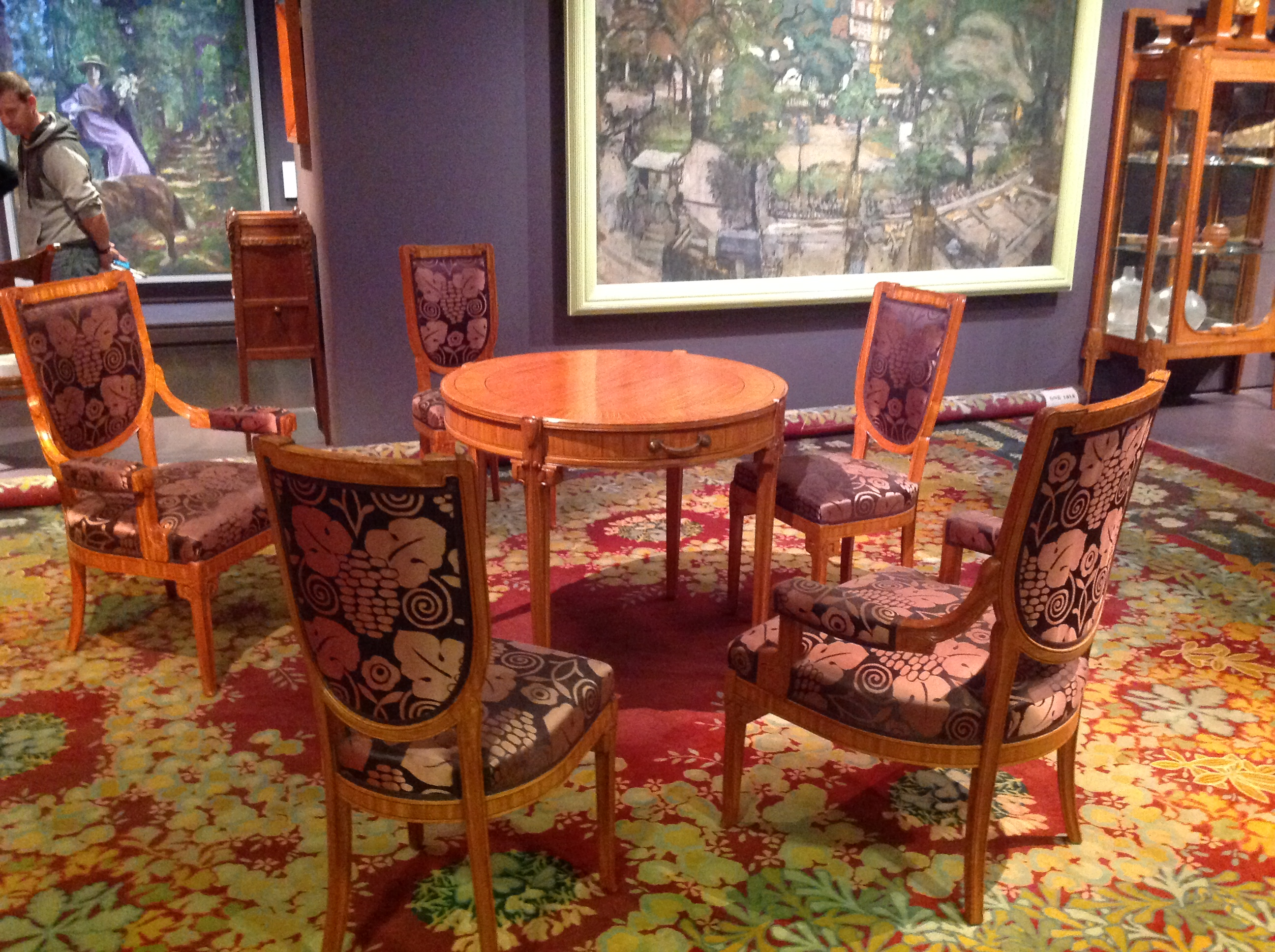
Masă cu scaune de Maurice Dufrêne și un covor de Paul Follot la Salon des artistes décorateurs din 1912
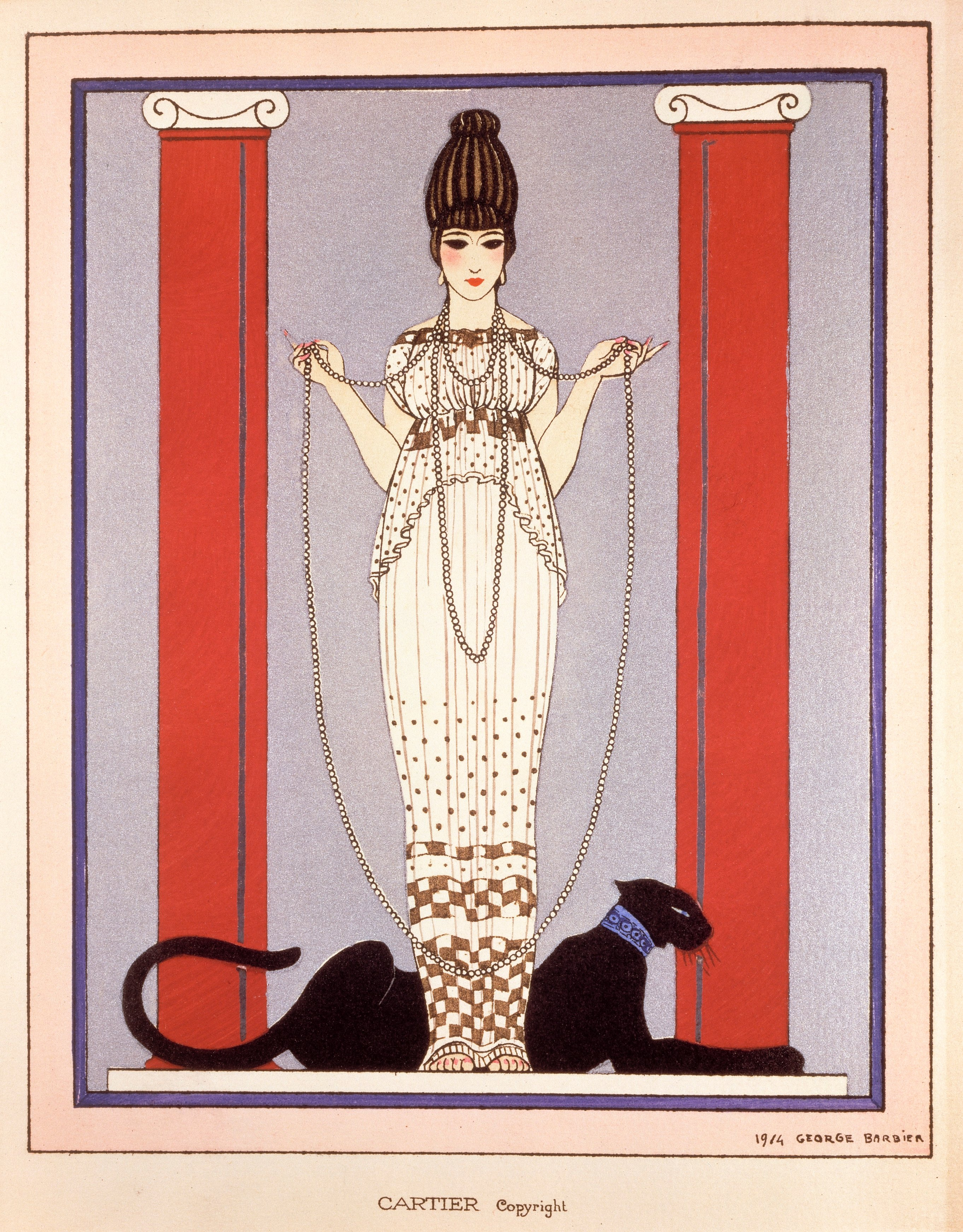
Doamnă cu Panteră de George Barbier pentru Louis Cartier, 1914. Cardul comandat de Cartier înfățișează o femeie într-o ținută de Paul Poiret (1914)
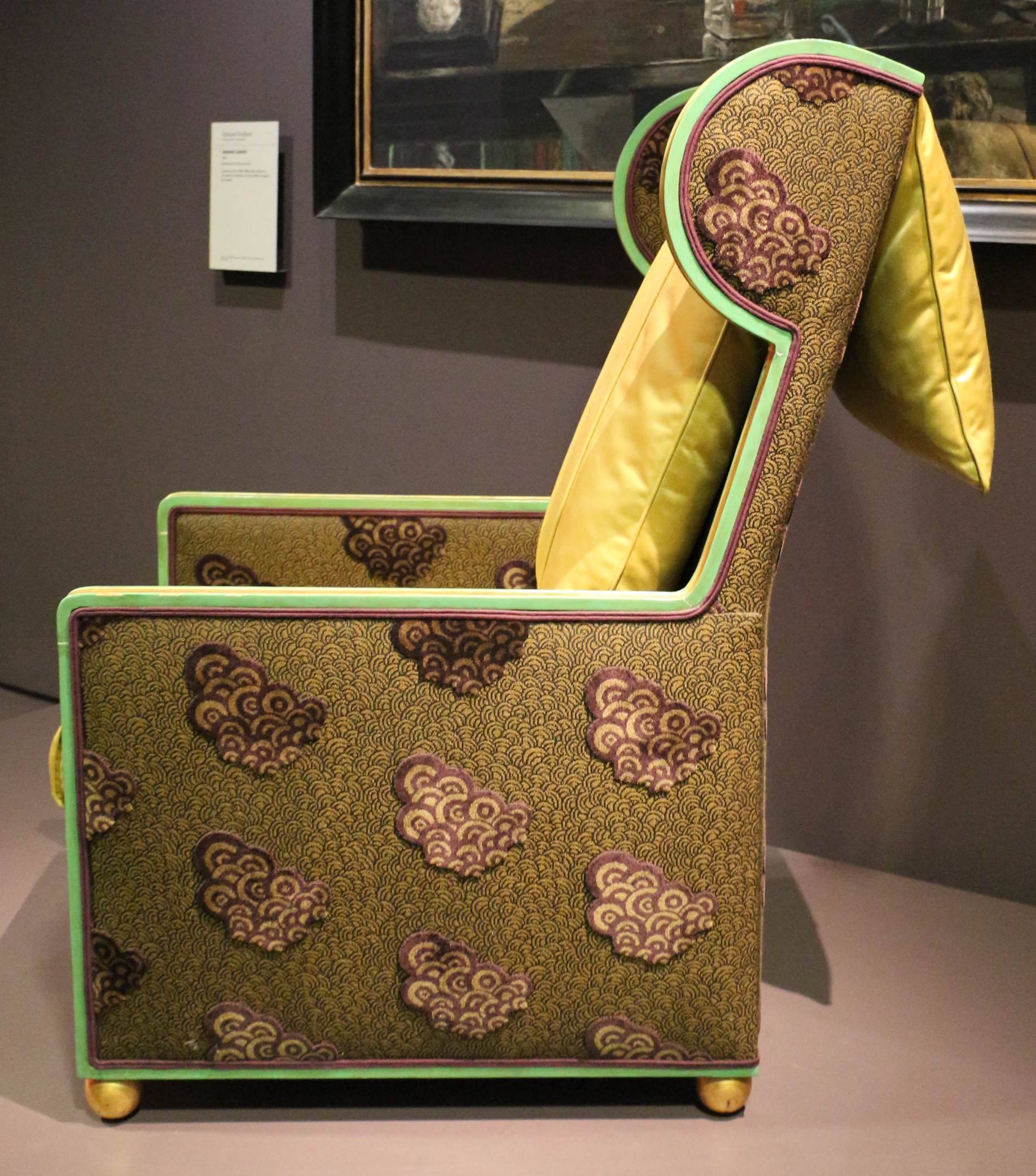
Fotoliu de Émile-Jacques Ruhlmann (1914) (Musée d'Orsay)

Magazinele pariziene și designerii de modă au jucat, de asemenea, un rol important în ascensiunea Art Deco-ului. Întreprinderi înființate ca firma producătoare de arginterie Christofle, designerul de sticlă René Lalique și bijutierii Louis Cartier și Boucheron, care au început să creeze produse în stiluri mai moderne. Începând cu 1900, magazinele universale recrutau artiști decoratori ca să lucreze în studiourile lor de design. Decorarea Salonului d'Automne din 1912 fusese încredințată magazinului universal Printemps. În același an, Printemps și-a creat propriul atelier numit Primavera. Până în 1920, Primavera avea mai mult de trei sute de artiști. Stilurile au variat de la versiunile actualizate ale stilurilor de mobilă Ludovic al XIV-lea, Ludovic al XVI-lea și, în special, Ludovic-Filip, realizate de Louis Süe și atelierul Primavera, până la forme mai moderne în atelierul magazinului universal Au Louvre. Alți designeri, printre care Émile-Jacques Ruhlmann și Paul Follot, au refuzat să folosească producția în serie și au insistat ca fiecare piesă să fie realizată individual manual. Stilul Art Deco timpuriu folosea materiale luxoase și exotice, cum ar fi abanos, fildeș și mătase, culori foarte intense și motive stilizate, în special coșuri și buchete de flori în toate culorile, creând un aspect modernist.

### Secesiunea vieneză și Wiener Werkstätte (1905–1911)
Arhitecții secesiunii vieneze (formată în 1897), în special Josef Hoffmann, au avut o influență notabilă asupra Art Deco-ului. Palatul său Stoclet din Bruxelles (1905-1911), a fost un prototip al stilului Art Deco, cu volume geometrice, simetrie, linii drepte, beton acoperit cu plăci de marmură, ornamente sculptate fin și interioare fastuoase, inclusiv frize de mozaic făcute de Gustav Klimt. Hoffmann a fost, de asemenea, un fondator al Wiener Werkstätte-ului (1903–1932), o asociație de artizani și designeri de interior care lucrau în noul stil. Acesta a devenit un model pentru Compagnie des arts français, creată în 1919, care i-a reunit pe André Mare și Louis Süe, primii designeri și decoratori francezi Art Deco.

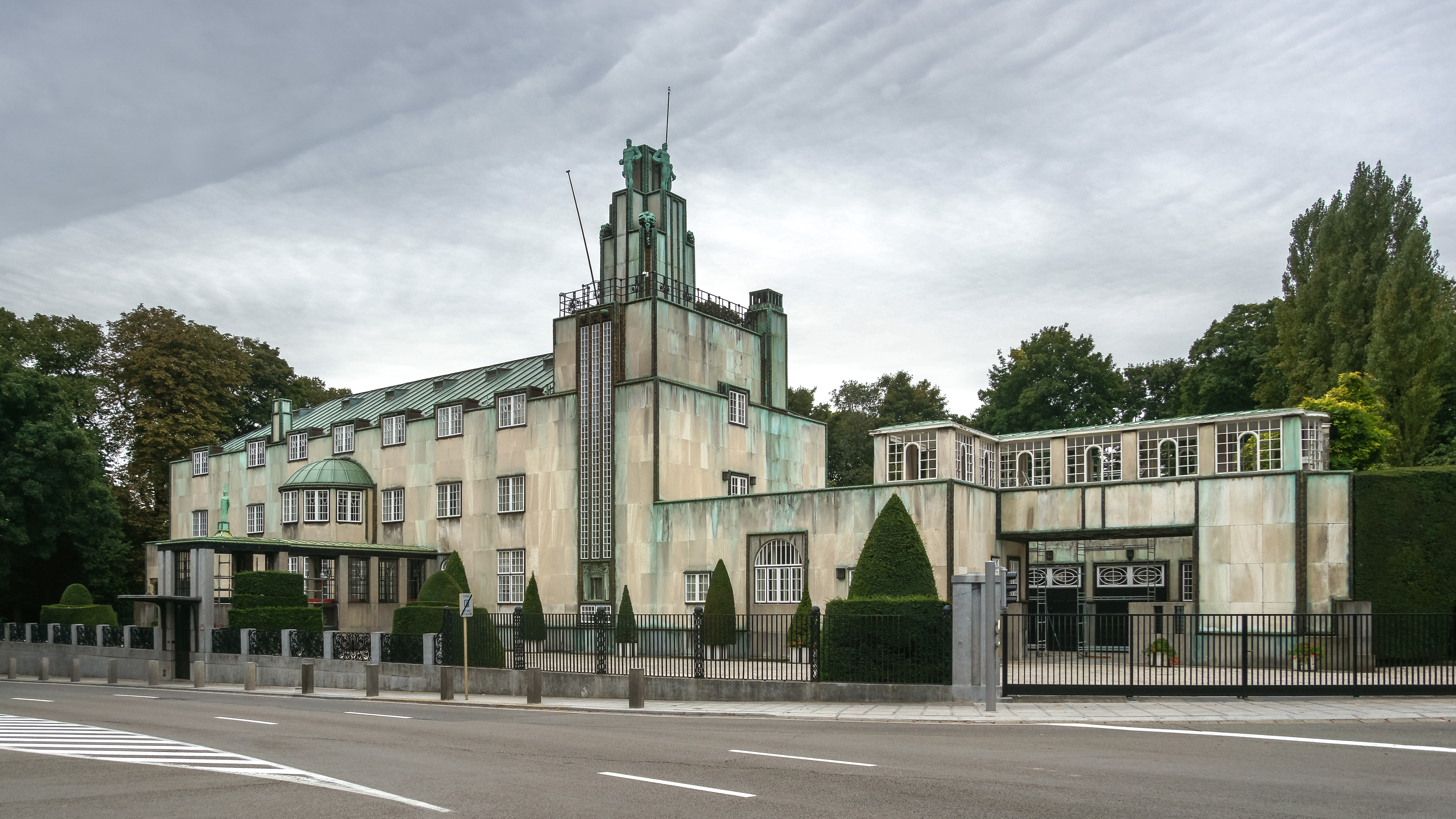
Palatul Stoclet din Bruxelles (Belgia), de Josef Hoffmann (1905–11)
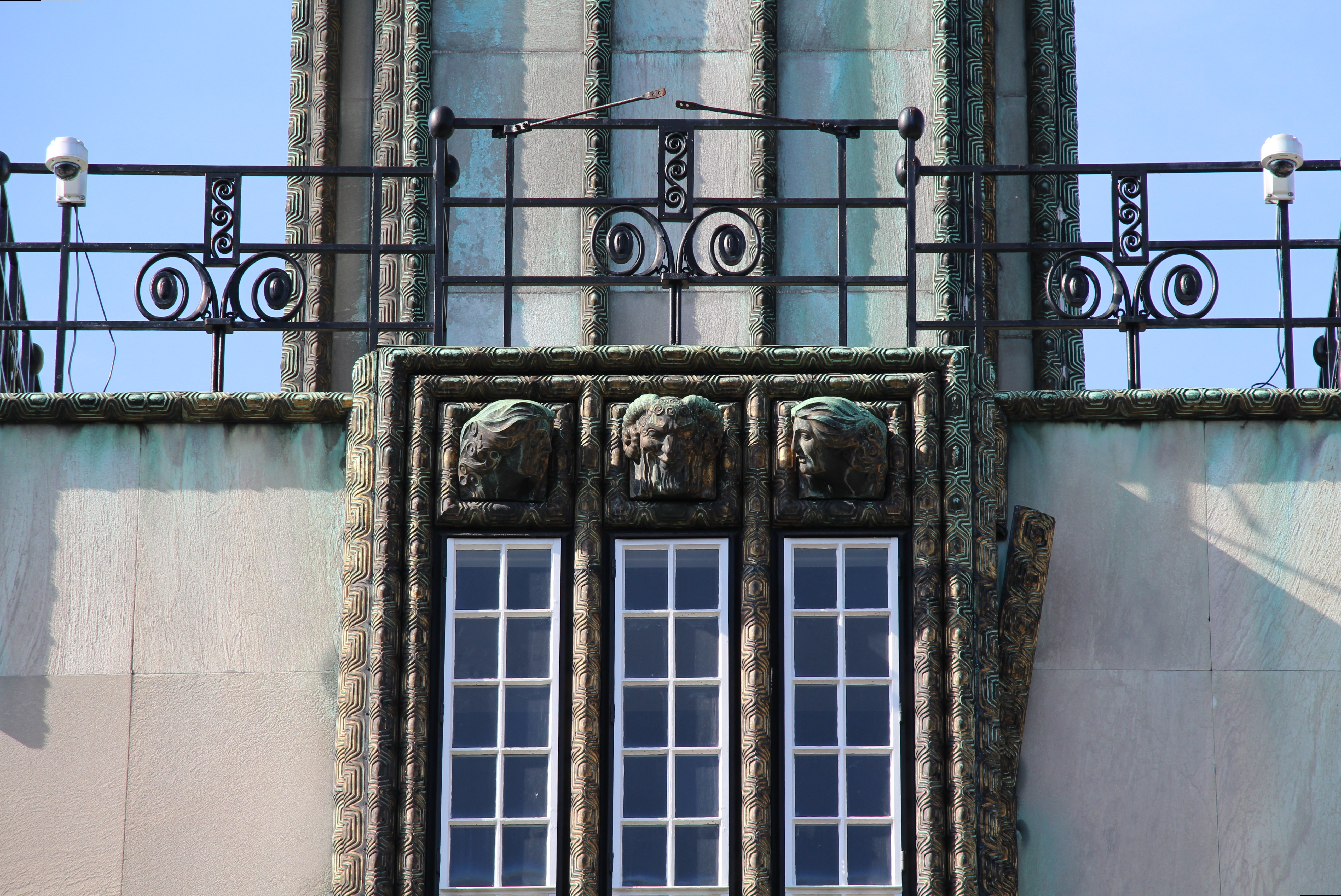
Detaliu al fațadei, făcută din beton armat acoperit cu plăci de marmură

### Materiale și tehnologii noi
Noile materiale și tehnologii, în special betonul armat, au fost cheia dezvoltării Art Deco-ului. Prima casă de beton a fost construită în 1853 suburbia Parisului de François Coignet. În 1877, Joseph Monier a introdus ideea întăririi betonului cu o plasă de tije de fier în formă de grătar. În 1893 Auguste Perret a construit primul garaj din beton la Paris, apoi o clădire de apartamente, o casă, și mai târziu, în 1913, Théâtre des Champs-Élysées. Teatrul a fost descris de un critic ca fiind „zeppelinul de pe Avenue Montaigne”, o presupusă influență germanică, copiată de la secesiunea vieneză. Ulterior, majoritatea clădirilor Art Deco au fost construite din beton armat, ceea ce a dat o mai mare libertate de formă și mai puțină nevoie de stâlpi și coloane de armare. Perret a fost, de asemenea, un pionier în acoperirea betonului cu plăci ceramice, atât pentru protecție, cât și pentru decor. Arhitectul Le Corbusier a învățat prima dată folosirea betonului armat, în timp ce lucra ca desenator în studioul lui Perret.
Alte tehnologii noi care au fost importante pentru Art Deco au fost metode noi de producere a sticlei, care o făcea mai puțin costisitoare și permitea crearea de ferestre mult mai mari și mai rezistente, precum și producerea în masă a aluminiului, care a fost folosit pentru construire și rame de geamuri, și mai târziu, de către Corbusier și de alții, pentru mobilă ușoară.

### Théâtre des Champs-Élysées (1910–1913)

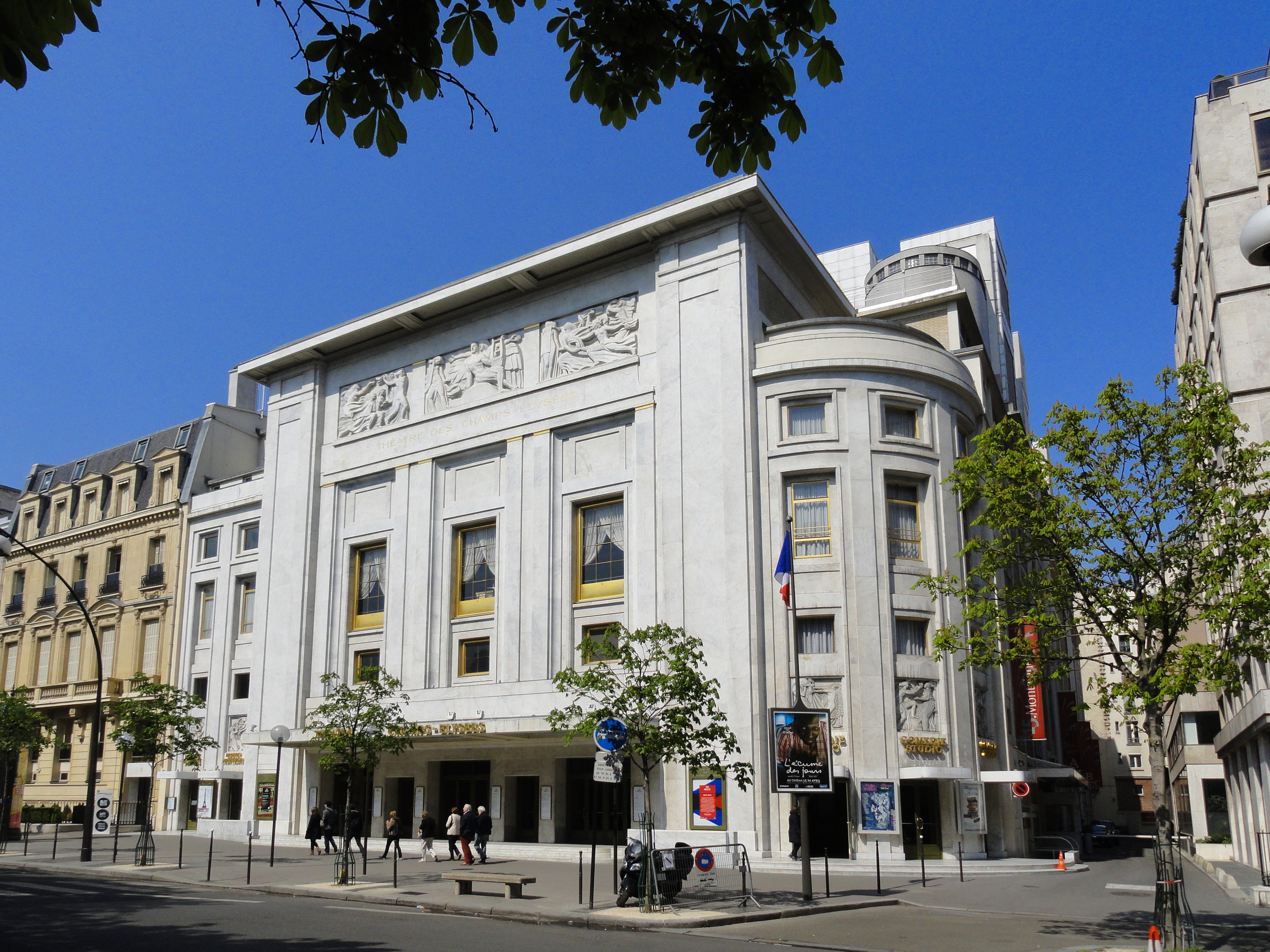
Théâtre des Champs-Élysées, de Auguste Perret, 15 avenue Montaigne, în Paris (1910–13). Betonul armat le-a dat arhitecților abilitatea de a crea forme noi și spații mai mari
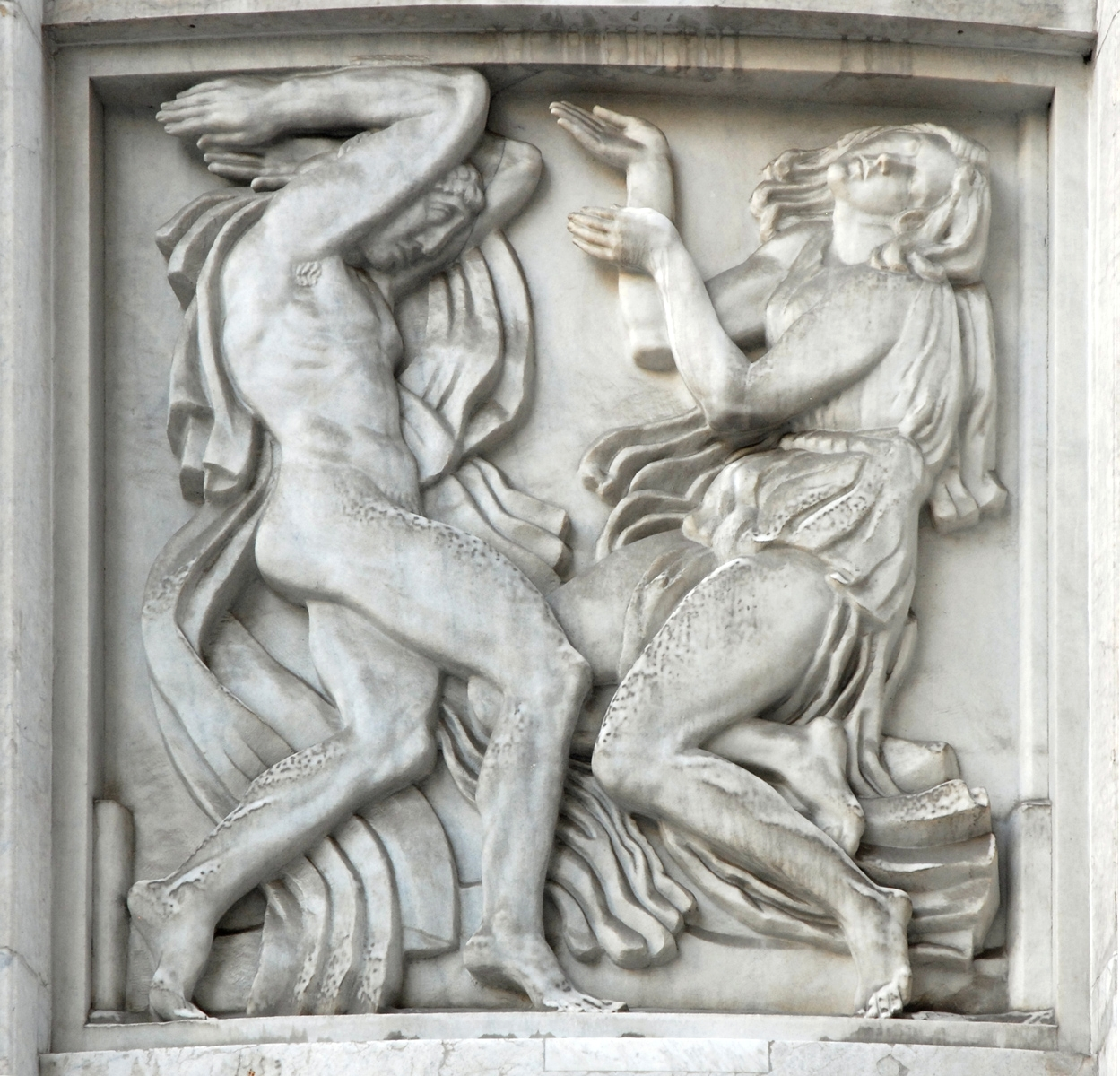
La Danse, de Antoine Bourdelle, pe fațada teatrului (1912)
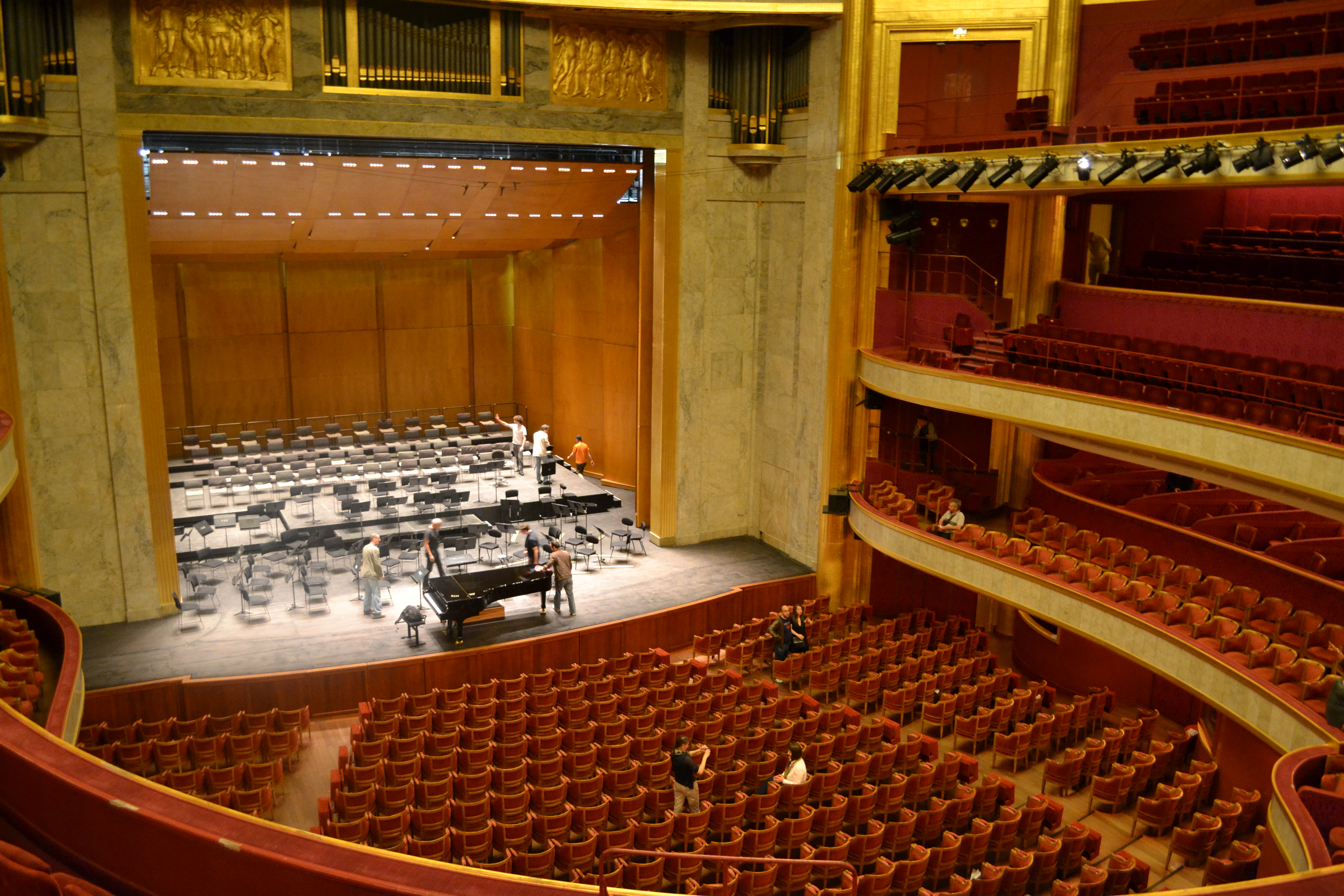
Interior din Théâtre des Champs-Élysées, cu basoreliefurile lui Bourdelle deasupra scenei
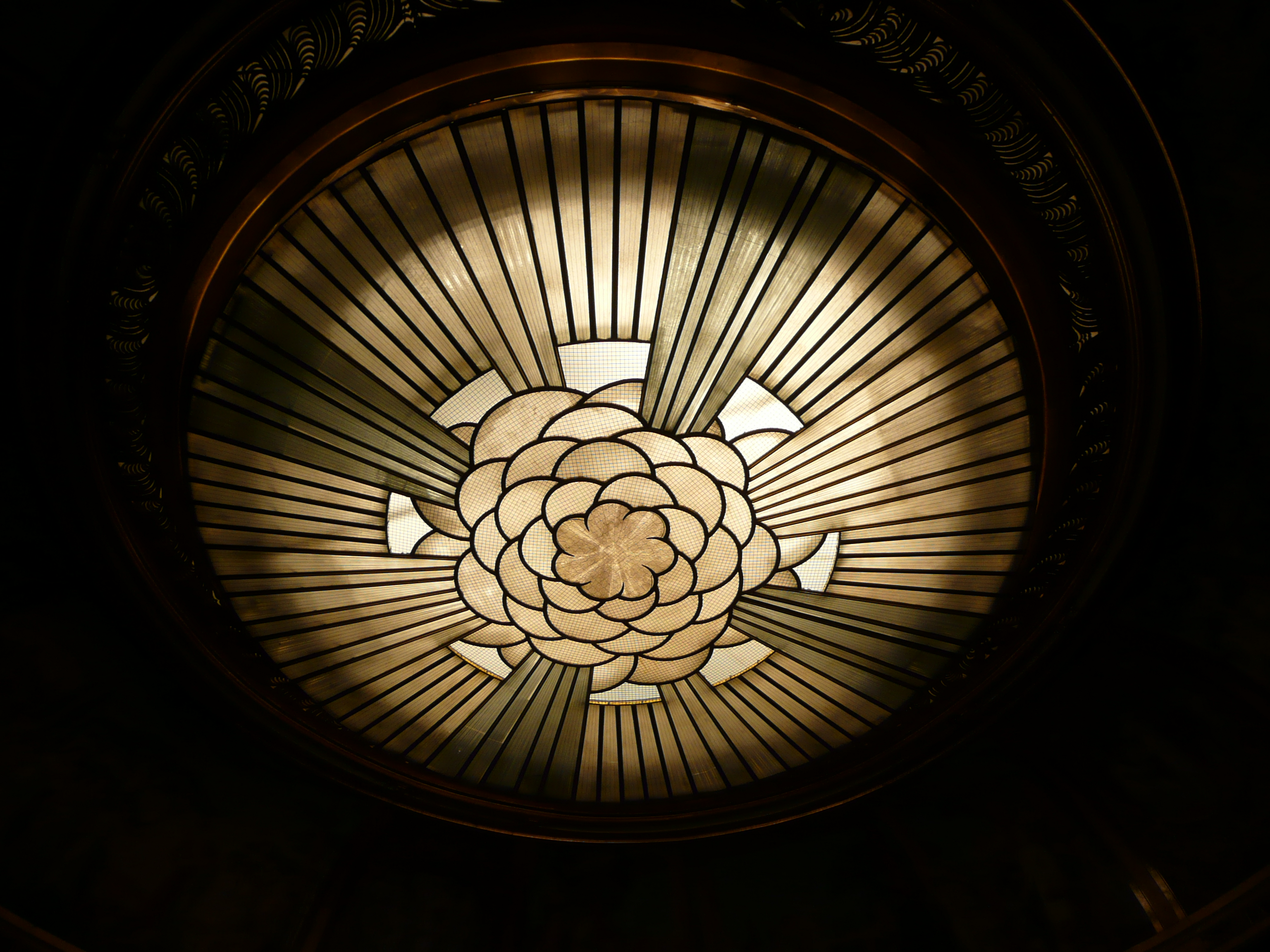
Cupolă a teatrului, cu un design Art Deco de Maurice Denis

Théâtre des Champs-Élysées (1910–1913), de Auguste Perret, a fost prima clădire Art Deco de referință finalizată la Paris. Anterior, betonul armat fusese folosit doar pentru clădiri industriale și de apartamente, Perret construind prima clădire modernă de apartamente din beton armat din Paris pe strada Benjamin Franklin între 1903 și 1904. Henri Sauvage, un alt viitor arhitect Art Deco important, a construit o alta în 1904 la adresa 7, rue Trétaigne. În perioada 1908-1910, Le Corbusier, în vârstă de 21 de ani, a lucrat ca desenator în biroul lui Perret, învățând tehnicile de construcție ale betonului. Clădirea Perret avea o formă dreptunghiulară curată, ornamente geometrice și linii drepte, caracteristici viitoare ale Art Deco-ului. Ornamentarea teatrului a fost, de asemenea, revoluționară; fațada a fost decorată cu altoreliefuri de Antoine Bourdelle, o cupolă de Maurice Denis, picturi de Édouard Vuillard și o perdea Art Deco de Ker-Xavier Roussel. Teatrul a devenit celebru ca loc în care au avut loc multe dintre primele spectacole ale Ballets russes. Perret și Sauvage au devenit principalii arhitecți Art Deco din Parisul anilor 1920.

### Salon d'Automne

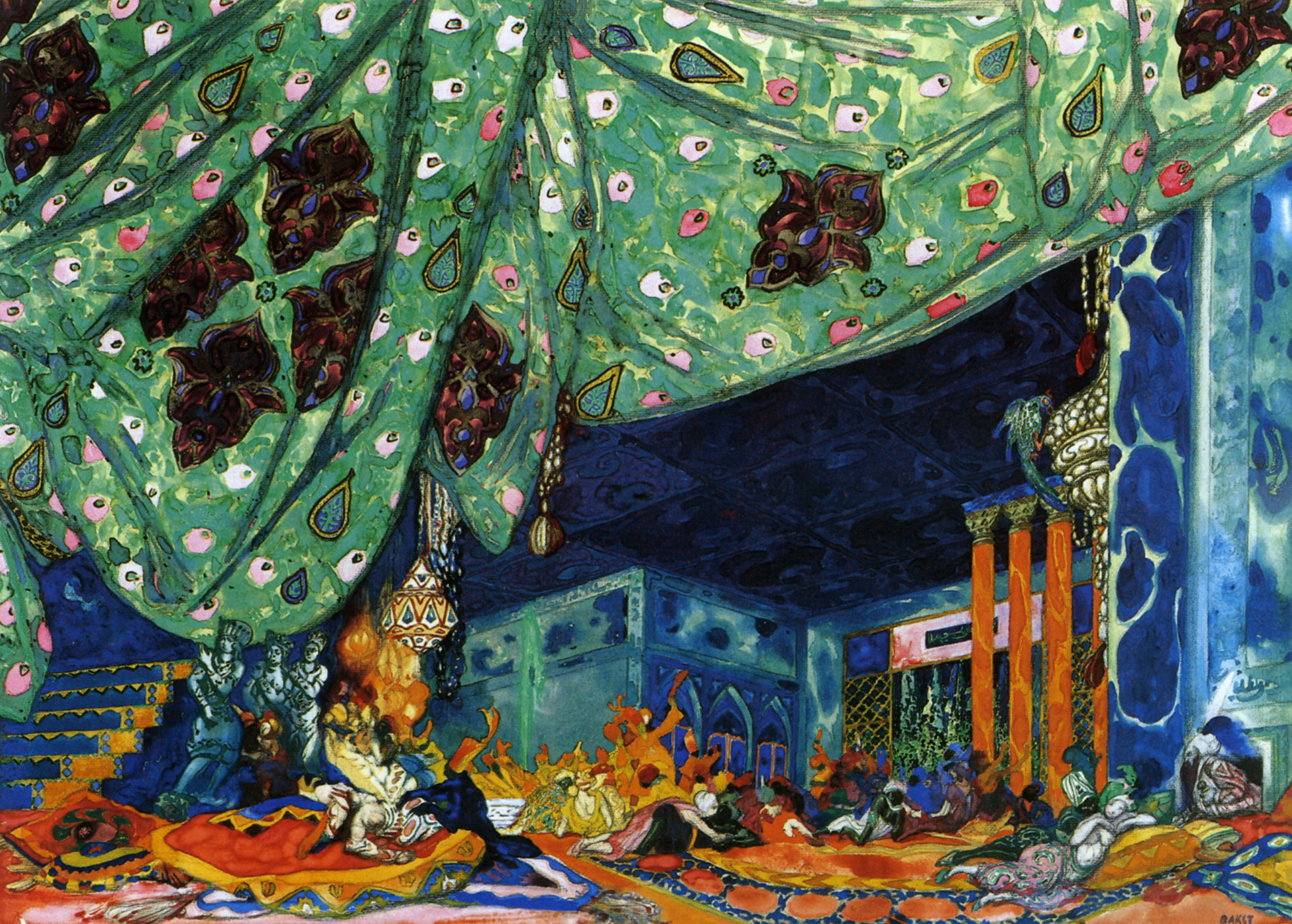
Design scenic pentru Sheherazade (1910) de Léon Bakst
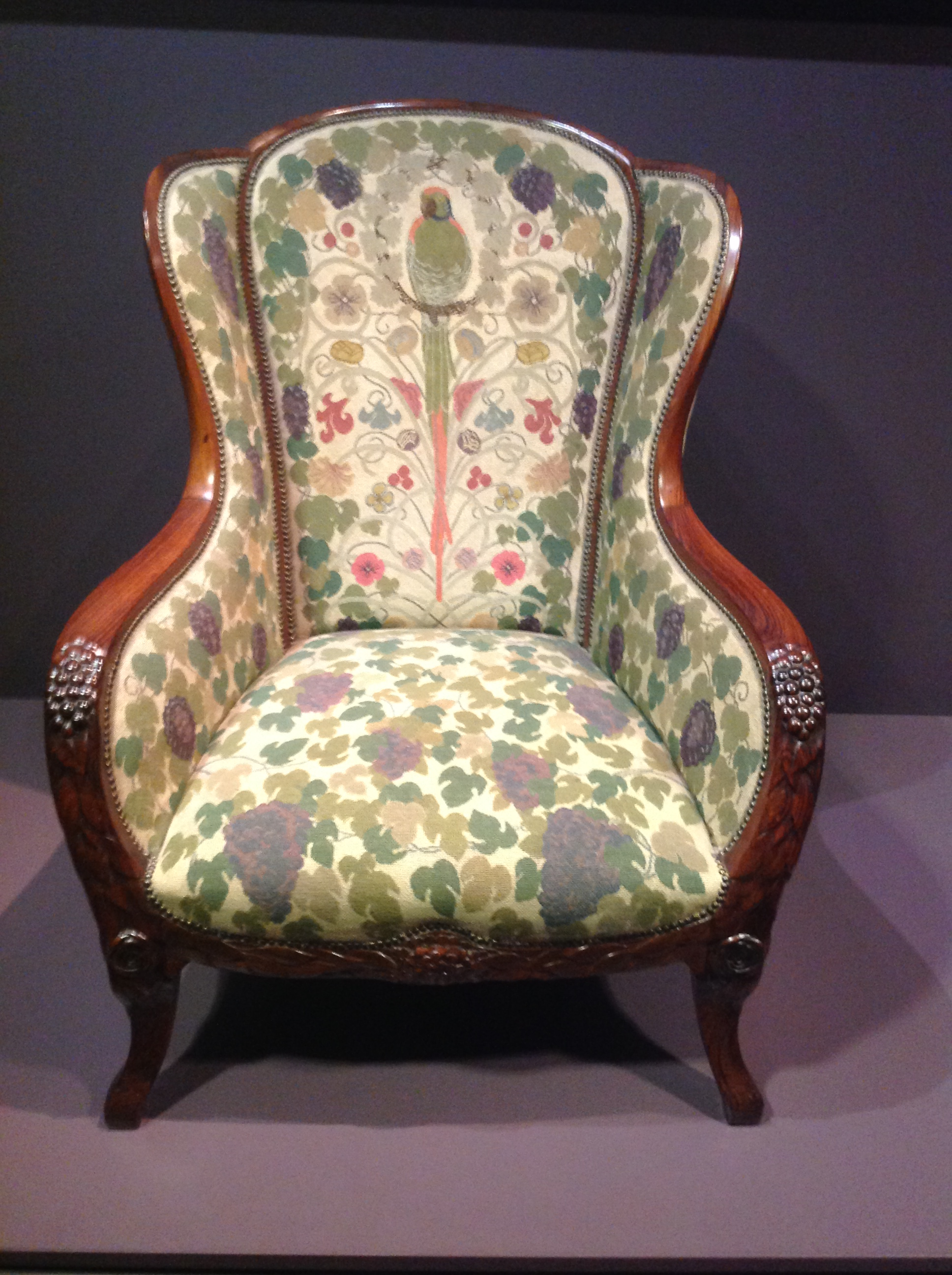
Fotoliu Art Deco făcut pentru colecționarul de artă Jacques Doucet (1912–1913)
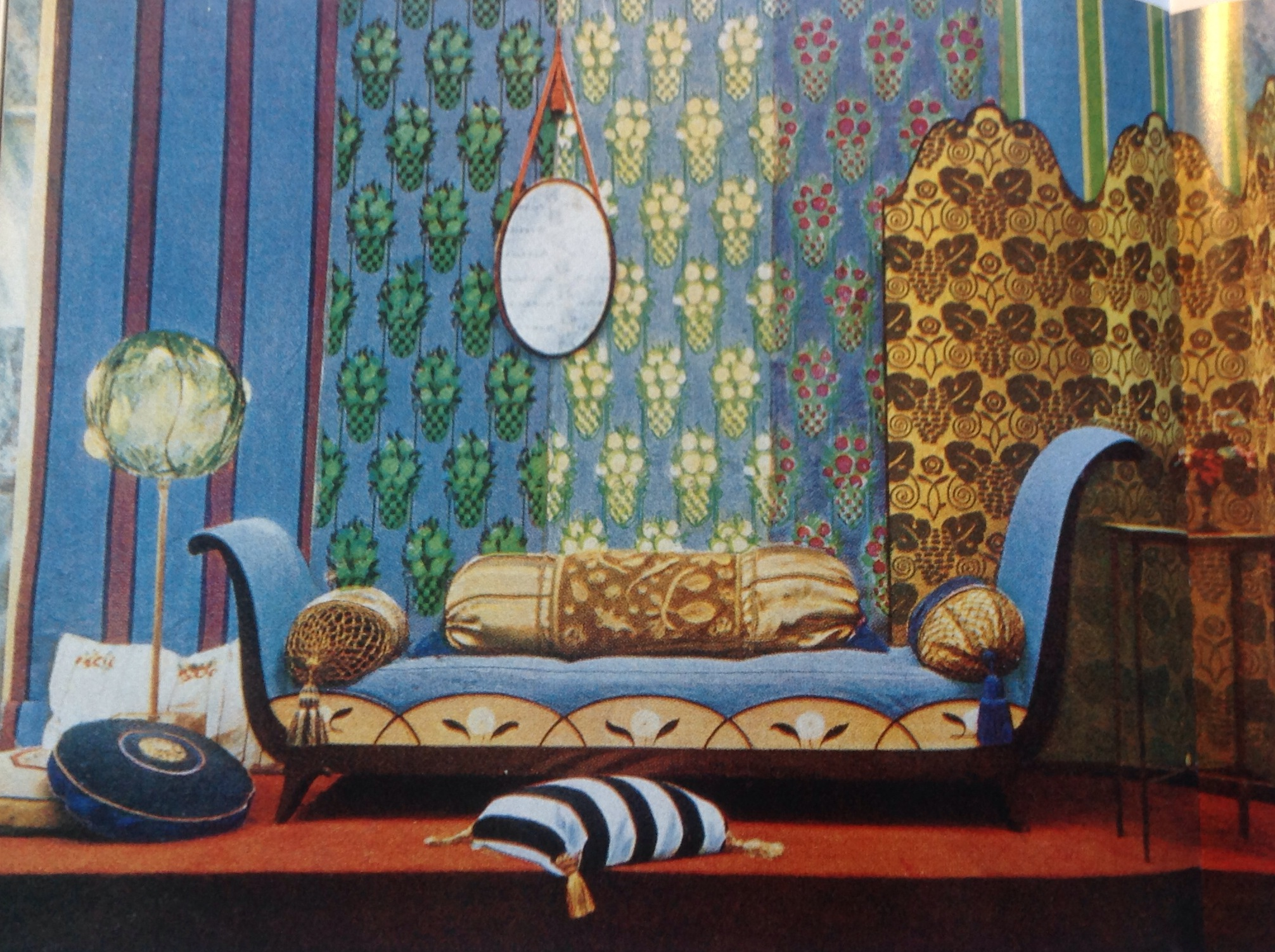
Mobilă Art Deco timpurie de Atelier français la Salon d'Automne din 1913, în revista Art et décoration (1914)

La nașterea sa între 1910 și 1914, Art Deco-ul a fost o explozie de culori, cu nuanțe intense și adesea discordante, frecvent în modele florale, prezente în tapițerie de mobilă, covoare, ecrane, tapet și țesături. Multe lucrări colorate, inclusiv scaune și o masă de Maurice Dufrêne și un covor Gobelin intens de Paul Follot au fost prezentate la Salon des artistes décorateurs din 1912. În 1912–1913 designerul Adrien Karbowsky a realizat un scaun floral cu un design de papagal pentru cabana de vânătoare a colecționarului de artă Jacques Doucet. Designerii de mobilă Louis Süe și André Mare și-au făcut prima apariție la expoziția din 1912, cu numele de Atelier français, combinând țesături colorate cu materiale exotice și scumpe, inclusiv abanos și fildeș. După Primul Război Mondial, au devenit una dintre cele mai proeminente firme de design interior francez, producând mobilă pentru saloanele și cabinele de primă clasă ale pacheboturilor transatlantice franceze.
Culorile vii ale Art Deco-ului provin din mai multe surse, inclusiv scenografiile exotice ale lui Léon Bakst pentru Ballets Russes, care au provocat senzație la Paris chiar înainte de Primul Război Mondial. Unele dintre culori au fost inspirate de mișcarea fauvistă anterioară condusă de Henri Matisse; altele prin orfismul unor pictori ca Sonia Delaunay; iar altele prin mișcarea cunoscută Les Nabis și în opera pictorului simbolist Odilon Redon, care a proiectat ecrane pentru șeminee și alte obiecte decorative. Culorile intense au fost o caracteristică a operei designerului de modă Paul Poiret, a cărui lucrare a influențat atât moda Art Deco, cât și designul interior.

### Cubismul

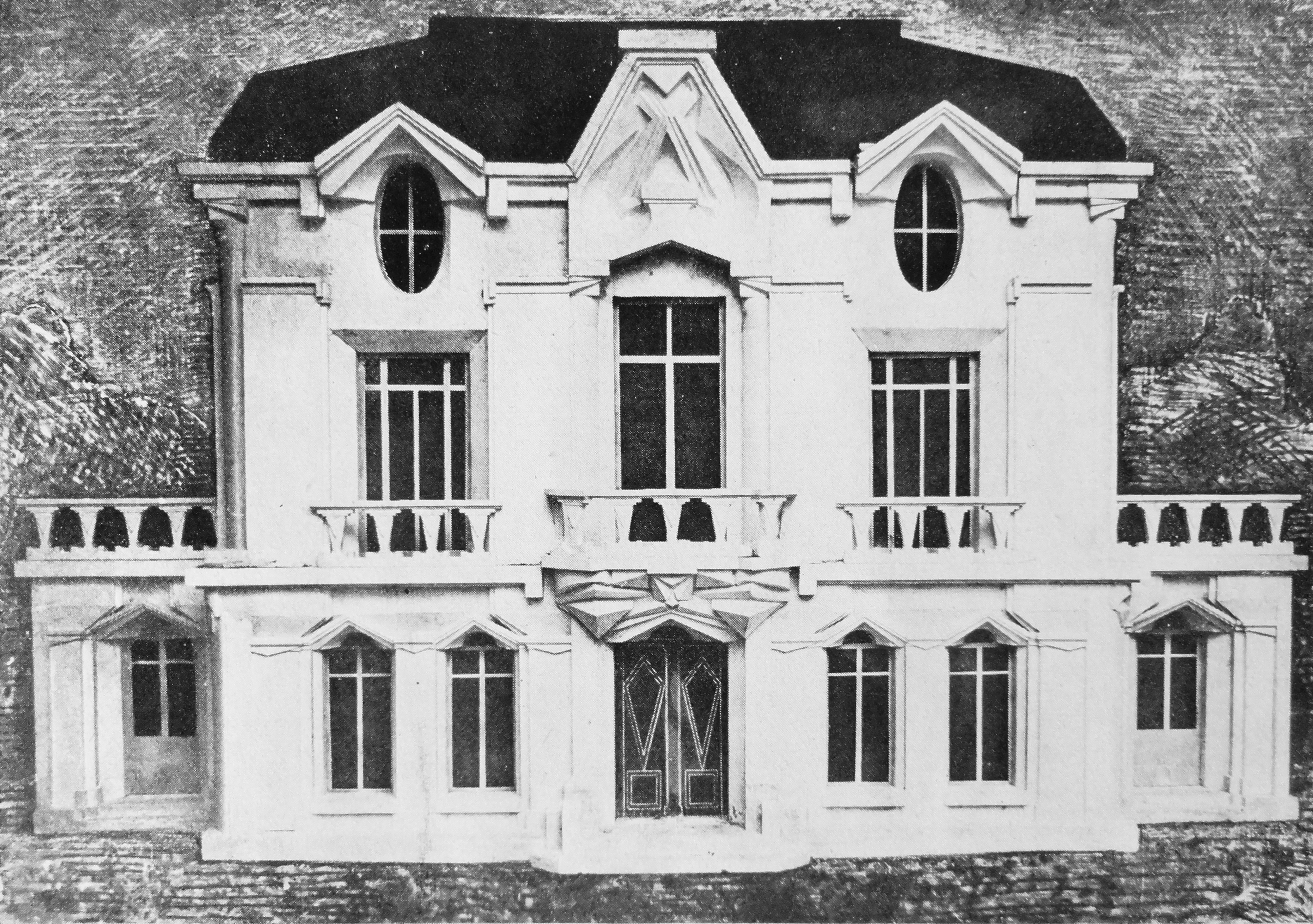
Design pentru fațada Casei Cubiste (La Maison Cubiste) de Raymond Duchamp-Villon (1912)
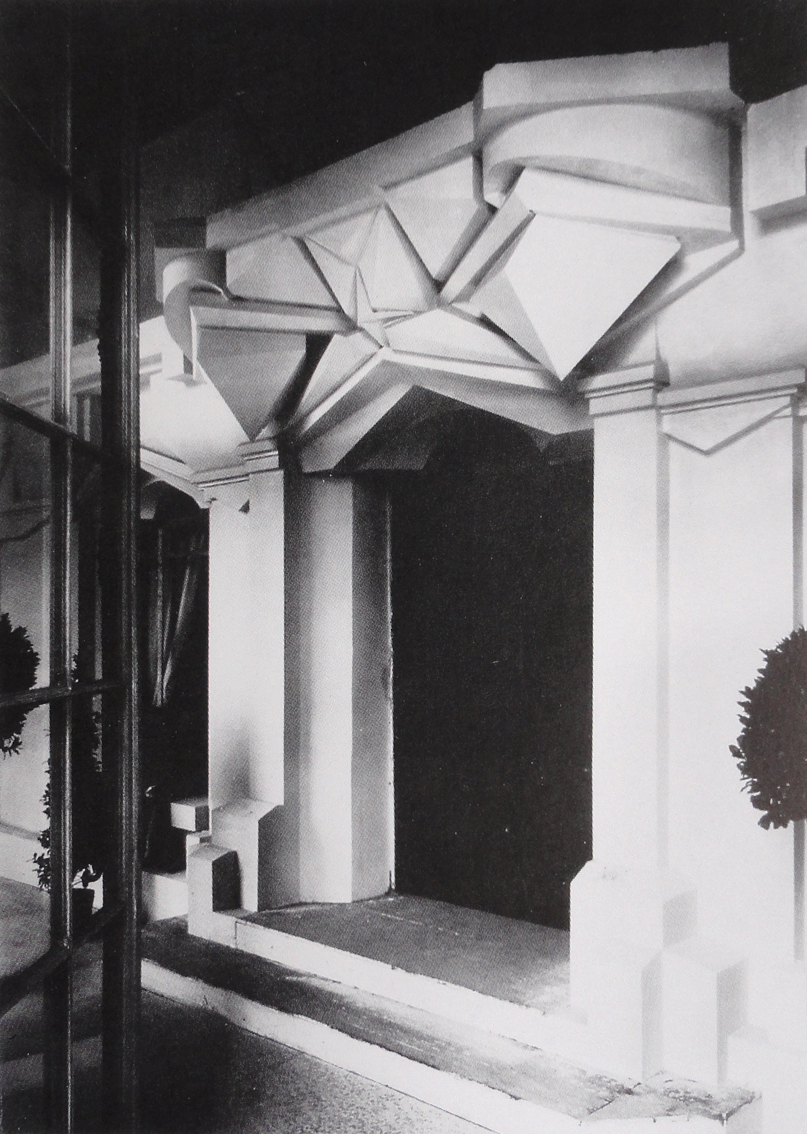
Raymond Duchamp-Villon, 1912, La Maison Cubiste (Casa Cubistă) la Salon d'Automne, 1912, detaliu al intrării
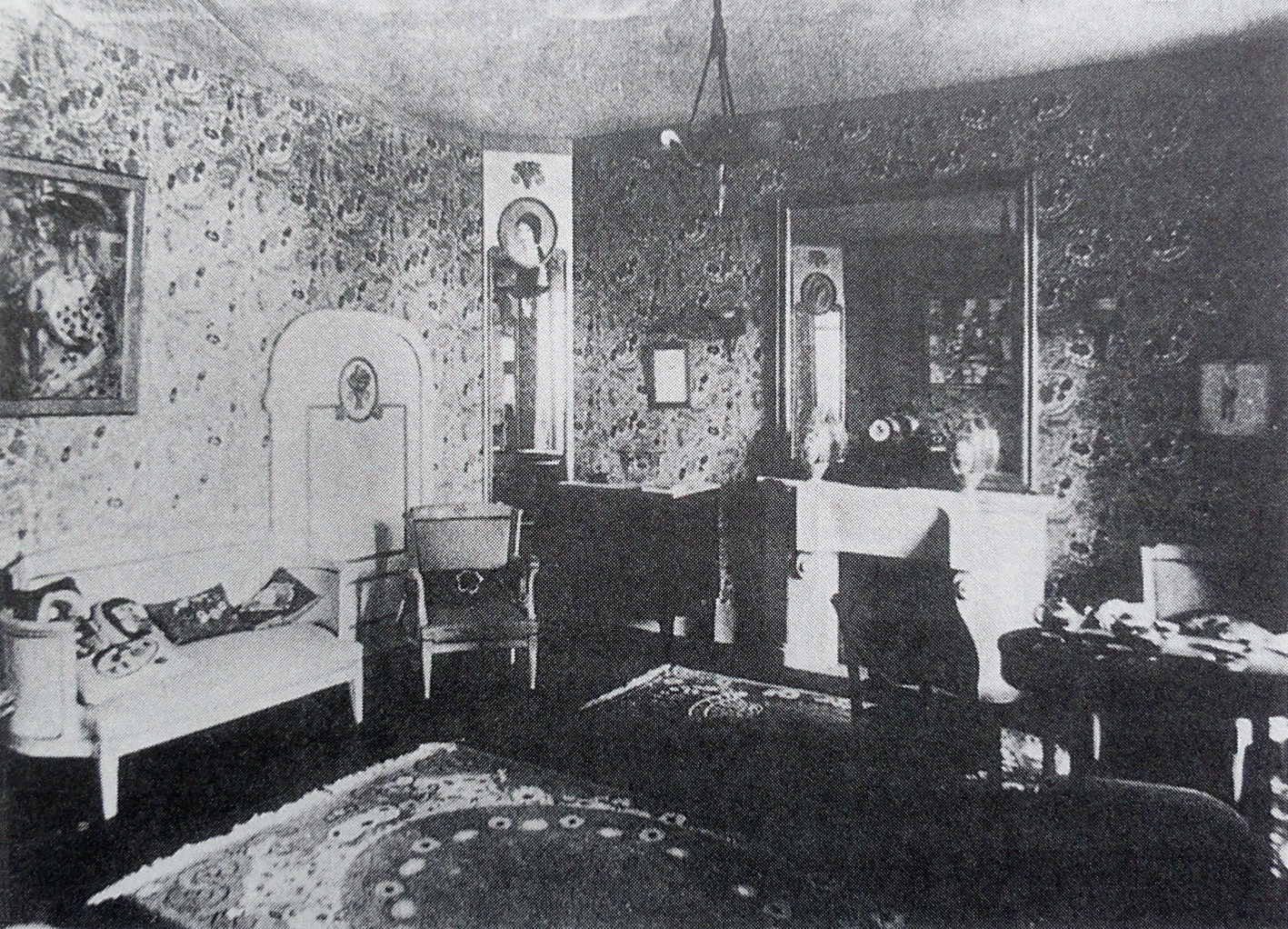
Le Salon Bourgeois, proiectat de André Mare în La Maison Cubiste, la secțiunea artelor decorative de la Salon d'Automne, 1912, din Paris. Femme à l'Éventail a lui Metzinger pe peretele stâng
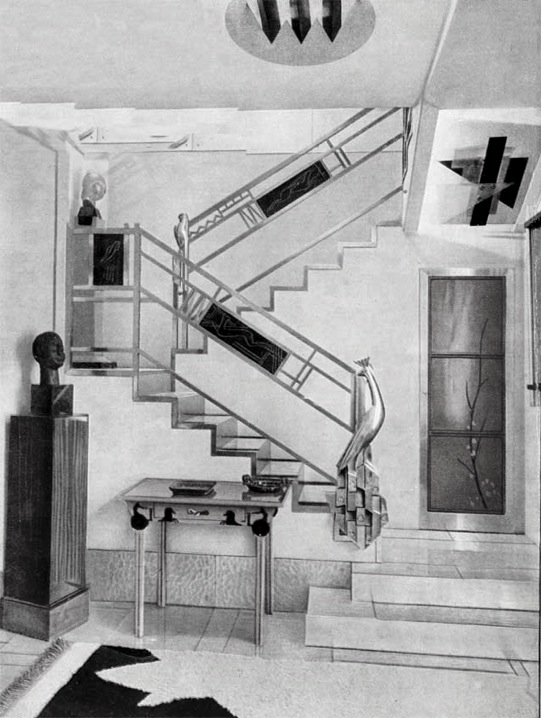
Scară din hôtelul particulier a colecționarului de artă și designerului de modă Jacques Doucet (1927). Design de Joseph Csaky. Formele geometrice ale cubismului au avut o influență puternică asupra Art Deco-ului
Hôtelul perticulier al lui Jacques Doucet, 1927. Les Demoiselles d'Avignon ale lui Picasso pot să fie văzute atârnând în fundal

Curentul artistic cunoscut sub numele de cubism a apărut în Franța între 1907 și 1912, influențând dezvoltarea Art Deco-ului. În Art Deco Complete: The Definitive Guide to the Decorative Arts of the 1920s and 1930s, Alastair Duncan scrie „Cubismul, într-o formă bastardată sau altfel, a devenit lingua franca a artiștilor decorativi ai epocii.” Cubiștii, ei înșiși sub influența lui Paul Cézanne, erau interesați de simplificarea formelor la elementele lor geometrice esențiale: cilindrul, sfera, conul.

Joseph Csaky, 1912, Danseuse (Femme à l'éventail, Femme à la cruche), original de ipsos, expus la Salon d'Automne din 1912 și la Salon des Indépendants din 1914, o sculptură protoArt Deco

În 1912, artiștii Secțiunii d'Or au expus lucrări mult mai accesibile publicului larg decât cubismul analitic al lui Picasso și Braque. Vocabularul cubist a fost pregătit astfel încât să atragă designeri de modă, mobilă și de interior.
Scrierile lui André Vera din 1912, Le Nouveau style, publicate în revista L'Art décoratif, au exprimat respingerea formelor Art Nouveau (asimetrice, policrome și pitorești) și au cerut simplicité volontaire, symétrie manifeste, l'ordre et l'harmonie, teme care aveau să devină în cele din urmă comune în Art Deco; chiar dacă stilul Deco a fost adesea extrem de colorat și adesea complex.
În secțiunea Art Décoratif a Salonului d'Automne din 1912, a fost expusă o instalație arhitecturală cunoscută ca La Maison Cubiste. Fațada a fost proiectată de Raymond Duchamp-Villon. Decorul casei a fost realizat de André Mare. La Maison Cubiste a fost o instalație mobilată cu fațadă, scară, balustrade din fier forjat, un dormitor, o cameră de zi - Salon Bourgeois, unde erau agățate picturi de Albert Gleizes, Jean Metzinger, Marie Laurencin, Marcel Duchamp, Fernand Léger și Roger de La Fresnaye.  Mii de spectatori la salon au trecut prin modelul la scară mare.
Fațada casei, proiectată de Duchamp-Villon, nu a fost foarte radicală pentru standardele moderne; buiandrugurile și frontoanele aveau forme prismatice, dar altfel fațada semăna cu o casă obișnuită a perioadei. Pentru cele două camere, Mare a proiectat tapetul, care conținea trandafiri stilizați și modele florale, alături de tapițerie, mobilă și covoare, toate cu motive flamboiante și colorate. A fost o pauză distinctă de decorul tradițional. Criticul Emile Sedeyn a descris lucrarea lui Mare în revista Art et Décoration: „Nu se jenează cu simplitate, pentru că înmulțește florile oriunde pot să fie puse. Efectul pe care îl caută e evident unul pitoresc și vesel. El îl atinge”. Elementul cubist a fost furnizat de picturi. Instalația a fost atacată de unii critici ca fiind extrem de radicală, ceea ce a contribuit la succesul ei. Această instalație arhitecturală a fost expusă ulterior la Armory Show în 1913, în New York, Chicago și Boston. Datorită în mare parte expoziției, termenul „cubist” a început să fie aplicat la orice care era modern, de la tunsori pentru femei până la costume și spectacole de teatru.”
Influența cubistă a continuat în cadrul Art Deco-ului, chiar dacă Deco-ul s-a ramificat în multe alte direcții. În 1927, cubiștii Joseph Csaky, Jacques Lipchitz, Louis Marcoussis, Henri Laurens, sculptorul Gustave Miklos și alții au colaborat la decorarea unei Case Studio, rue Saint-James, Neuilly-sur-Seine, proiectată de arhitectul Paul Ruaud și deținută de designerul francez de modă Jacques Doucet, de asemenea colecționar de artă postimpresionistă de Henri Matisse și de picturi cubiste (inclusiv Les Demoiselles d'Avignon, pe care le-a cumpărat direct de la studioul lui Picasso). Laurens a proiectat fântâna, Csaky a proiectat scara lui Doucet, Lipchitz a făcut șemineul șemineului, iar Marcoussis a realizat un covor cubist.
Pe lângă artiștii cubiști, Doucet a adus și alți designeri de interior Deco care să ajute la decorarea casei, inclusiv Pierre Legrain, care s-a ocupat de organizarea decorării, Paul Iribe, Marcel Coard, André Groult, Eileen Gray și Rose Adler producând mobilă. Decorul a inclus piese masive din abanos, inspirate de arta africană, și mobilă acoperită cu piele marocană, piele de crocodil și de șarpe, și modele preluate din designurile africane.
Dezvoltarea Art Deco a geometriei selective a cubismului într-o gamă mai largă de forme a purtat cubismul ca o taxonomie picturală către un public mult mai larg și i-a dat un aspect mai atrăgător. (Richard Harrison Martin, Muzeul Metropolitan de Artă)

## Influențe

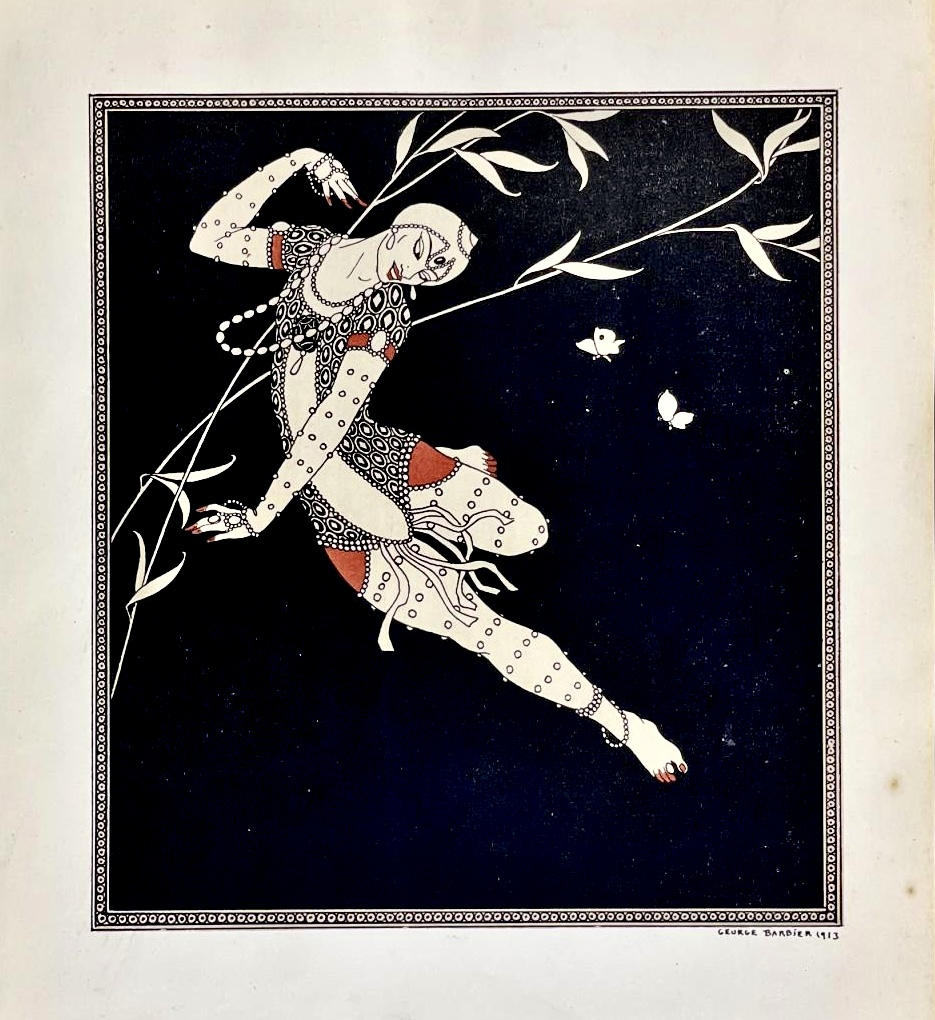
Exotismul companiei de balet Ballets Russes a avut o influență puternică asupra Deco-ului timpuriu. Un desen cu dansatorul Vaslav Nijinsky făcut de ilustratorul de modă parizian Georges Barbier (1913)
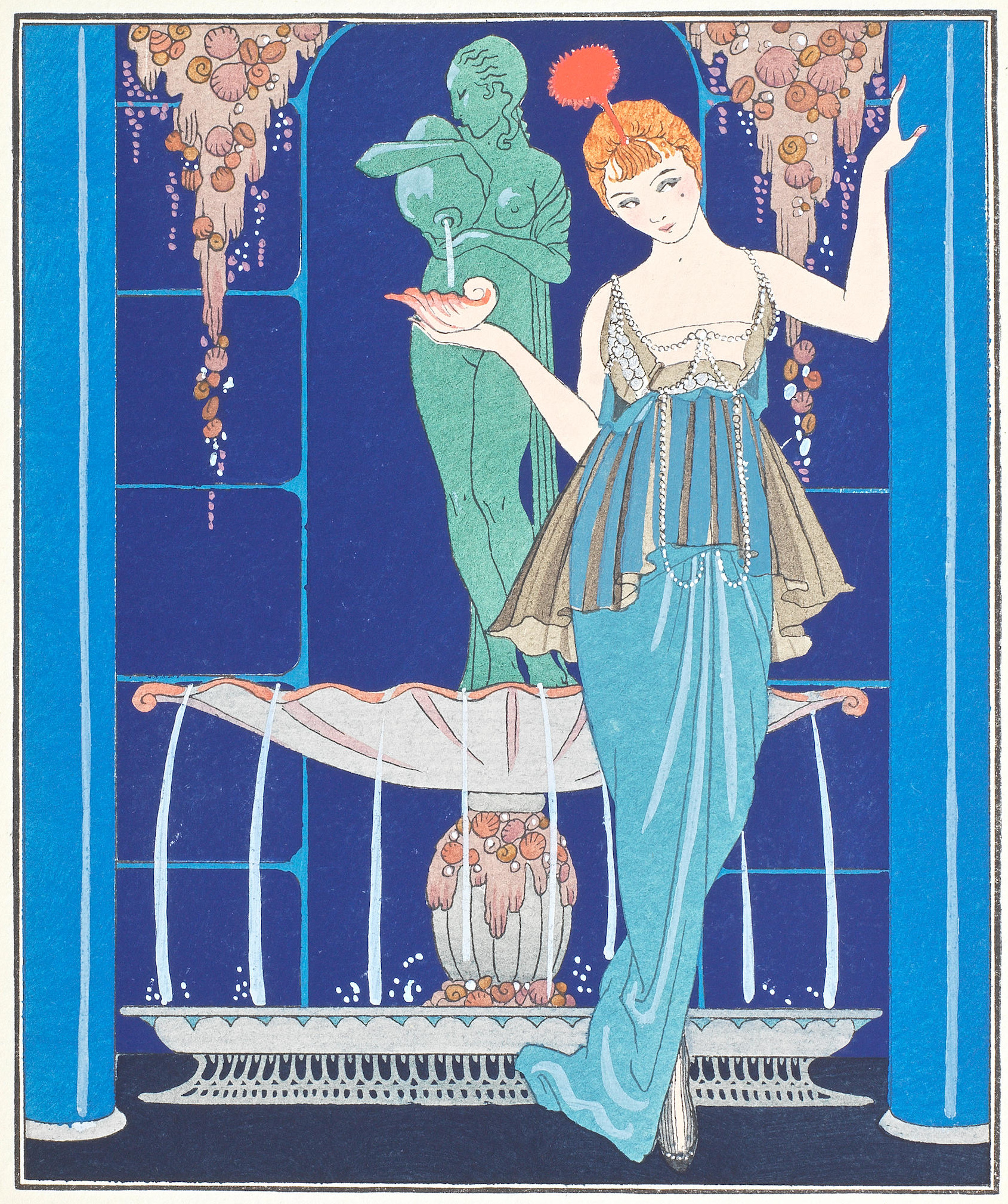
Ilustrație de Georges Barbier a unei ținute de Jeanne Paquin (1914). Designurile florale stilizate și culorile intense sunt o caracteristică a Art Deco-ului timpuriu
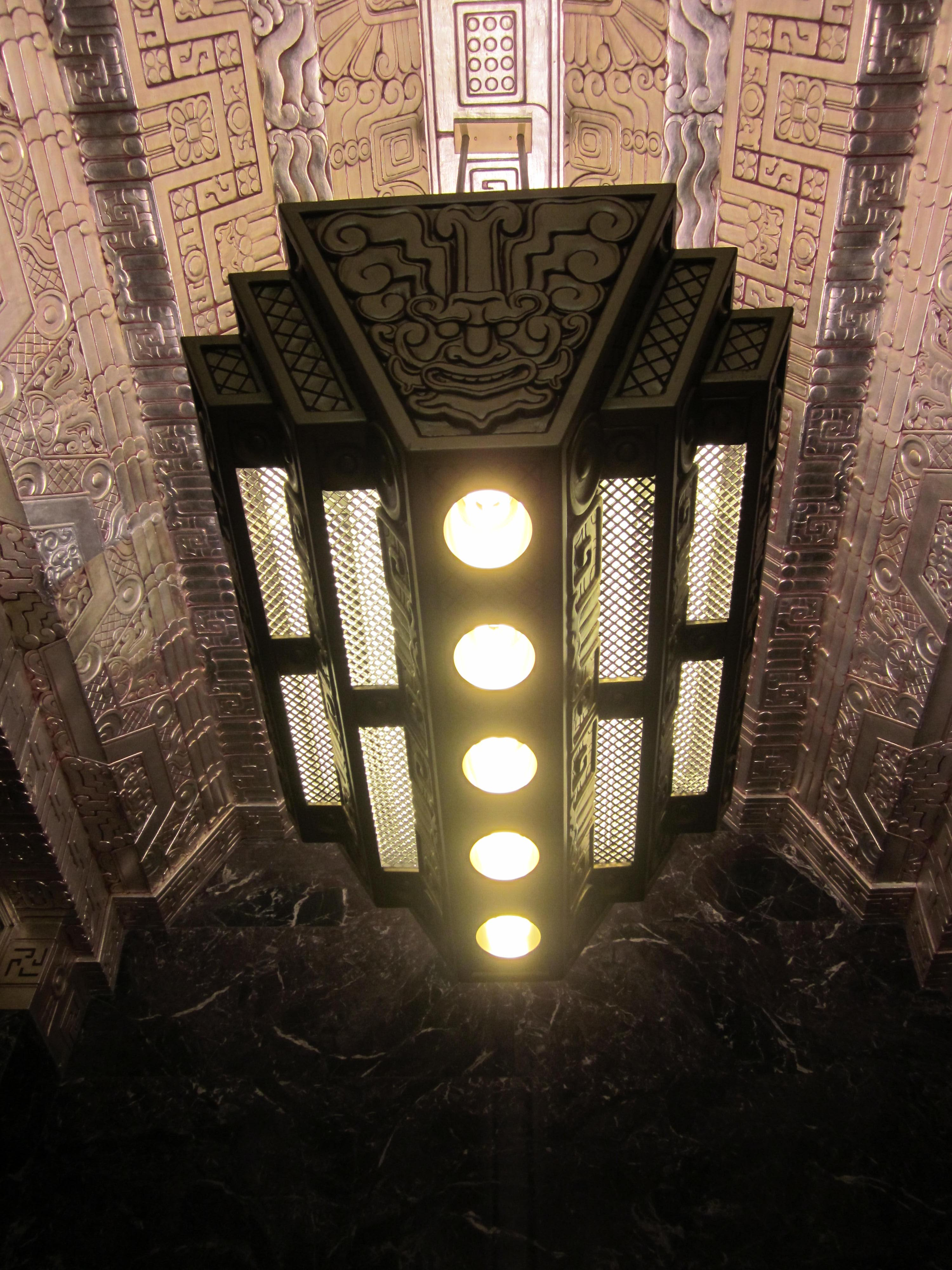
Hol din 450 Sutter Street (San Francisco), de Timothy Pflueger (1929), inspirat de arta mayașă
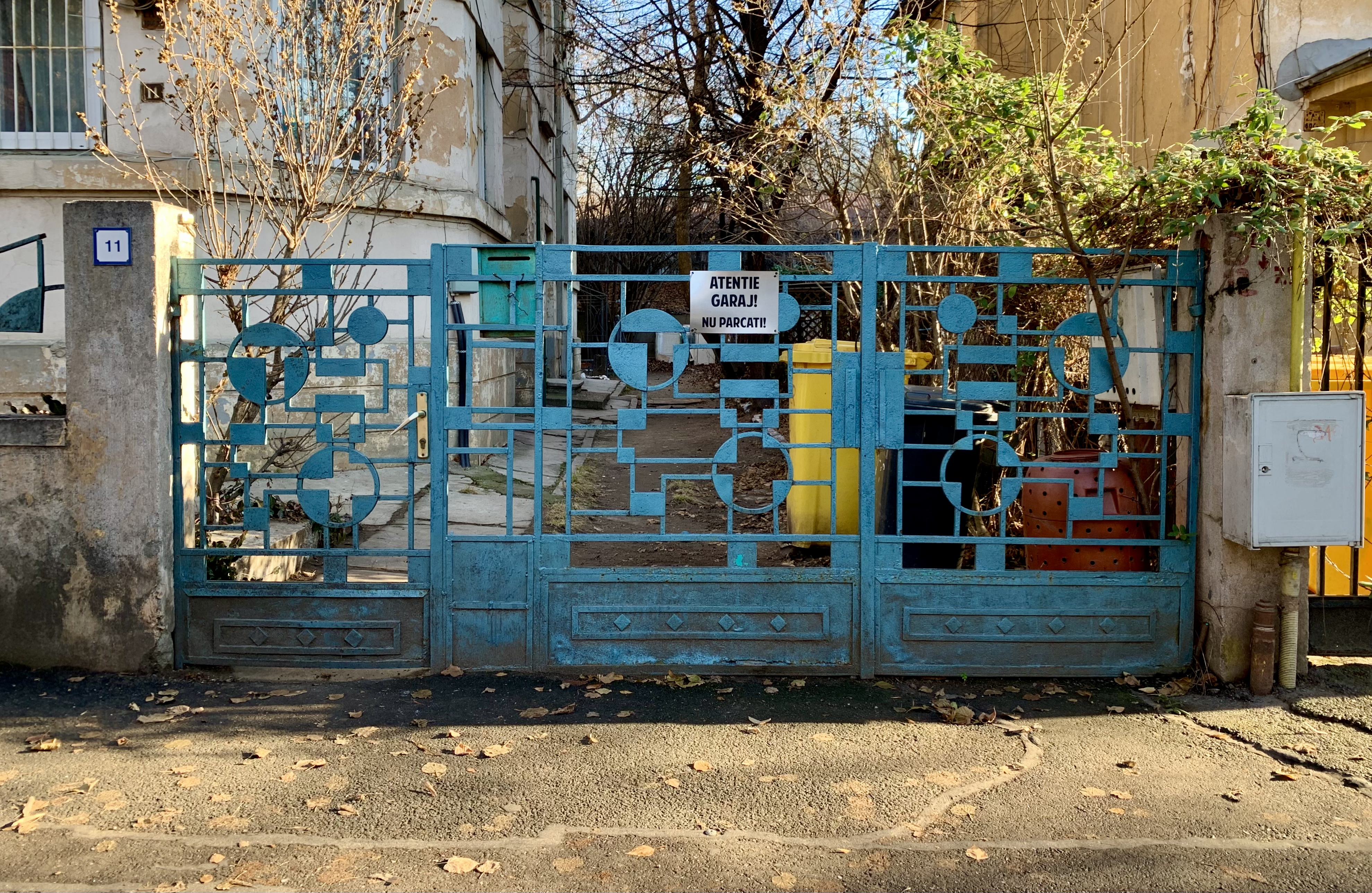
Poartă decorată cu forme geometrice simple la Strada Doctor Lister nr. 11, București, arhitect necunoscut (c.1930), inspirată de geometria care se găsește în arta futuristă și constructivistă
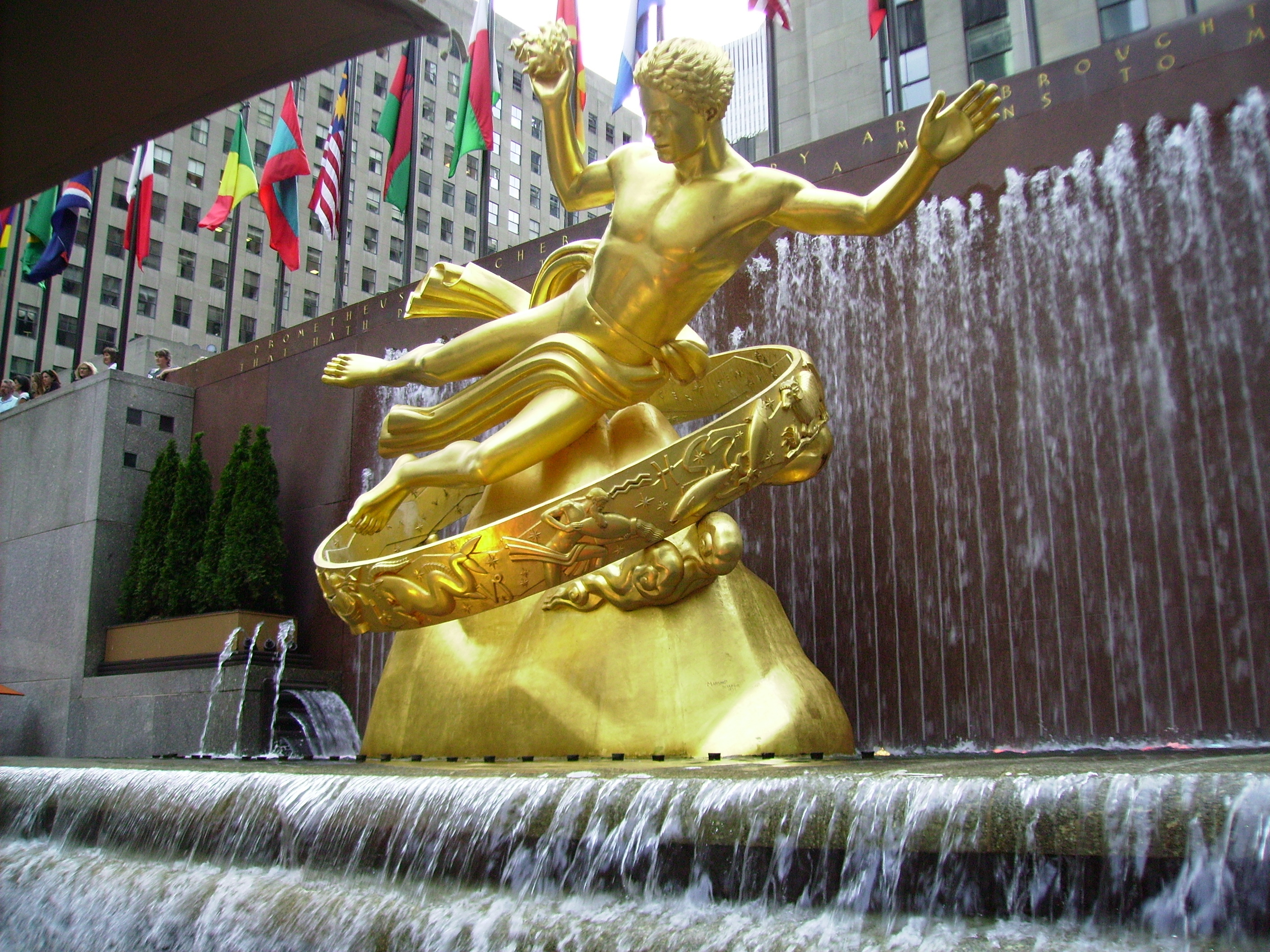
Prometeu de bronz aurit, la Rockefeller Center (New York City), de Paul Manship (1934), o actualizare Art Deco stilizată a sculpturii clasice (1936)
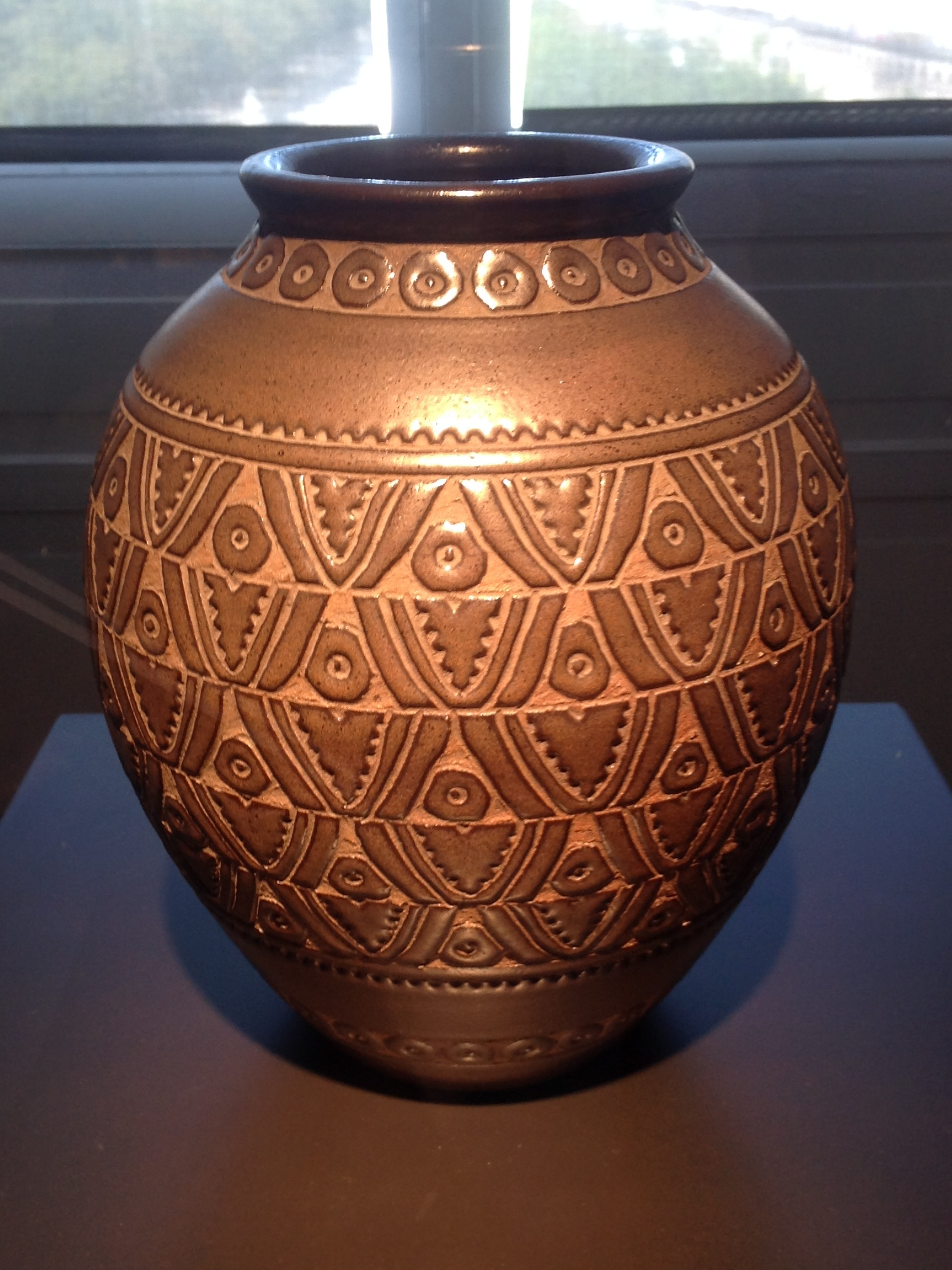
O vază de ceramică inspirată de motive ale sculpturii africane tradiționale de lemn, de Emile Lenoble (1937), în Muzeul de Arte Decorative din Paris

Art Deco-ul nu a fost un singur stil, ci o colecție de stiluri diferite și uneori contradictorii. În arhitectură, Art Deco-ul a fost succesorul și reacția împotriva Art Nouveau-ului, un stil care a înflorit în Europa între 1895 și 1910 și, de asemenea, a înlocuit treptat arhitectura Beaux-Arts și cea neoclasică care au predominat în arhitectura europeană și americană. În 1905, Eugène Grasset a scris și publicat Méthode de Composition Ornementale, Éléments Rectilignes, în care a explorat sistematic aspectele decorative (ornamentale) ale elementelor geometrice, formelor, motivelor și variațiilor lor, în contrast cu (și ca o abatere de la) stilul ondulat Art Nouveau al lui Hector Guimard, atât de popular în Paris cu câțiva ani mai devreme. Grasset a evidențiat principiul că diferite forme geometrice simple ca triunghiurile și pătratele sunt baza tuturor aranjamentelor compoziționale. Clădirile din beton armat ale lui Auguste Perret și Henri Sauvage, și în special Théâtre des Champs-Élysées, au oferit o nouă formă de construire și ornamentare, care a fost copiată la nivel mondial.
În decor, multe stiluri diferite au fost împrumutate și folosite de Art Deco. Au fost incluse artă premodernă din toată lumea și observabilă la Luvru, Musée de l'Homme și Musée national des Arts d'Afrique et d'Océanie. A existat, de asemenea, un interes popular pentru arheologie datorită săpăturilor de la Pompeii, Troia și mormântul faraonului Tutankhamon din a XVIII-a Dinastie. Artiștii și designerii au integrat motive din Egiptul Antic, Mesopotamia, Grecia Antică, Roma Antică, Asia, Mesoamerica și Oceania cu elemente ale Epocii Mașinii.
Alte stiluri împrumutate includ constructivismul rus și futurismul italian, precum și orfismul, funcționalismul și modernismul în general. Art Deco-ul a folosit, de asemenea, culorile discordante și desenele fauvismului, în special în opera lui Henri Matisse și André Derain, fiind inspirate designurile textilelor Art Deco, tapetulului și ale ceramicii pictate. [35]  A luat idei din vocabularul de înaltă modă al perioadei, care conținea modele geometrice, chevroni, zigzaguri și buchete de flori stilizate. A fost influențat de descoperirile din egiptologie și de interesul în creștere pentru Orient și arta africană. Începând din 1925, a fost adesea inspirat de pasiunea pentru mașini noi, cum ar fi dirijabile, automobile și pacheboturile, iar până în 1930, această influență a dus la stilul numit modernism pachebot.

## Stil al luxului și al modernității

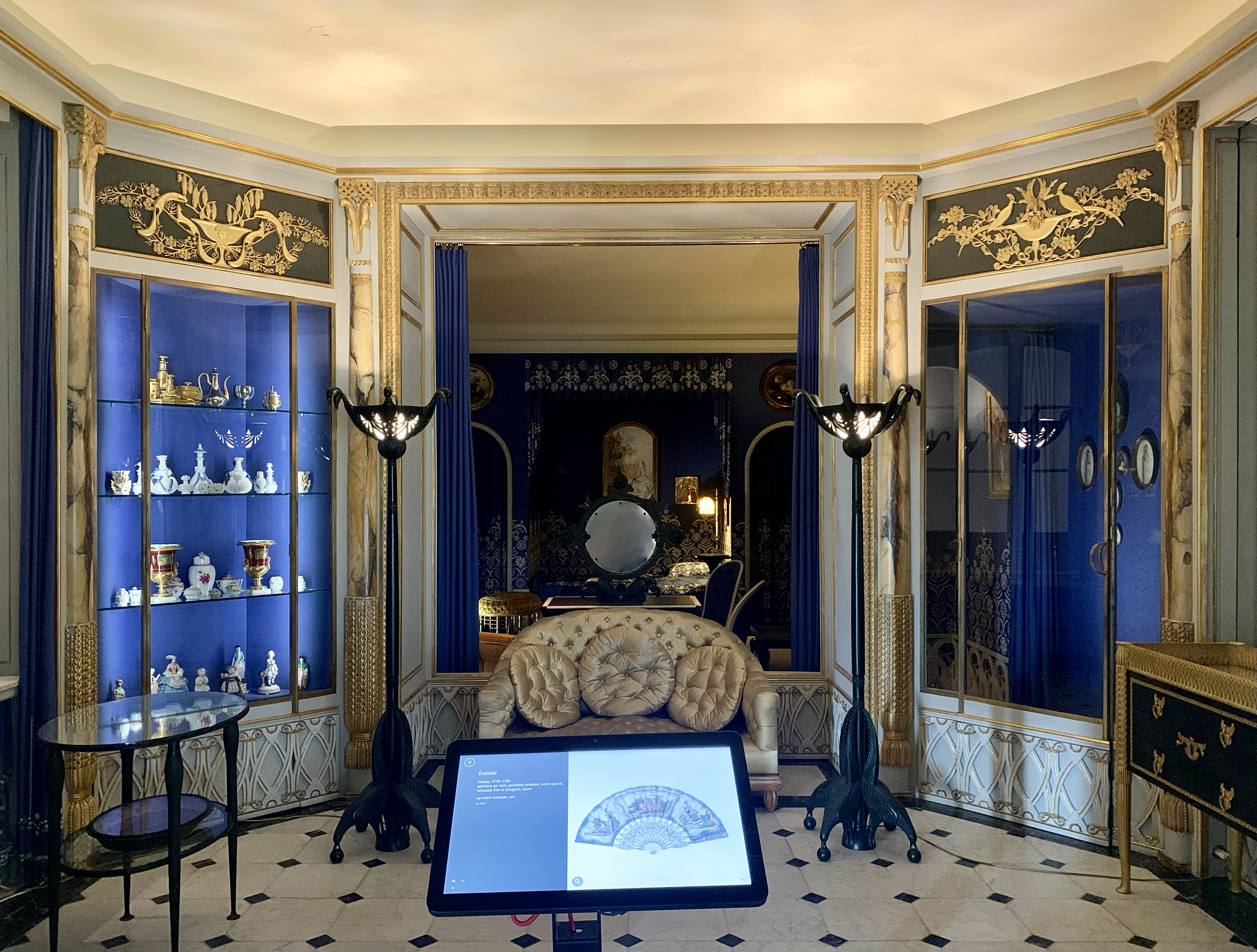
Boudoirul designerului de modă Jeanne Lanvin (1922–1925), acum în Muzeul de Arte Decorative din Paris
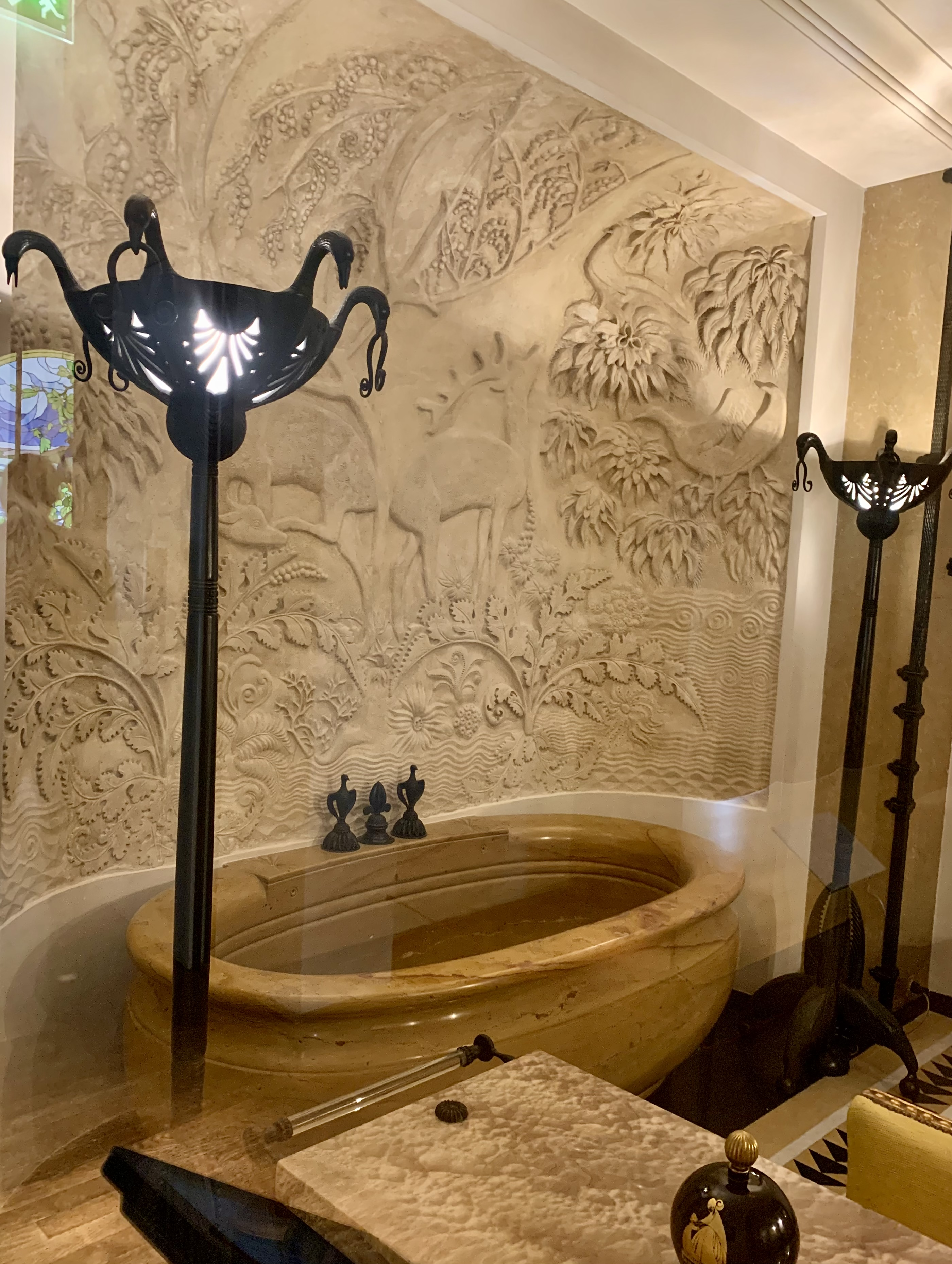
Baie a lui Jeanne Lanvin, făcută din marmură de Sienna, cu ornamente sculptate din stuc și bronz (1922–1925)
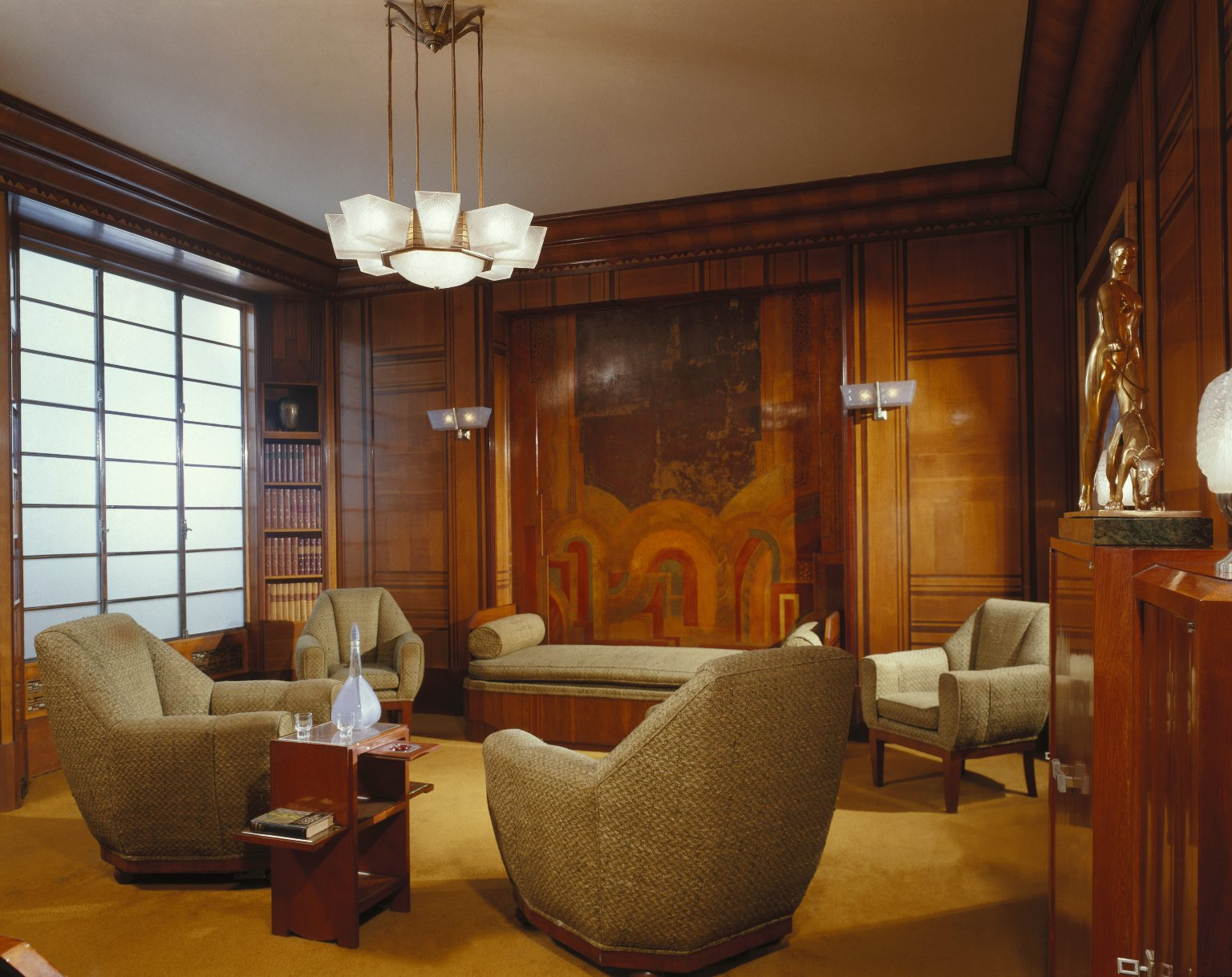
Birou Art Deco făcut de firma pariziană de design Alavoine, acum în Muzeul Brooklyn din New York City (1928–1930)
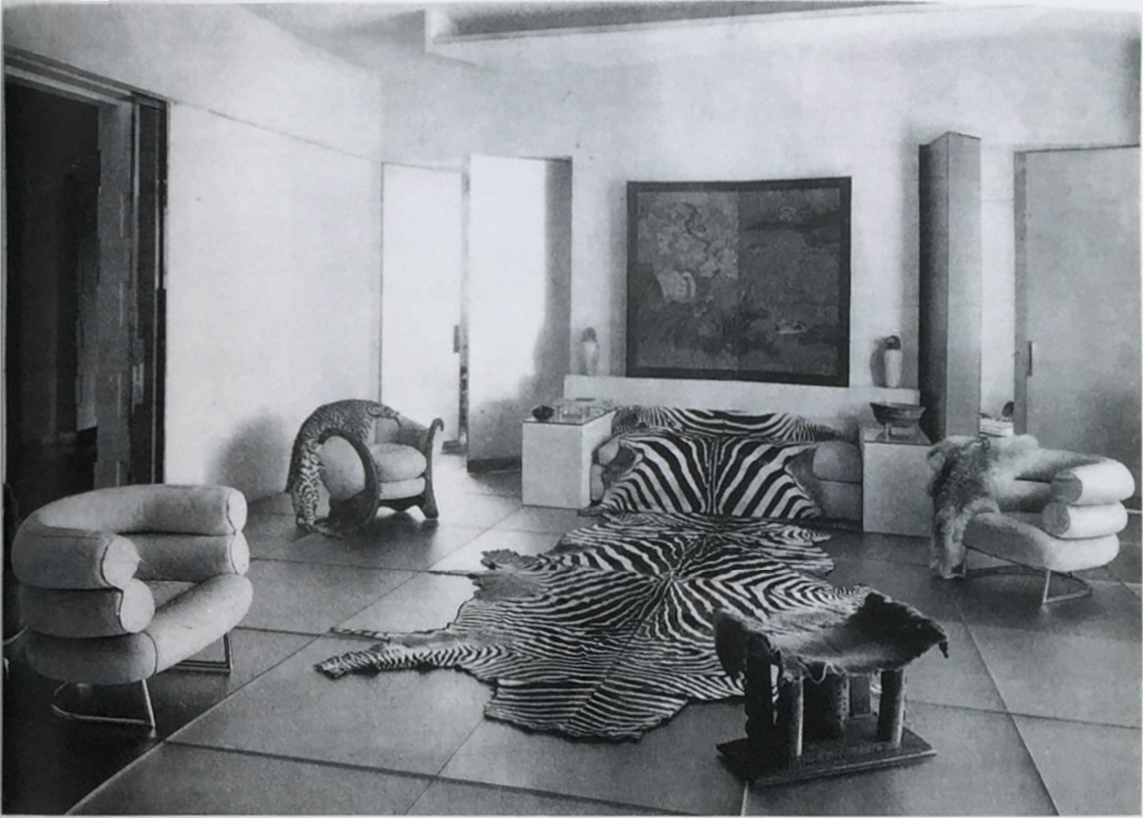
Salonul de Sticlă (Le Salon de Verre), proiectat de Paul Ruaud cu mobilă de Eileen Gray, pentru Madame Mathieu-Levy (milliner al buticului J. Suzanne Talbot), 9, rue de Lota (Paris), 1922 (publicat în L'Illustration, 27 mai 1933)

Art Deco-ul a fost asociat atât cu luxul, cât și cu modernitatea; a combinat materiale foarte scumpe și măiestrie rafinată pusă în forme moderniste. Nimic nu era ieftin la Art Deco: mobila include intarsii de fildeș și argint, iar bijuteriile Art Deco combinau diamante cu platină, jad și alte materiale prețioase. Stilul a fost folosit pentru decorarea saloanelor de primă clasă ale navelor maritime, trenurilor de lux și ale zgârie-norilor. A fost folosit în întreaga lume pentru decorarea marilor palate cinematografice de la sfârșitul anilor 1920 și 1930. Mai târziu, după Marea Criză Economică, stilul s-a schimbat și a devenit mai sobru.
Un bun exemplu al stilului luxos care e Art Deco-ul este budoarul creatoarei de modă Jeanne Lanvin, proiectat de Armand-Albert Rateau (1882–1938) realizat între 1922 și 1925. A fost amplasat în casa ei de pe 16 rue Barbet de Jouy din Paris, care a fost demolată în 1965. Camera a fost reconstruită în Muzeul de Arte Decorative din Paris. Pereții sunt acoperiți cu lambris mulate sub basoreliefuri sculptate în stuc. Nișa este încadrată cu coloane de marmură, cu baze și un soclu de lemn sculptat. Podeaua e din marmură albă și neagră, iar în dulapuri sunt expuse obiecte decorative pe un fundal de mătase albastră. Baia ei avea o cadă și chiuvetă din marmură de Siennă, cu un perete de stuc sculptat și cu monturi de bronz.
Până în 1928 stilul devenise mai confortabil, cu scaune club din piele. Biroul proiectat de firma Alavoine din Paris pentru un om de afaceri american în 1928–1930, este acum în Muzeul Brooklyn.
Până în anii 1930, stilul fusese oarecum simplificat, dar era încă extravagant. În 1932 decoratorul Paul Ruoud a realizat Salonul de Sticlă pentru Suzanne Talbot. Avea un fotoliu serpentin și două fotolii tubulare făcute de Eileen Grey, o podea din dale argintată de sticlă mată, un panou cu modele abstracte din lac argintiu și negru, și o varietate de piei de animale.

## Expoziția Internațională de Arte Moderne, Industriale și Decorative(1925)

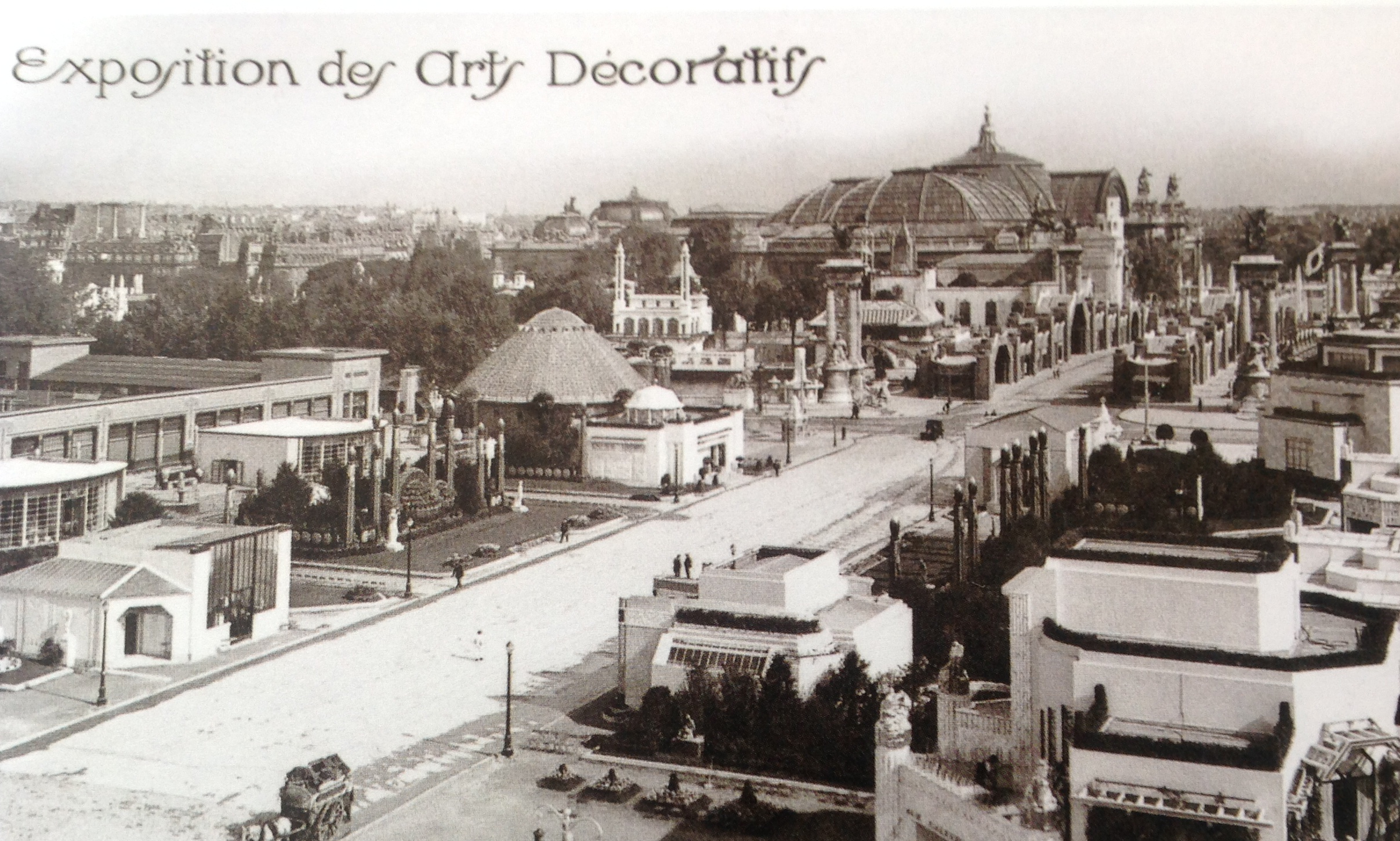
Carte poștală a Expoziției Internațională a Artelor Decorative și Industriale Moderne de la Paris (1925)
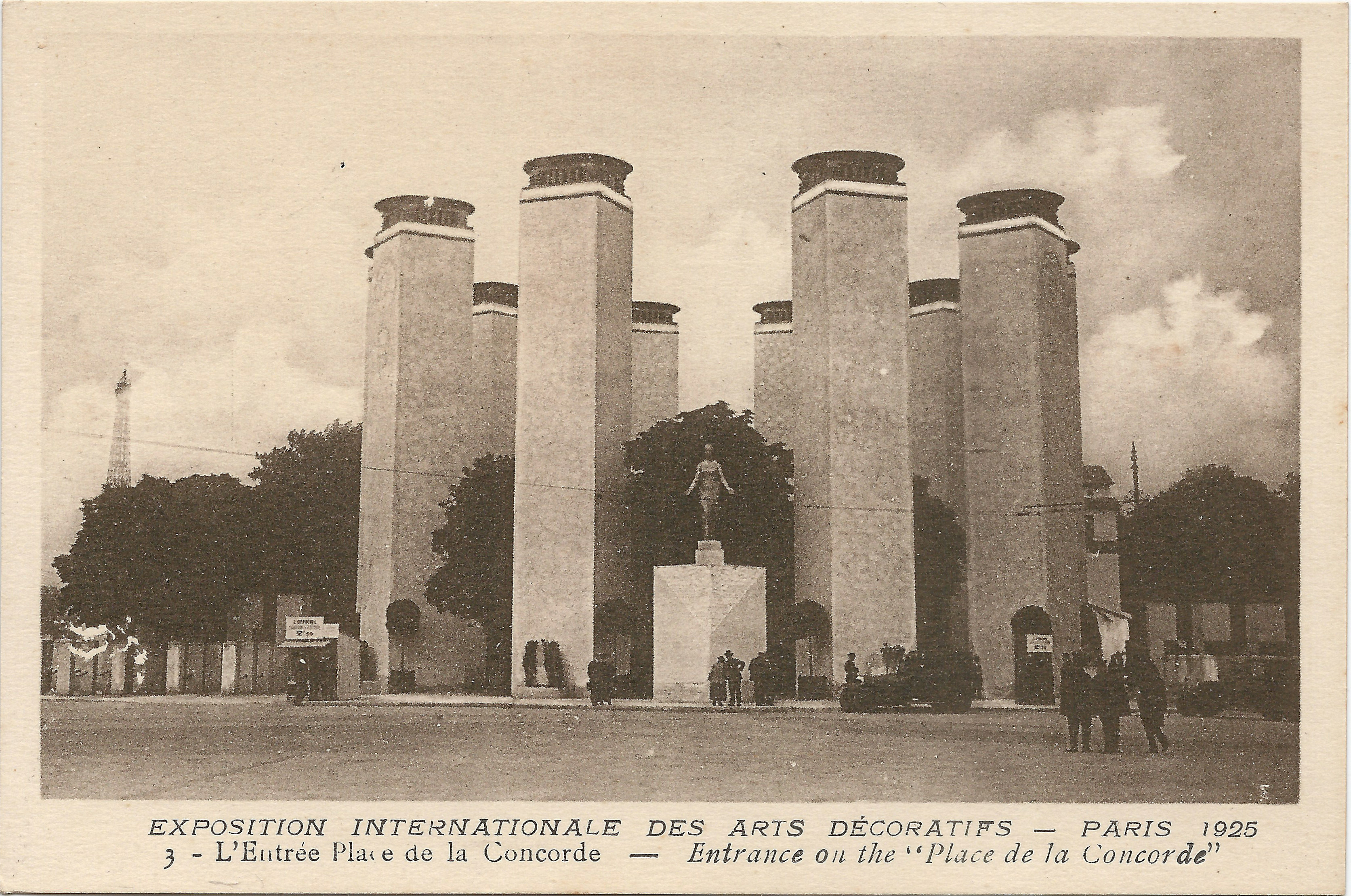
Intrare a expoziției din 1925 din Place de la Concorde de Pierre Patout
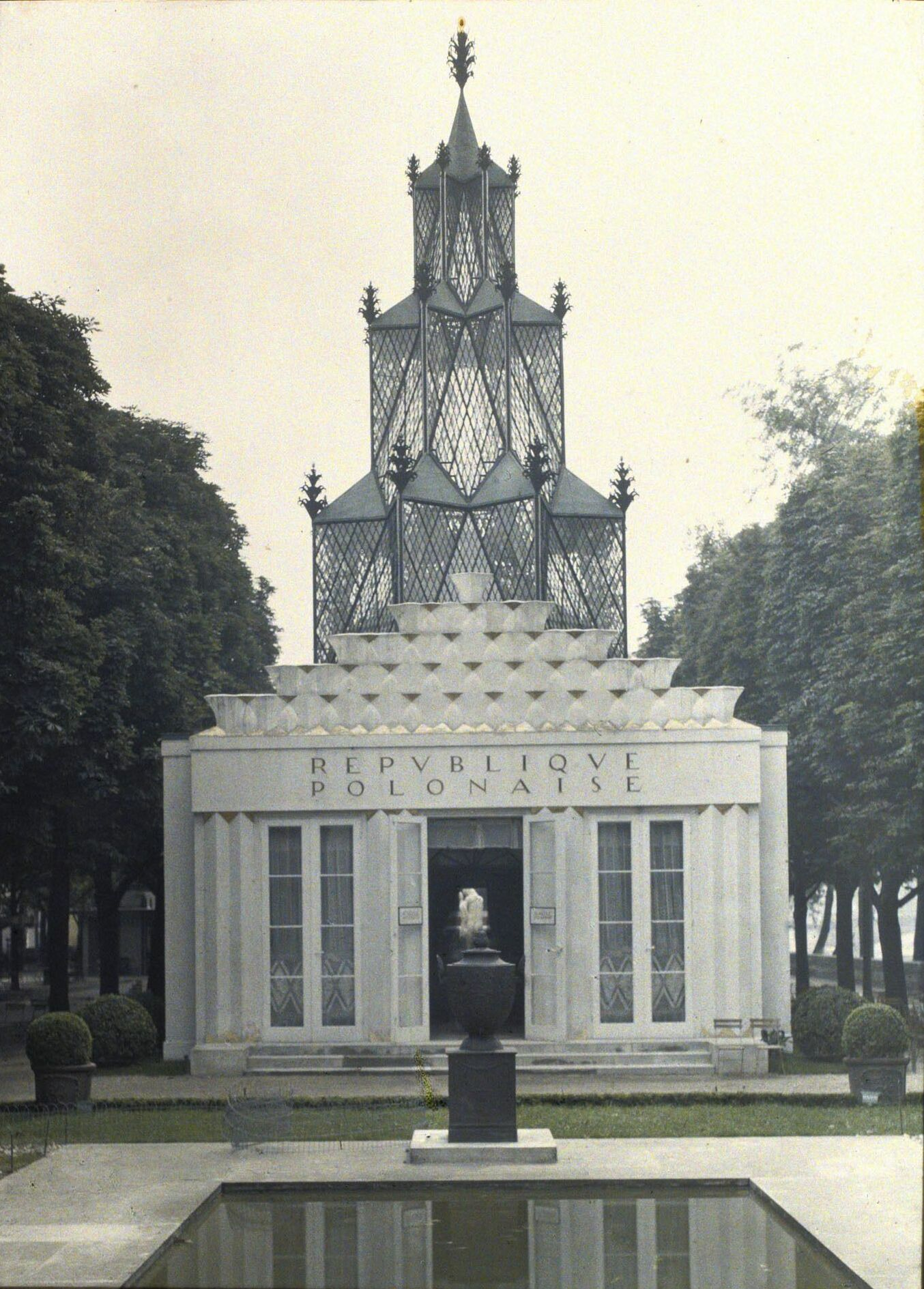
Pavilionul polonez (1925)
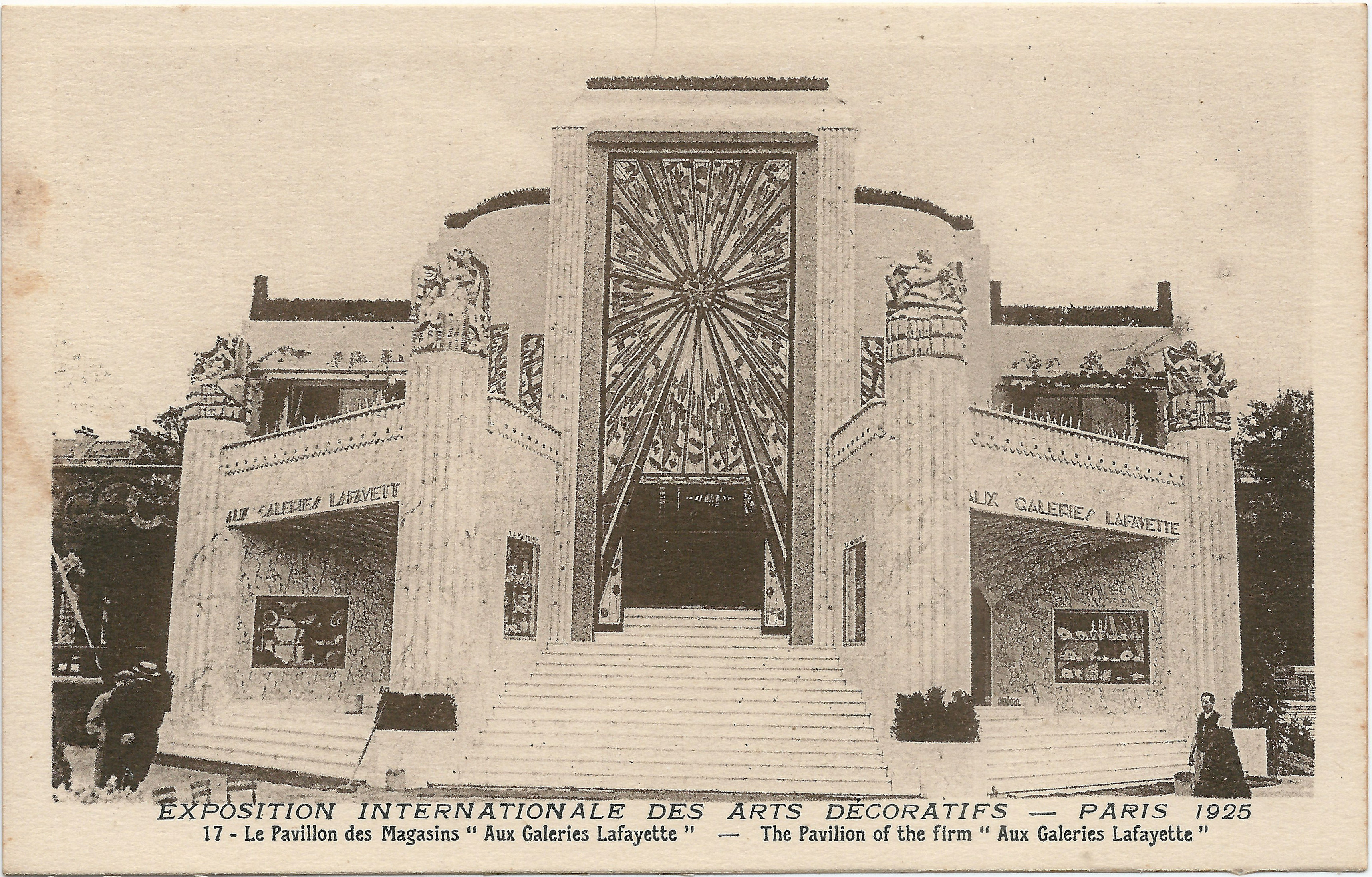
Pavilion al magazinului universal Galeriile Lafayette la expoziția din 1925
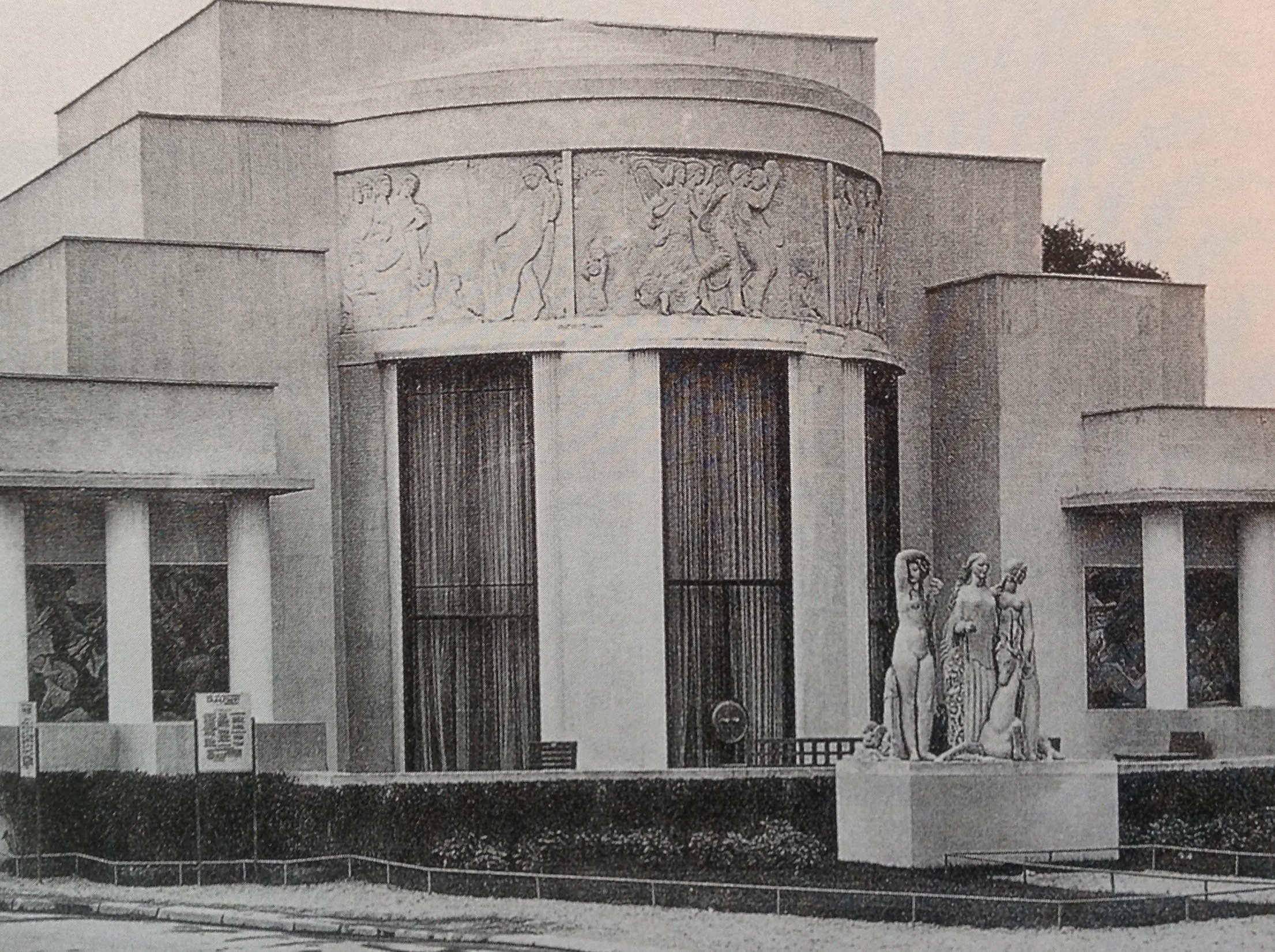
Hotel du Collectionneur, pavilionul manufactorului de mobilă Émile-Jacques Ruhlmann, proiectat de Pierre Patout.
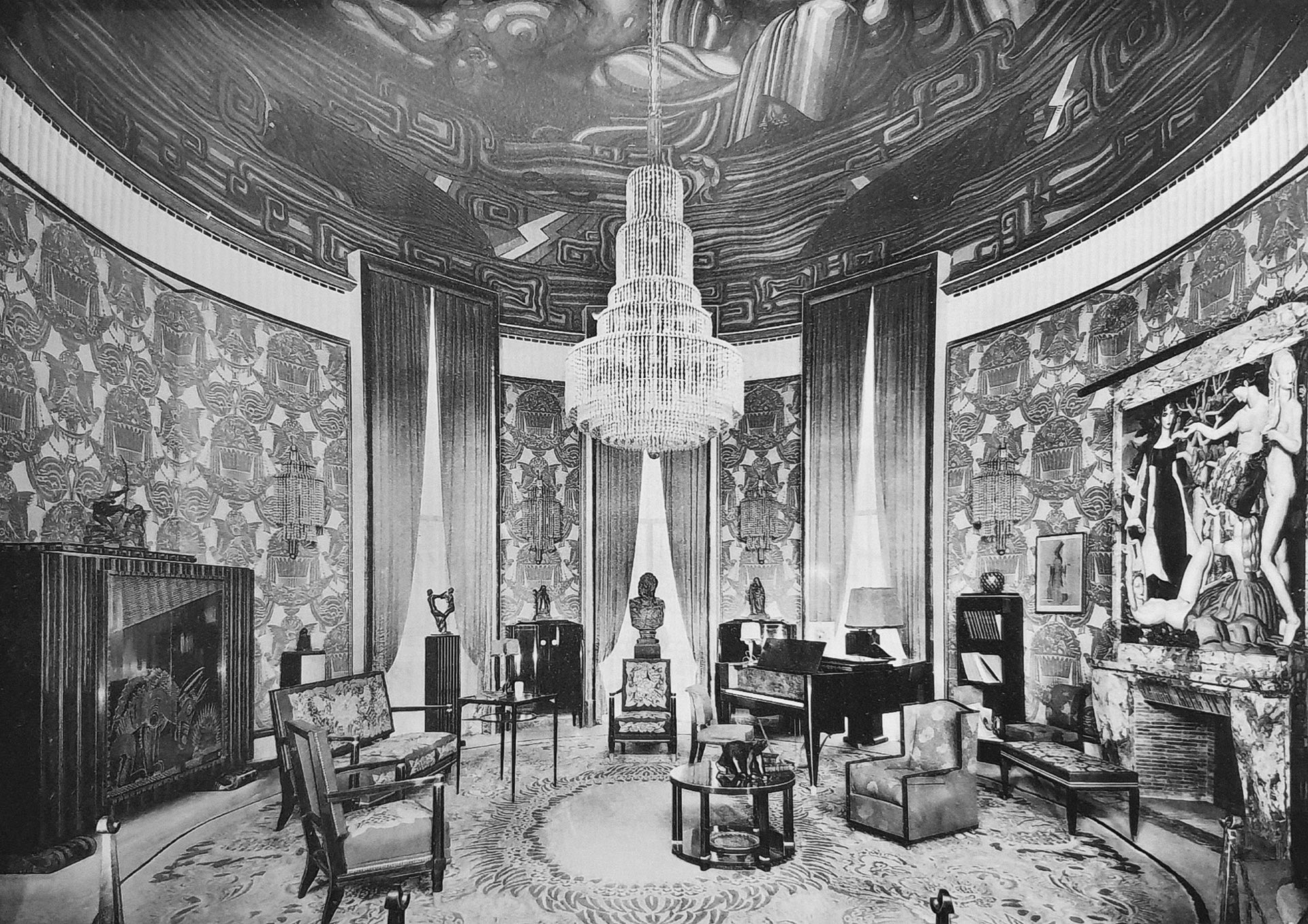
Salon din Hôtel du Collectionneur de la expoziția din 1925, mobilat de Émile-Jacques Ruhlmann, pictat de Jean Dupas, și proiectat de Pierre Patout

Evenimentul care a marcat zenitul stilului Art Deco și i-a dat numele a fost  Expoziția Internațională de Arte Decorative și Industriale Moderne  (în franceză, Exposition internationale des arts décoratifs et industriels modernes) a fost o expoziție specializată, care a avut loc la Paris, Franța, în perioada 29 aprilie (a doua zi după inaugurarea sa, într-o ceremonie privată, de către Gaston Doumergue, președintele Franței de atunci (1924 - 1931)
până pe 8 noiembrie 1925..
Aceasta a fost sponsorizată oficial de guvernul francez și a acoperit un sit din Paris de 55 de acri, care merge de la Grand Palais pe malul drept la Hôtel des Invalides pe malul stâng și de-a lungul malurilor Senei. Grand Palais, cea mai mare sală din oraș, a fost plină de exponate ale artelor decorative din țările participante. Au existat 15.000 de expozanți din douăzeci de țări diferite, inclusiv Anglia, Italia, Spania, Polonia, Cehoslovacia, Belgia, Japonia și noua Uniune Sovietică, chiar dacă Germania nu a fost invitată din cauza tensiunilor de după război, iar Statele Unite, neînțelegând scopul  expoziția, au refuzat să participe. A fost vizitată de 16.000.000 de oameni pe parcursul perioadei sale de șapte luni. Regulile expoziției impuneau ca toate lucrările să fie moderne; nu au fost permise stiluri istorice. Scopul principal al expoziției a fost promovarea producătorilor francezi de mobilă de lux, porțelan, sticlă, lucruri de metalelor, textile și alte produse decorative. Pentru a promova în continuare produsele, toate marile magazine universale din Paris și designerii majori aveau propriile pavilioane. Expoziția a avut un scop secundar în promovarea produselor din coloniile franceze din Africa și Asia, inclusiv fildeș și lemn exotic.
Hôtel du Collectionneur a fost o atracție populară la a expoziției; acolo erau expuse noile modele de mobilă ale lui Emile-Jacques Ruhlmann, precum și țesături Art Deco, covoare și un tablou de Jean Dupas. Designul interior a urmat aceleași principii ale simetriei și formelor geometrice care îl deosebeau de Art Nouveau, și culorile intense, artizanatul fin, materialele rare și scumpe, care îl deosebeau de funcționalitatea strictă a stilului modernist. În timp ce majoritatea pavilioanelor erau puternic decorate și umplute cu mobilă de lux realizată manual, două pavilioane, cele ale Uniunii Sovietice și Pavilionul du Nouveau Esprit, construite de revista cu acel nume condusă de Le Corbusier, au fost construite într-un stil auster, cu pereți albi și fără ornamente; au fost printre primele exemple de arhitectură modernistă.

## Zgârie-norii

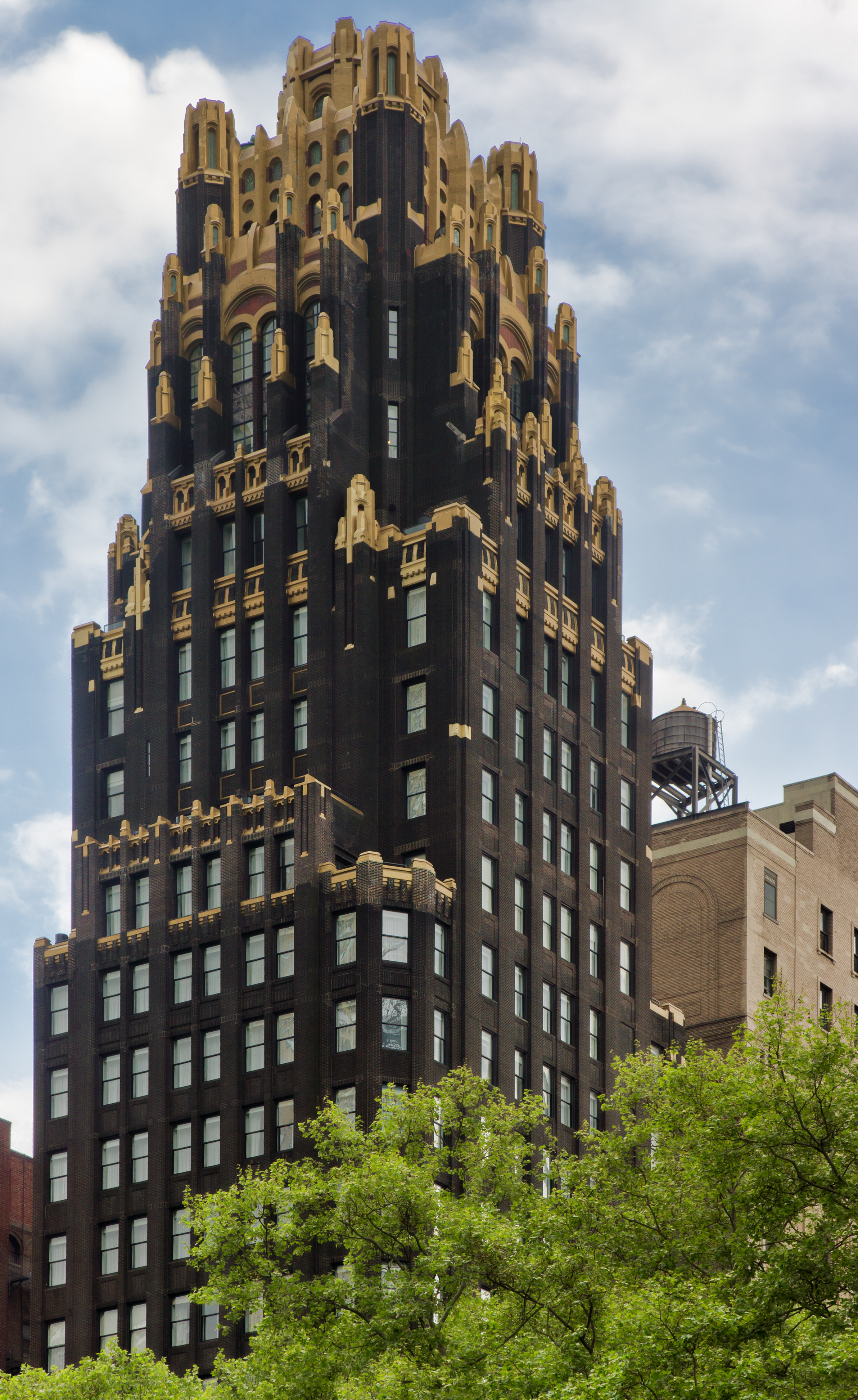
The American Radiator Building din New York City, de Raymond Hood (1924)
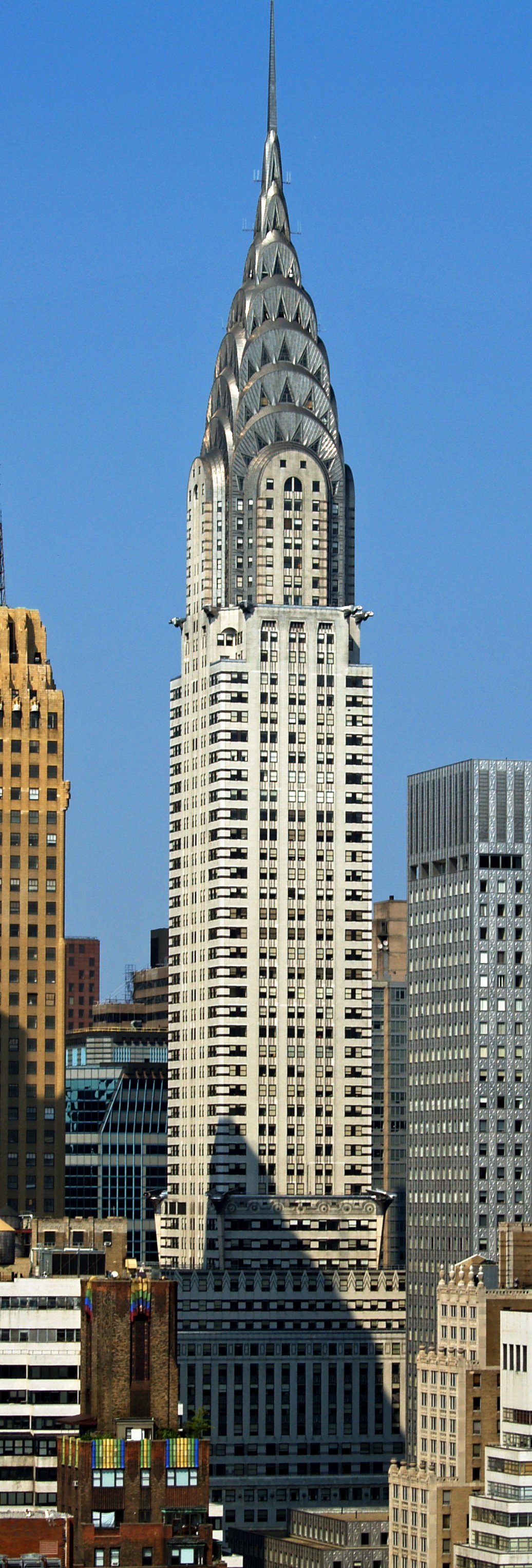
Chrysler Building din New York City, de William Van Alen (1930)
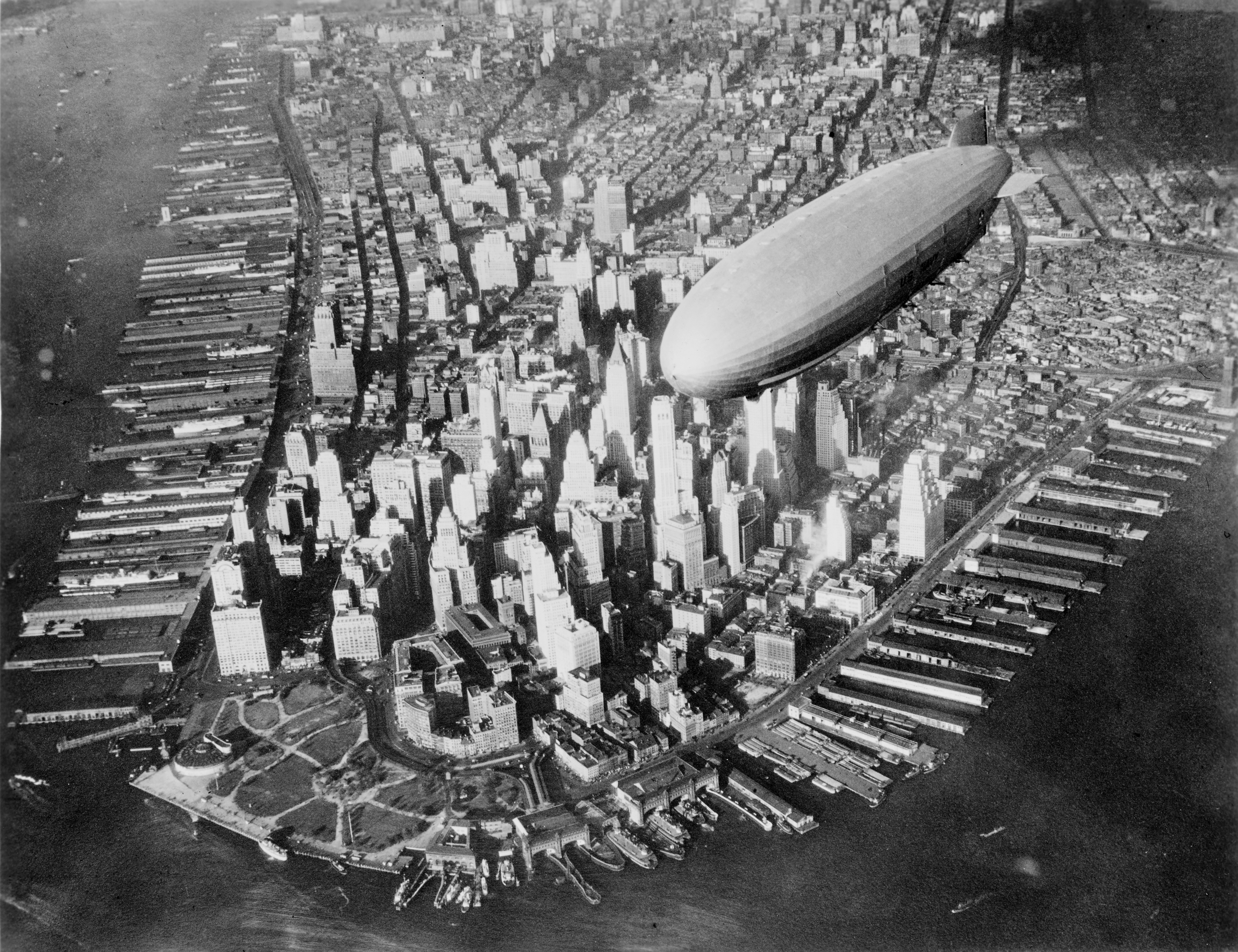
Priveliște cu New York City (circa 1931–1933)
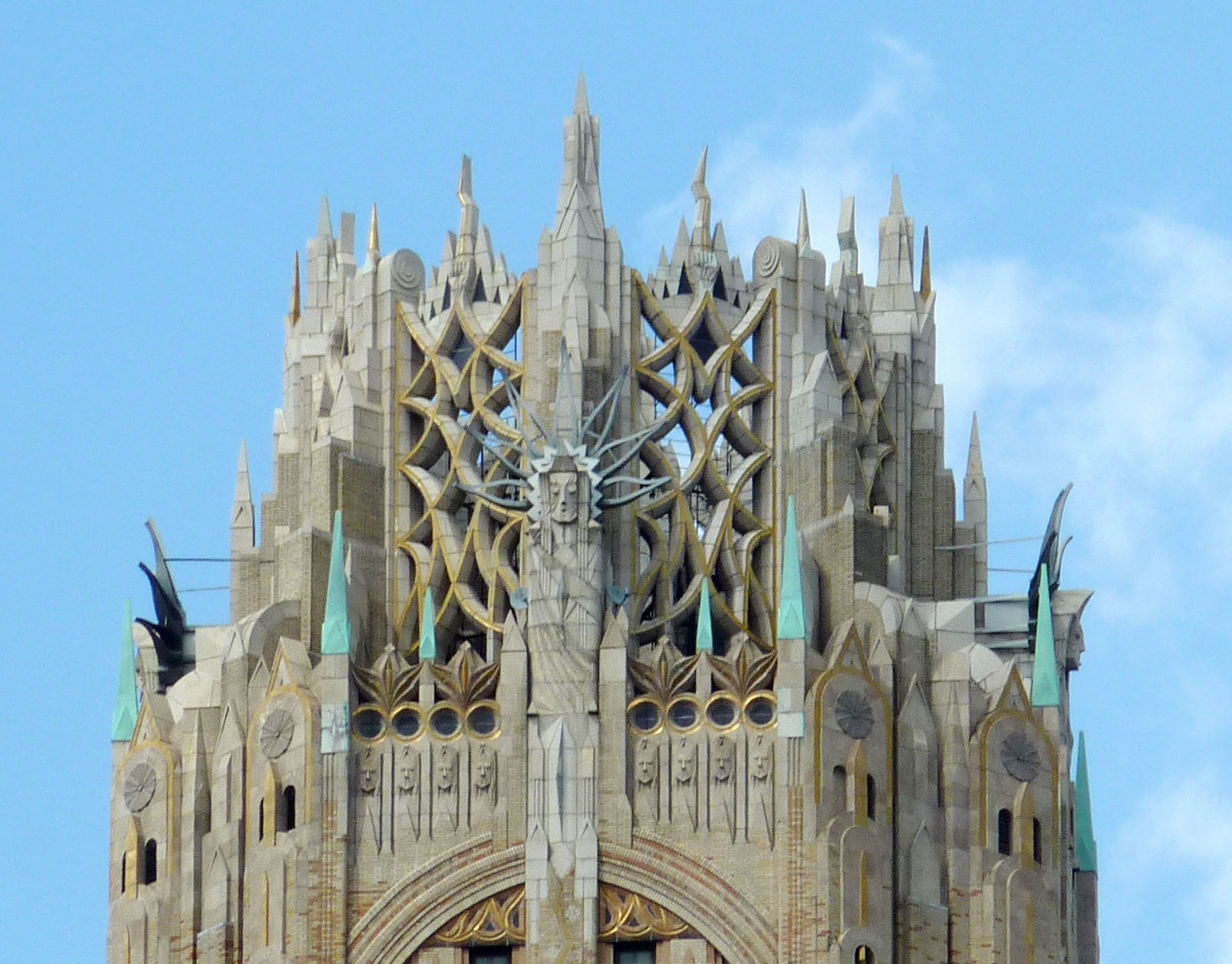
Coroana General Electric Building (cunoscută și ca 570 Lexington Avenue) din New York City, de Cross & Cross (1933)
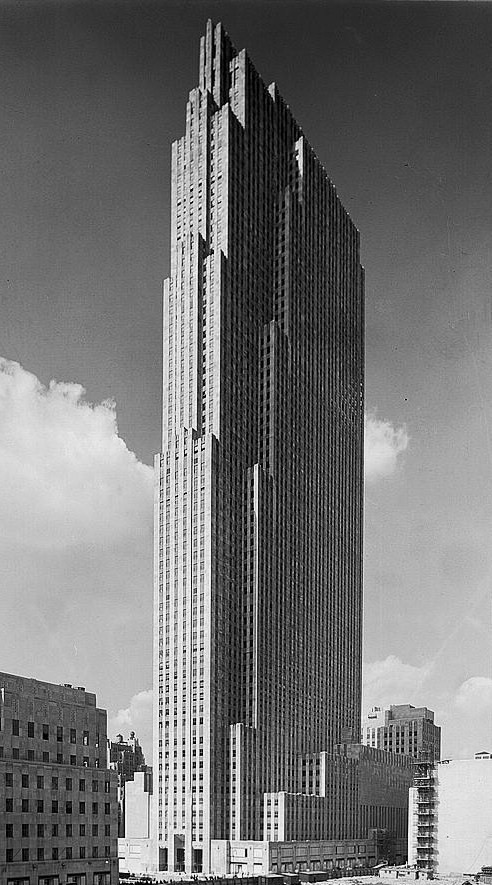
30 Rockefeller Plaza din New York City, de Raymond Hood (1933)
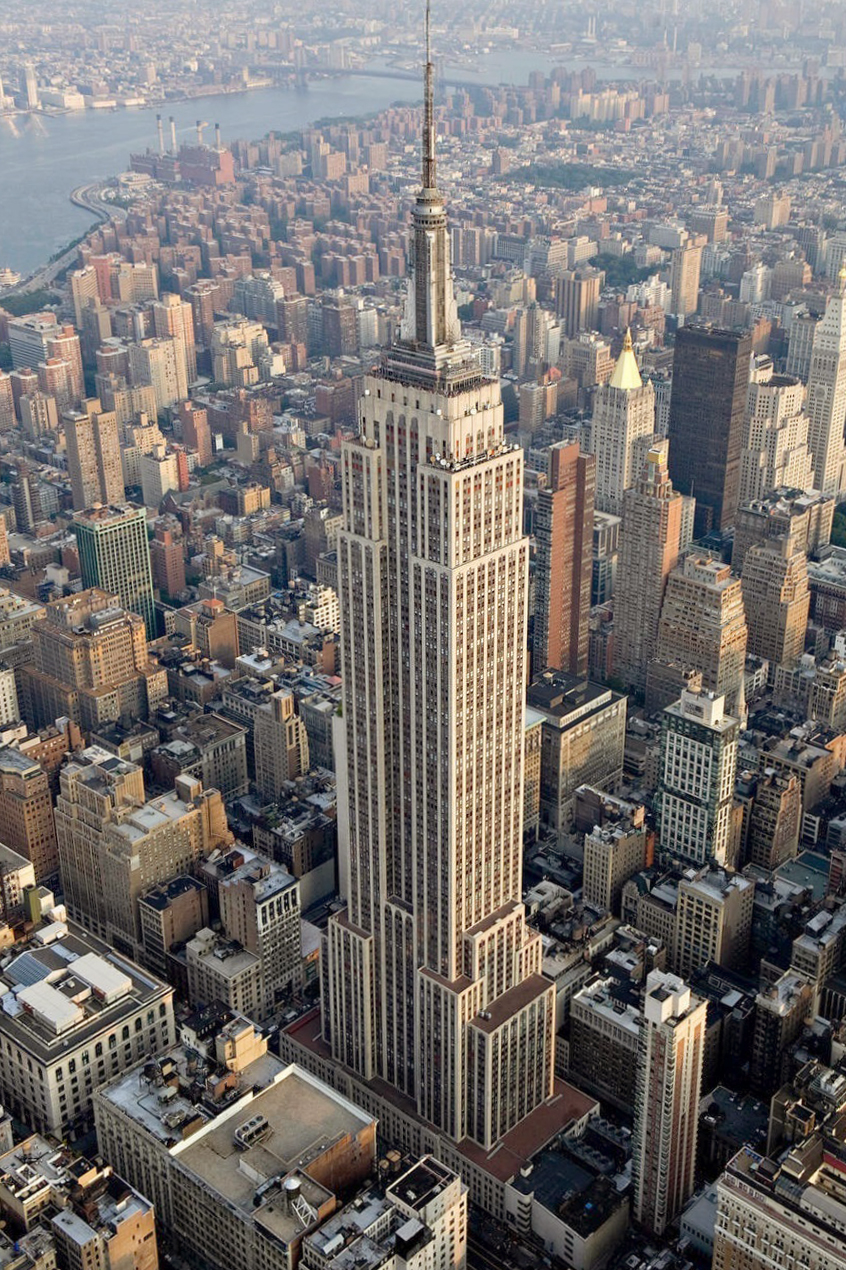
Empire State Building din New York City, de Shreve, Lamb & Harmon (1931)

Zgârie-norii americani au marcat vârful Art Deco-ului; au devenit cele mai înalte și mai recogniscibile clădiri moderne din lume. Au fost concepute ca să arate prestigiul constructorilor lor prin înălțimea, forma, culoarea și iluminarea lor dramatică pe timpul nopții. American Radiator Building de Raymond Hood (1924) a combinat elemente moderne gotice și Deco în proiectarea clădirii. Cărămida neagră de pe fațada clădirii (simbolizând cărbunele) a fost selectată pentru a da o idee de soliditate și pentru a conferi clădirii o masă solidă. Alte părți ale fațadei erau acoperite cu cărămizi aurii (simbolizând focul), iar intrarea era decorată cu marmură și oglinzi negre. Un alt zgârie-nori Art Deco timpuriu e Guardian Building din Detroit, care a fost deschis în 1929. Proiectat de modernistul Wirt C. Rowland, clădirea a fost prima care a folosit oțelul inoxidabil ca element decorativ.
Orizontul new yorkez a fost schimbat radical de Chrysler Building din Manhattan (finalizată în 1930), proiectată de William Van Alen. Era o reclamă gigantică de 77 de etaje pentru automobilele Chrysler. Partea superioară a fost încoronată de o turlă din oțel inoxidabil. Baza turnului, la 33 de etaje deasupra străzii, era decorată cu frize colorate Art Deco, iar holul era decorat cu simboluri Art Deco și imagini care exprimă modernitate.
Chrysler Building a fost urmată de Empire State Building de William F. Lamb (1931) și RCA Building (acum 30 Rockefeller Plaza) de Raymond Hood (1933), care împreună au schimbat complet orizontul new yorkez. Vârfurile clădirilor erau decorate cu coroane Art Deco și turle acoperite cu oțel inoxidabil și, în cazul clădirii Chrysler, cu gargui Art Deco modelați după ornamente de capotă, în timp ce intrările și holurile erau puternic decorate cu sculpturi Art Deco,  ceramică și design. Clădiri asemănătoare, chiar dacă nu la fel de înalte, au apărut curând în Chicago și în alte mari orașe americane. Chrysler Building a fost în curând depășită în înălțime de Empire State Building, într-un stil Deco puțin mai generos. Rockefeller Center a adăugat un nou element de design: mai multe clădiri înalte grupate în jurul unei piețe deschise, cu o fântână în centru.

## Art Deco-ul târziu

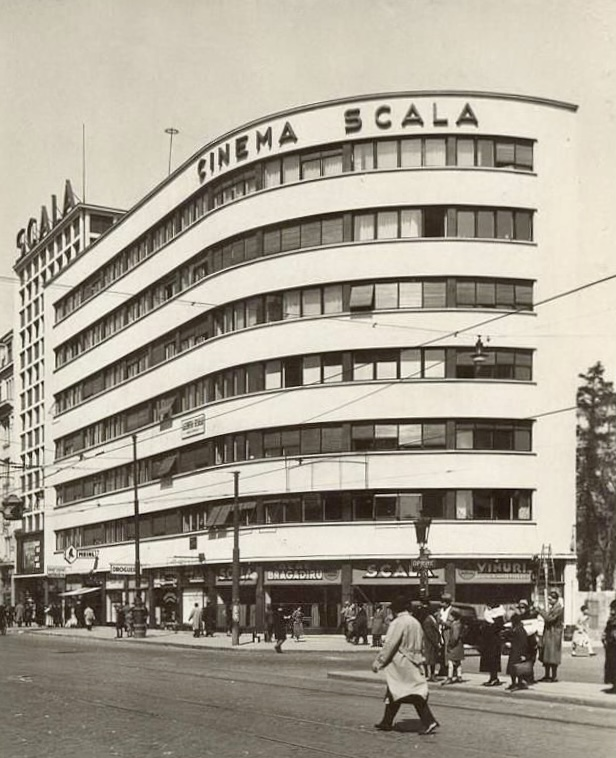
Cinema Scala pe Bulevardul Gheorghe Magheru, București, de Rudolf Fränkel (1935)
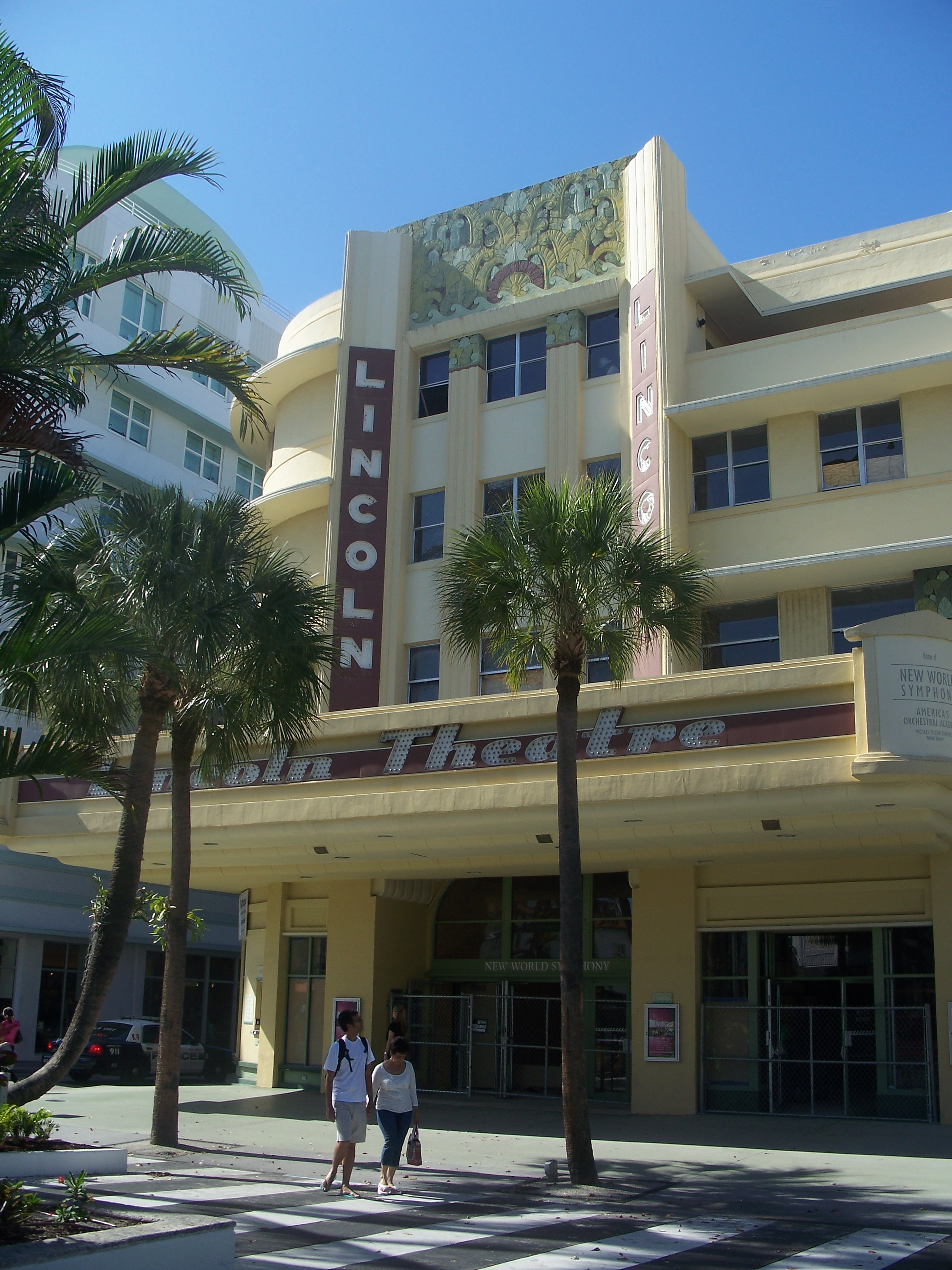
Teatrul Lincoln din Miami Beach, de Thomas W. Lamb (1936)
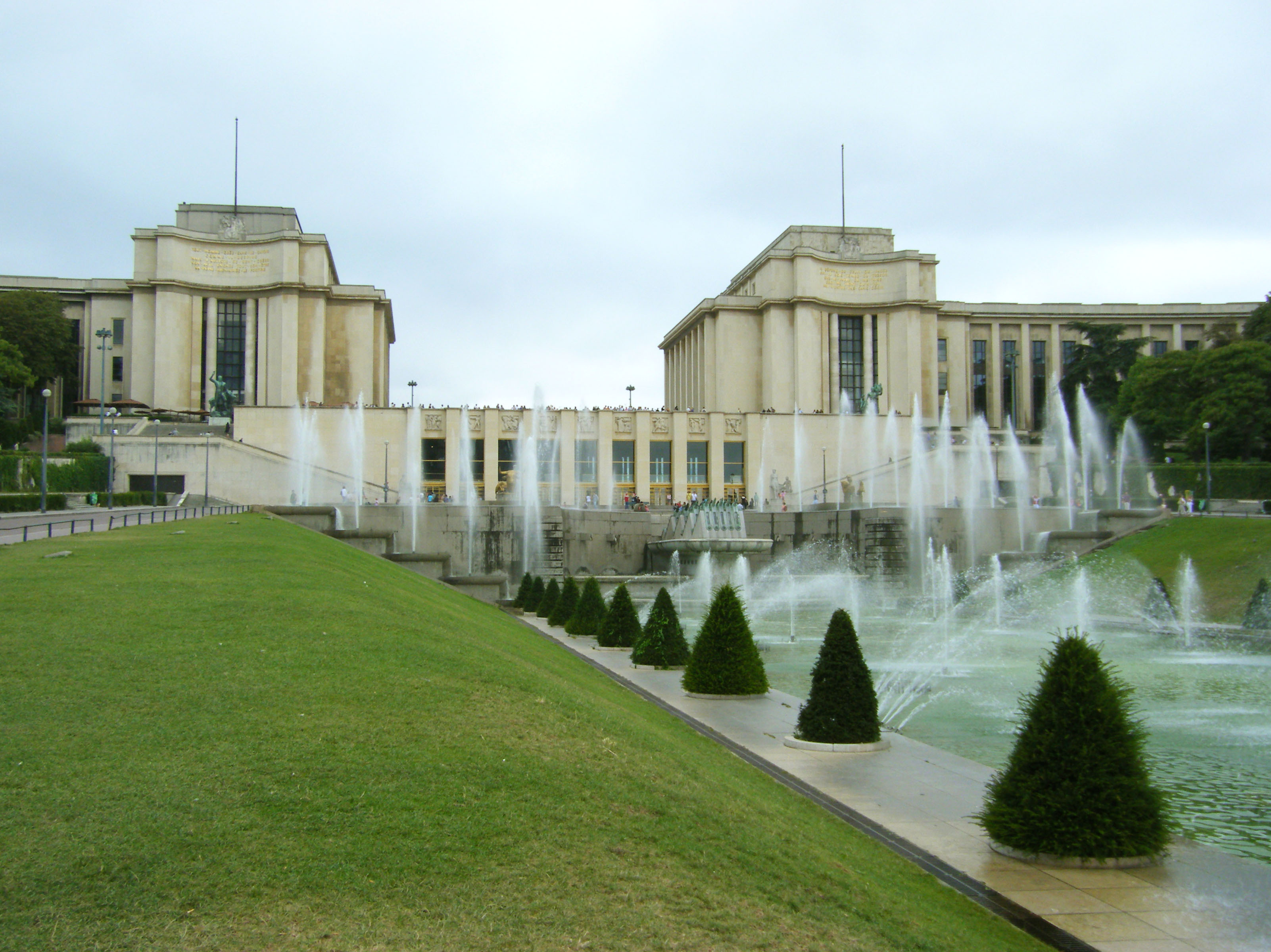
Palais de Chaillot de Louis-Hippolyte Boileau, Jacques Carlu și Léon Azéma de la Expoziția Internațională din 1937 de la Paris
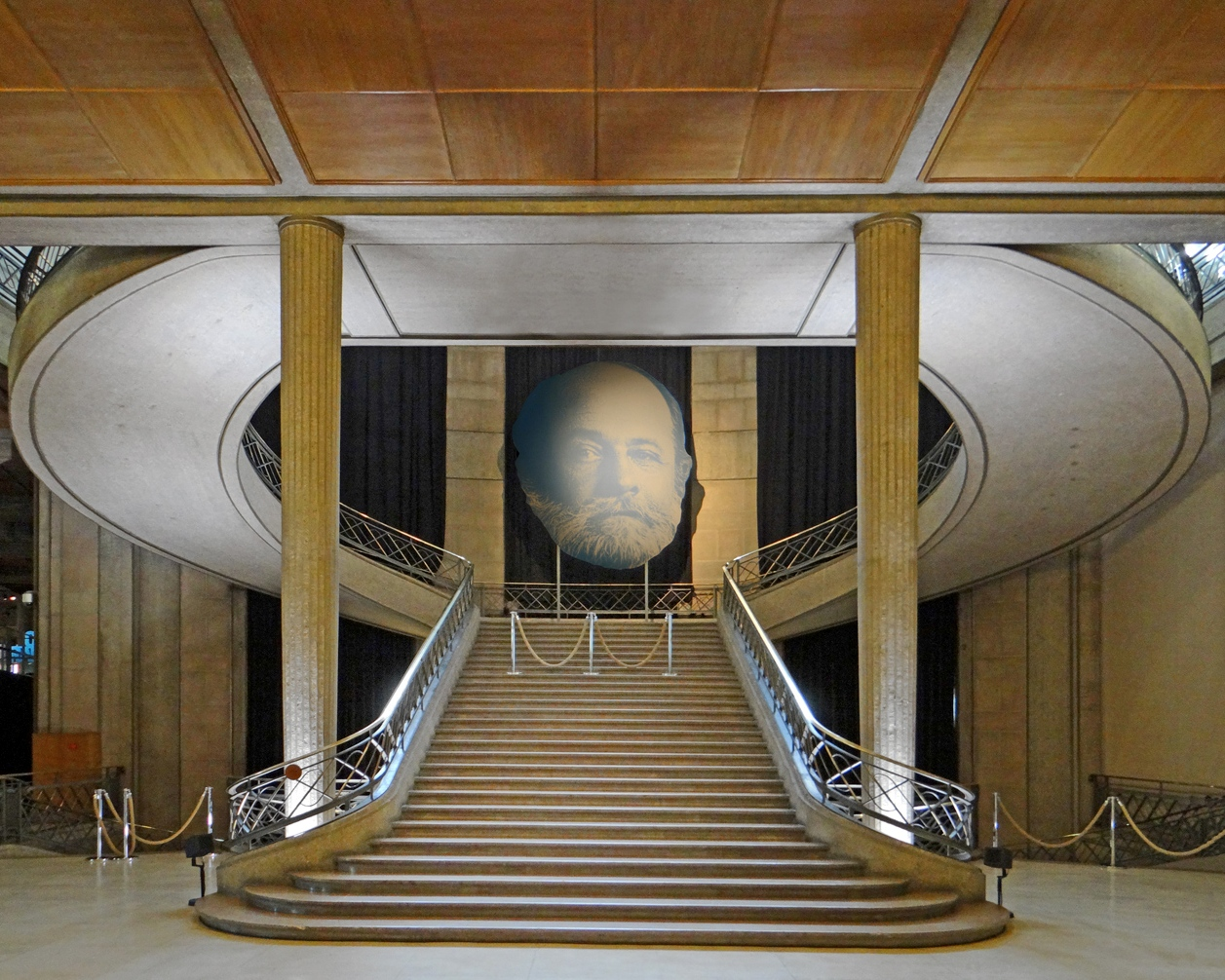
Scară a Consiliului Francez Economic, Social și de Mediu din Paris, inițial Muzeul Lucrărilor Publice, construit pentru Expoziția Internațională din 1937 de la Paris, de Auguste Perret (1937)
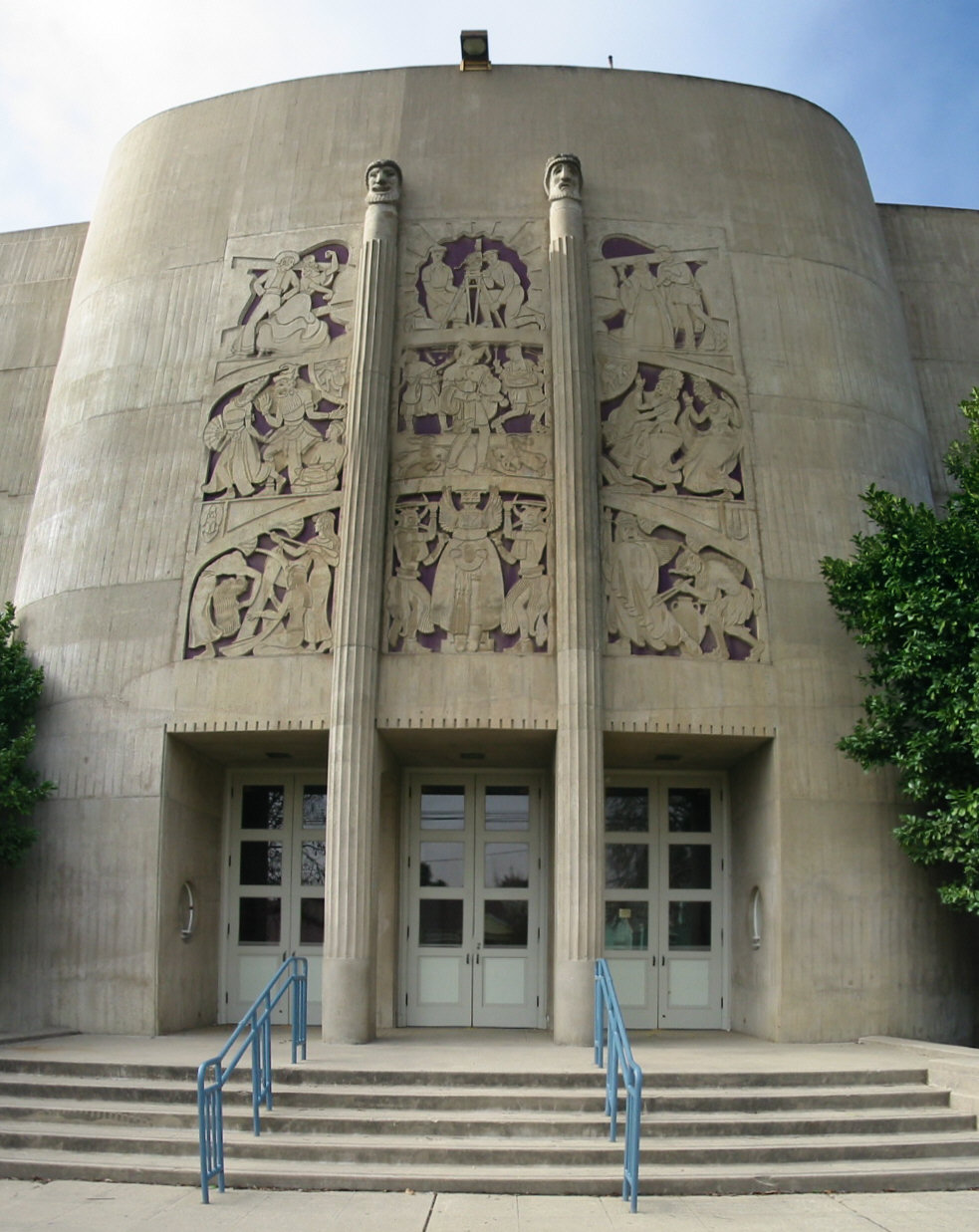
Liceu în King City (California), construit de Robert Stanton pentru Works Progress Administration (1939)

În 1925, două școli concurente diferite au coexistat în cadrul Art Deco: tradiționaliștii, care au fondat Societatea Artiștilor Decoratori; i-a inclus pe designerul de mobilă Emile-Jacques Ruhlmann, Jean Dunard, sculptorul Antoine Bourdelle și designerul Paul Poiret; au combinat forme moderne cu măiestria tradițională și materiale scumpe. De cealaltă parte erau moderniștii, care respingeau din ce în mai mult trecut și voiau un stil bazat pe avansuri în noile tehnologii, simplitate, lipsa de decor, materiale ieftine și producția de masă. Moderniștii și-au fondat propria organizație, Uniunea Franceză a Artiștilor Moderni, în 1929. Printre membrii săi se numărau arhitecții Pierre Chareau, Francis Jourdain, Robert Mallet-Stevens, Corbusier, în Uniunea Sovietică Konstantin Melnikov, designerul irlandez Eileen Gray și cel francez Sonia Delaunay, bijutierii Jean Fouquet și Jean Puiforcat. Ei au atacat cu înverșunarea stilului tradițional Art Deco, despre care au spus că a fost creat doar pentru cei bogați și au insistat că clădirile bine construite ar trebui să fie disponibile tuturor, și că forma urmează funcția. Din perspectiva lor, frumusețea unui obiect sau a unei clădiri ar consta în faptul că era perfect potrivită pentru a-și îndeplini funcțiile. Metodele industriale moderne însemnau că mobila și clădirile puteau să fie produse în serie, nu manual.
Designerul de interior Art Deco, Paul Follot, a apărat Art Deco-ul zicând: „Știm că omul nu se mulțumește niciodată cu indispensabilul și că superfluul este întotdeauna necesar... Dacă nu, ar trebui să scăpăm de muzică, flori și  parfumuri ..!” Cu toate acestea, Le Corbusier a fost un publicist strălucit pentru arhitectura modernistă; el a afirmat că o casă este pur și simplu „o mașină în care să trăiești” și a promovat neobosit ideea că Art Deco-ul era trecutul și modernismul ar fi viitorul. Ideile lui Le Corbusier au fost adoptate treptat de școlile de arhitectură, iar estetica Art Deco a fost abandonată. Aceleași caracteristici care au făcut ca Art Deco-ul să fie popular la început, măiestria, materialele prețioase și ornamentele au dus la declinul său. Marea Criză Economică care a început în Statele Unite în 1929 și a ajuns în Europa la scurt timp după aceea, a redus mult numărul clienților bogați care puteau să plătească pentru mobilă și obiectele de artă. În contextul economic al crizei economice, puține companii erau gata să construiască noi zgârie-nori. Chiar și firma Ruhlmann a recurs la producerea de mobilă în serie, mai degrabă decât la articole individuale realizate manual. Ultimele clădiri construite la Paris în noul stil au fost Muzeul Lucrărilor Publice de Auguste Perret (acum Consiliul Francez Economic, Social și de Mediu), Palais de Chaillot de Louis-Hippolyte Boileau, Jacques Carlu și Léon Azéma, și Palais de Tokyo al expoziției internaționale de la Paris din 1937; au privit spre grandiosul pavilion al Germaniei Naziste, proiectat de Albert Speer, care se confrunta cu pavilionul la fel de grandios socialist-realist al Uniunii Sovietice a lui Stalin.
După Al Doilea Război Mondial, stilul arhitectural dominant a devenit stilul internațional inițiat de Le Corbusier și Mies Van der Rohe. O mână de hoteluri Art Deco au fost construite în Miami Beach după cel de-Al Doilea Război Mondial, dar în altă parte stilul a dispărut în mare parte, cu excepția designului industrial, unde a continuat să fie folosit în stilul automobilelor și în produse ca jukebox-uri. În anii 1960, a cunoscut o renaștere academică modestă, datorită parțial scrierilor istoricilor în arhitectură ca Bevis Hillier. În anii 1970, s-au făcut eforturi în Statele Unite și Europa pentru păstrarea celor mai bune exemple de arhitectură Art Deco, iar multe clădiri au fost restaurate și refăcute. Arhitectura postmodernă, care a apărut pentru prima dată în anii 1980, la fel ca Art Deco-ul, include deseori elemente pur decorative. Deco continuă să inspire designeri și este adesea folosit în moda contemporană, bijuterii și articole de toaletă.

## Pictura

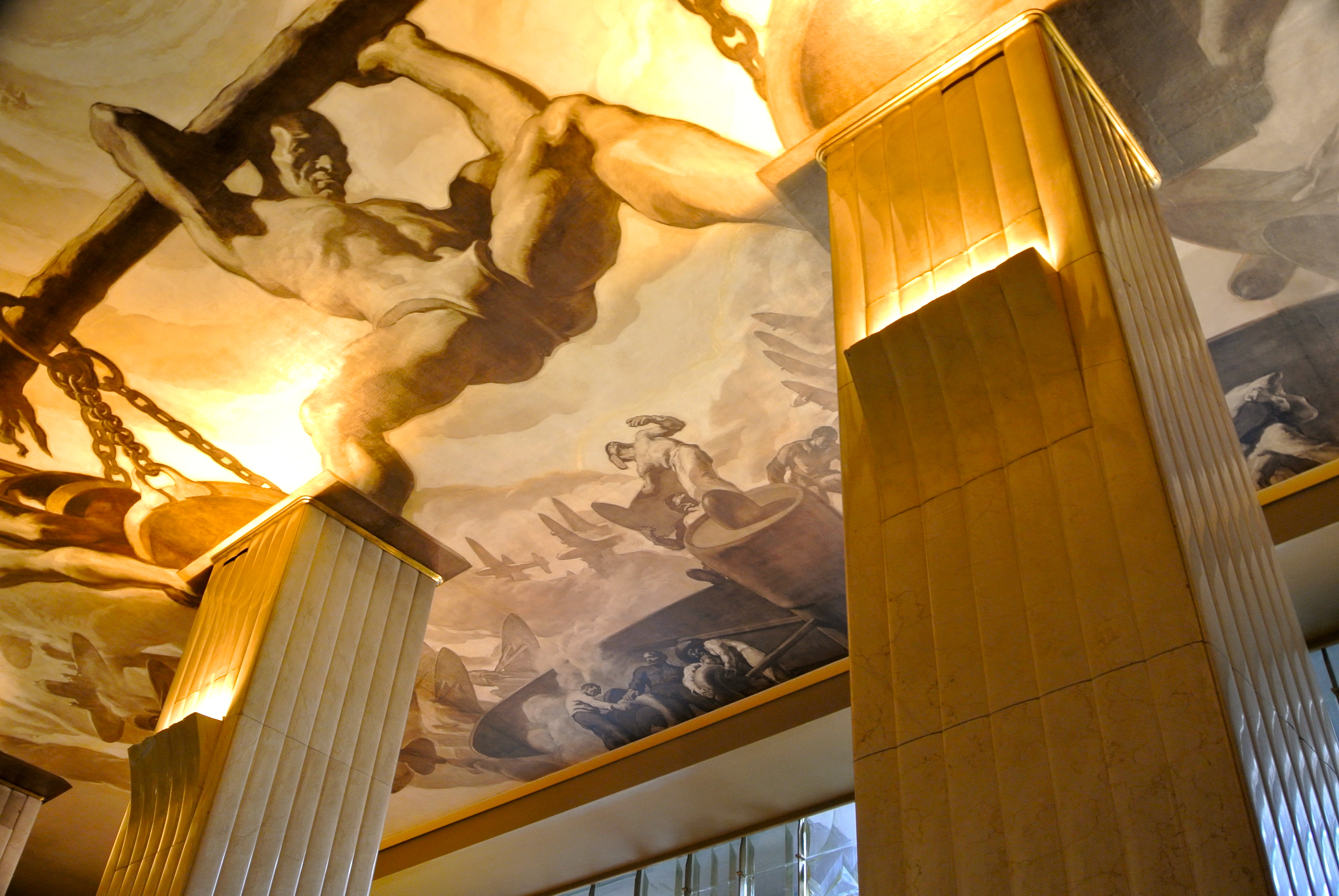
Detaliu din Timpul, pictură murală pe un tavan al unui hol din Rockefeller Center (New York City), de pictorul spaniol Josep Maria Sert (1941)
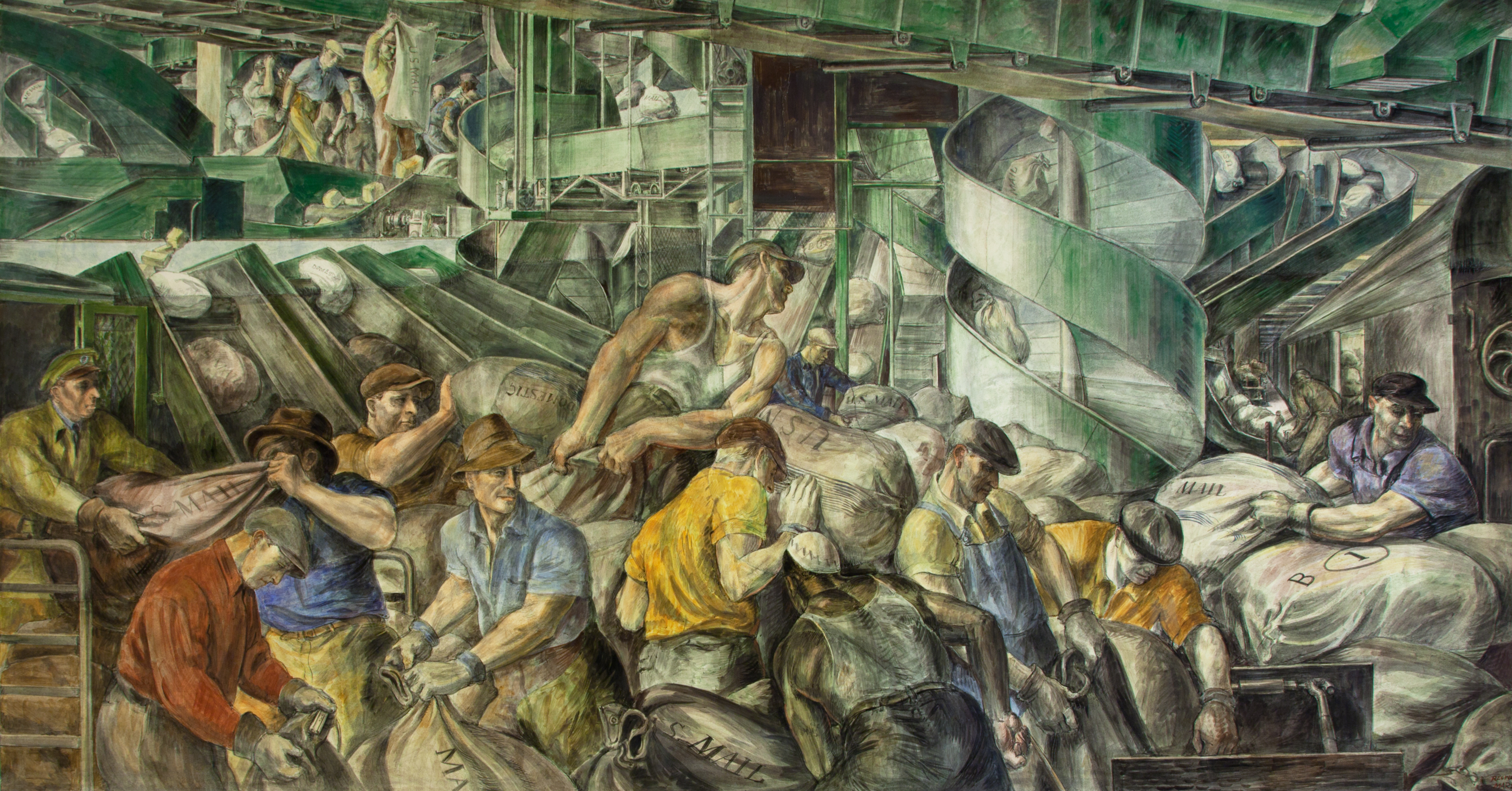
Muncitori Sortând Scrisori, o pictură murală din Vama Statelor Unite (New York City), de Reginald Marsh (1936)
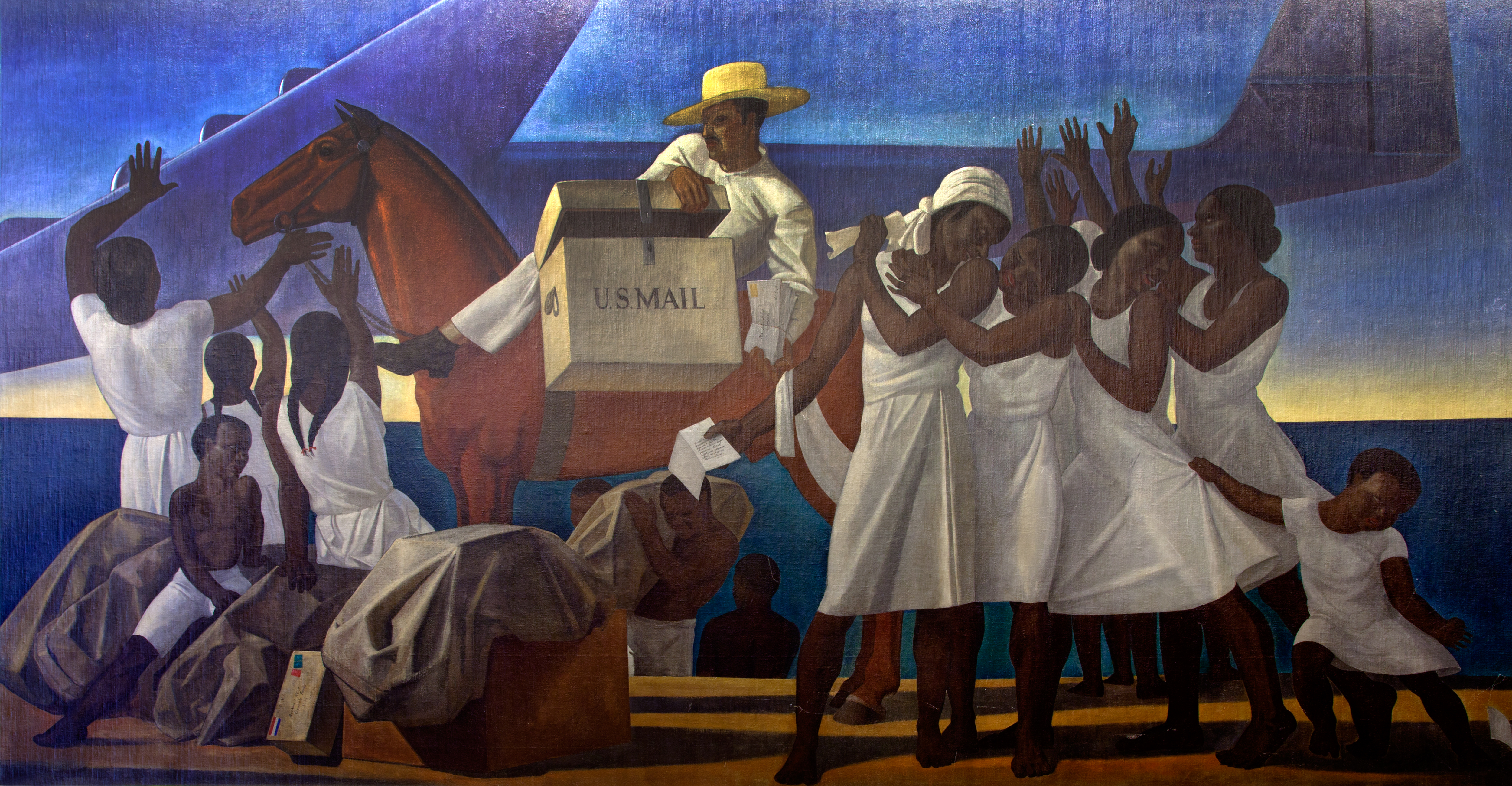
Arta în Tropice, pictură mural din Clădirea Federală William Jefferson Clinton (Washington, D.C.), de Rockwell Kent (1938)

La Expoziția din 1925 nu a existat nicio secțiune destinată picturii. Pictura Art Deco a fost prin definiție decorativă, concepută pentru decorarea unei camere sau a unei lucrări de arhitectură, așa că puțini pictori au lucrat exclusiv în stilul Art Deco, dar doi pictori sunt puternic asociați cu stilul ăsta. Jean Dupas a pictat picturi murale Art Deco pentru Pavilionul Bordeaux la Expoziția de Arte Decorative din Paris din 1925 și a pictat și tabloul de deasupra șemineului din expoziția Maison de la Collectioneur la Expoziția din 1925, care a prezentat mobilă de Ruhlmann și alți designeri Art Deco de renume. Picturile sale murale au fost, de asemenea, proeminente în decorul pacheboturilor oceanice franceze SS Normandie. Opera lui a fost pur decorativă, concepută ca fundal sau însoțitor al altor elemente ale decorurilor.
Celălalt pictor strâns asociat cu stilul e Tamara de Lempicka. Născută în Polonia, a emigrat la Paris după Revoluția Rusă din 1917. A studiat sub Maurice Denis și André Lhote și a împrumutat multe elemente din stilurile lor. A pictat portrete într-un stil Art Deco realist, dinamic și colorat.
În anii 1930, o nouă formă dramatică de pictură Art Deco a apărut în Statele Unite. În timpul Marii Crize, a fost creat Proiectul Federal de Artă al Administrației pentru Progresul Lucrărilor ca să dea de lucru artiștilor șomeri. Mulți au primit sarcina de a decora clădirile guvernamentale, spitalele și școlile. Nu a existat un stil Art Deco specific folosit în picturile murale; artiștii angajați să picteze în clădiri guvernamentale au venit din multe școli diferite, de la regionalismul american la realismul social; au inclus Reginald Marsh, Rockwell Kent și pictorul mexican Diego Rivera. Picturile murale erau Art Deco, deoarece erau toate decorative și legate de activitățile din clădirea sau orașul în care au fost pictate: Reginald Marsh și Rockwell Kent au decorat amândoi clădirile poștale din SUA și i-au înfățișat pe angajații poștali la lucru, în timp ce Diego Rivera îi prezintă pe muncitorii fabricii de automobile pentru Institutul de Arte din Detroit. Pictura murală a lui Diego Rivera Omul Controlor al Universului (1933) pentru Rockefeller Center a prezentat un portret neautorizat al lui Lenin. Când Rivera a refuzat să-l înlăture pe Lenin, pictura a fost distrusă și una nouă a fost pictată de artistul spaniol Josep Maria Sert.

## Sculptura

### Cea monumentală și publică

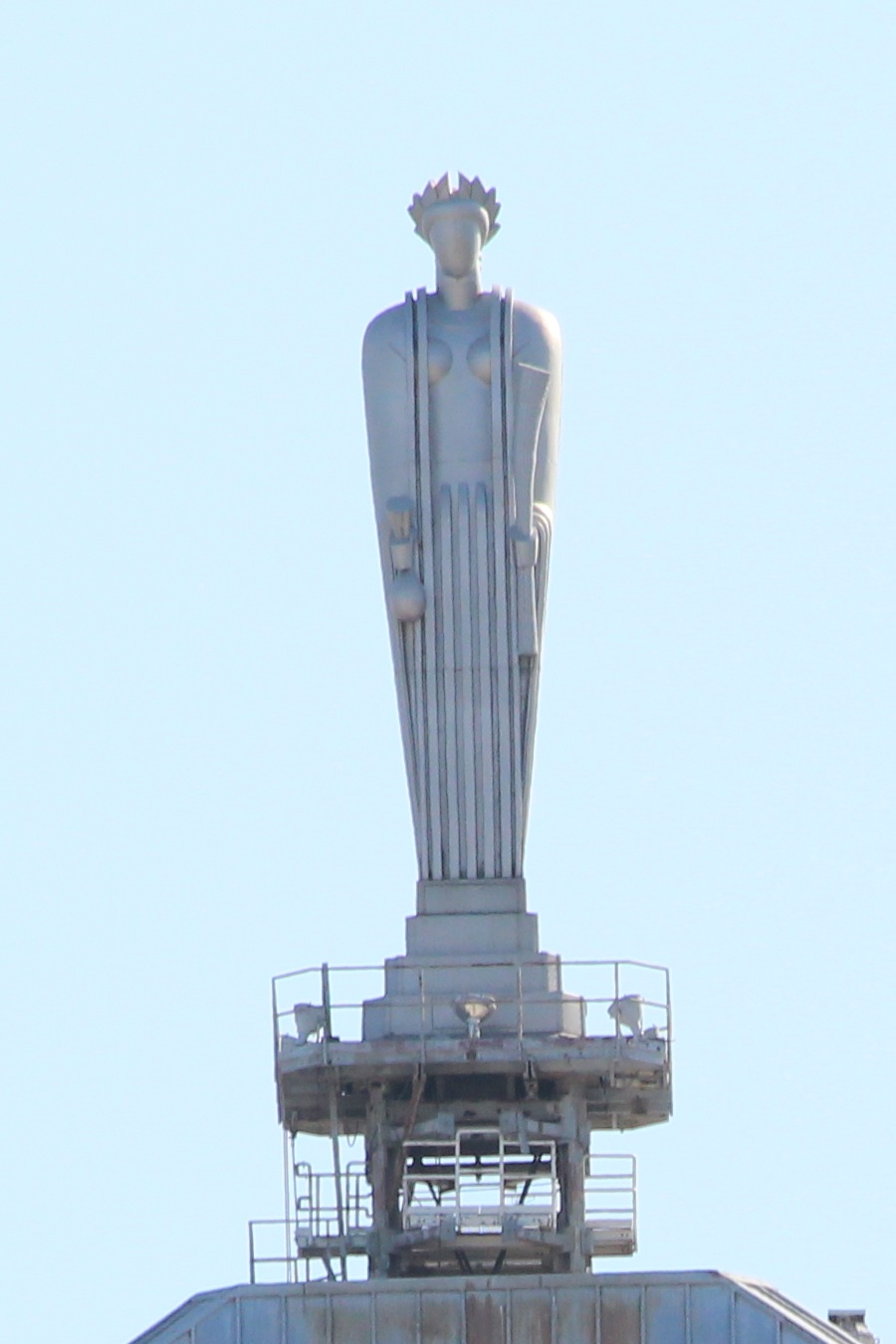
Statuia de aluminiu a lui Ceres de John Storrs în vârful Clădirii Chicago Board of Trade din Chicago (1930)
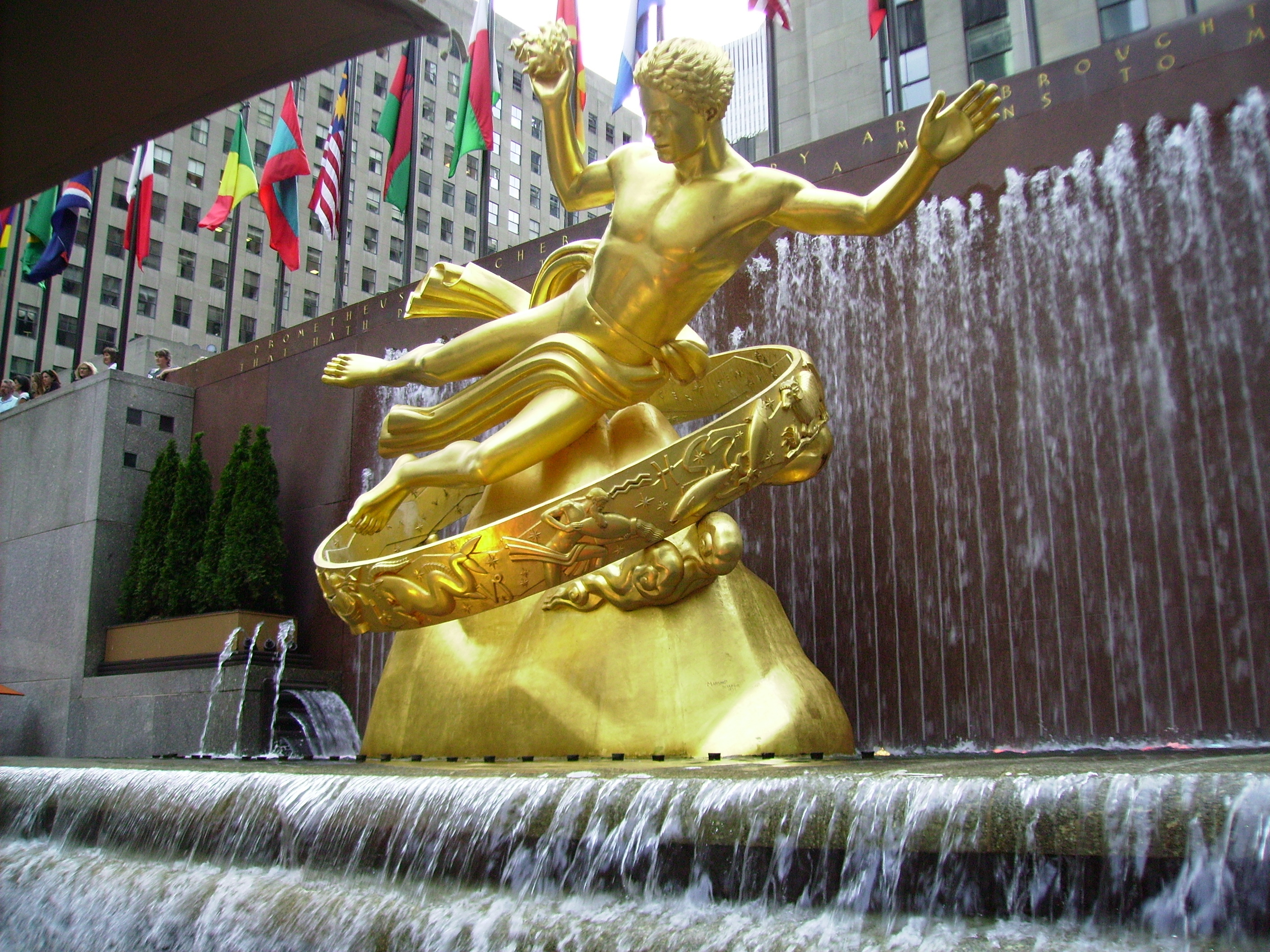
Statuia de bronz aurit a lui Prometeu la Rockefeller Center (New York City), de Paul Manship (1934), o actualizare Art Deco stilizată a sculpturii clasice (1936)
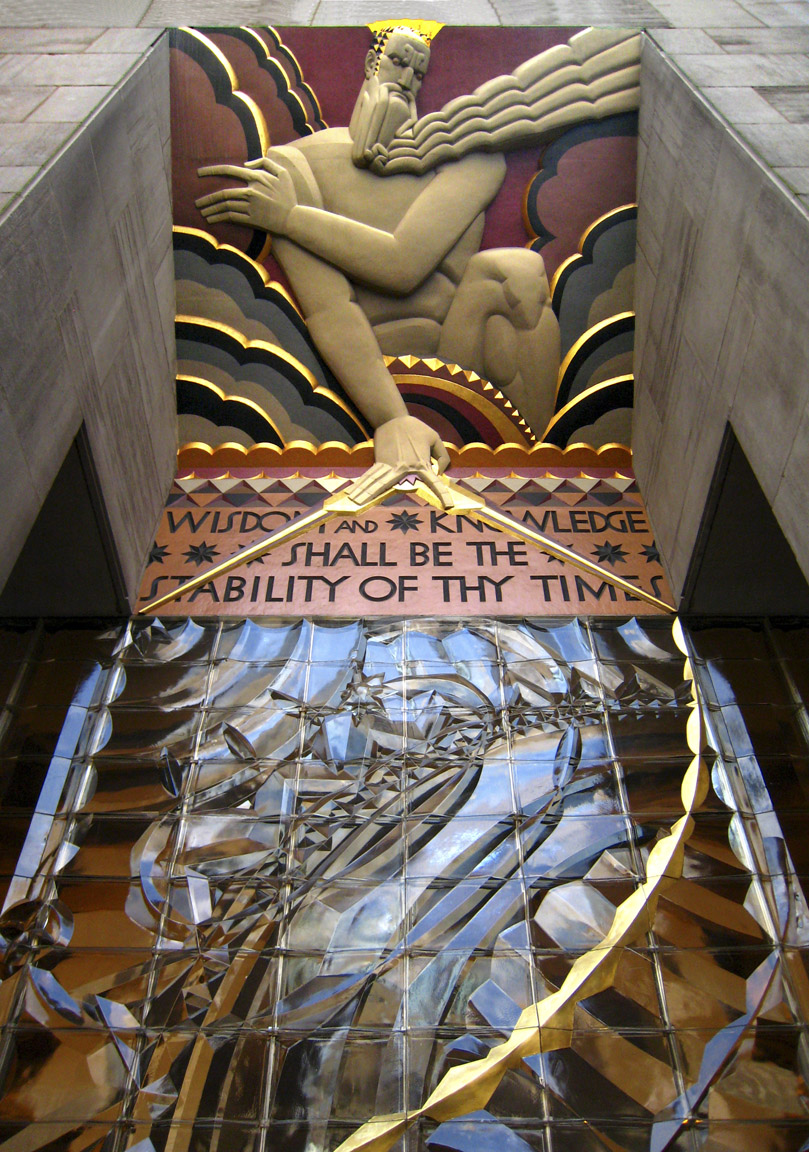
Ornamentarea de portal Înțelepciune de Lee Lawrie la Rockefeller Center (1933)
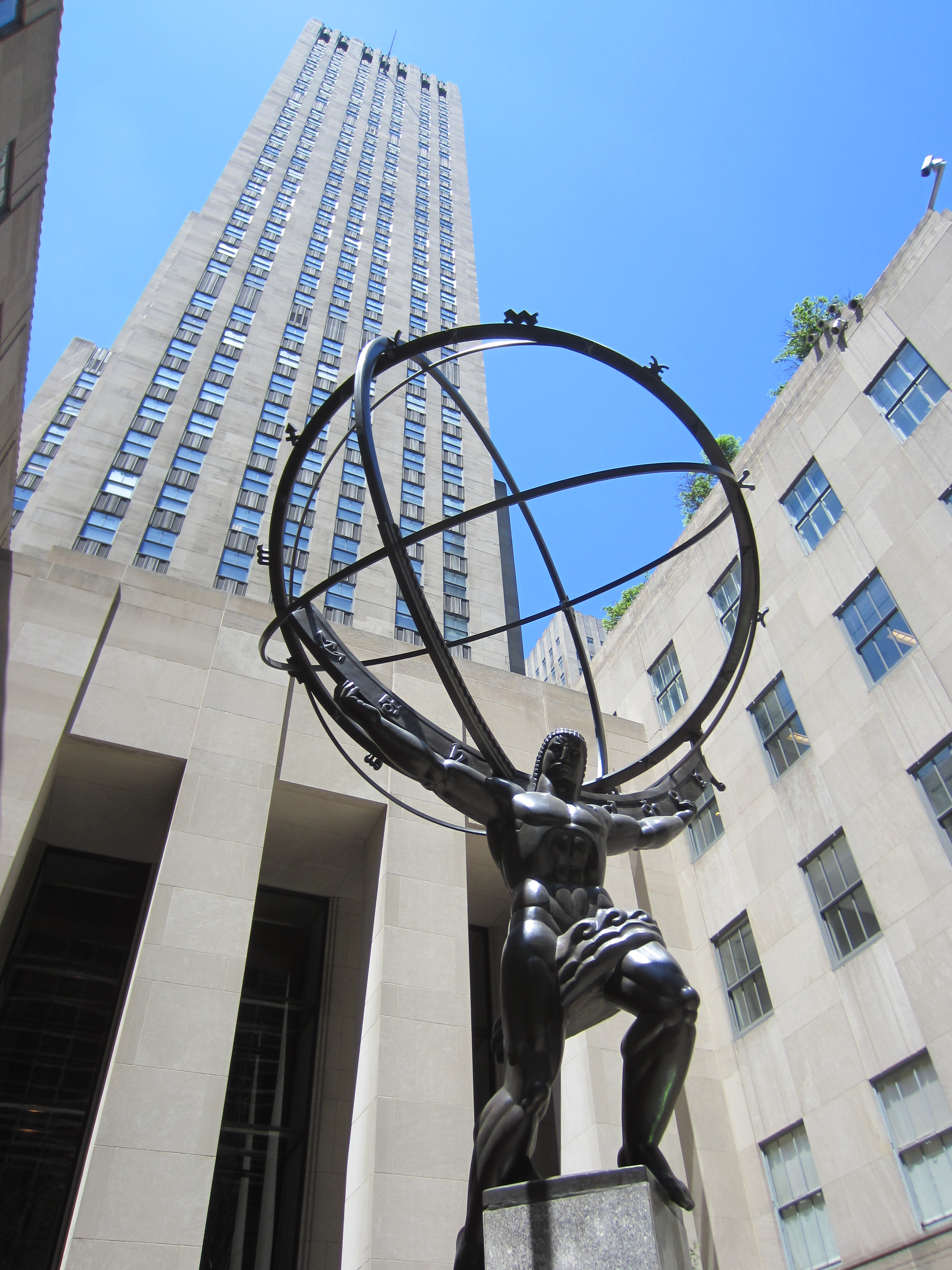
Statuia lui Atlas de Lee Lawrie în fața the Rockefeller Center (1936–1937, instalată în 1937)
Omul Controlând Comerțul de Michael Lantz la clădirea Comisiei Federale a Comerțului din Washington, D.C. (1942)
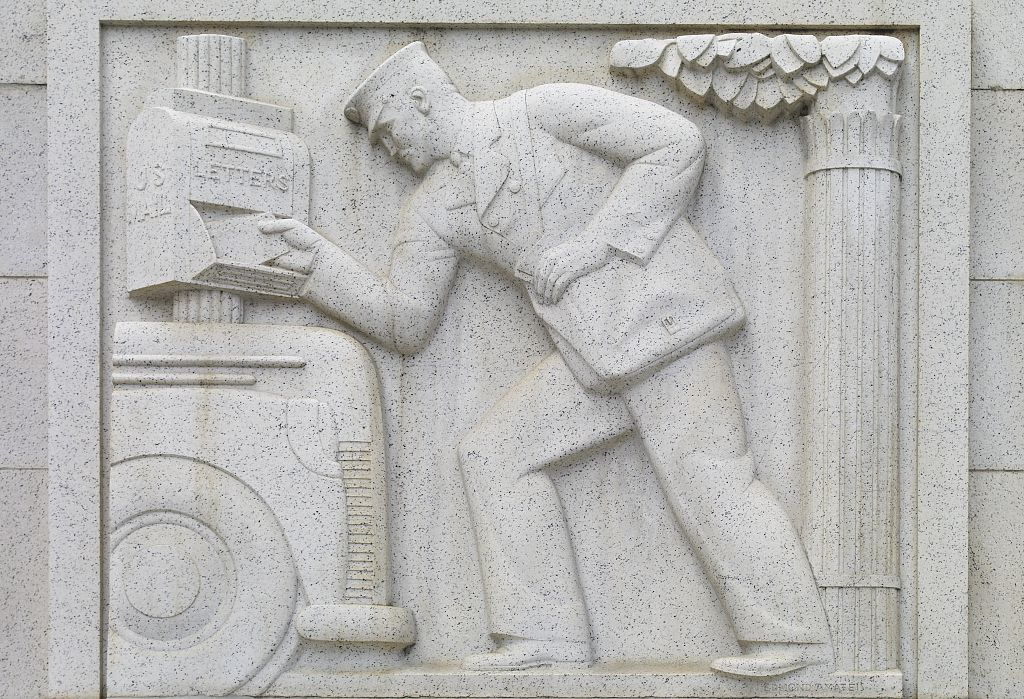
Livrarea Scrisorilor în Est, de Edmond Amateis, unul dintre patru basoreliefuri de pe Clădirea Federală Nix din Philadelphia (1937)
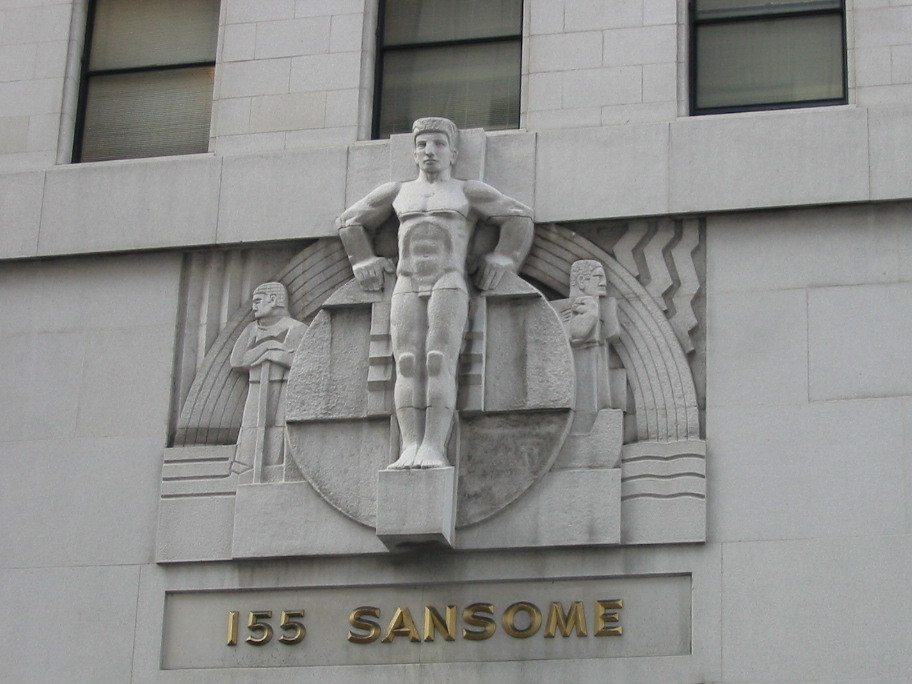
Grupul de sculpturi al lui Ralph Stackpole deasupra ușii Bursei de Valori din San Francisco (1930)
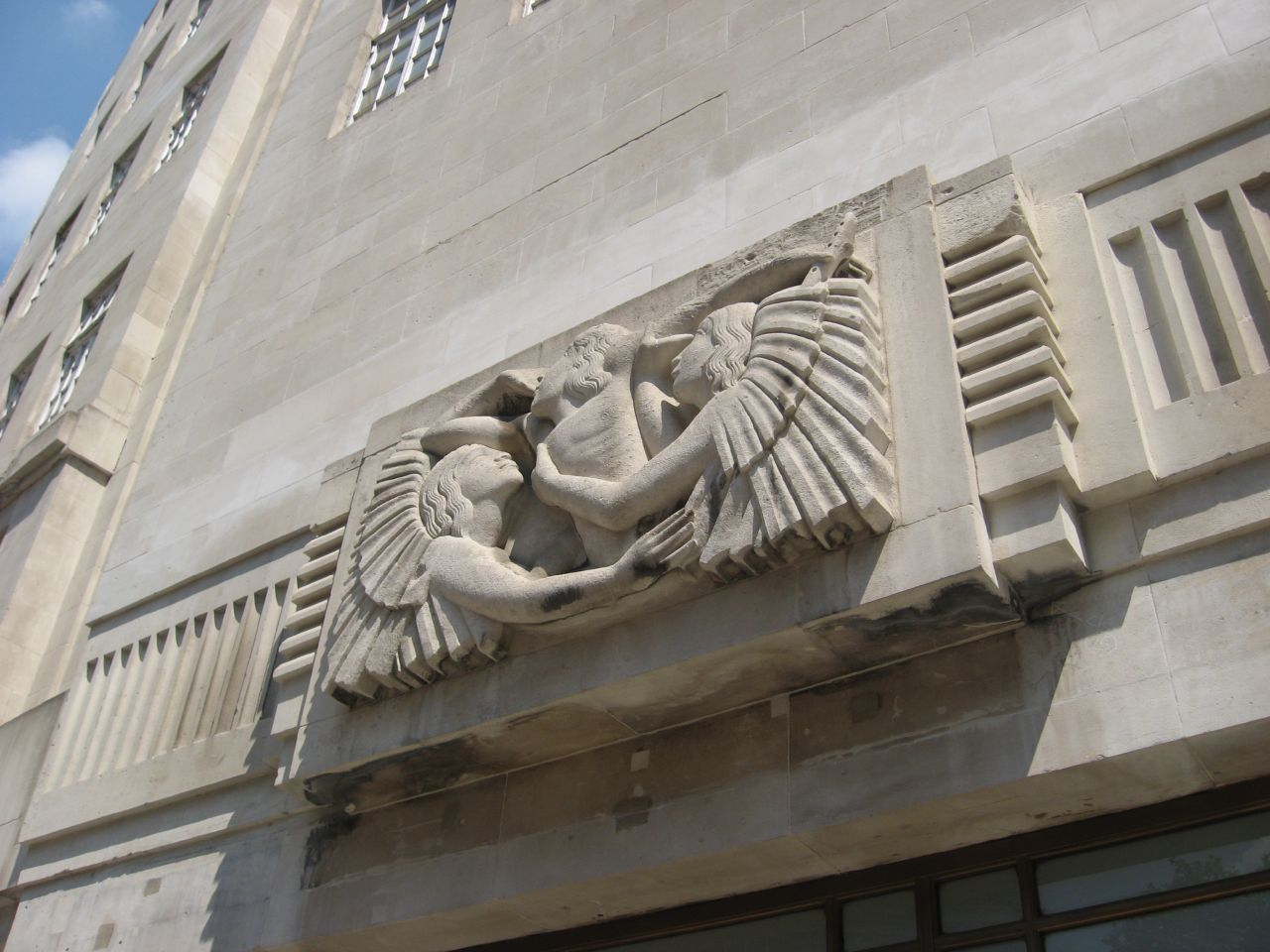
Întâmplare în Aer între Înțelepciune și Veselie de Eric Gill, pe fațada Casei de Transmisiune BBC din Londra (1932)
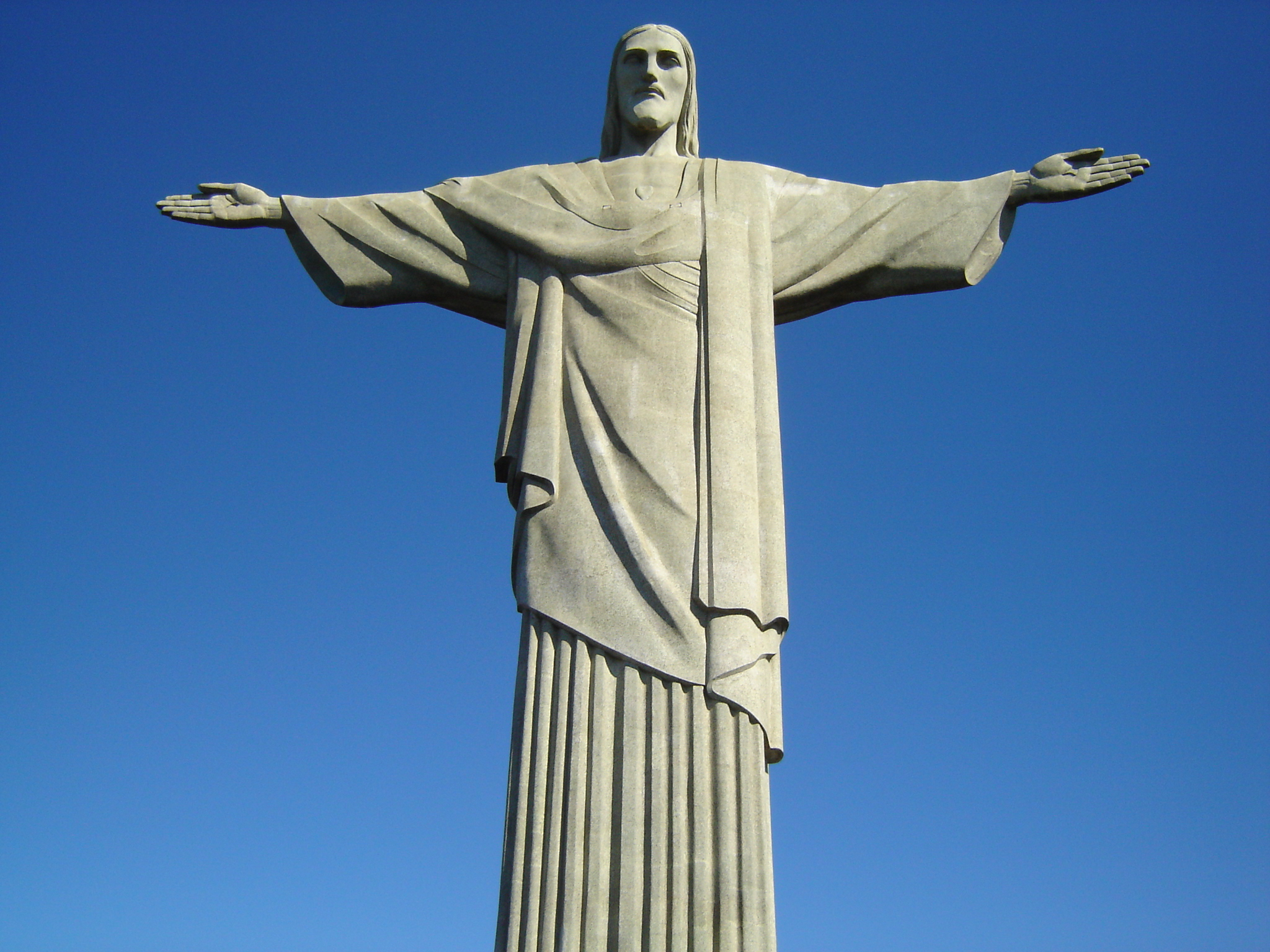
Cristos Mântuitorul de Paul Landowski (1931), din steatit, pe Muntele Corcovado din Rio de Janeiro (Brazilia)

Sculptura a fost un element foarte comun și integral al arhitecturii Art Deco. În Franța, basoreliefurile alegorice reprezentând dansul și muzica de Antoine Bourdelle au decorat cel mai vechi reper Art Deco din Paris, Théâtre des Champs-Élysées, în 1912. 1925 a avut opere sculpturale majore plasate în jurul construcțiilor, pavilioane fiind decorate cu frize sculpturale, și mai multe alte pavilioane dedicate sculpturii mai mici de birou. În anii 1930, un grup mare de sculptori proeminenți au realizat lucrări pentru Expoziția Internațională de Artă și Tehnologie în Viața Modernă din 1937 la Chaillot. Alfred Janniot a realizat sculpturile în relief de pe fațada Palatului Tokyo. Muzeul de Artă Modernă din Paris și esplanada din fața Palatului Chaillot, cu fața spre Turnul Eiffel, au fost aglomerate cu sculpturi noi de Charles Malfray, Henry Arnold și mulți alții.
Sculptura publică Art Deco e aproape mereu reprezentativă, de obicei a figurilor eroice sau alegorice legate de scopul clădirii sau al camerei. Temele erau de obicei alese de patron, nu de artist. Sculptura abstractă pentru decor era extrem de rară.
În Statele Unite, cel mai proeminent sculptor Art Deco pentru artă publică a fost Paul Manship, care a actualizat subiectele și temele clasice și mitologice într-un stil Art Deco. Cea mai faimoasă lucrare a sa a fost statuia lui Prometeu de la Rockefeller Center din New York, o adaptare de secolul 20 a unui subiect clasic. Alte opere importante pentru Rockefeller Center au fost realizate de Lee Lawrie, inclusiv fațada sculpturală și statuia lui Atlas.
În timpul Marii Crize Economice din Statele Unite, mulți sculptori au fost însărcinați cu realizarea de lucrări pentru decorarea clădirilor guvernului federal, cu fonduri furnizate de WPA sau Works Progress Administration. Printre aceștia se afla sculptorul Sidney Biehler Waugh, care a creat reprezentări stilizate și idealizate ale muncitorilor și sarcinile acestora pentru clădirile de birouri ale guvernului federal. În San Francisco, Ralph Stackpole a realizat sculptură pentru fațada noii clădiri a Bursei de Valori din San Francisco. În Washington DC, Michael Lantz a realizat lucrări pentru clădirea Comisiei Federale a Comerțului.
În Marea Britanie, o statuie publică Deco a fost realizată de Eric Gill pentru Casa de Transmisiune BBC , în timp ce Ronald Atkinson a decorat holul fostei Clădiri Daily Express din Londra (1932).
Una dintre cele mai cunoscute și cu siguranță cea mai mare sculptură publică Art Deco e Cristos Mântuitorul, realizată de sculptorul francez Paul Landowski între 1922 și 1931, situată pe un vârf de munte cu vedere la Rio de Janeiro (Brazilia).

### Sculptura de birou

Tête (vedere frontală și laterală, din calcar), de Joseph Csaky (c. 1920), în Muzeul "Kröller-Müller" (Otterlo, Țările de Jos)
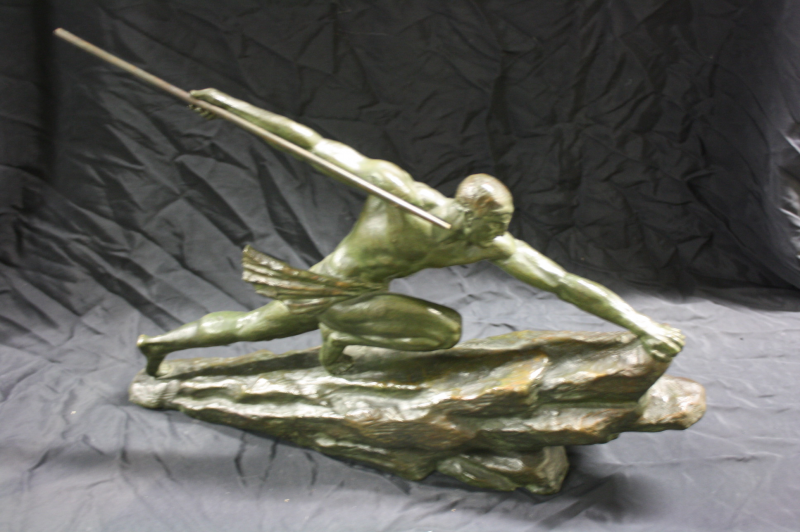
Vânătorul, de Pierre Le Faguays (anii 1920)
Nud de bronz al unei dansatoare pe un soclu de onix, de Josef Lorenzl (c. 1925)
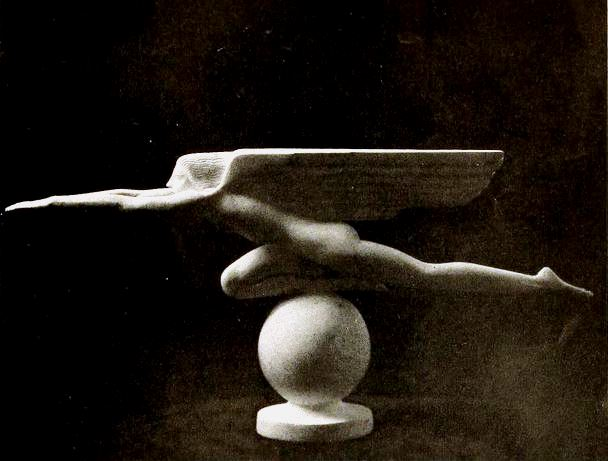
Viteza, un design pentru un ornament de radiator de Harriet Whitney Frishmuth (1925)
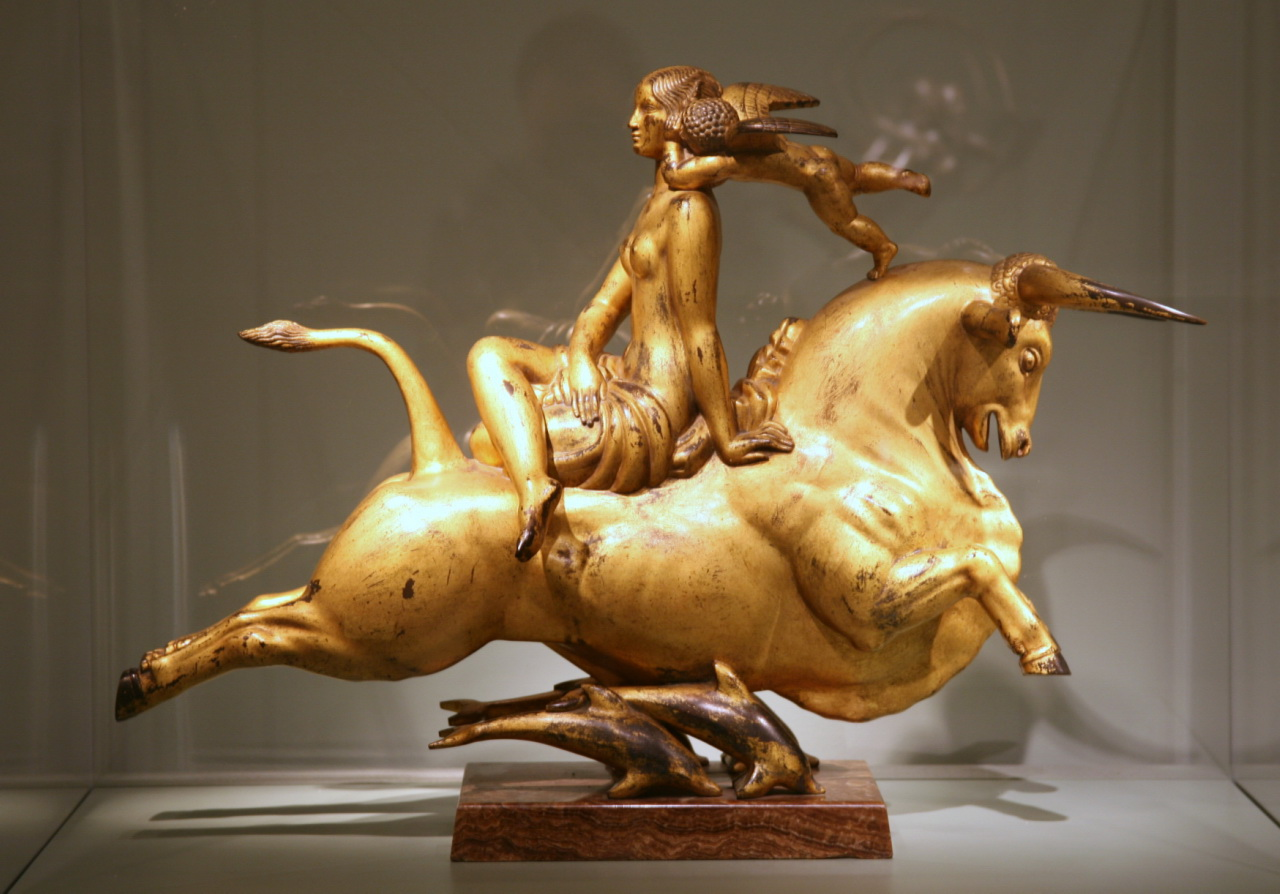
Zborul Europei (din bronz cu foiță de aur), de Paul Manship (1925), în Muzeul de Artă Americană "Whitney" (orașul New York)
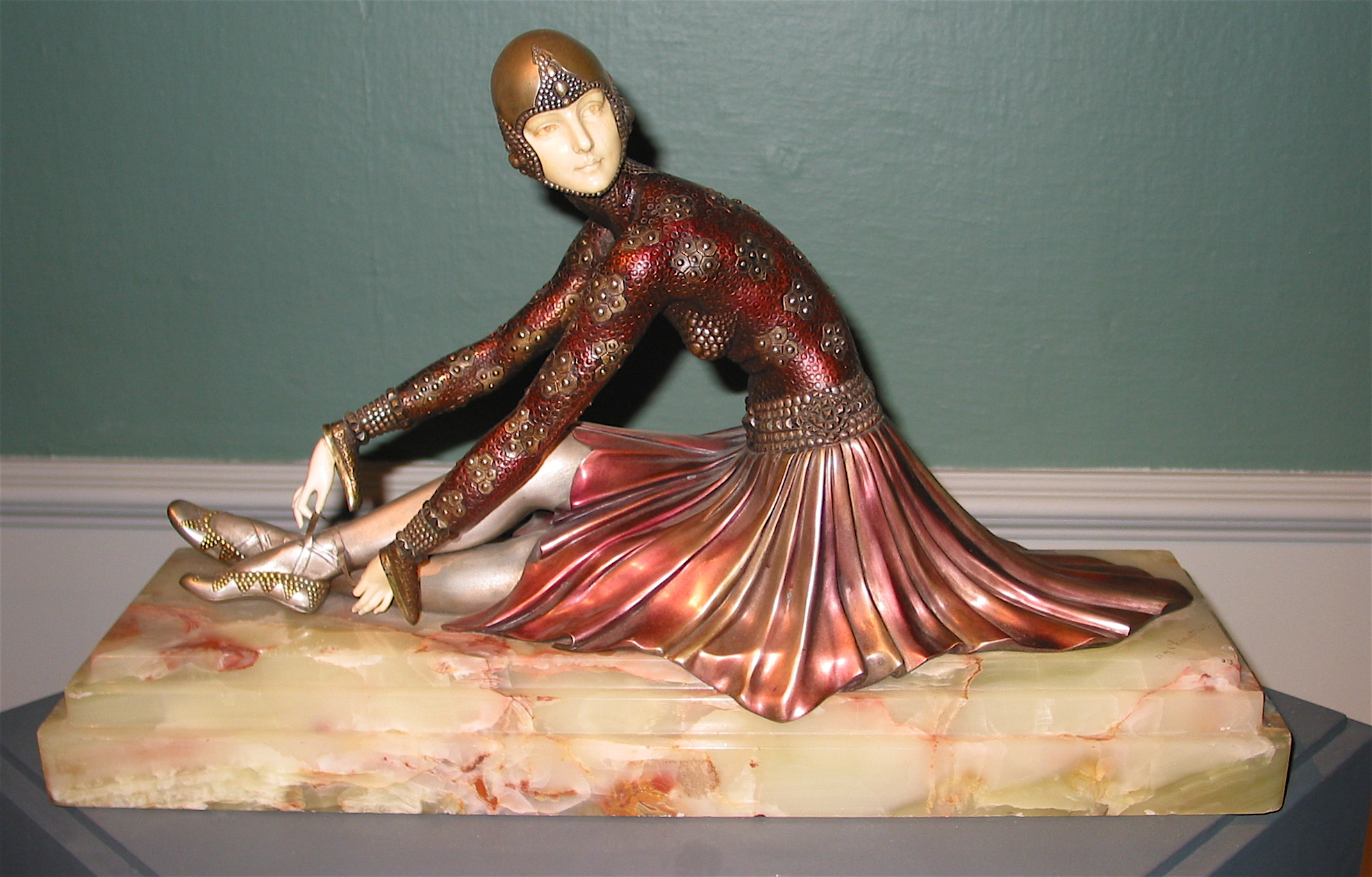
Tânără (din bronz, fildeș și onix), de sculptorul român Demétre Chiparus (c. 1925)

Multe sculpturi Art Deco timpurii erau mici, concepute pentru decorarea saloanelor. Un gen al acestui tip de sculpturi au fost statuetele criselefantine, numite astfel după un tip de statui din aur și fildeș ale templelor grecești antice. Au fost uneori din bronz sau alteori din materiale mai prețioase, ca fildeșul, onixul, alabastrul, și foița de aur.
Unul dintre cei mai cunoscuți sculptori Art Deco a fost Demétre Chiparus, născut în România, care a produs mici sculpturi colorate cu dansatoare. Alți sculptori de salon notabili au inclus Ferdinand Preiss, Josef Lorenzl, Alexander Kelety, Dorothea Charol și Gustav Schmidtcassel. Un alt sculptor american important a fost Harriet Whitney Frishmuth, care studiase cu Auguste Rodin la Paris.
Pierre Le Paguays a fost un sculptor de birou Art Deco proeminent, ale cărui lucrări au fost prezentate la Expoziția din 1925. A lucrat cu bronz, marmură, fildeș, onix, aur, alabastru și alte materiale prețioase.
François Pompon a fost un pionier al sculpturii animaliere stilizate moderne. El nu a fost pe deplin recunoscut pentru realizările sale artistice până la vârsta de 67 de ani la Salon d'Automne din 1922 cu lucrarea Ours Blanc (Urs Alb), acum în Muzeul d'Orsay din Paris.
În paralel cu acești sculptori Art Deco, la Paris și New York au lucrat sculptori moderniști mai avangardați și abstracți. Cei mai proeminenți au fost Constantin Brâncuși, Joseph Csaky, Alexander Archipenko, Henri Laurens, Jacques Lipchitz, Gustave Miklos, Jean Lambert-Rucki, Jan și Joël Martel, Chana Orloff și Pablo Gargallo.

## Artele grafice

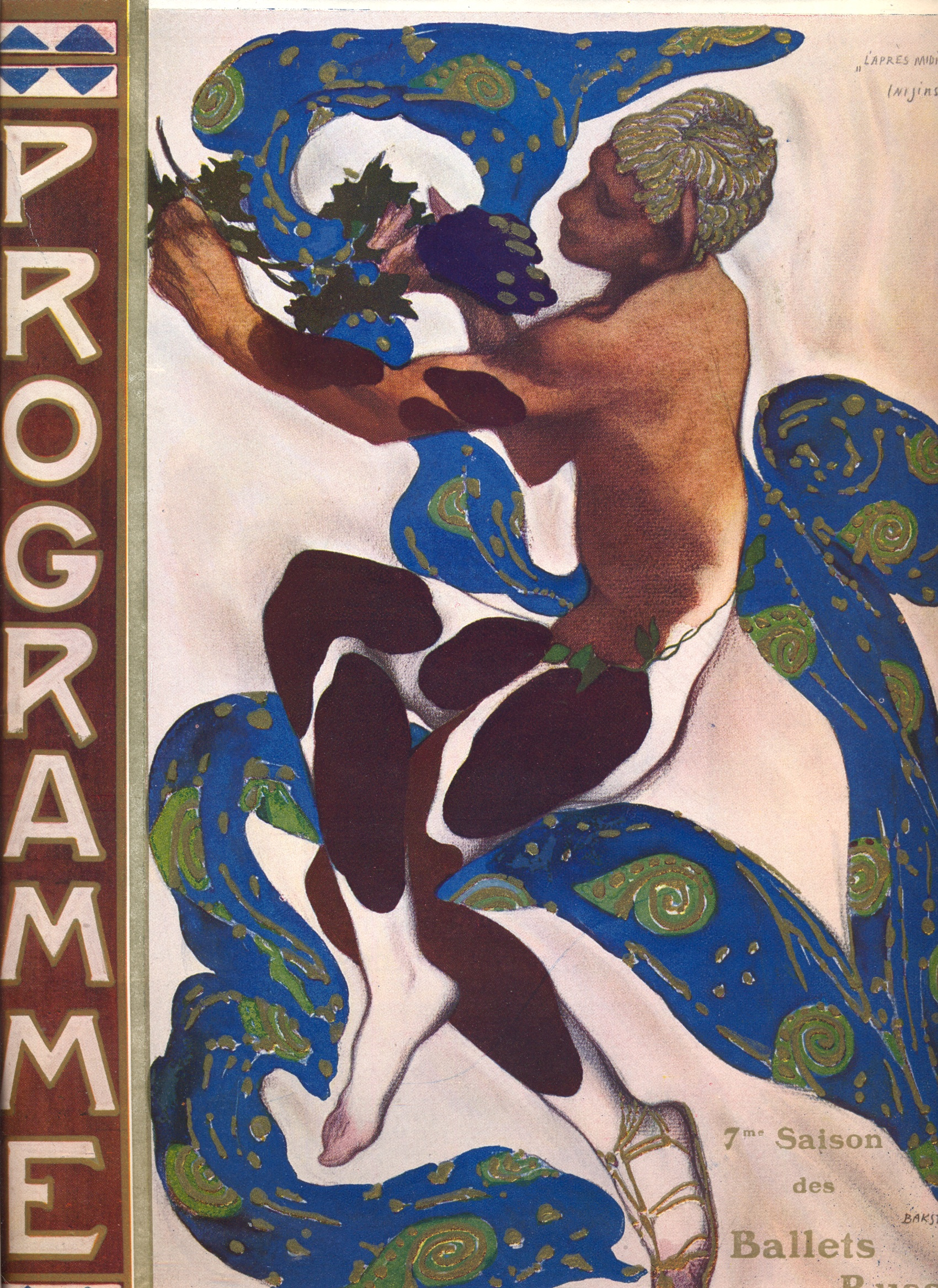
Program pentru Ballets Russes, de Léon Bakst (1912)
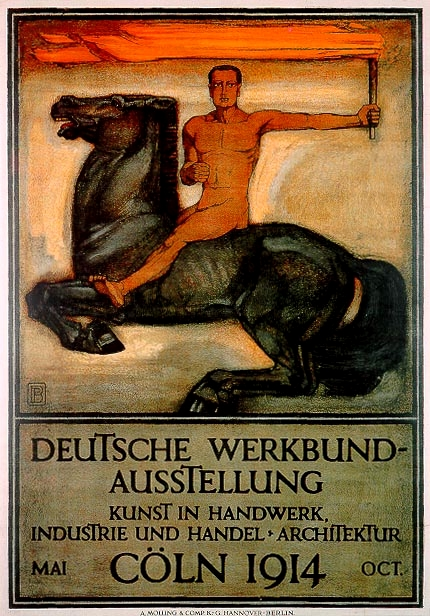
Poster al expoziției "Deutscher Werkbund", de Peter Behrens (1914)
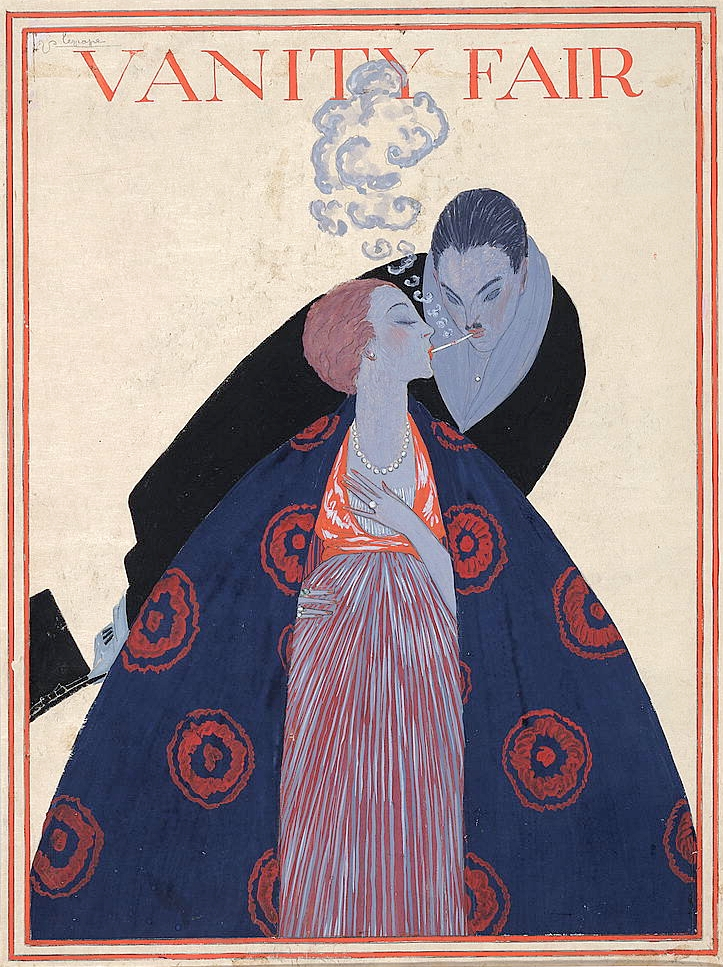
O copertă a revistei americane Vanity Fair, de Georges Lepape (1919)
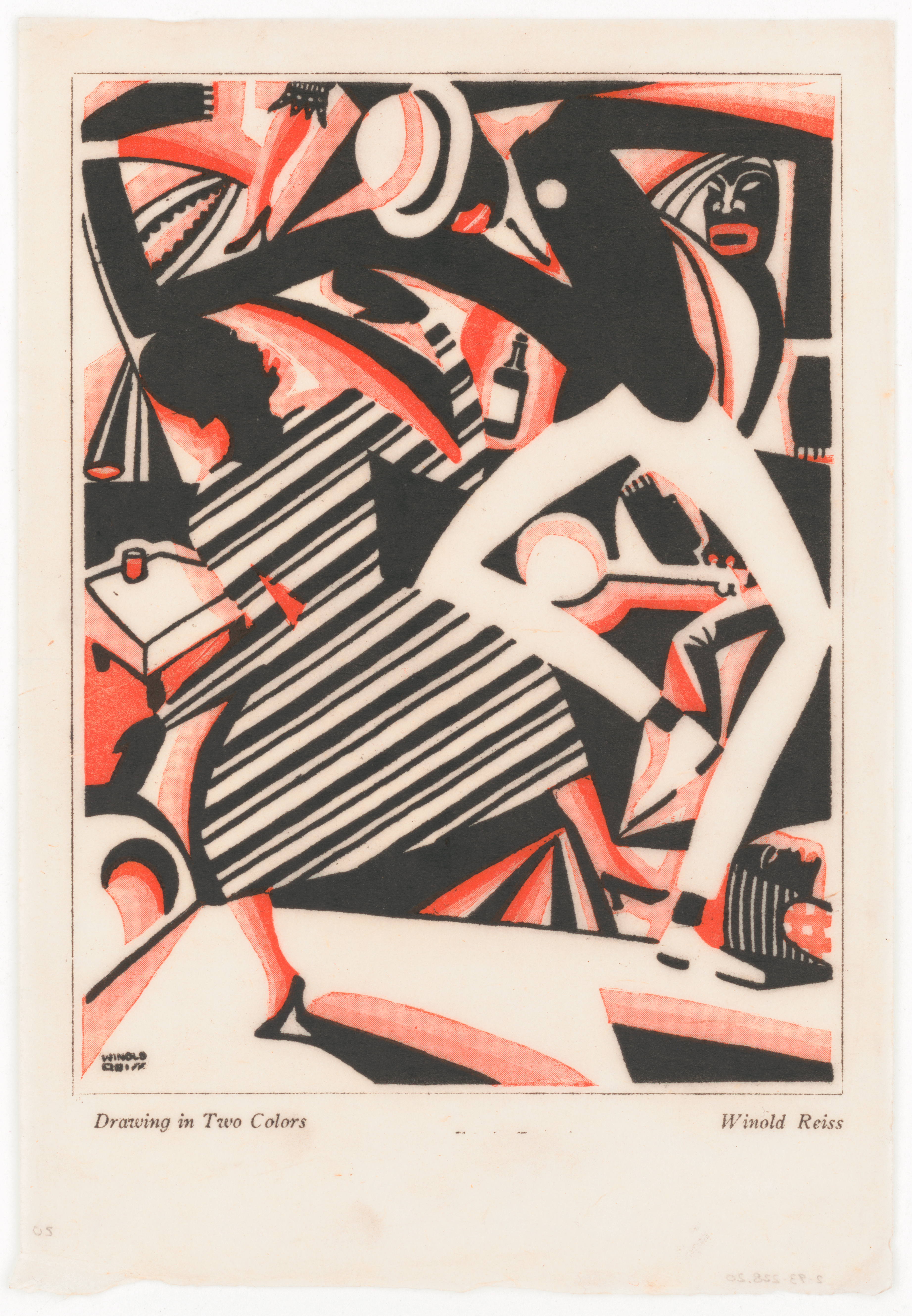
Interpretare a Harlem Jazzului I, de Winold Reiss (c. 1920)
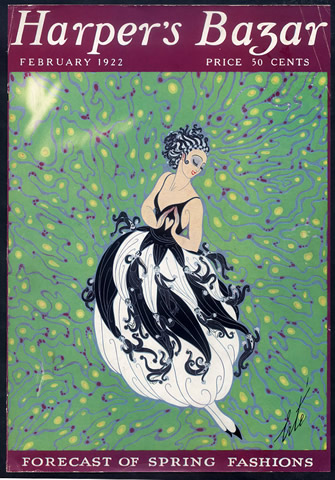
Copertă a revistei Harper's Bazaar, de Erté (1922)
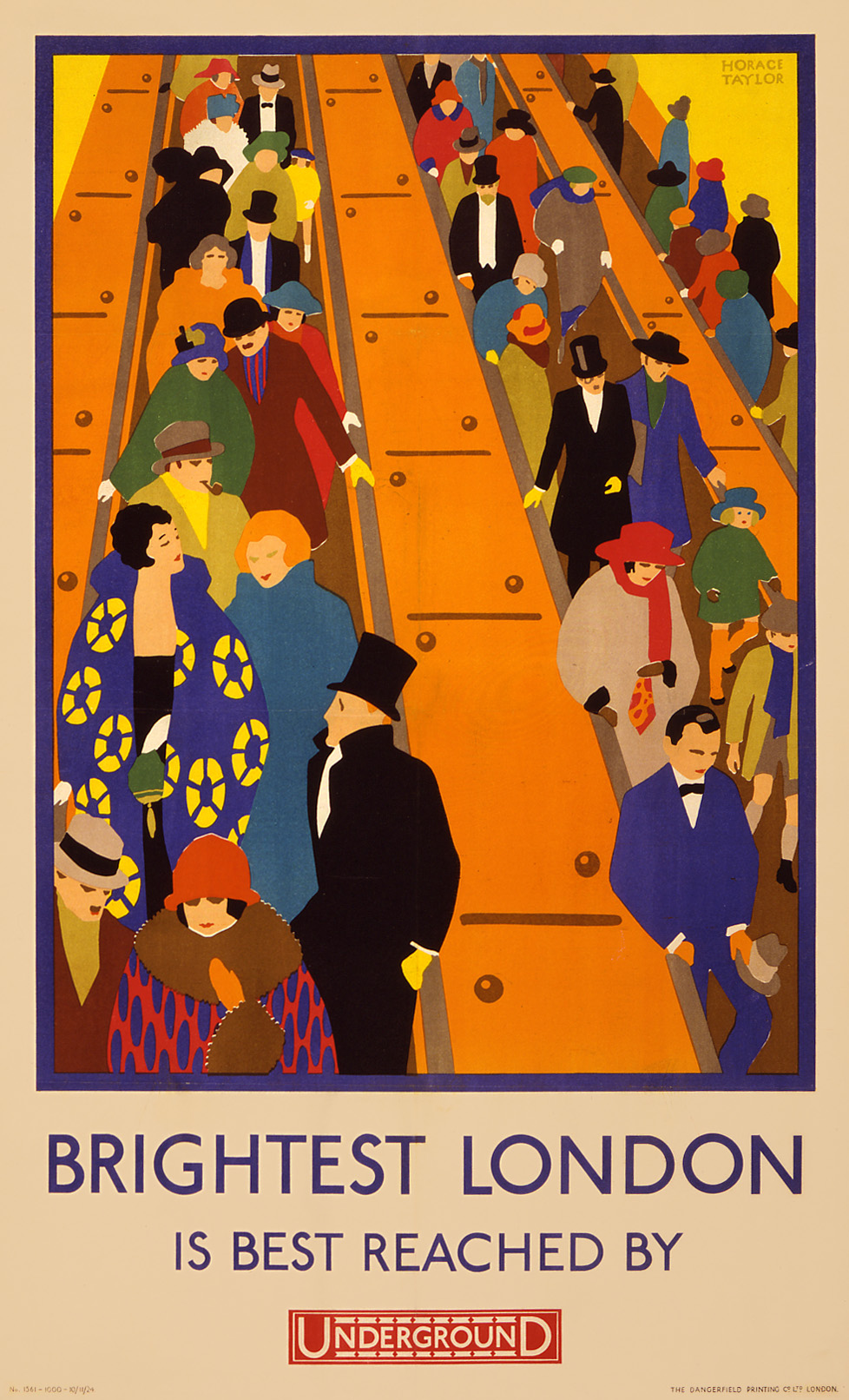
Poster cu Metroul din Londra, de Horace Taylor (1924)
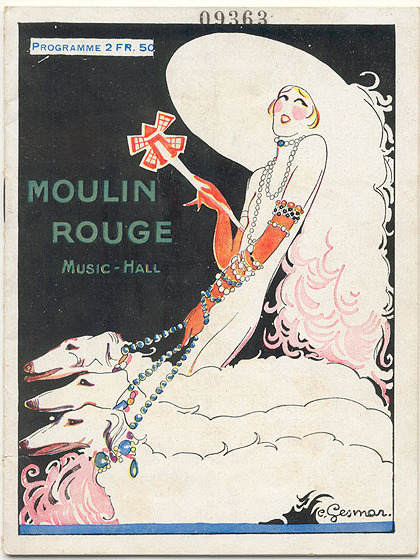
Poster cu Moulin Rouge, de Charles Gesmar (1925)

Stilul Art Deco a apărut devreme în artele grafice, în anii de dinainte de Primul Război Mondial. A apărut la Paris în afișele și desenele de costume ale lui Léon Bakst pentru Ballets Russe și în cataloagele designerului de modă Paul Poiret. Ilustrațiile lui Georges Barbier și Georges Lepape și imaginile din revista de modă La Gazette du bon ton au surprins perfect eleganța și senzualitatea stilului. În anii 1920, aspectul s-a schimbat; moda evidențiată a fost mai dezinvoltă, sportivă și îndrăzneață, modelele femei fumând de obicei țigări. Revistele americane de modă ca Vogue, Vanity Fair și Harper's Bazaar au preluat rapid noul stil și l-au popularizat în Statele Unite. De asemenea, a influențat opera ilustratorilor de carte americani, cum ar fi Rockwell Kent. În Germania, cel mai faimos posterist al perioadei a fost Ludwig Hohlwein, care a creat postere colorate și dramatice pentru festivaluri de muzică, beri și, la sfârșitul carierei sale, pentru Partidul Nazist.
În perioada Art Nouveau, afișele făceau publicitate de obicei teatrelor sau cabaretelor. În anii 1920, afișele de călătorie, realizate pentru liniile și companiile aeriene, au devenit extrem de populare. Stilul s-a schimbat în special în anii 1920, astfel încât să concentreze atenția asupra produsului promovat. Imaginile au devenit mai simple, precise, mai liniare, mai dinamice și au fost adesea plasate pe un fundal într-o singură culoare. În Franța, printre designerii populari Art Deco se numărau Charles Loupot și Paul Colin, care au devenit celebri pentru afișele lor ale cântăreței și dansatoarei americane Josephine Baker. Jean Carlu a proiectat postere pentru filmele lui Charlie Chaplin, săpunuri și teatre; la sfârșitul anilor 1930 a emigrat în Statele Unite, unde, în timpul Războiului Mondial, a proiectat afișe pentru a încuraja producția de război. Designerul Charles Gesmar a devenit celebru realizând afișe pentru cântăreața Mistinguett și pentru Air France. Printre cei mai cunoscuți designeri francezi de postere Art Deco s-a numărat Cassandre, care a realizat celebrul afiș al pachebotului SS Normandie în 1935.
În anii 1930, un nou gen de afișe a apărut în Statele Unite în timpul Marii Crize Economice. Proiectul Federal de Artă a angajat artiști americani pentru crearea de postere pentru a promova turismul și evenimentele culturale.

## Arhitectura

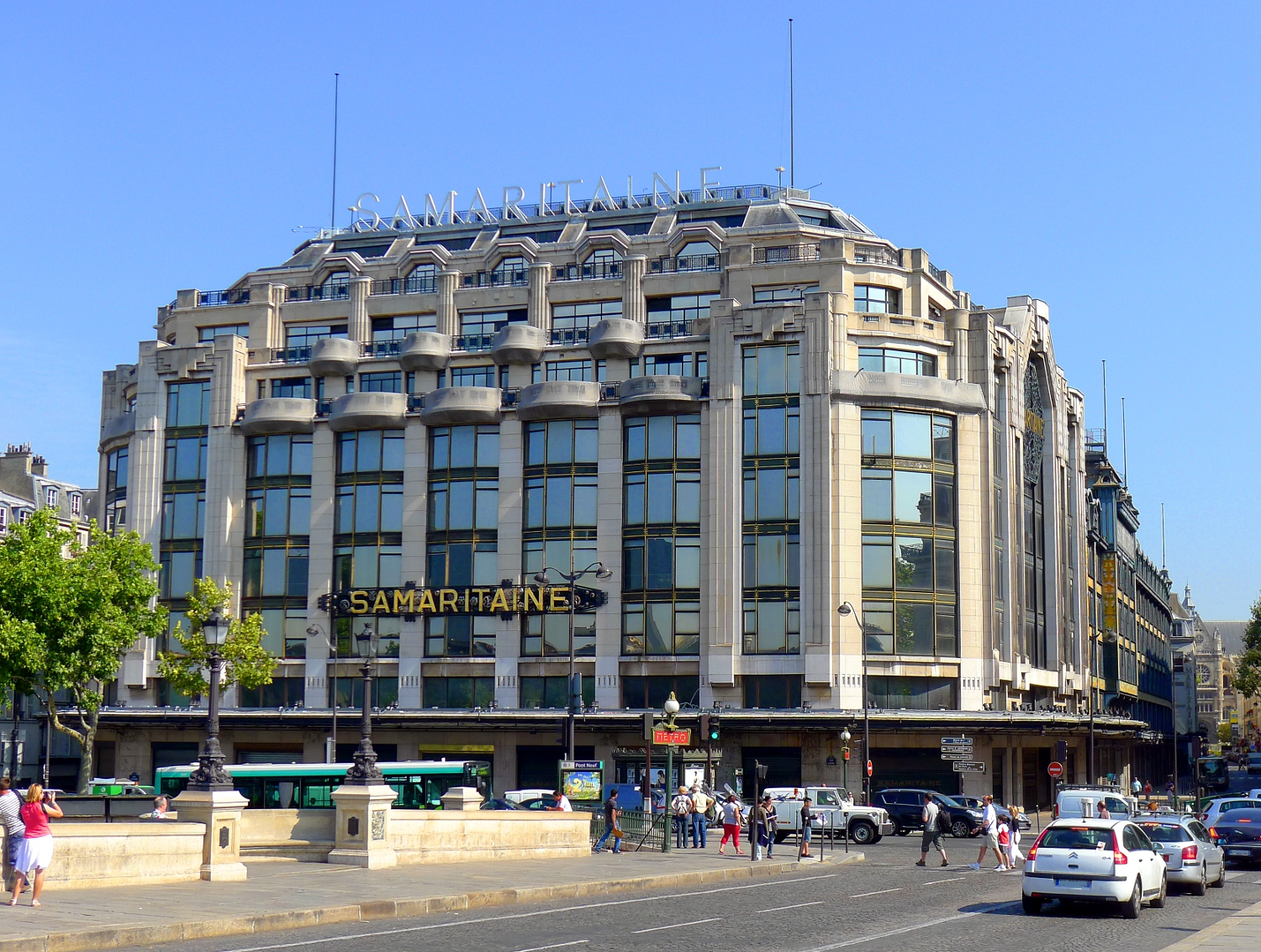
Magazinul universal La Samaritaine din Paris, de Henri Sauvage (1925–1928)
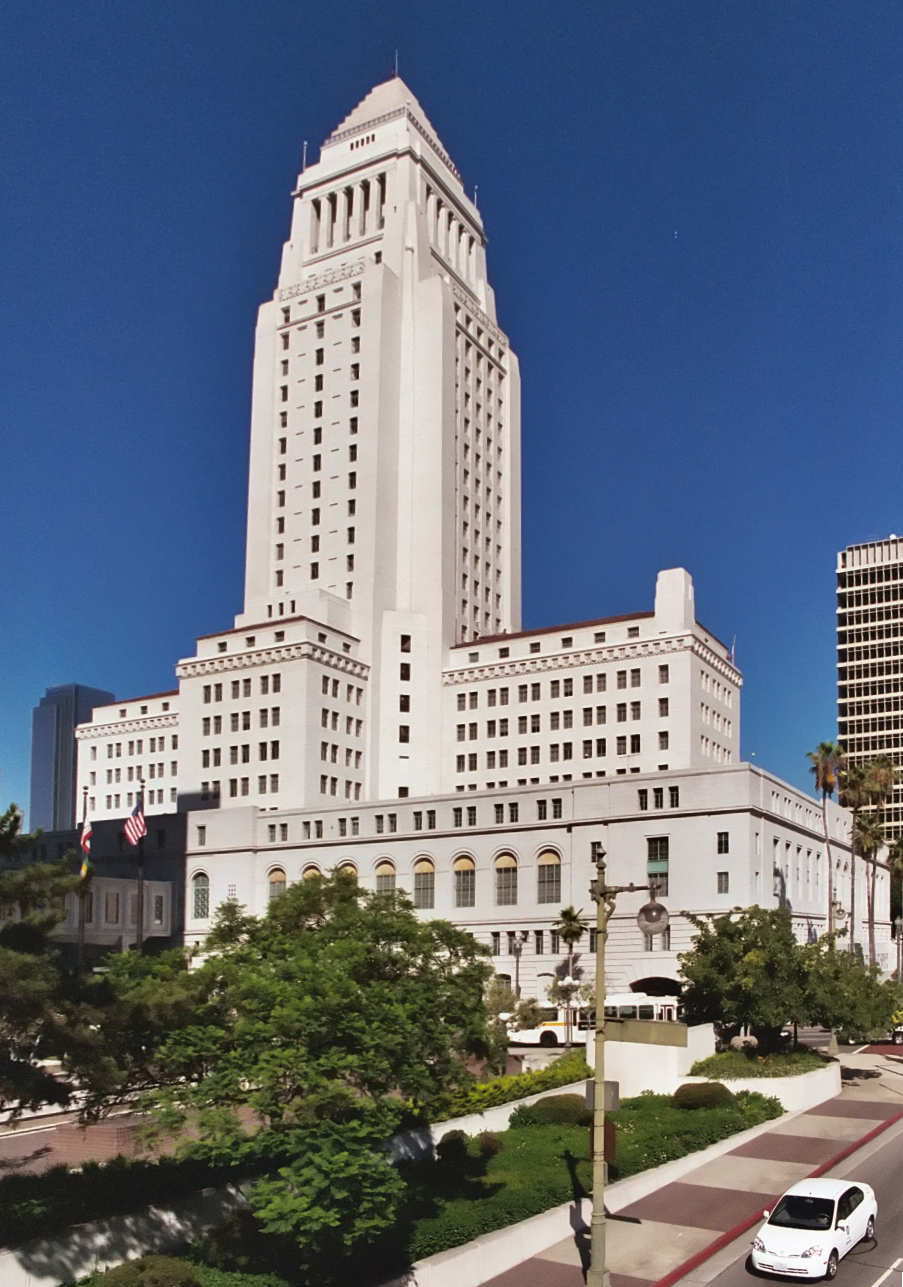
Primăria din Los Angeles de John Parkinson, John C. Austin, și Albert C. Martin Sr. (1928)
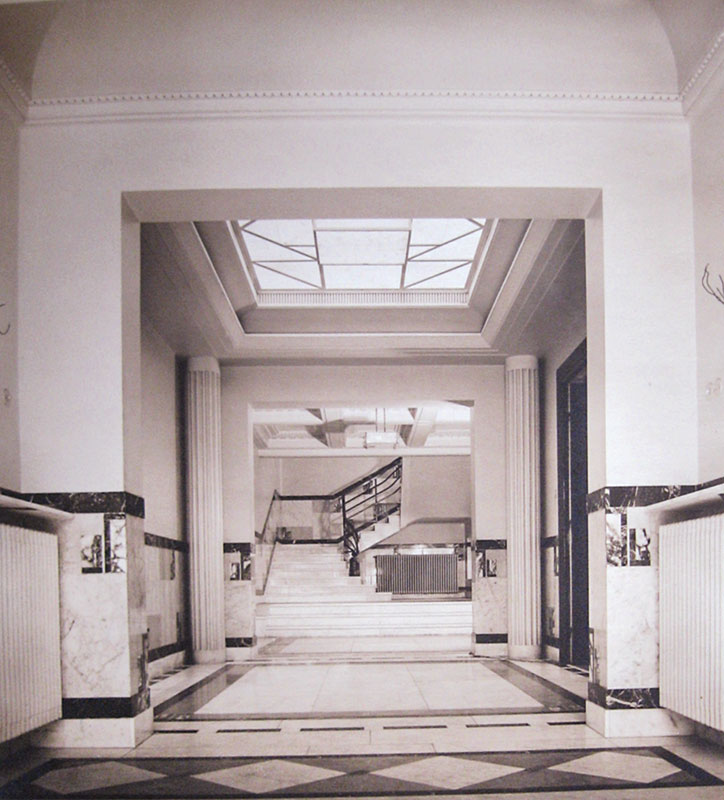
Interior al Calea Victoriei nr. 100 în București, de Nicolae Nenciulescu (1929)
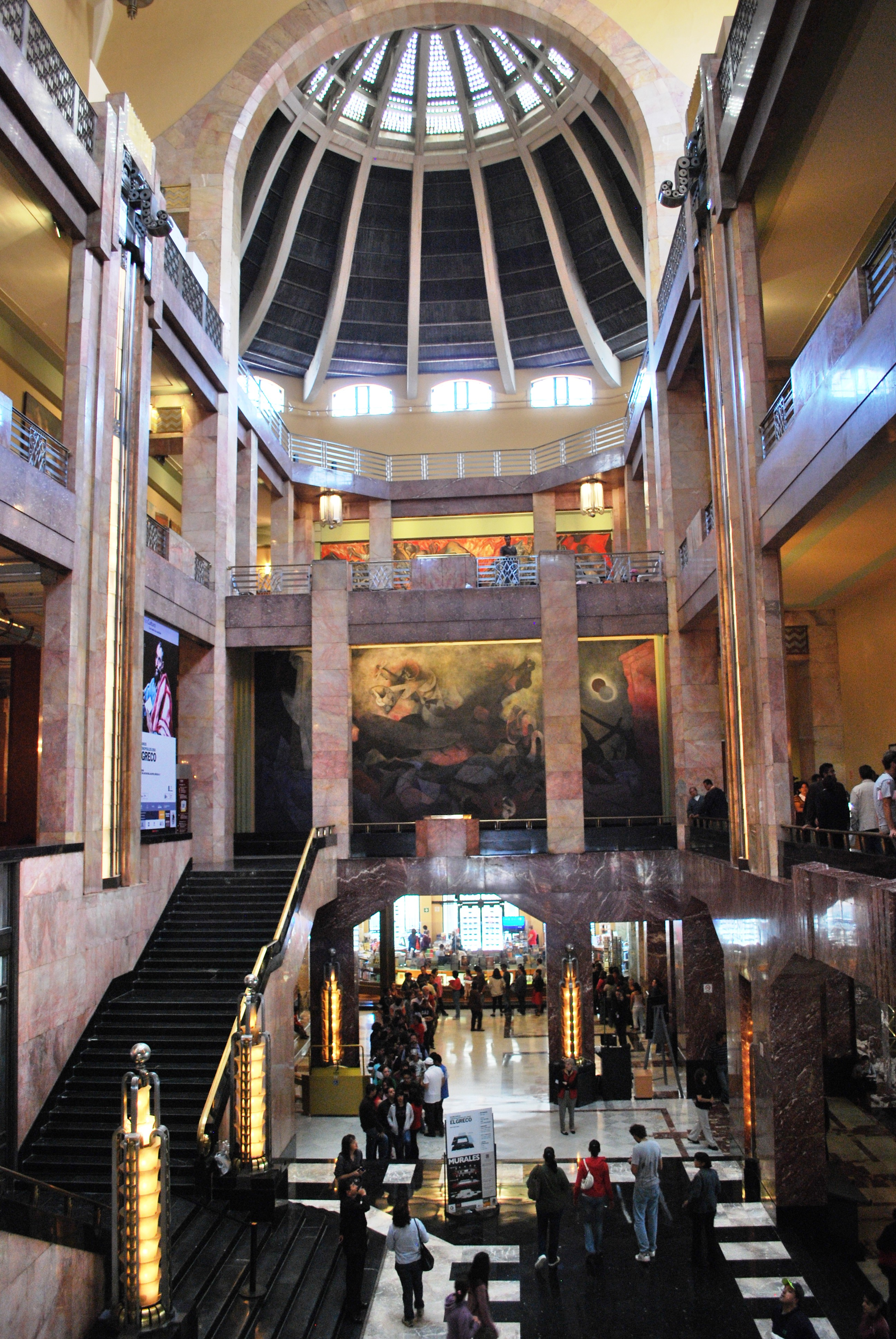
Interior din Palacio de Bellas Artes (Palatul de Arte Frumoase) din Ciudad de México (Mexic) (1934)
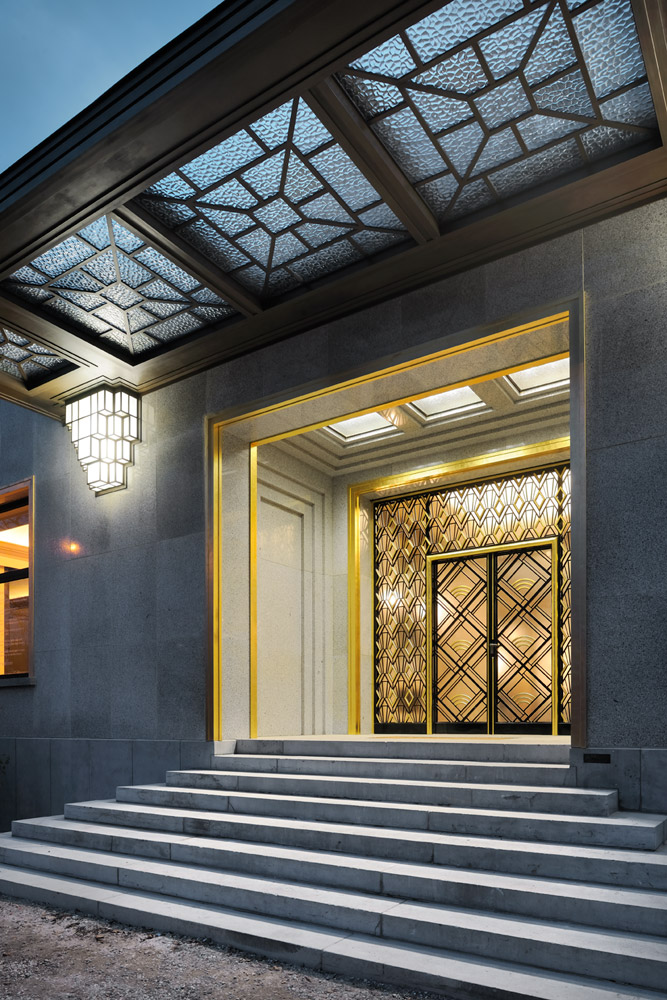
Intrarea Vilei Empain din Bruxelles (Belgia) (1930–34)
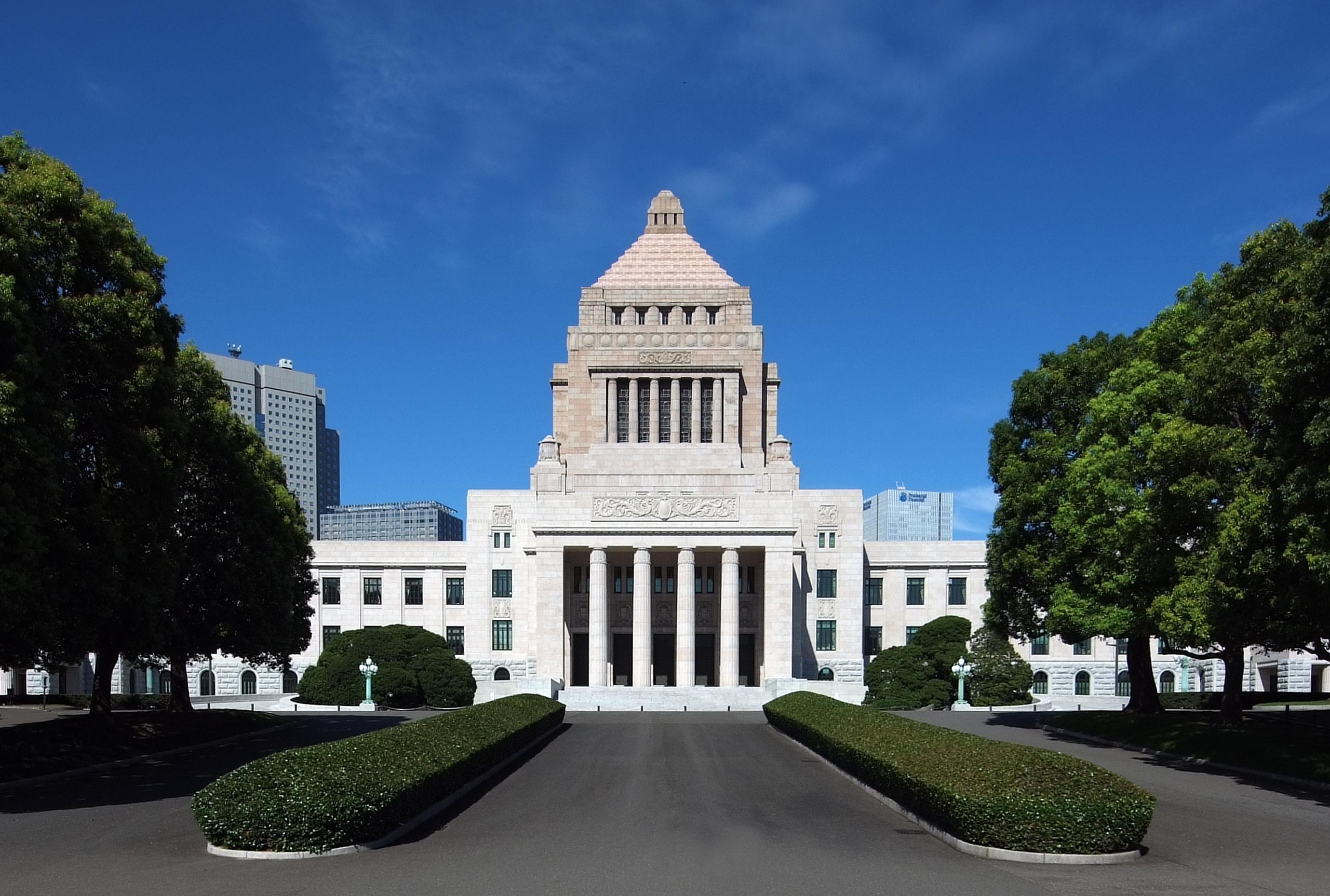
Clădirea Națională a Dietei din Tokyo (1936)
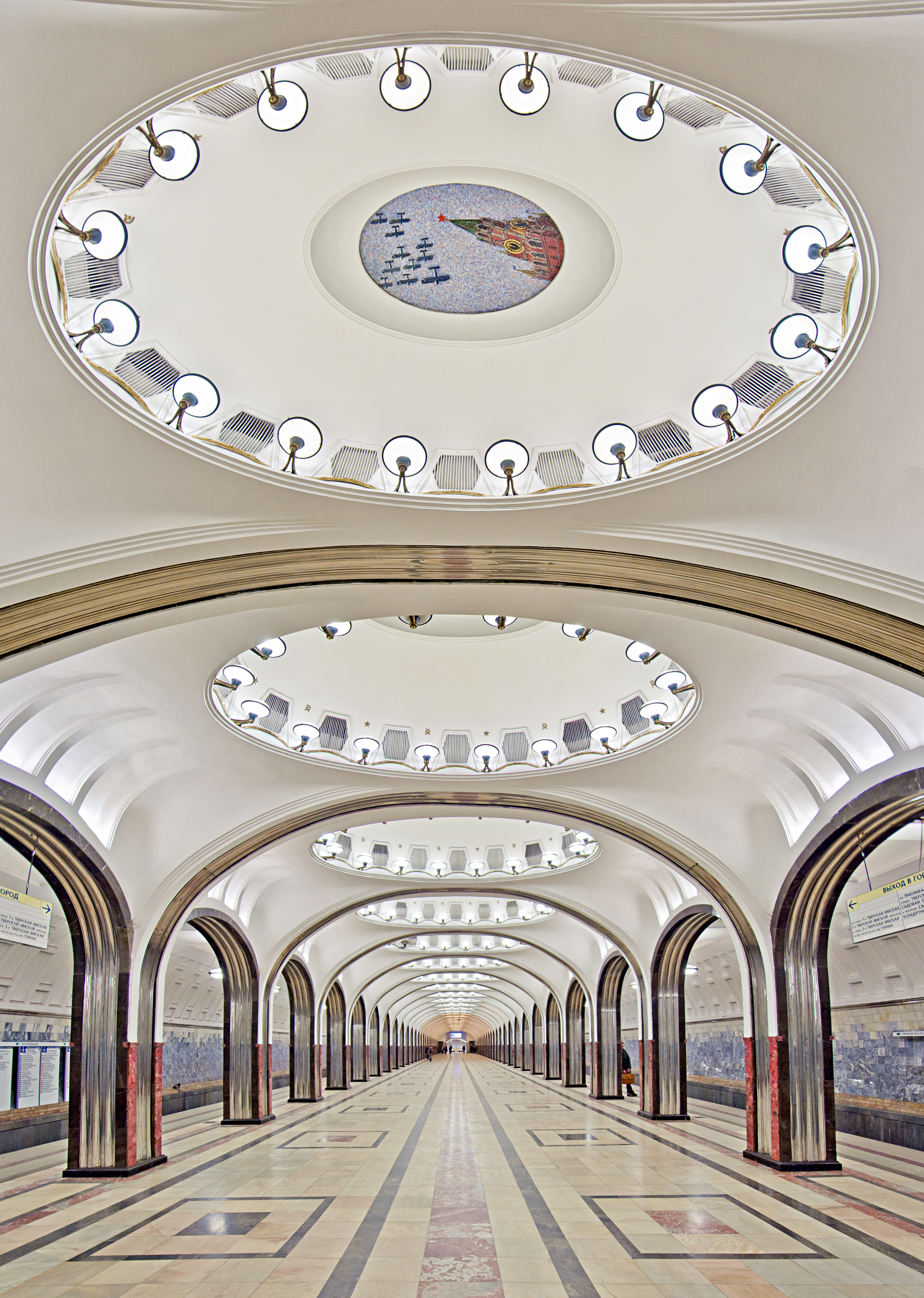
Stația de metrou Mayakovskaya din Moscova (1936)
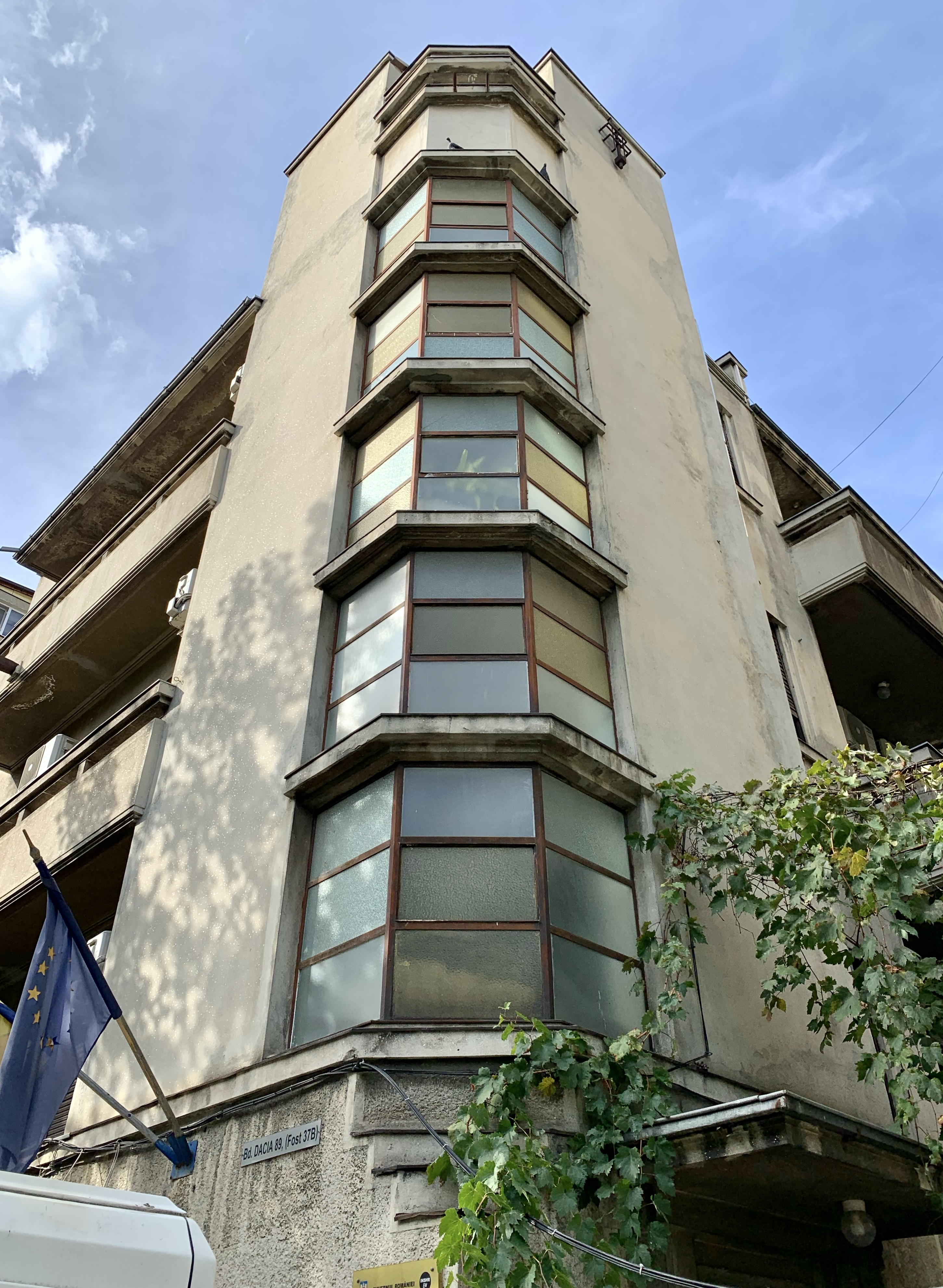
Detaliu al Bulevardul Dacia nr. 89 în București, de un arhitect necunoscut (anii 1930)

Stilul arhitectural Art Deco și-a făcut debutul la Paris în 1903–1904, odată cu construirea a două blocuri de apartamente în Paris, unul de Auguste Perret pe Strada Benjamin Franklin și celălalt pe Strada Trétaigne de Henri Sauvage. Cei doi tineri arhitecți au folosit pentru prima dată betonul armat în clădirile rezidențiale din Paris; noile construcții aveau linii clare, forme dreptunghiulare și niciun fel de ornamentație pe fațade; au marcat o despărțire clară de stilul Art Nouveau. Între 1910 și 1913, Perret și-a folosit experiența la clădiri de apartamente din beton ca să construiască Théâtre des Champs-Élysées (Avenue Montaigne, nr. 15). Între 1925 și 1928 a construit noua fațadă Art Deco a magazinului universal La Samaritaine din Paris.
După Primul Război Mondial, clădirile Art Deco din oțel și beton armat au început să apară în orașele mari din Europa și Statele Unite. În Statele Unite, stilul era cel mai frecvent folosit pentru clădiri de birouri, clădiri guvernamentale, cinemauri și gări. Uneori a fost combinat cu alte stiluri; Primăria din Los Angeles a combinat Art Deco-ul cu un acoperiș bazat pe Mausoleul grec antic din Halicarnassus, în timp ce Gara din Los Angeles a combinat Deco-ul cu arhitectura colonială spaniolă. Elementele Art Deco au apărut și în proiectele de inginerie, inclusiv turnurile Podului Golden Gate și turnurile Barajului Hoover. În anii 1920 și 1930 a devenit un stil cu adevărat internațional, cu exemple printre care Palacio de Bellas Artes (Palatul de Arte Frumoase) din Ciudad de México de Federico Mariscal, stația de metrou Mayakovskaya și Clădirea Dietei Naționale din Tokyo de Watanabe Fukuzo.
Stilul Art Deco nu s-a limitat la clădiri pe uscat; pachebotul oceanic francez SS Normandie, a cărui primă călătorie a fost în 1935, a avut un design Art Deco, inclusiv o sală de mese al cărei tavan și decor au fost realizate din sticlă de Lalique.

### „Catedralele Comerțului”

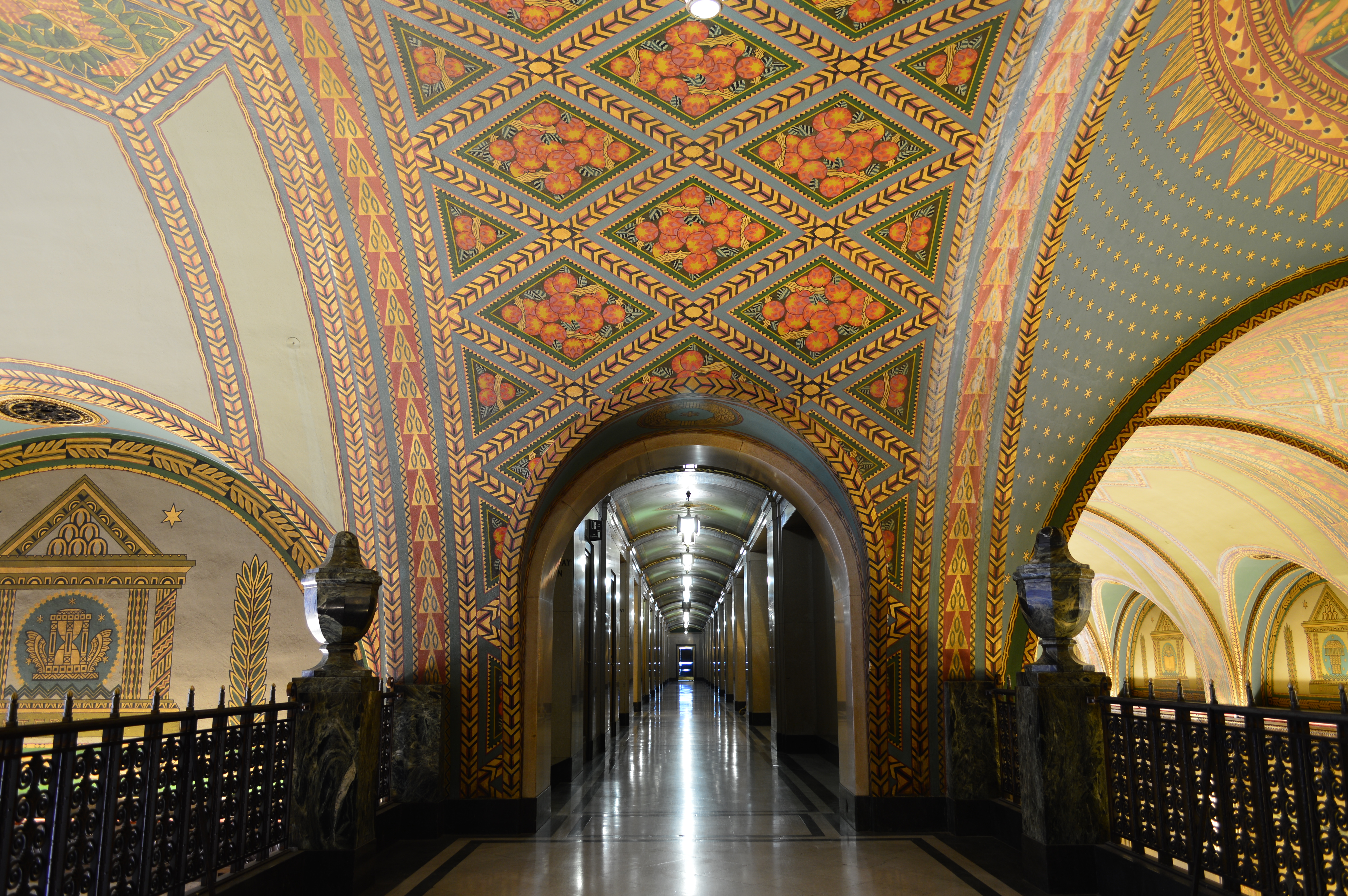
Fisher Building din Detroit (Michigan), de Joseph Nathaniel French (1928)
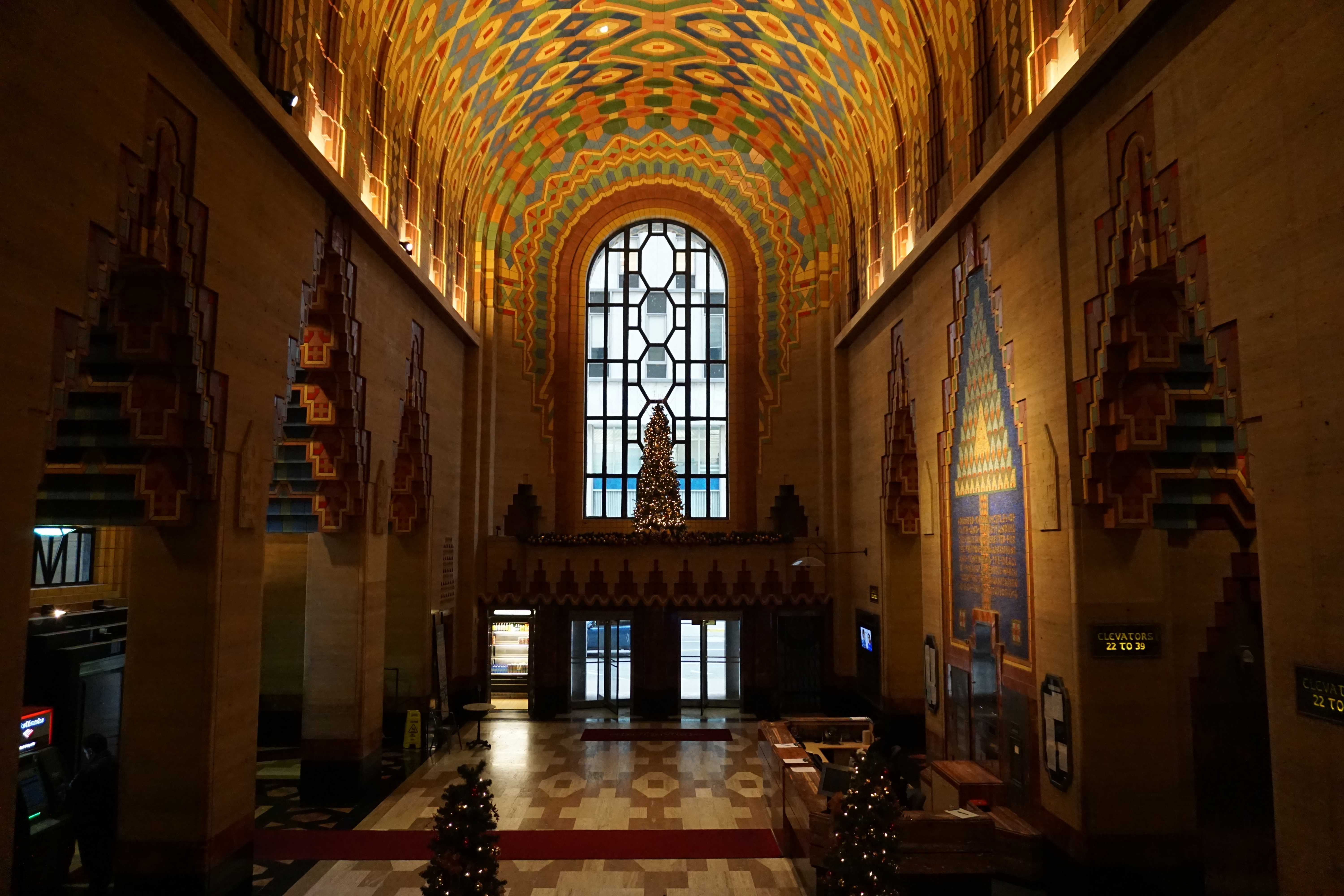
Holul inferior din Guardian Building din Detroit, de Wirt Rowland (1929)
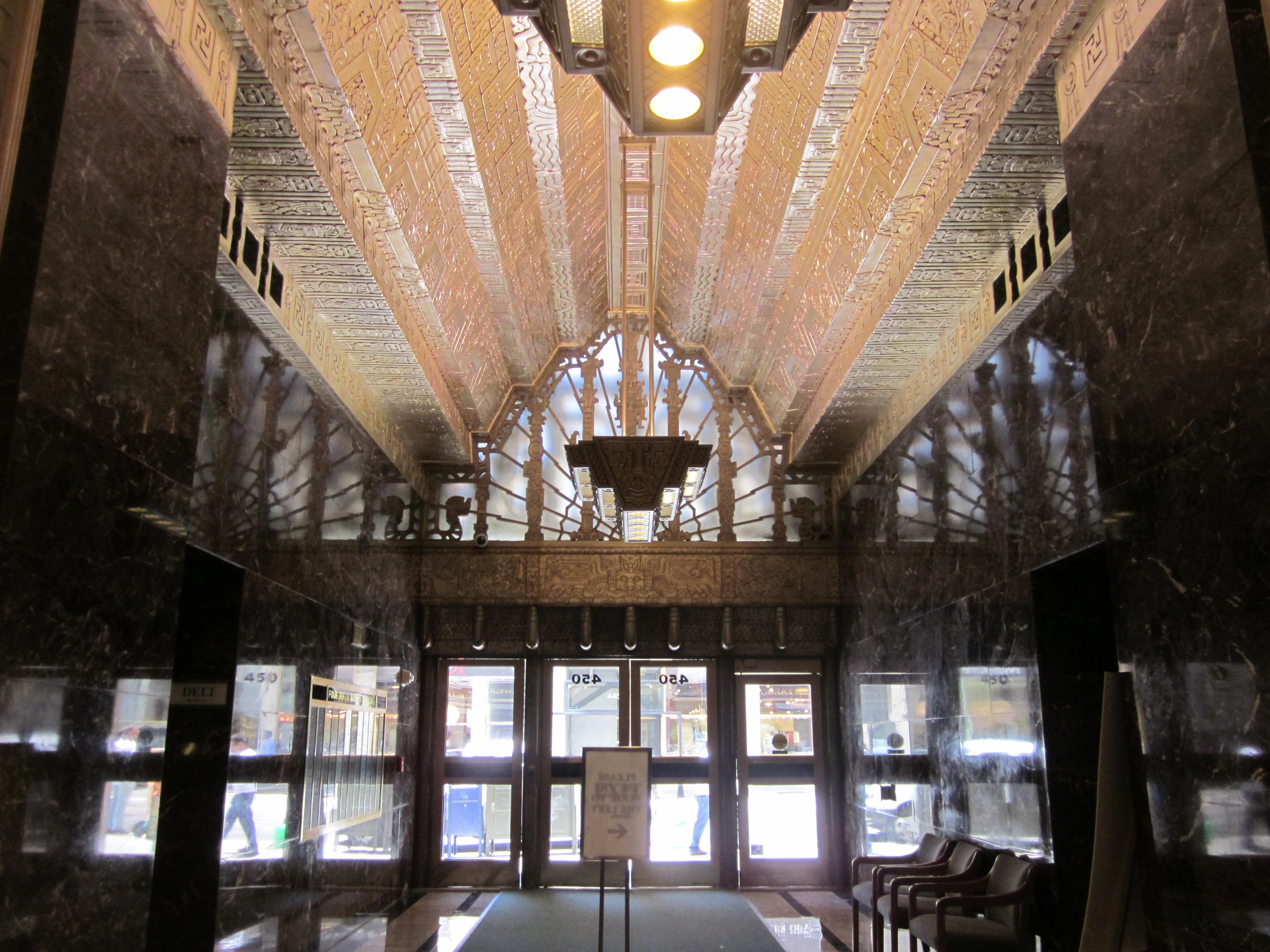
Hol din 450 Sutter Street din San Francisco (California), de Timothy Pflueger (1929)
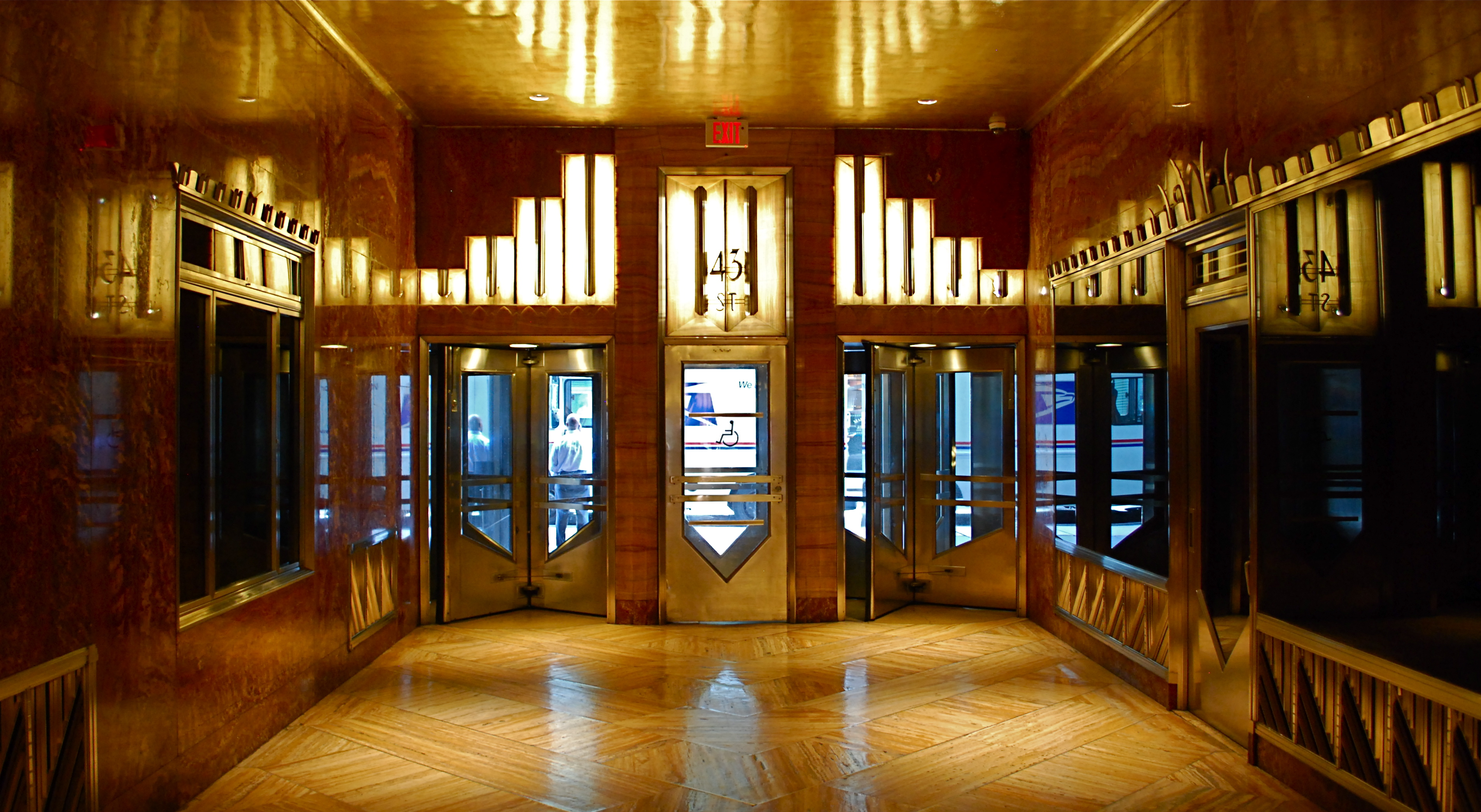
Hol al Chrysler Building din New York City, de William Van Alen (1930)
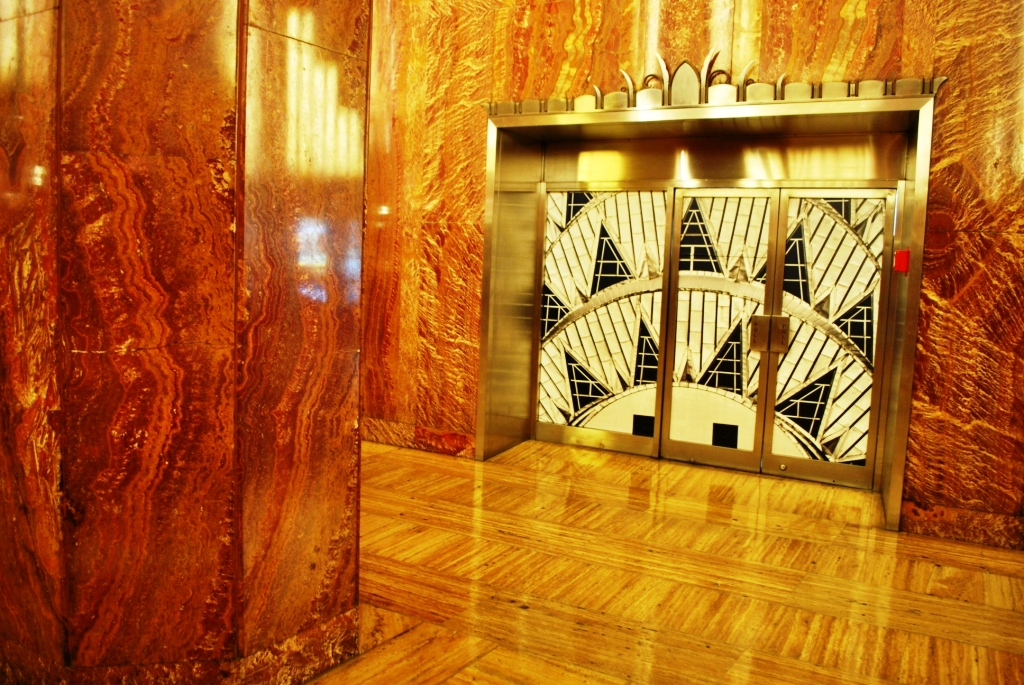
Lift din Chrysler Building (1930)

Marile realizări ale designului interior Art Deco erau holurile clădirilor guvernamentale, ale teatrelor și, în special, ale clădirilor de birouri. Interioarele erau extrem de colorate și dinamice, combinând sculptură, picturi murale și designuri geometrice ornamentate din marmură, sticlă, ceramică și oțel inoxidabil. Un exemplu timpuriu a fost Fisher Building din Detroit, de Joseph Nathaniel French, holul fiind foarte decorat cu sculpturi și ceramică. Guardian Building (inițial Union Trust Building) din Detroit, de Wirt Rowland (1929), e decorată cu marmură roșie și neagră și ceramică viu colorată, evidențiată de ușile și ghișeele din oțel foarte lustruit. Decorul sculptural instalat în pereți a ilustrat virtuțile industriei și cele ale economisirii; clădirea a fost numită imediat „Catedrala Comerțului” (Cathedral of Commerce). Clădirea medicală și dentară numită 450 Sutter Street din San Francisco de Timothy Pflueger a fost inspirată de arhitectura mayașă, într-o formă foarte stilizată; a folosit forme piramidale, iar pereții interiori au fost acoperiți rânduri de hieroglife foarte stilizate.
În Franța, cel mai bun exemplu de interior Art Deco e Palais de la Porte Dorée (1931) de Albert Laprade, Léon Jaussely și Léon Bazin. Clădirea (acum Muzeul Național al Imigrației, cu un acvariu la subsol) a fost construită pentru Expoziția Colonială de la Paris din 1931, pentru sărbătorirea oamenilor și a produselor coloniilor franceze.  Fațada exterioară a fost în întregime acoperită cu sculpturi, iar holul a creat o armonie Art Deco cu un parchet din lemn cu un model geometric, o pictură murală care înfățișează oamenii coloniilor franceze, și o compoziție armonioasă de uși verticale și balcoane orizontale.

### Cinemaurile palate

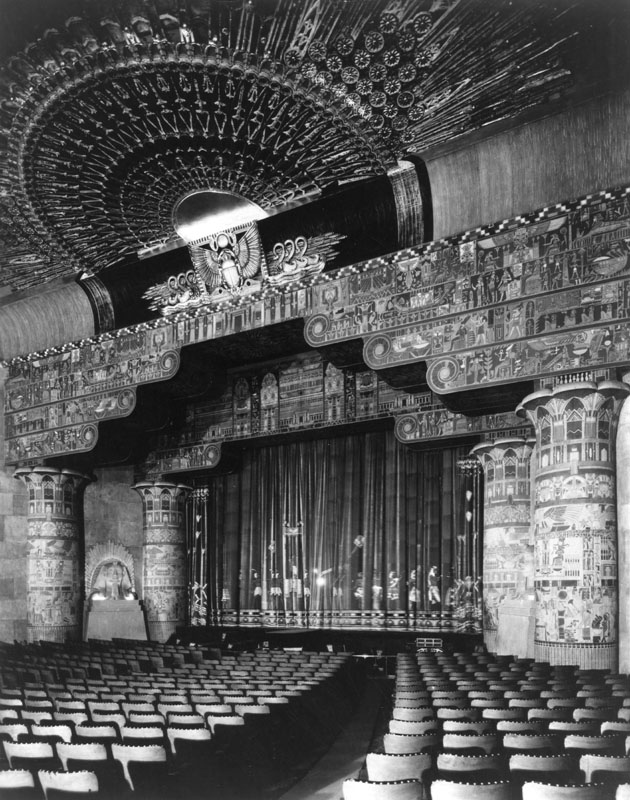
Grauman's Egyptian Theatre din Hollywood (Los Angeles, California) (1922)
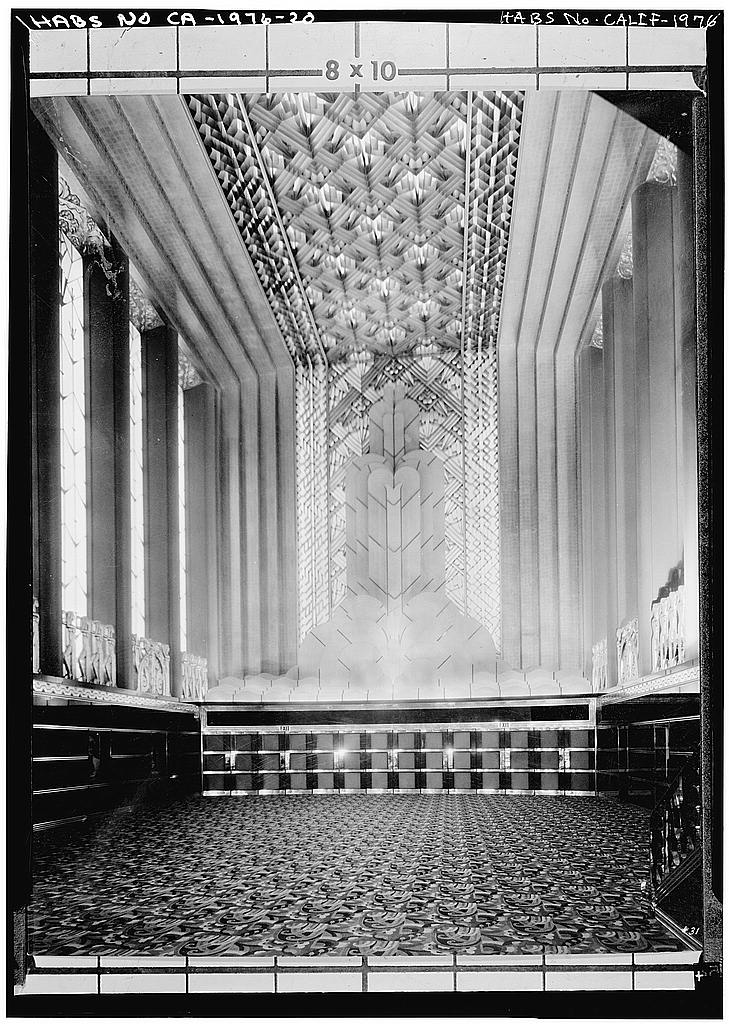
Hol grandios înalt de patru etaje al Cinemaului Paramount din Oakland (California) (1932)
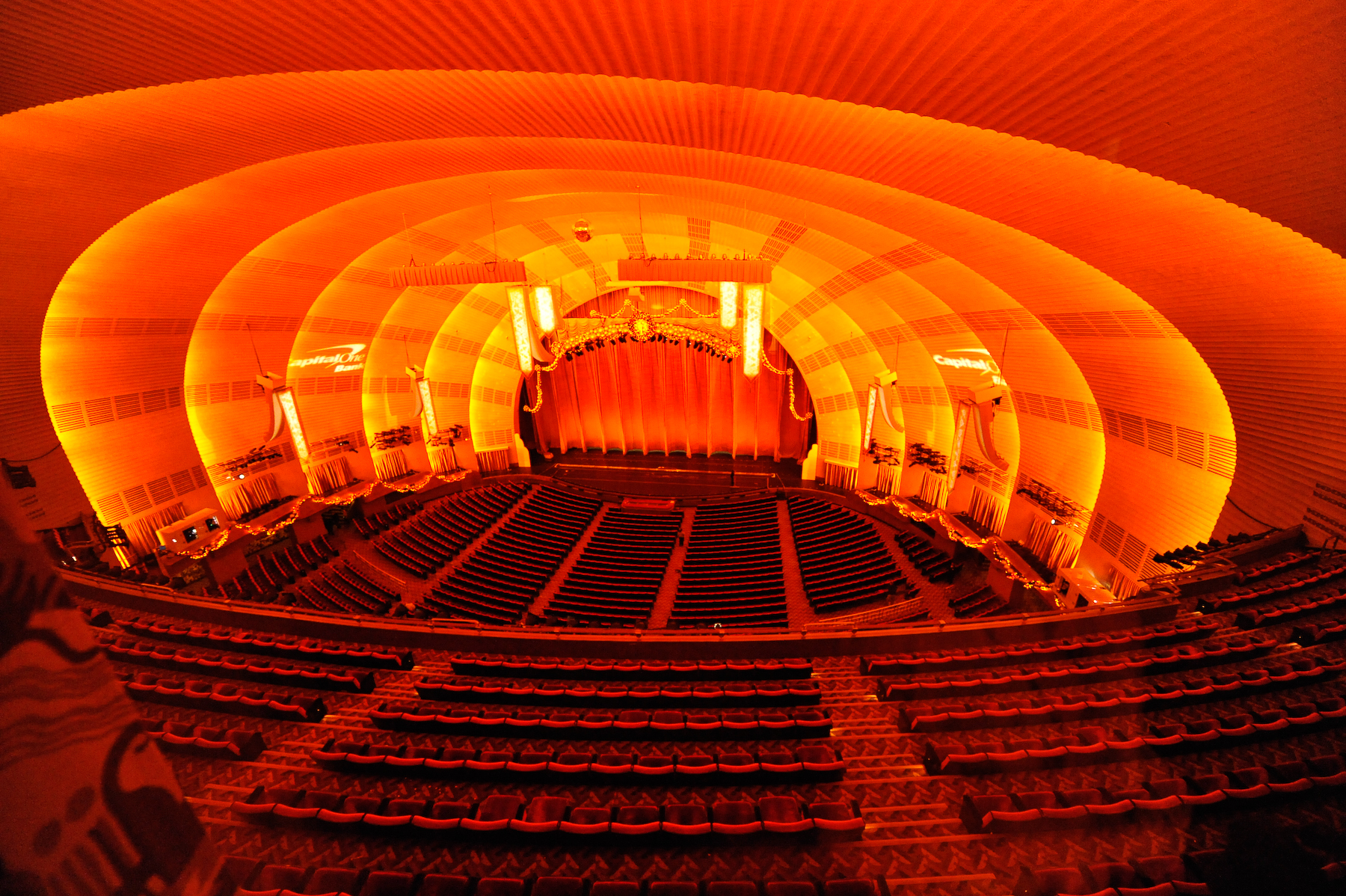
Auditoriu cu scenă din Radio City Music Hall din New York City (1932)
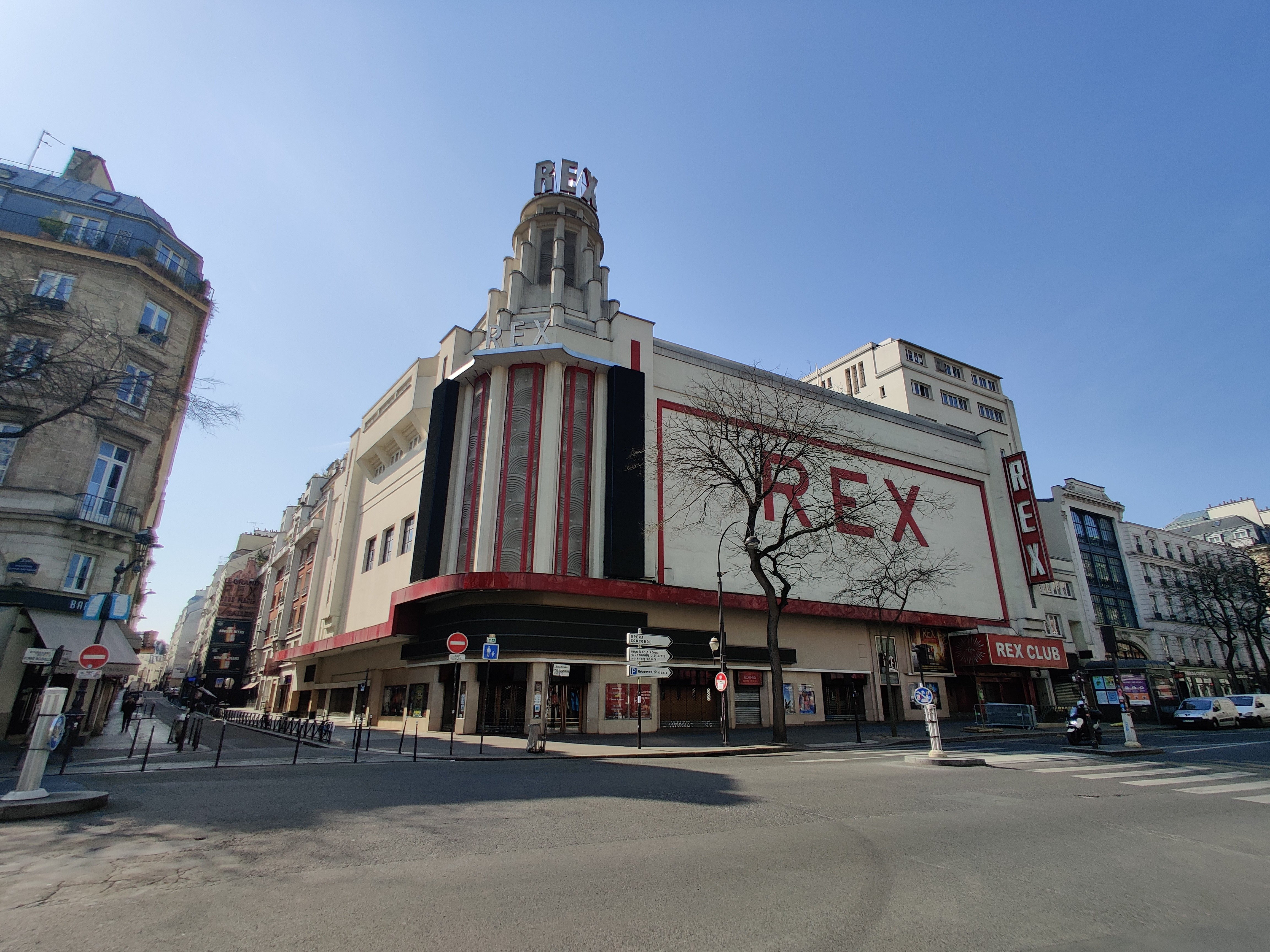
Grand Rex din Paris (1932)
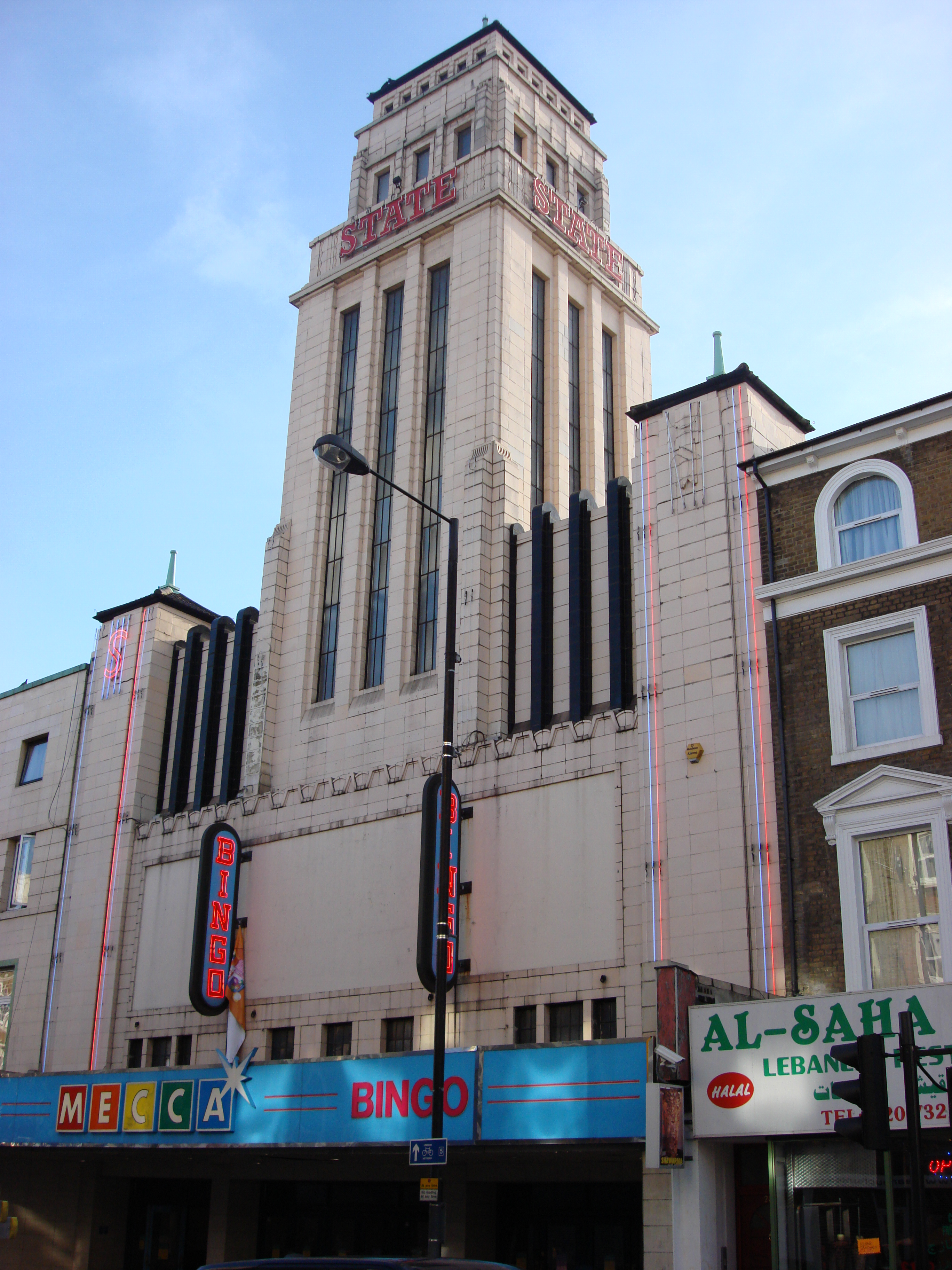
Gaumont State Cinema din Londra (1937)
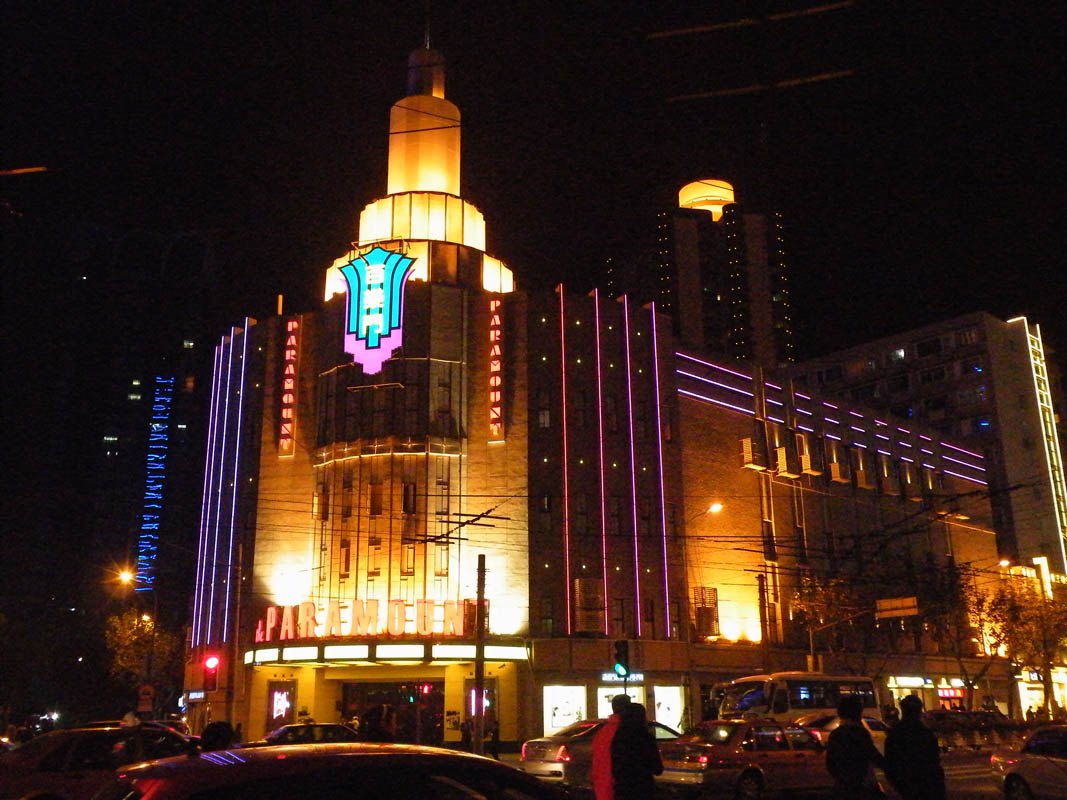
The Paramount Theatre din Shanghai (China) (1933)

Multe dintre cele mai bune exemple de Art Deco care au supraviețuit sunt cinematografele construite în anii 1920 și 1930.  Perioada Art Deco a coincis cu tranziția de la filmele mute la cele cu sunet, iar companiile de film au construit cinemauri enorme în orașele importante pentru a captura publicul uriaș care venea să vadă filme. Palatele de film din anii 1920 combinau adesea teme exotice cu stilul Art Deco; Grauman's Egyptian Theatre din Hollywood (1922) a fost inspirat de mormintele și piramidele egiptene antice. Cea mai mare construcție dintre toate e Radio City Music Hall din New York, care a fost deschisă în 1932. Concepută inițial ca teatru de scenă, s-a transformat rapid într-un cinema, cu o capacitate de 6.015 persoane. Designul interior de Donald Deskey a folosit sticlă, aluminiu, crom și piele astfel încât să creeze o evadare colorată din realitate. Paramount Theatre din Oakland (California), de Timothy Pflueger, avea o fațadă colorată din ceramică, un hol înalt de patru etaje și camere Art Deco separate pentru fumători pentru domni și doamne.  Cinemauri palate mari asemănătoare au apărut în Europa. Grand Rex din Paris (1932), cu impunătorul său turn, a fost cel mai mare cinema din Europa. Gaumont State Cinema din Londra (1937) avea un turn modelat după Empire State Building, acoperit cu plăci ceramice crem și un interior neorenascentist italian Art Deco. The Paramount Theatre din Shanghai (1933) a fost inițial construit ca o sală de dans numită Poarta Celor 100 de Plăceri; a fost transformat în cinematograf după Revoluția Comunistă din 1949, iar acum e o sală de bal și o discotecă. În anii 1930, arhitecții italieni au construit un cinema palat, Cinema Impero, în Asmara, în ce e acum Eritreea. Astăzi, multe dintre cinemauri au fost împărțite în multiplexuri, dar altele au fost restaurate și sunt folosite ca centre culturale în comunitățile lor.

### Modernismul pachebot

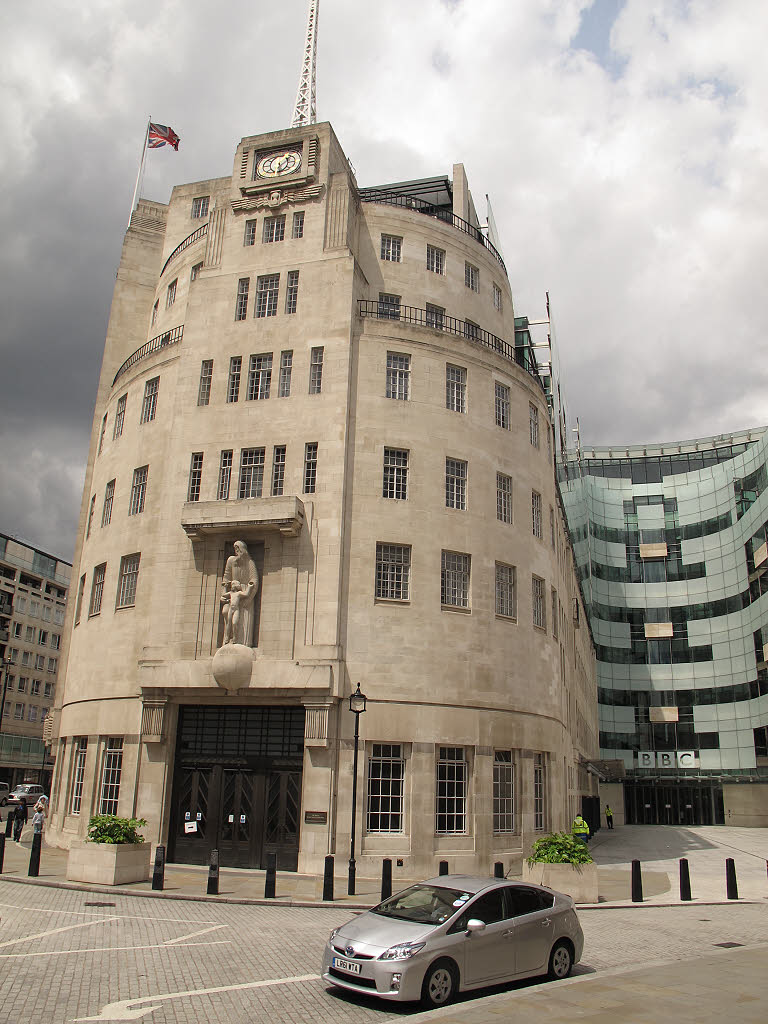
Corțul rotund în stilul nautic al Casei de Transmisiune BBC din Londra (1931)
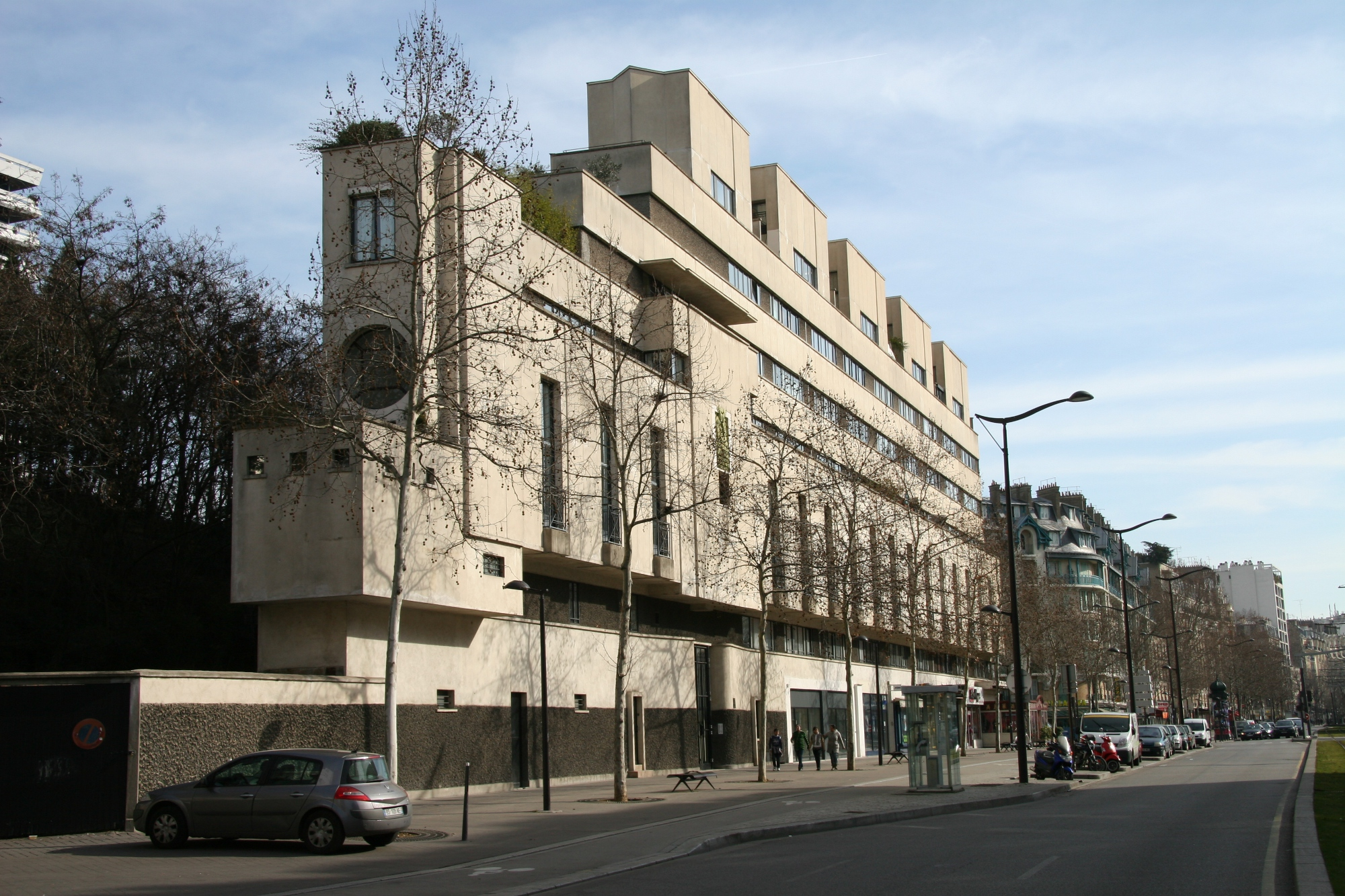
Clădire în stilul pachebot, nr. 3 Boulevard Victor din Paris, de Pierre Patout (1935)
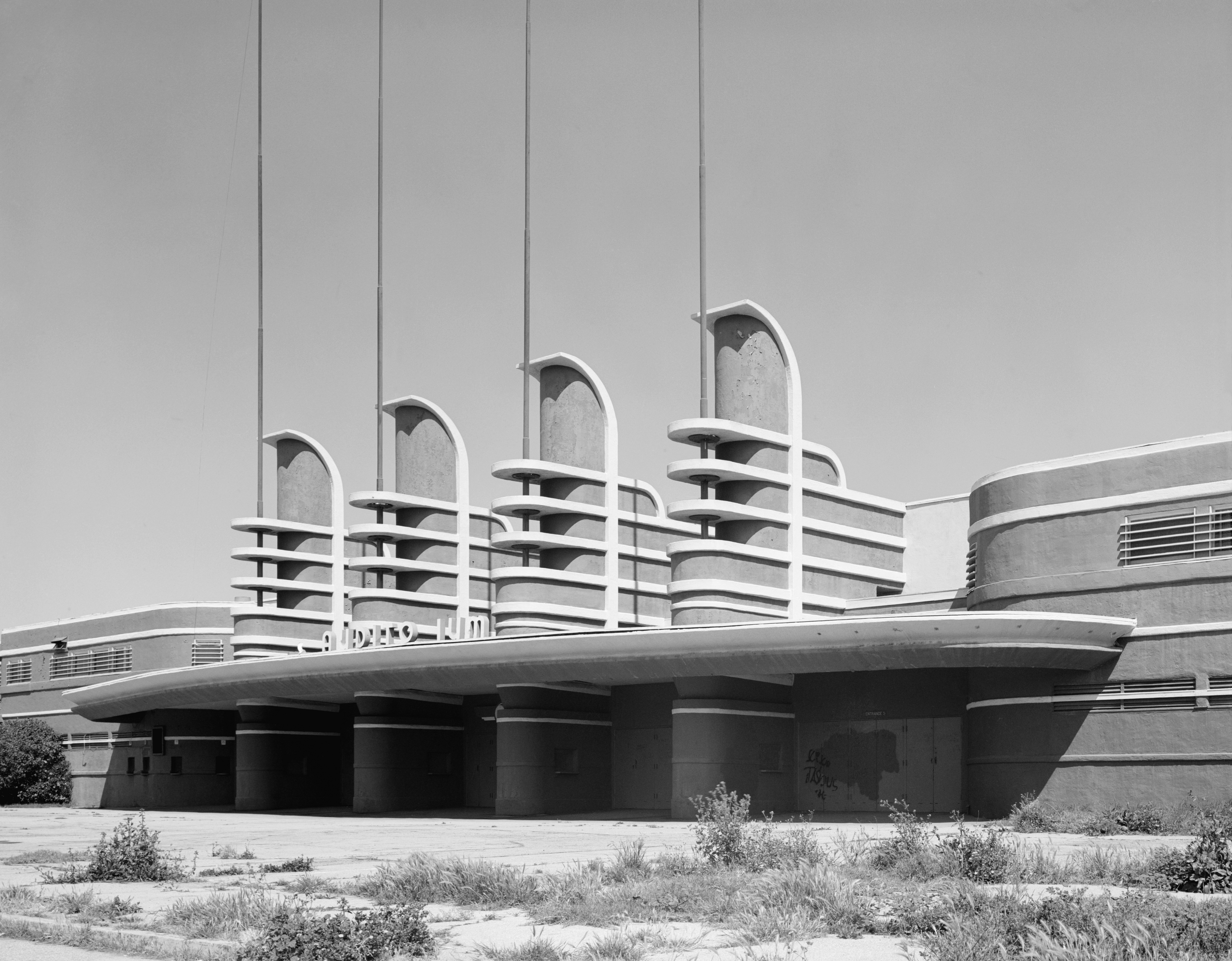
Auditoriul Pan-Pacific din Los Angeles (1936)
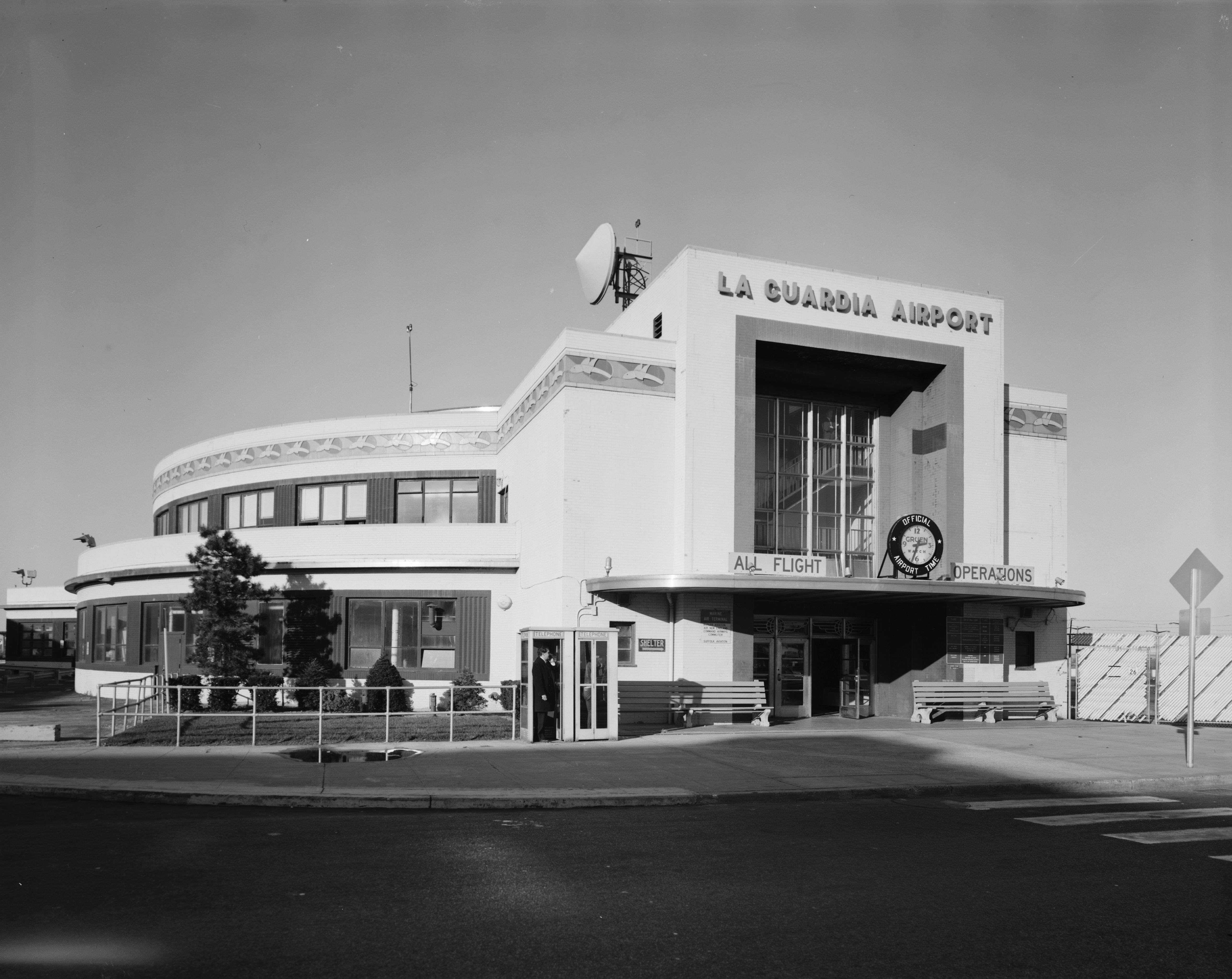
The Marine Air Terminal al Aeroportului La Guardia (1937) a fost terminalul New Yorkului pentru zborurile navelor Pan Am Clipper spre Europa
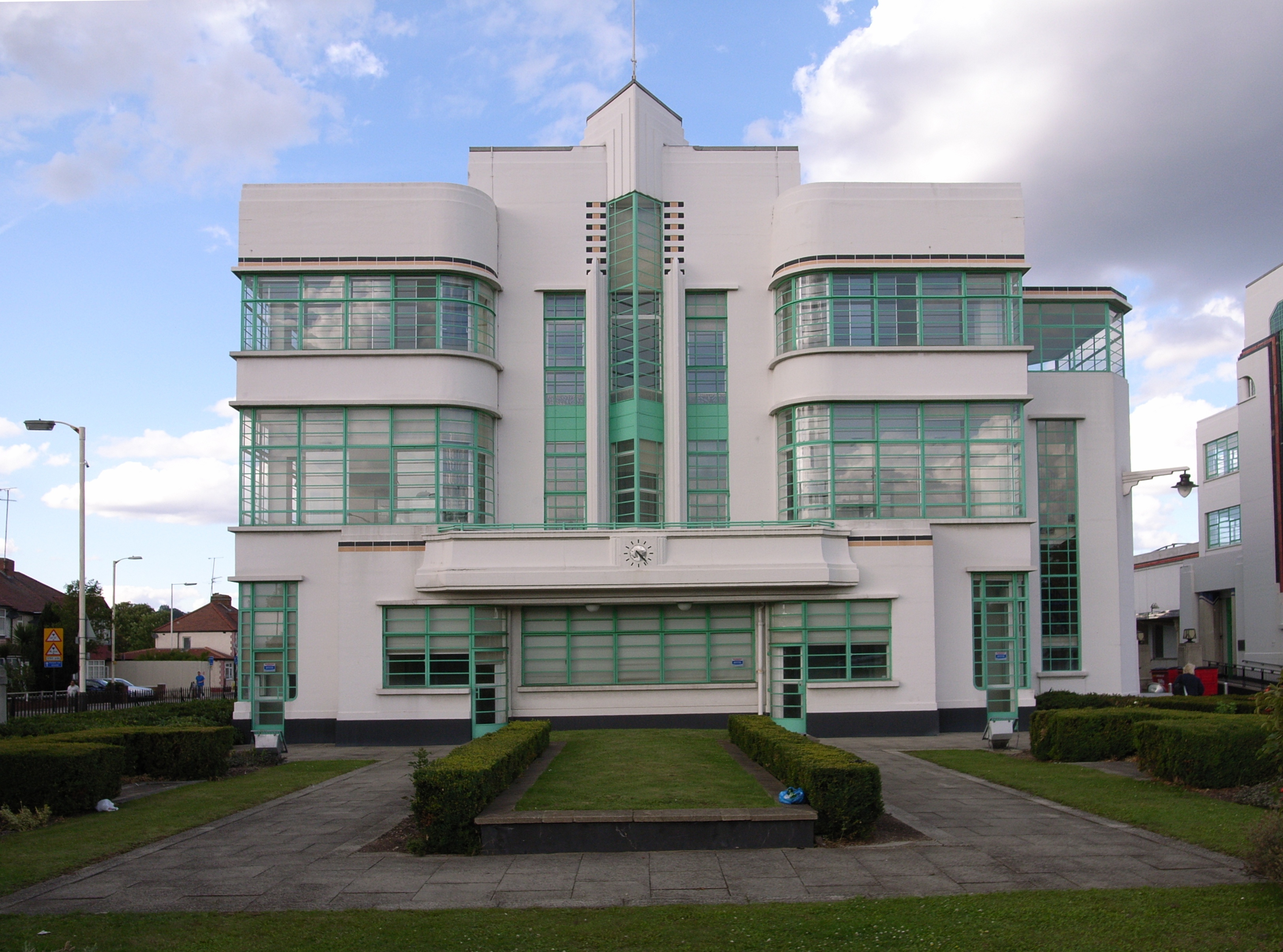
Cantina The Hoover Building din Perivale, o suburbie a Londrei, de Wallis, Gilbert și Partners (1938)
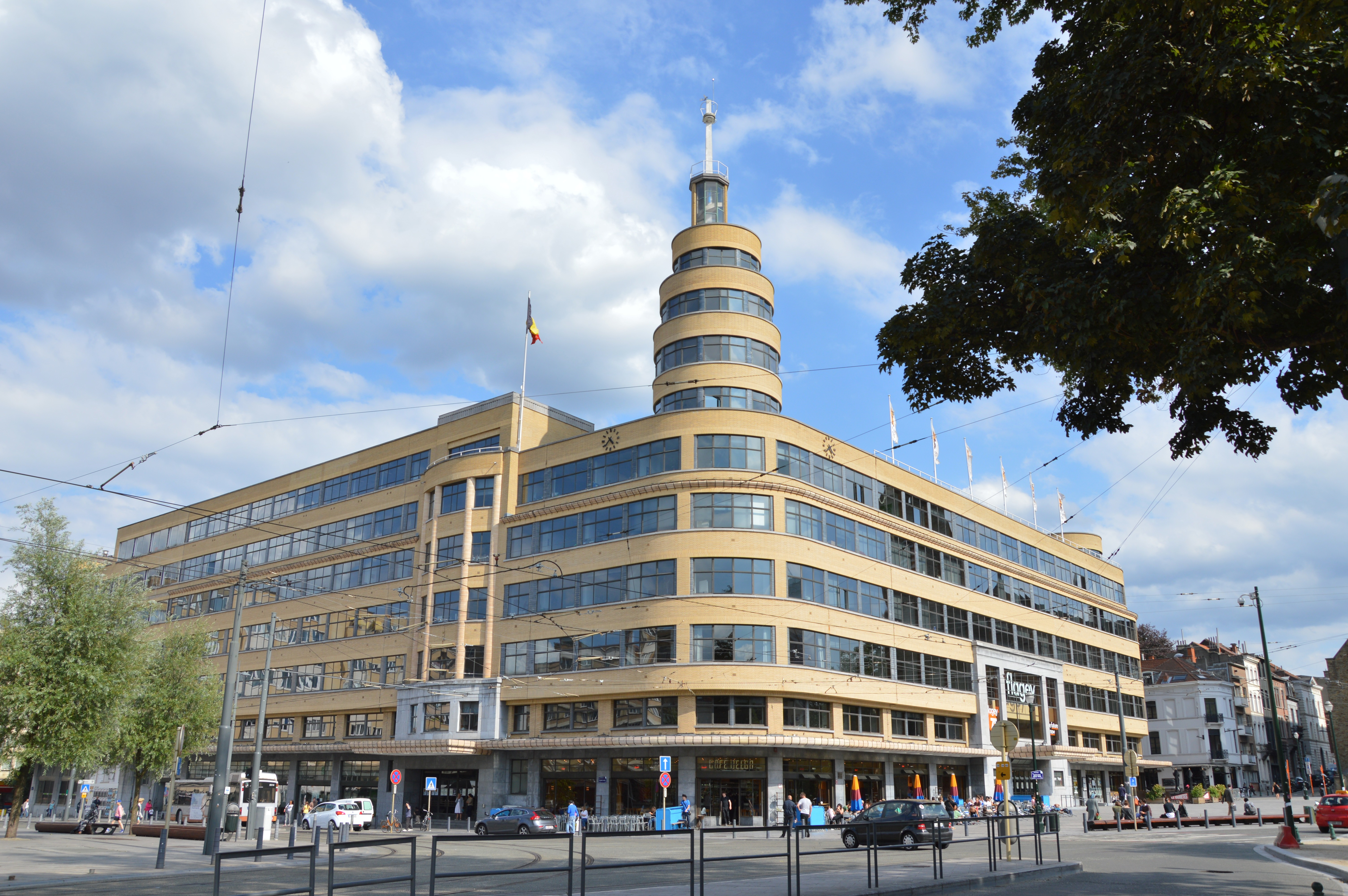
Fostul Institut Belgian Național al Transmiterii Radio din Ixelles (Bruxelles, Belgia) (1938)
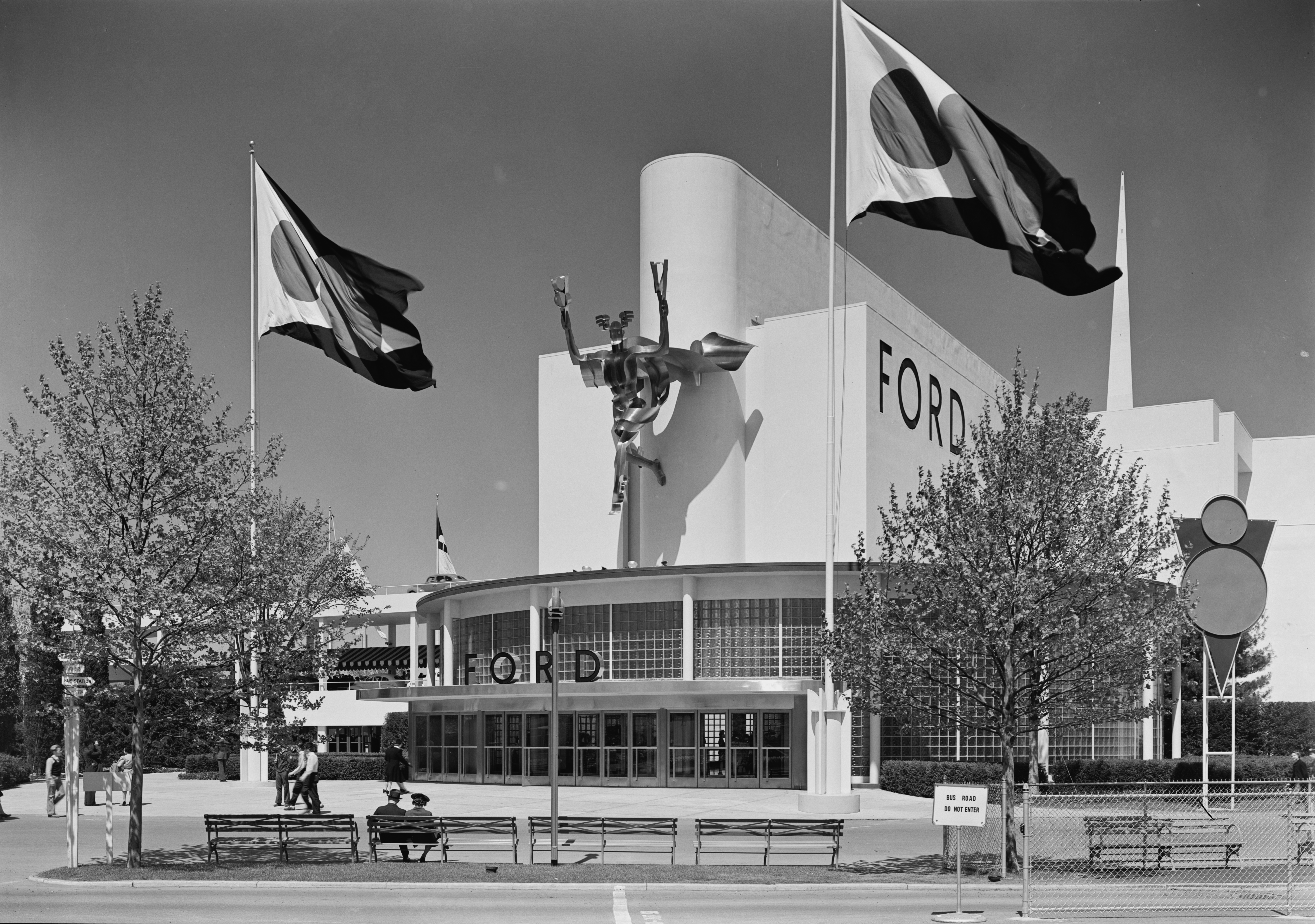
Pavilionul Ford de la Expoziția Universală de la New York din 1939
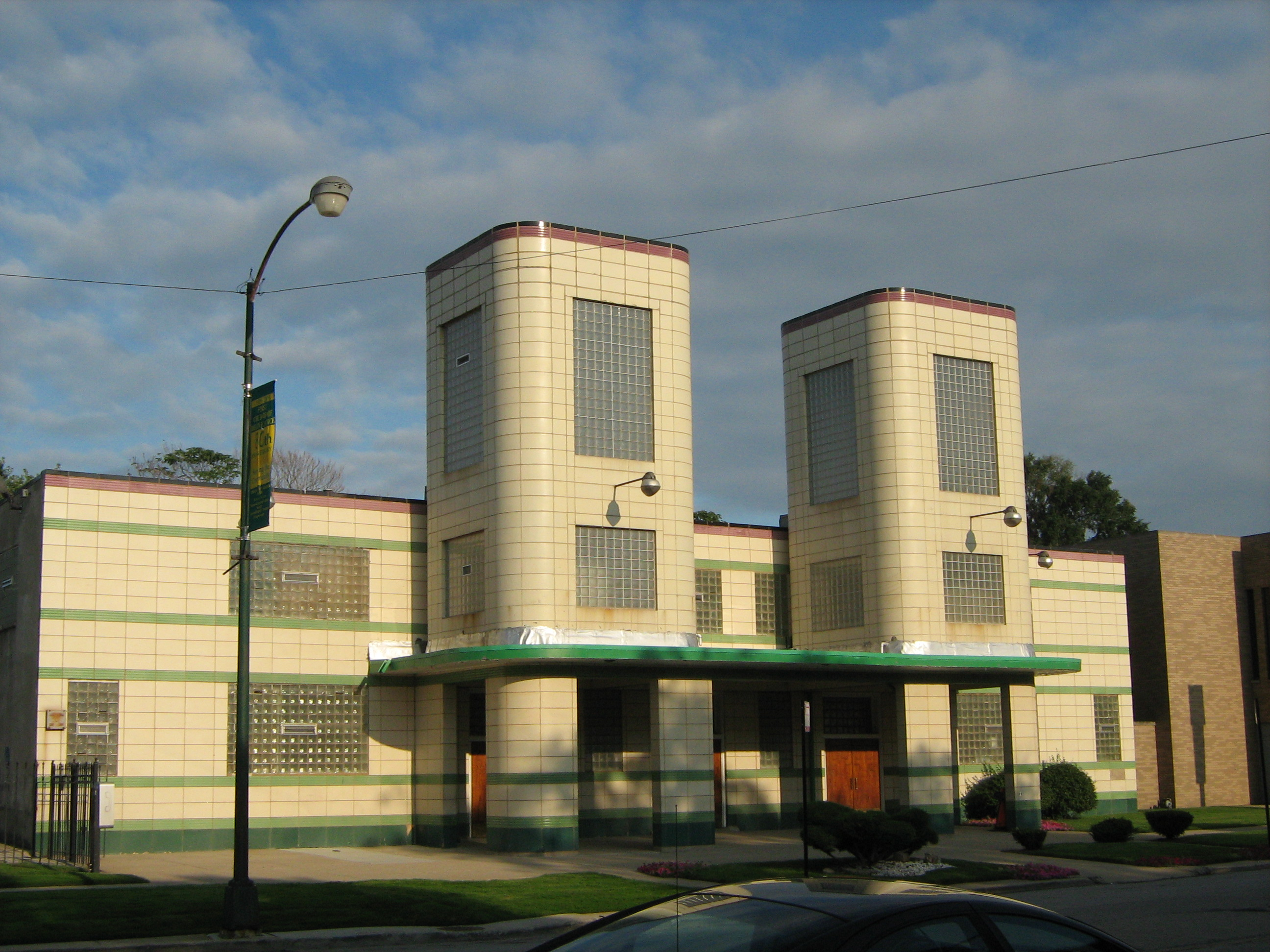
Biserică modernistă pachebot, First Church of Deliverance din Chicago (Illinois), de Walter T. Bailey (1939). Turnurile au fost adăugate în 1948.

La sfârșitul anilor 1930, o nouă varietate a arhitecturii Art Deco a devenit obișnuită, numită modernism pachebot. Clădirile aveau colțurile rotunjite și linii orizontale lungi; erau construite din beton armat și erau aproape mereu albe; uneori aveau elemente nautice, ca balustrade care semănau cu cele de pe o navă. Colțul rotunjit nu era cu totul nou; apăruse la Berlin în 1923 la Mossehaus de Erich Mendelsohn și mai târziu la Hoover Building, un complex industrial din suburbia londoneză Perivale. În Statele Unite, a devenit cel mai strâns asociat cu transportul; modernismul pachebot a fost rar la clădirile de birouri, dar a fost folosit des pentru stațiile de autobuz și terminalele de aeroporturi, cum ar fi terminalul aeroportului La Guardia din New York, care a gestionat primele zboruri transatlantice, prin intermediul navelor PanAm Clipper, și în arhitectura de la marginea drumurilor, cum ar fi benzinăriile și restaurantele. La sfârșitul anilor 1930, o serie de mese, modelate după niște vagoane simplificate, au fost produse și instalate în orașe din New England. Cel puțin două exemple rămân încă și sunt acum clădiri istorice înregistrate.

## Ornamente și motive

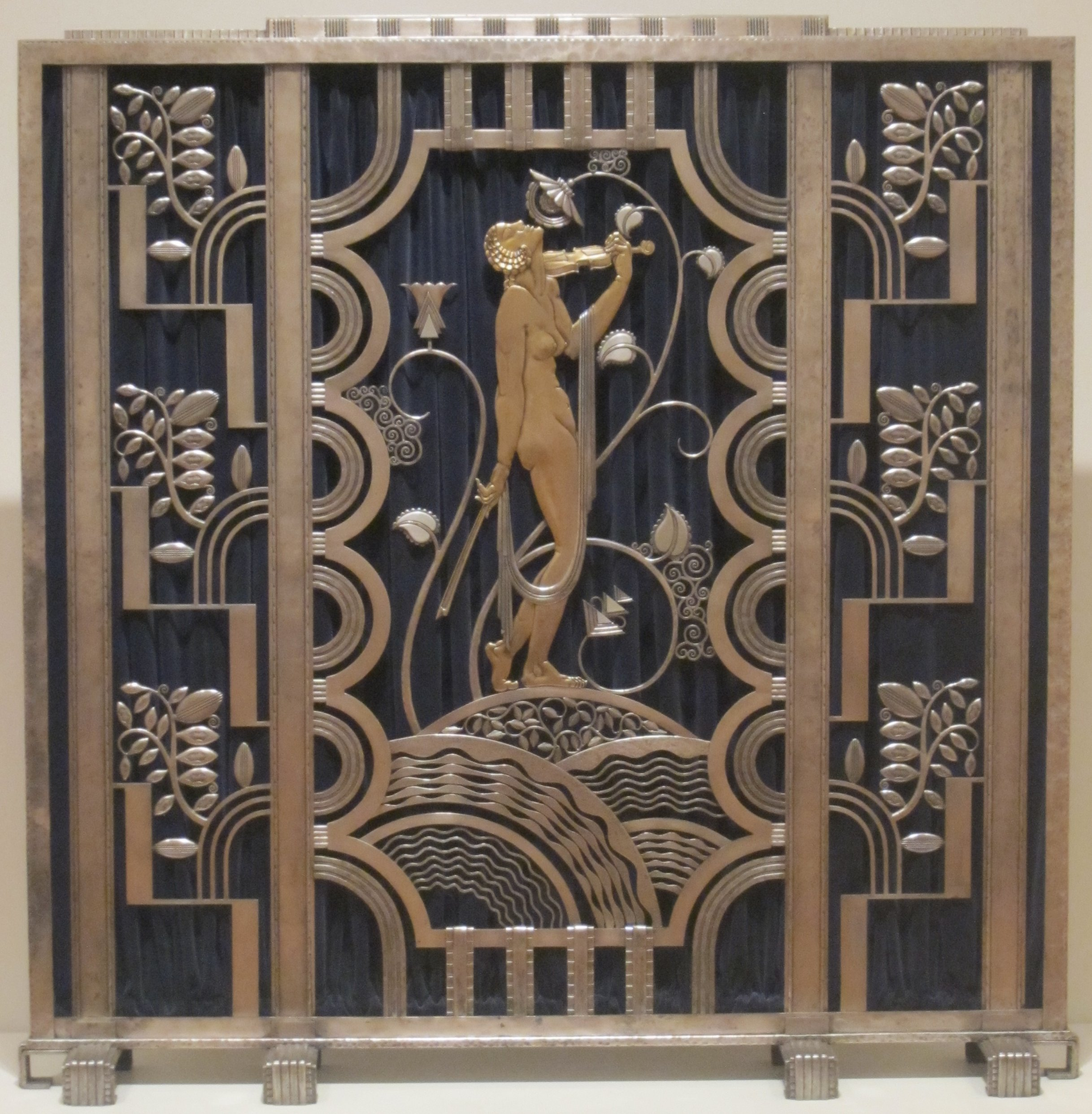
Eran de fier pentru șemineu, de Rose Iron Works (Cleveland, Ohio) (1930)
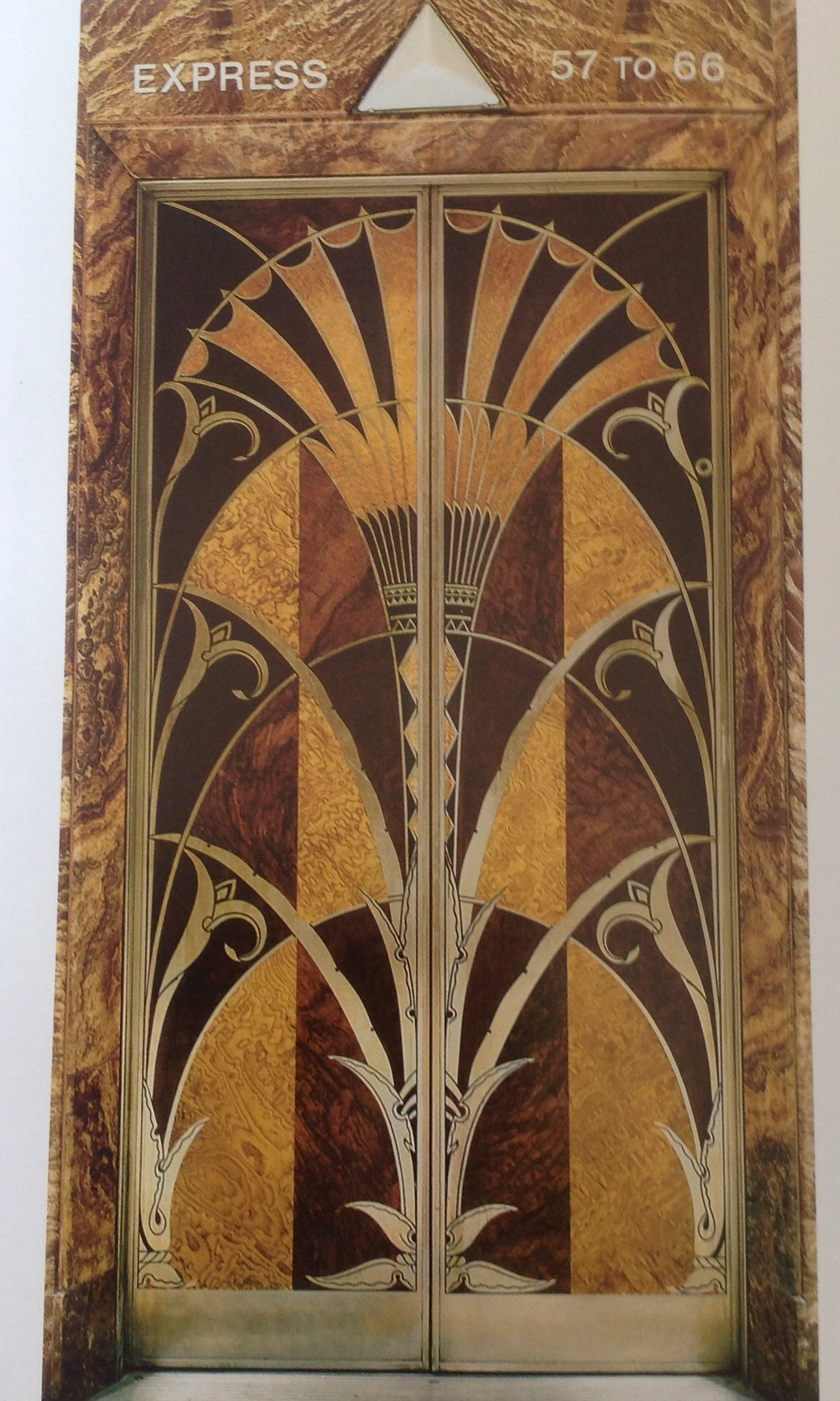
Ușile unui lift din Chrysler Building (New York City), de William Van Alen (1927–30)
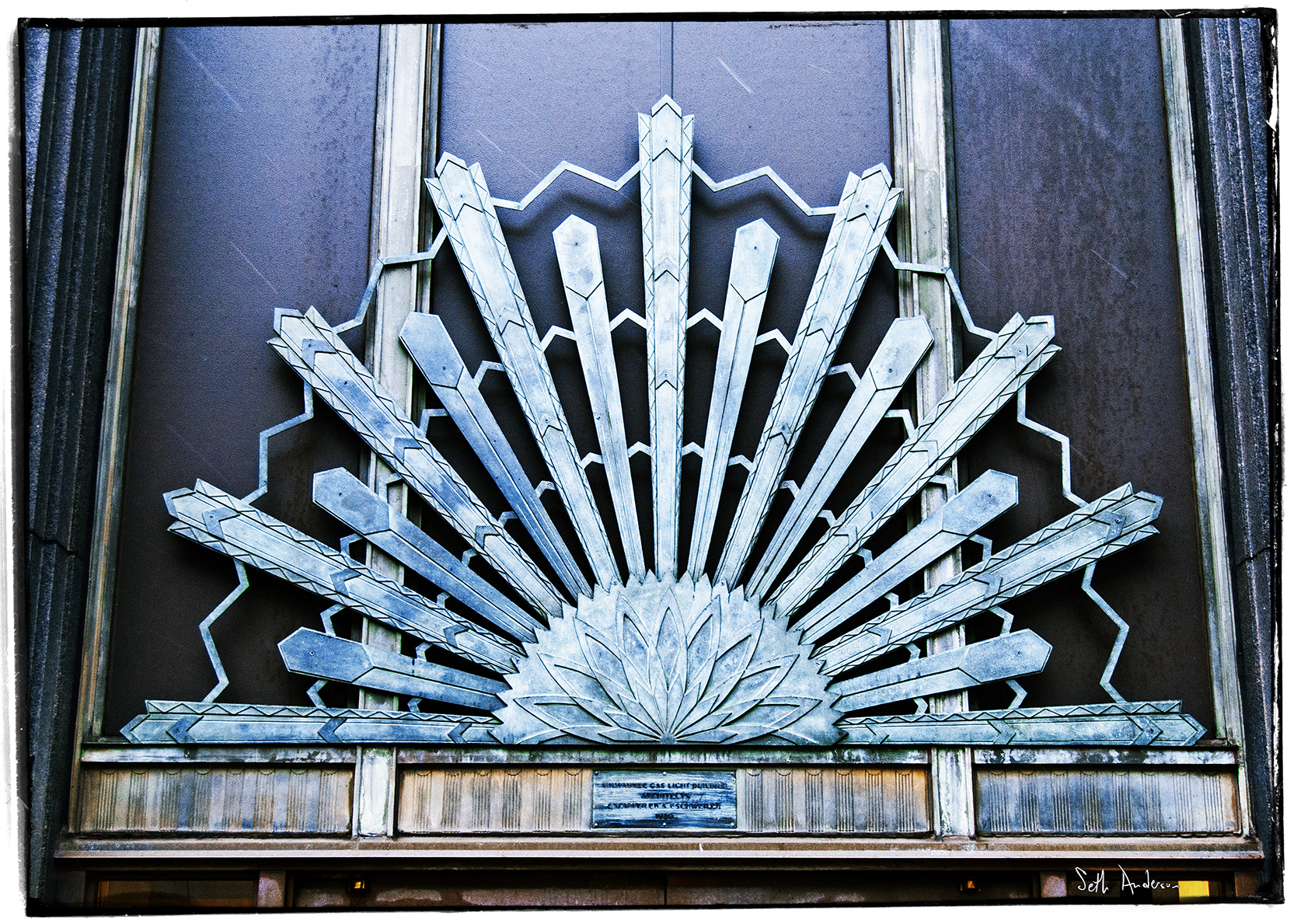
Motivul răsăritului la Wisconsin Gas Building (Milwaukee, Wisconsin) (1930)
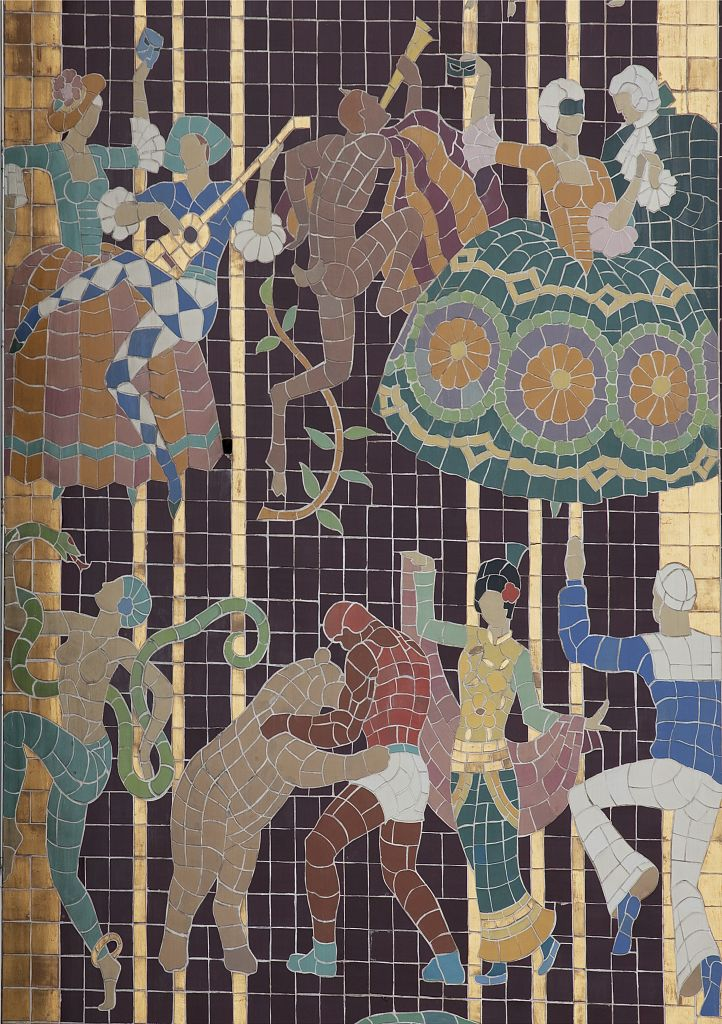
Detaliu al fațadei mozaicate a Paramount Theatre (Oakland, California) (1931)

Ornamentarea în perioada Art Deco a trecut prin mai multe faze distincte. Între 1910 și 1920, pe măsură ce Art Nouveau-ul se epuizase, stilurile de design au văzut o revenire la tradiție, în special în opera lui Paul Iribe. În 1912, André Vera a publicat un eseu în revista L'Art Décoratif, cerând o revenire la măiestria și materialele din secolele anterioare și folosind un nou repertoriu de forme luate din natură, în special coșuri și ghirlande de fructe și flori. O a doua tendință a Art Deco-ului, tot din 1910 până în 1920, a fost inspirată de culorile strălucitoare ale mișcării artistice cunoscute ca Fauves și de costumele și decorurile colorate ale Ballets Russes. Acest stil a fost adesea exprimat cu materiale exotice ca piela de rechin, sideful, fildeșul, pielea colorată, lemnul lăcuit și vopsit, și incrustările decorative pe mobilă care îi evidențiau geometria. Această perioadă a stilului a atins punctul culminant la Expoziția de Artă Decorativă de la Paris din 1925. La sfârșitul anilor 1920 și 1930, stilul decorativ s-a schimbat, inspirat de noi materiale și tehnologii, devenind mai puțin ornamental. Mobila, la fel ca arhitectura, a început să aibă margini rotunjite și să capete un aspect lustruit și raționalizat, preluat din stilul modern. Materiale noi, ca oțelul cromat, aluminiul și bachelita, o formă timpurie de plastic, au început să apară în mobilă și decor.
De-a lungul perioadei Art Deco, în special în anii 1930, motivele ornamentării au exprimat funcția clădirii. Teatrele erau decorate cu sculpturi care înfățișeau muzica, dansul și emoția; companiile electrice au arătat răsăriturile, Chrysler Building prezentâmd ornamente stilizate de capotă; frizele din Palais de la Porte Dorée la Expoziția Colonială de la Paris din 1931 arătau fețele diferitelor naționalități ale coloniilor franceze. Stilul pachebot a făcut să pară că clădirea în sine era în mișcare. Picturile murale WPA din anii 1930 au prezentat oameni obișnuiți; muncitori din fabrici, lucrători poștali, familii și fermieri, în locul eroilor clasici.

## Mobila

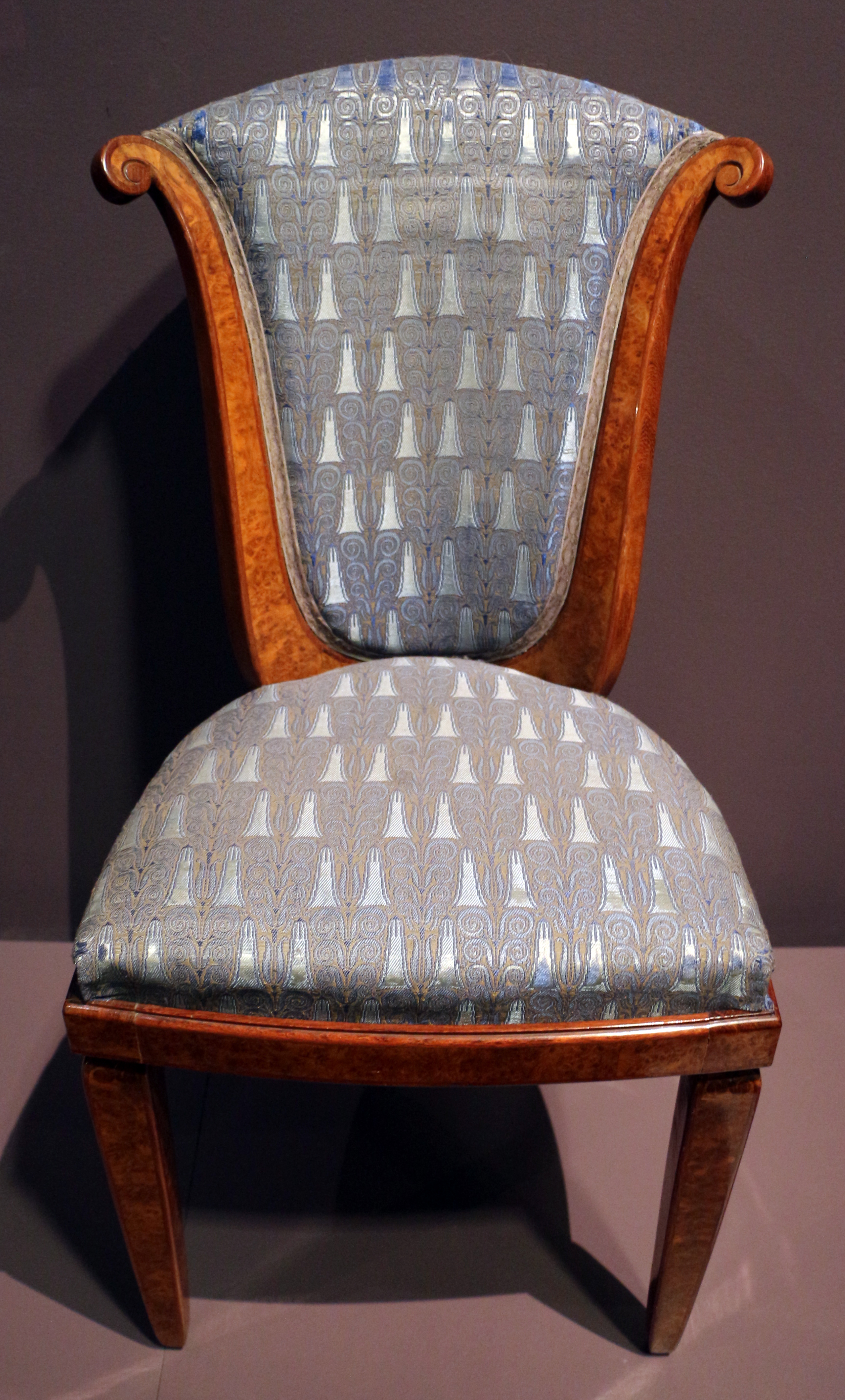
Scaun de Paul Follot (1912–1914)
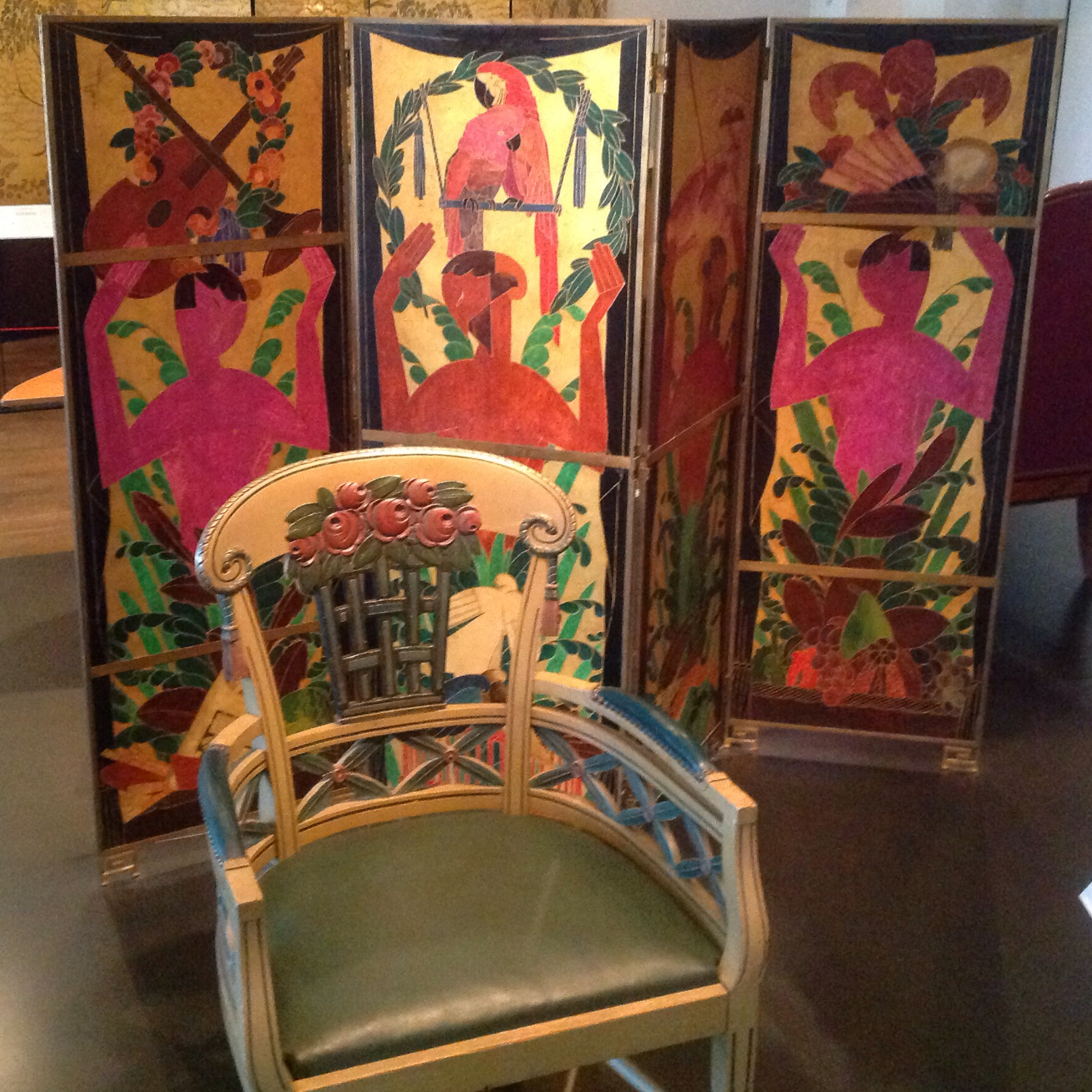
Scaun de Louis Süe (1912) și ecran pictat de André Mare (1920)
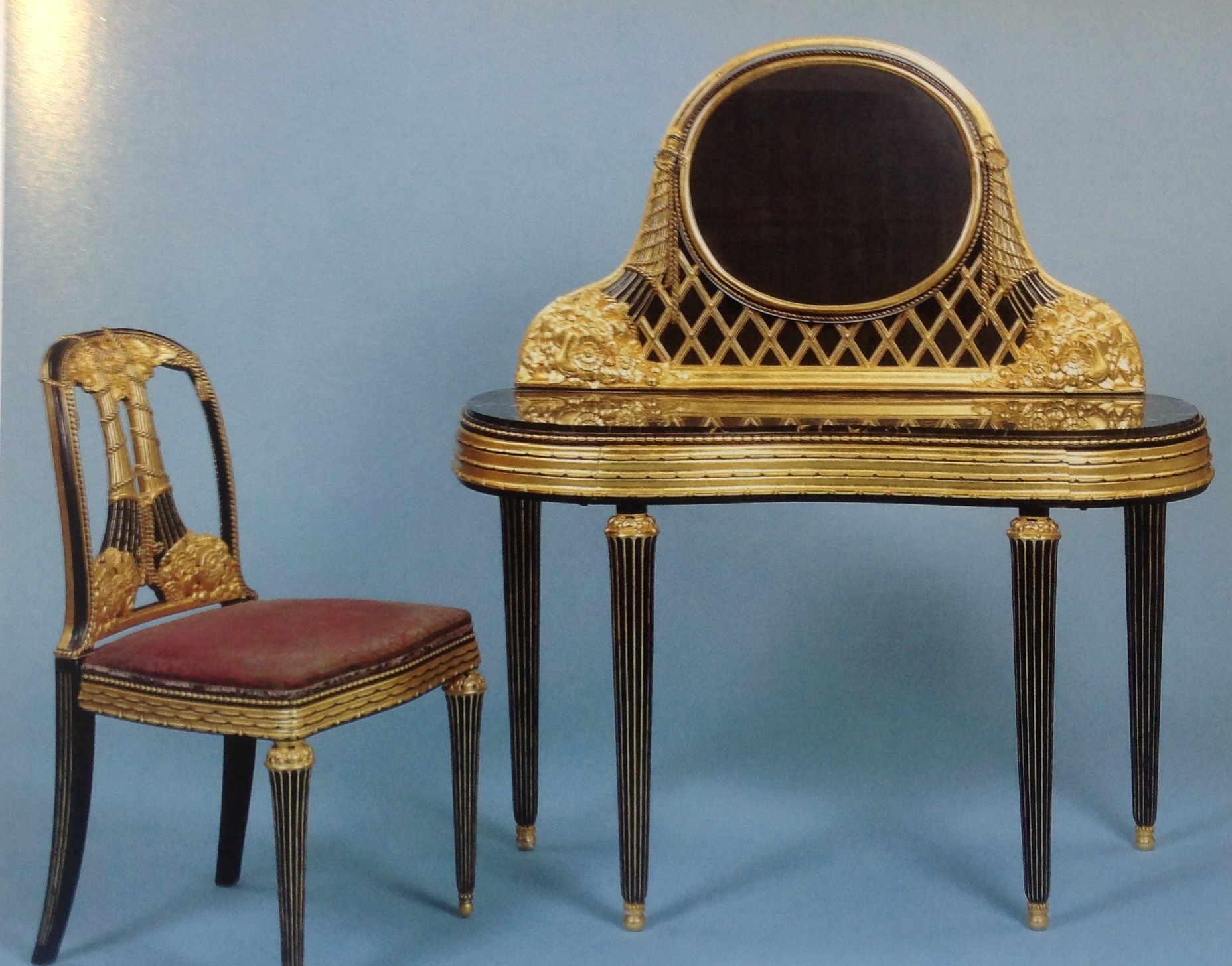
Masă de toaletă cu fotoliu și intasii de marmură cu lemn lăcuit și aurit de Follot (1919–20)
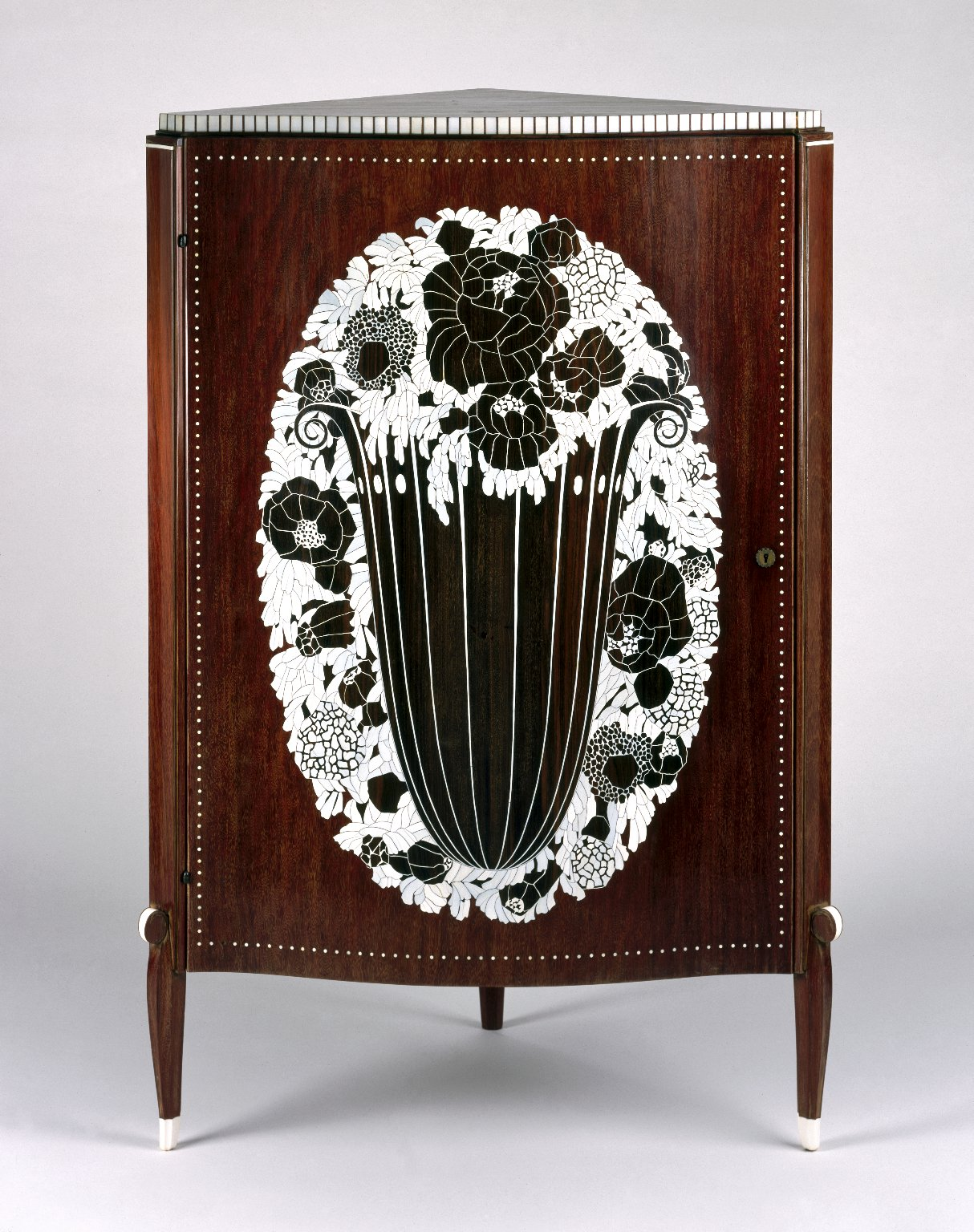
Dulap de colț de mahon cu un design cu un coș cu trandafiri făcut dintr-o intarsie de fildeș de Émile-Jacques Ruhlmann (1923)
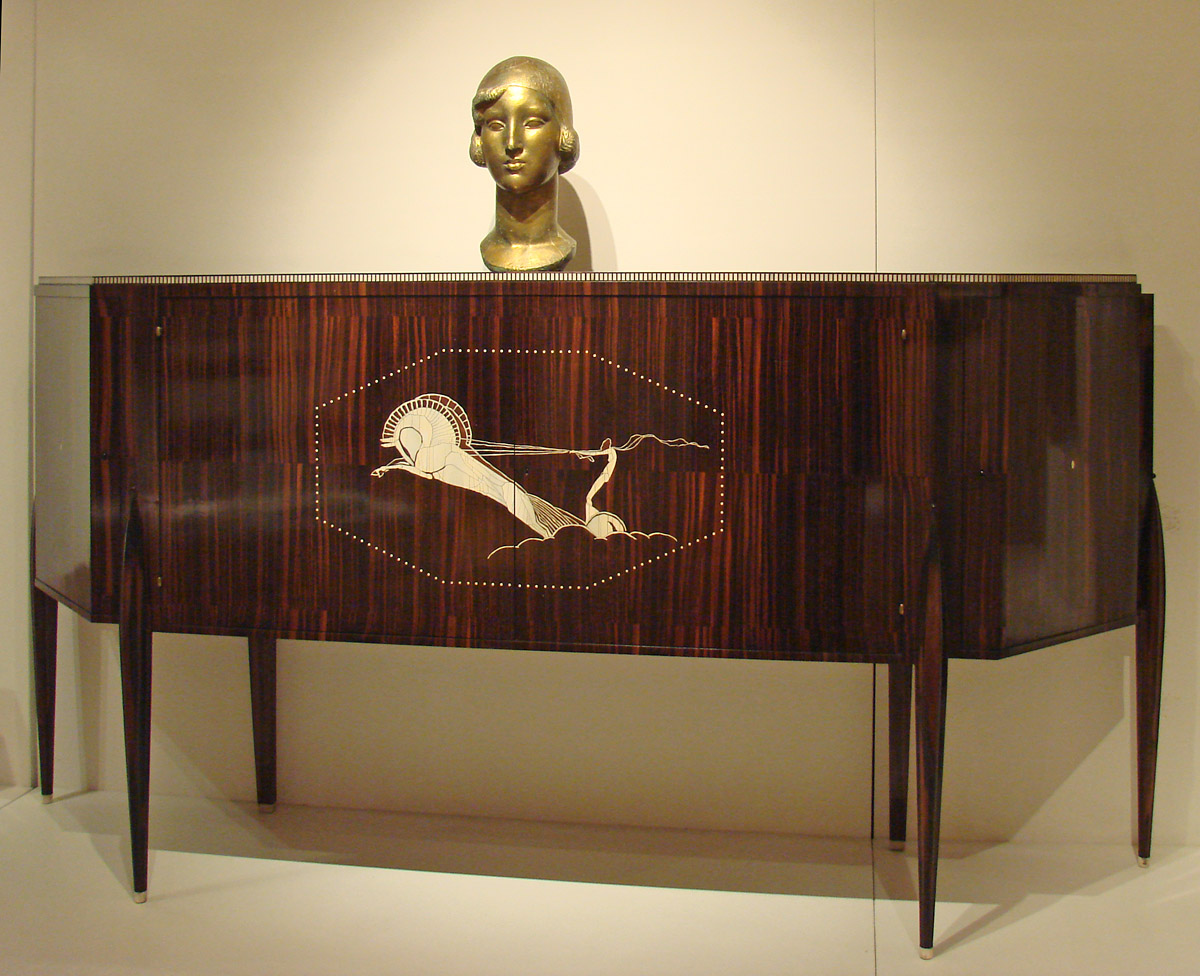
Comodă de Ruhlmann (1926)
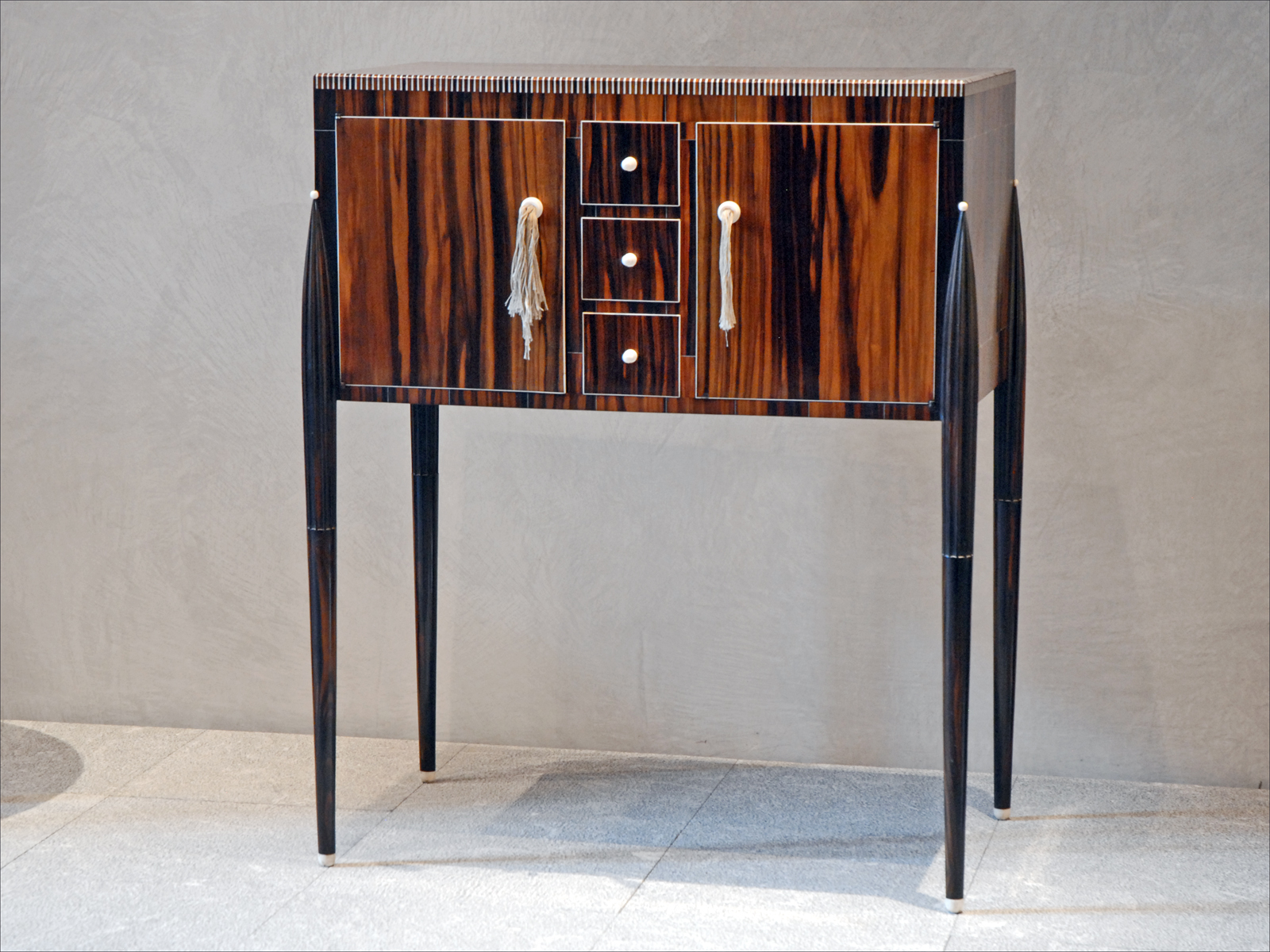
Comodă de Ruhlmann
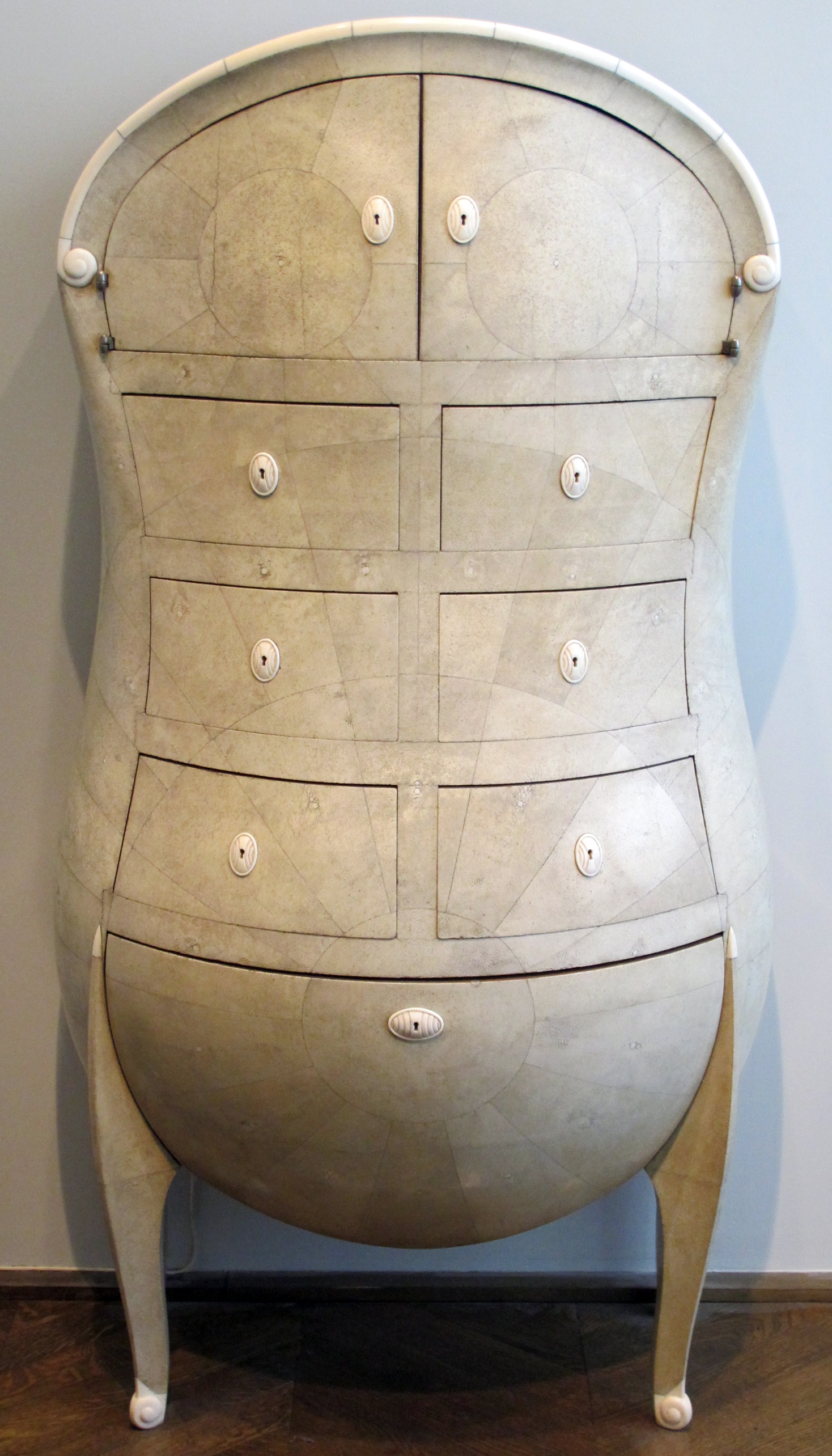
Dulap acoperit cu șagrin și piele de crocodil de André Groult (1925)
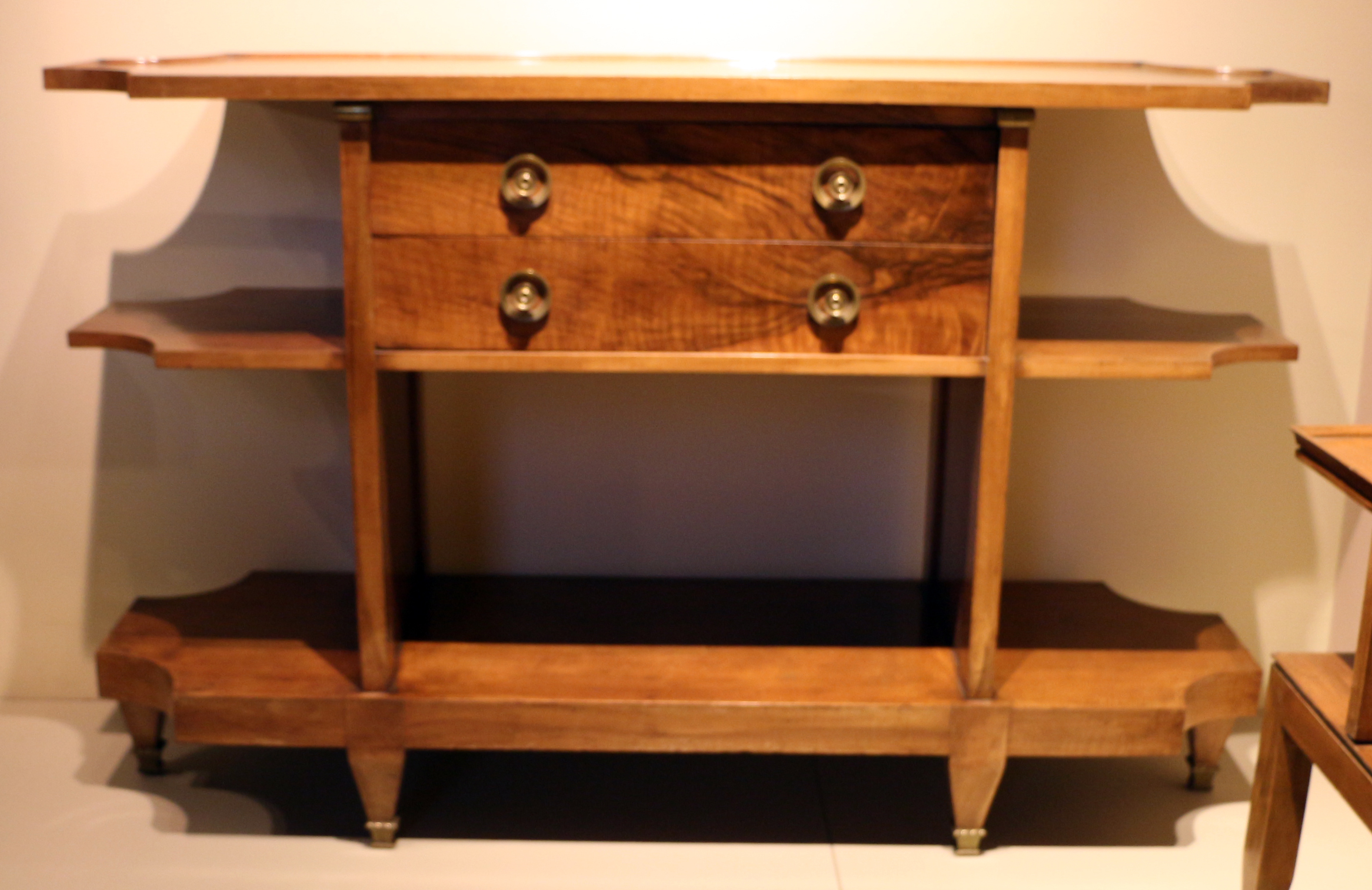
Mobilă de Gio Ponti (1927)
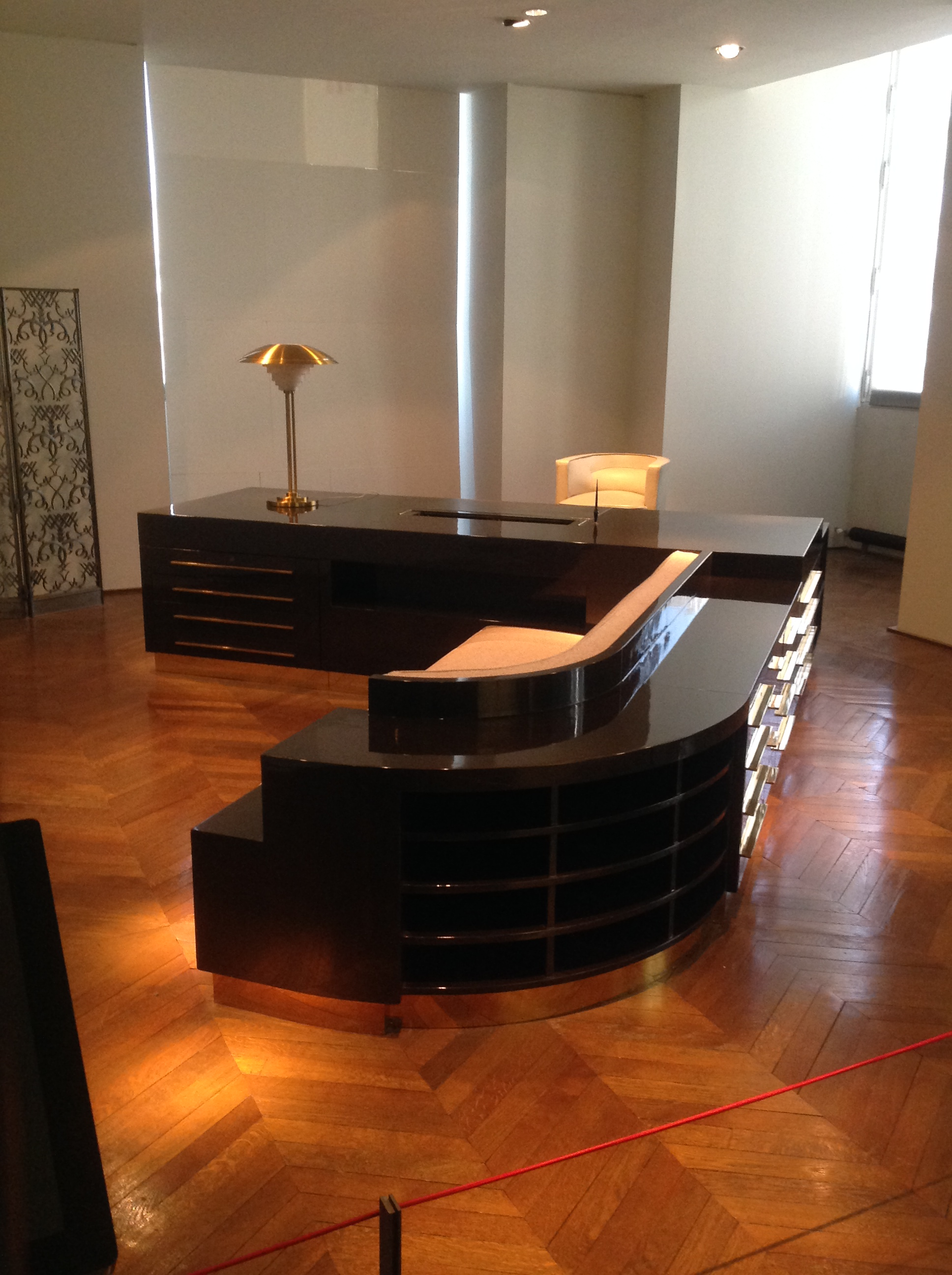
Biroul unui administrator, de Michel Roux-Spitz pentru Salonul Artiștilor Decoratori din 1930
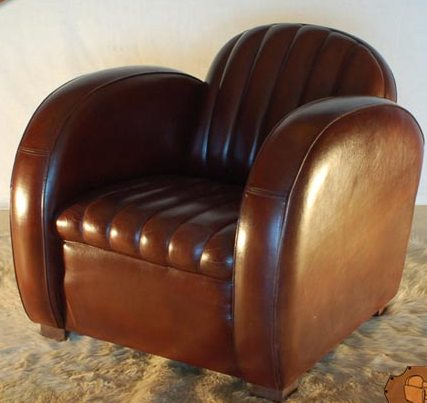
Fotoliu Art Deco de bar (anii 1930)
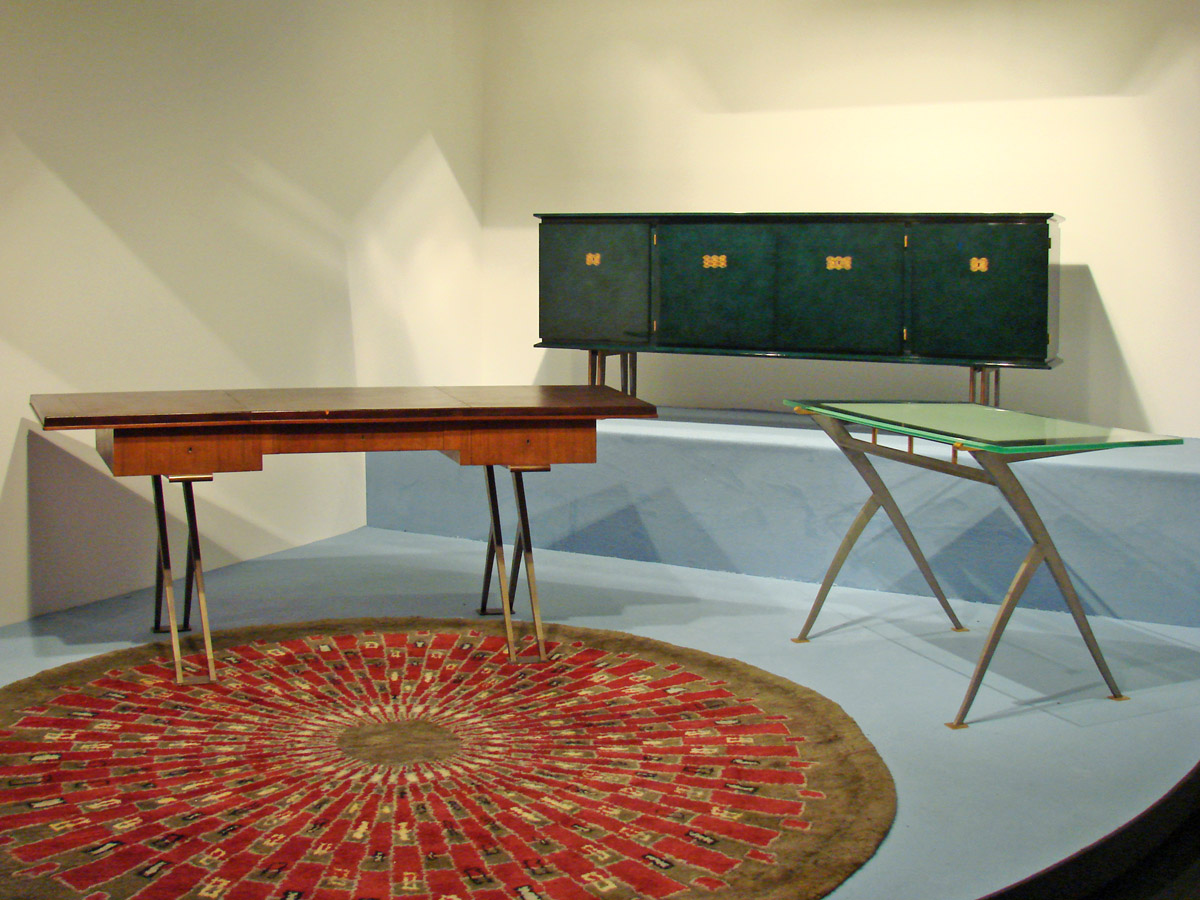
Mobilă Art Deco târzie cu un covor de Jules Leleu (1930s)
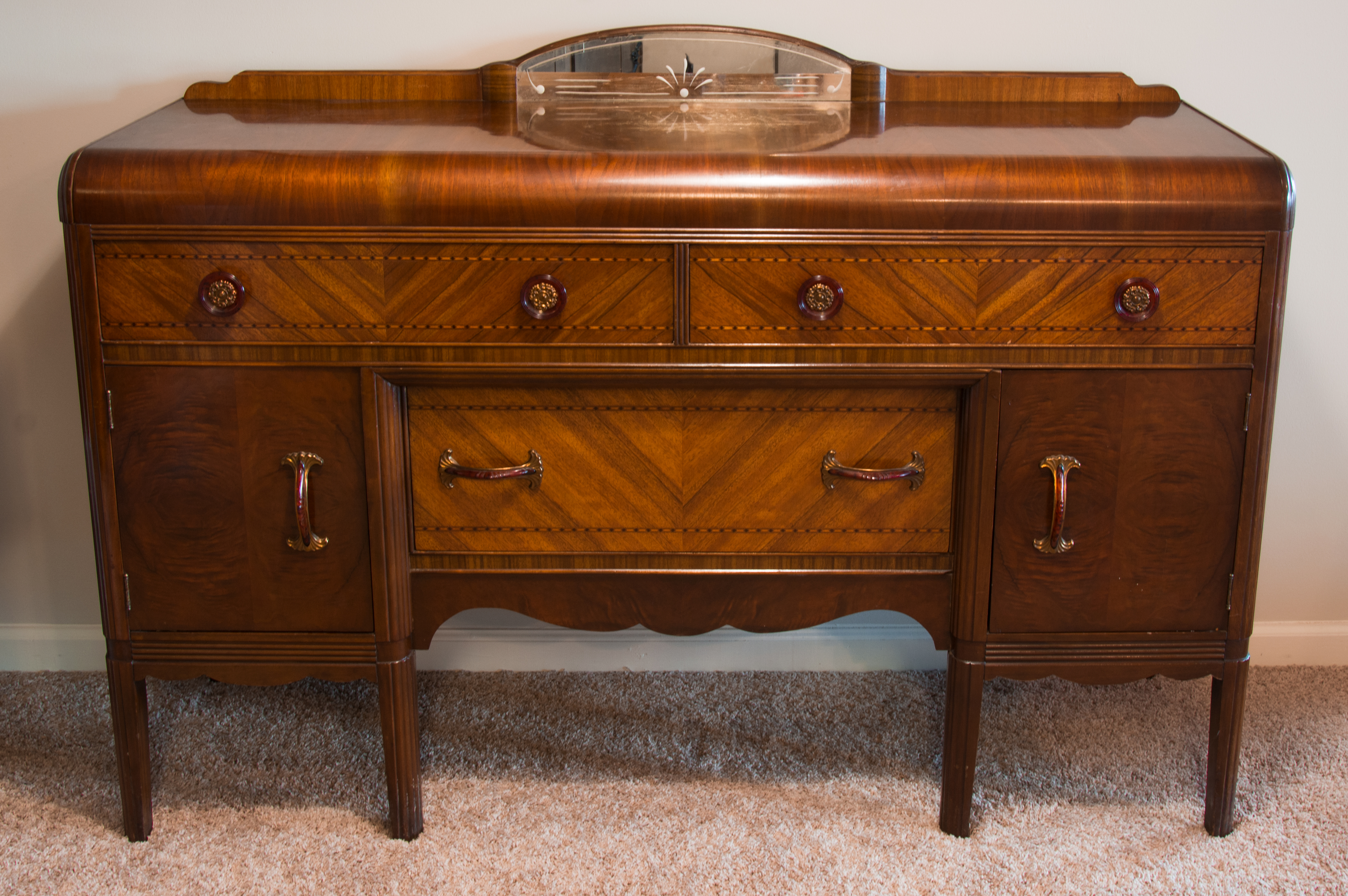
O masă-bufet în stilul cascadă

Mobila franceză din 1910 până la începutul anilor 1920 a fost în mare măsură o actualizare a stilurilor tradiționale franceze de mobilă și a designurilor Art Nouveau ale lui Louis Majorelle, Charles Plumet și ale altor producători.  Producătorii francezi de mobilă s-au simțit amenințați de popularitatea tot mai mare a producătorilor și stilurilor germane, în special stilul Biedermeier, care era folosea linii simple. Designerul francez Frantz Jourdain, președintele Salonului d'Automne din Paris, a invitat designerii din München să participe la salonul din 1910. Designerii francezi au văzut noul stil german și au decis să facă față provocării germane. Francezii au decis să prezinte noi stiluri franceze la salonul din 1912. Regulile salonului indicau că numai stilurile moderne erau permise. Toți marii designeri francezi de mobilă au luat parte la Salon: Paul Follot, Paul Iribe, Maurice Dufrêne, André Groult, André Mare și Louis Suë au participat, prezentând noi lucrări care au actualizat stilurile tradiționale franceze Ludovic al XVI-lea și Ludovic-Filip cu forme mai drepte, inspirate din cubism și culori mai intense inspirate de fauvism și de Les Nabis.
Pictorul André Mare și designerul de mobilă Louis Süe au participat la salonul din 1912. După Primul Război Mondial, cei doi s-au unit ca să-și formeze propria companie, numită în mod oficial Compagnie des Arts Française, dar de obicei cunoscută pur și simplu ca Suë și Mare. Spre deosebire de proeminenții designeri Art Nouveau ca Louis Majorelle, care au proiectat personal fiecare piesă, cei doi au reunit o echipă de meșteri calificați și au produs designuri interioare complete, inclusiv mobilă, sticlărie, covoare, ceramică, tapet și corpuri de iluminat. Lucrările lor au prezentat culori strălucitoare și mobilă făcută din lemn fin, ca abanos incrustat cu sidef, sau stalop și metal argintat pentru crearea de buchete de flori. Au conceput totul, de la interiorul căptușelilor pacheboturilor până la sticlele de parfum pentru Jean Patou. Firma a prosperat la începutul anilor 1920, dar cei doi erau mai buni meșteșugari decât oameni de afaceri. Firma a fost vândută în 1928 și ambii au părăsit-o.
Cel mai proeminent designer de mobilă de la Expoziția de Arte Decorative din 1925 a fost Émile-Jacques Ruhlmann, din Alsacia. Mai întâi și-a expus lucrările la Salonul de Toamnă din 1913, iar apoi a avut propriul său pavilion, „Casa Colecționarului Bogat”, la Expoziția din 1925. El a folosit doar cele mai rare și mai scumpe materiale, inclusiv abanos, mahon, lemnul de trandafir, ambon și alte tipuri exotice de lemn, decorate cu intarsii de fildeș, carapace de broaște țestoase, sidef, și mici pompoane de mătase care decorau mânerele sertarelor. Mobila sa s-a bazat pe modele din secolul al XVIII-lea, dar simplificate și remodelate. La toate lucrările sa, structura interioară a mobilei era complet ascunsă. Rama, de obicei din stejar, era complet acoperită cu o suprapunere de fâșii subțiri de lemn, apoi acoperită de un al doilea strat de fâșii de lemn rar și scump. Aceasta a fost apoi acoperită cu un furnir și lustruită, astfel încât ca piesa să arăte de parcă ar fi fost tăiată dintr-un singur bloc de lemn. Contrastul cu lemn întunecat era asigurat de intarsii de fildeș. Conform lui Ruhlmann, fotoliile și unele scaune trebuiau proiectate diferit în funcție de funcțiile camerelor în care apăreau; fotoliile de sufragerie au fost concepute astfel încât să fie primitoare, scaunele de birou confortabile, iar scaunele de salon voluptuoase. Doar un număr mic de piese din fiecare design de mobilă a fost realizat, iar prețul mediu al unuia dintre paturile sau dulapurile sale era mai mare decât cel al unei case medii.
Jules Leleu a fost un designer de mobilă tradițională care s-a mutat lin la Art Deco în anii 1920; a proiectat mobilă pentru sala de mese a Palatului Élysée și pentru cabinele de clasa întâi ale vaporului Normandie. Stilul său a fost caracterizat de folosirea abanosului, a lemnului de Macassar, a nucului, cu intarsii de fildeș și sidef. El a introdus stilul mobilei Art Deco lăcuite la sfârșitul anilor 1920, iar la sfârșitul anilor 1930 a introdus mobila din metal cu panouri de sticlă afumată. În Italia, designerul Gio Ponti era cunoscut pentru designurile sale simplificate.
Mobila costisitoare și exotică al lui Ruhlmann și al altor tradiționaliști i-a înfuriat pe moderniști, inclusiv pe arhitectul Le Corbusier, determinându-l să scrie o celebră serie de articole denunțând stilul artistic decorativ. A atacat mobila făcută numai pentru cei bogați și a cerut designerilor să creeze mobilier realizată din materiale ieftine și în stilul modern, pe care oamenii obișnuiți și-o puteau permite. El și-a proiectat propriile scaune, create astfel încât să fie ieftine și produse în masă.
În anii 1930, designurile de mobilă s-au adaptat la formă, cu suprafețe mai netede și forme curbate. Maeștrii stilului târziu l-au inclus Donald Deskey, care a fost unul dintre cei mai influenți designeri, și care a creat interiorul Radio City Music Hall. El a folosit un amestec de materiale tradiționale și foarte moderne, inclusiv aluminiu, crom și bachelită (o formă timpurie de plastic). Stilul Cascadă a fost popular în anii 1930 și 1940, fiind cea mai răspândită formă de mobilă Art Deco la vremea respectivă. Piesele erau de obicei făcute din placaj finisat cu furnir blond și cu margini rotunjite, asemănătoare unei cascade.

## Designul

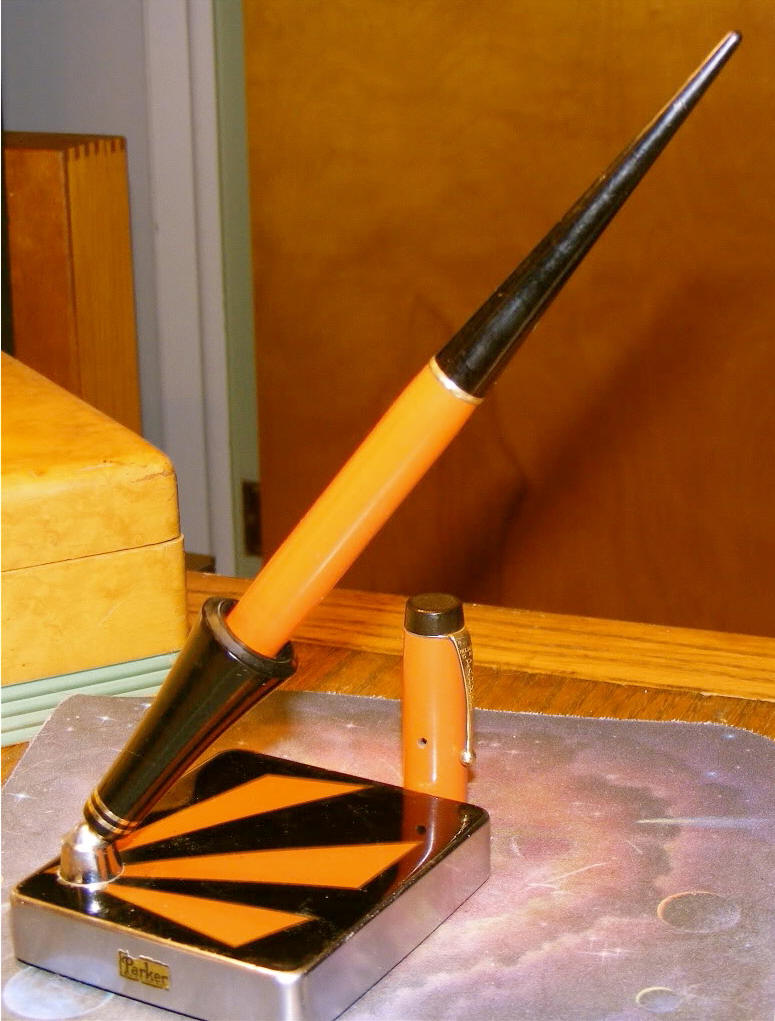
Set de birou de Parker Duofold (c. 1930)
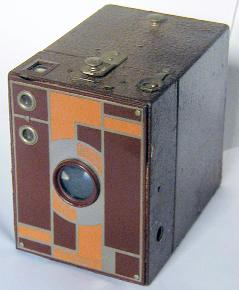
Cameră „Beau Brownie”, design de Walter Dorwin Teague pentru Eastman Kodak (1930)
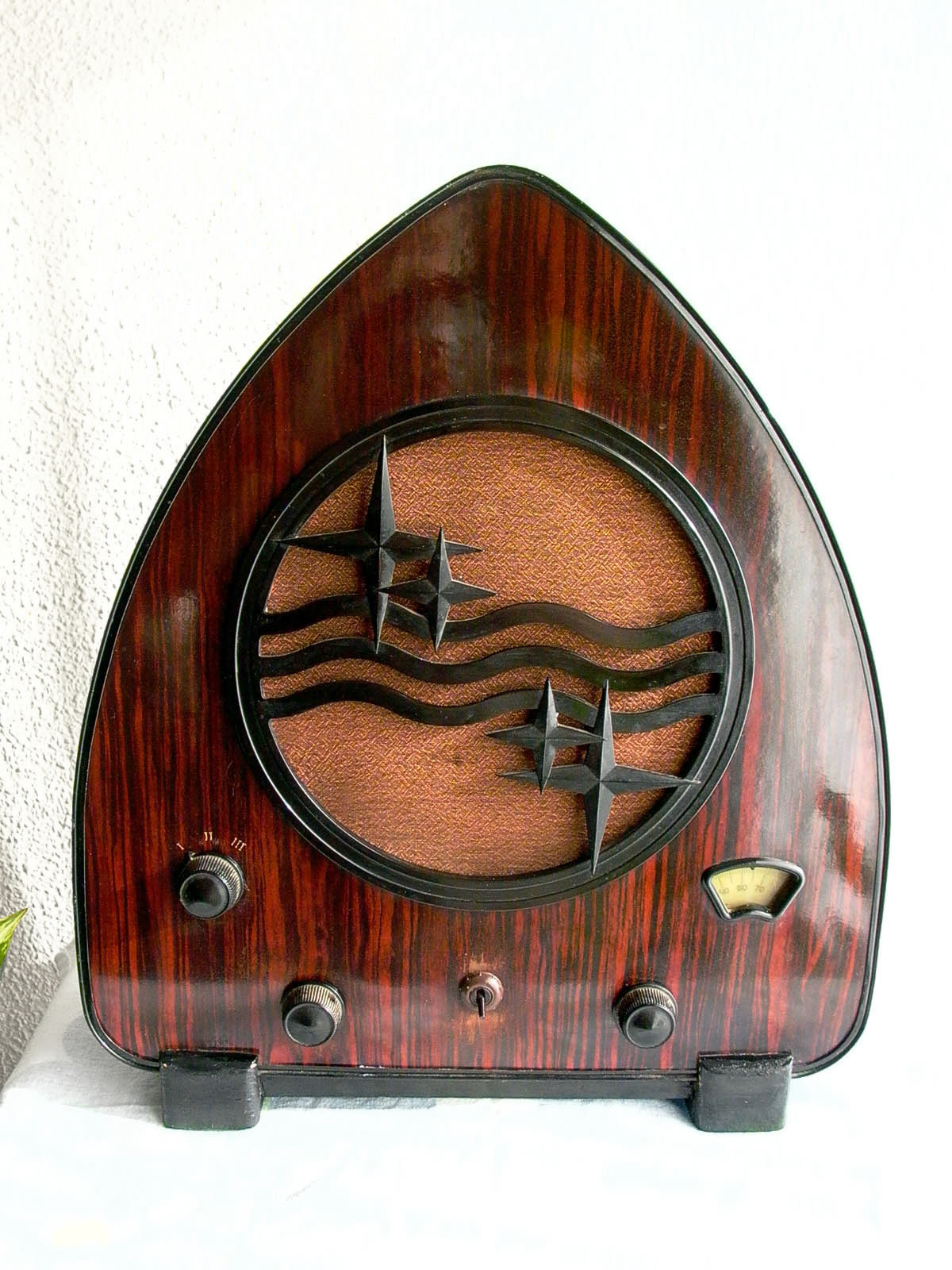
Radio Art Deco Philips (1931)
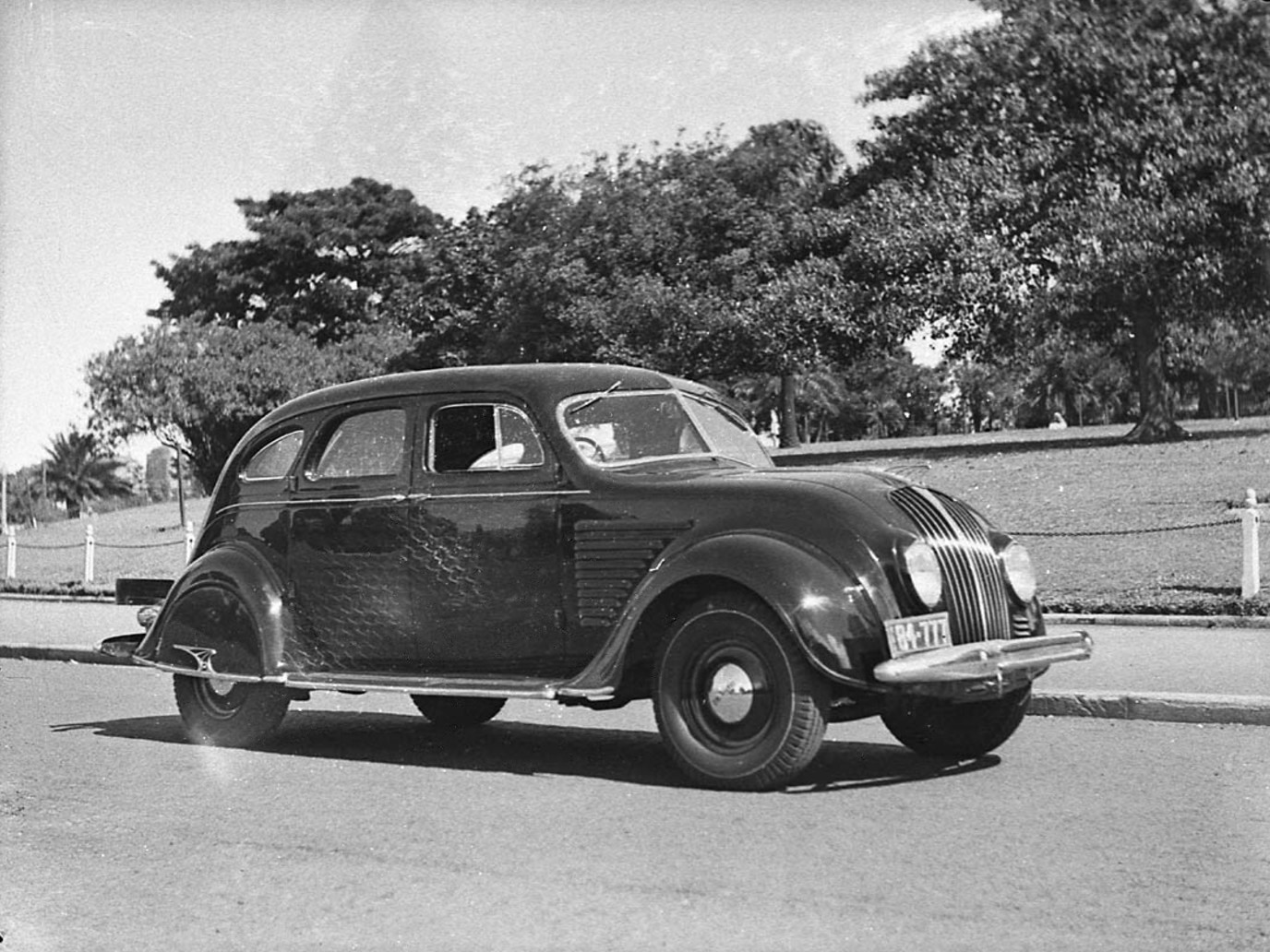
Chrysler Airflow, proiectat de Carl Breer (1934)
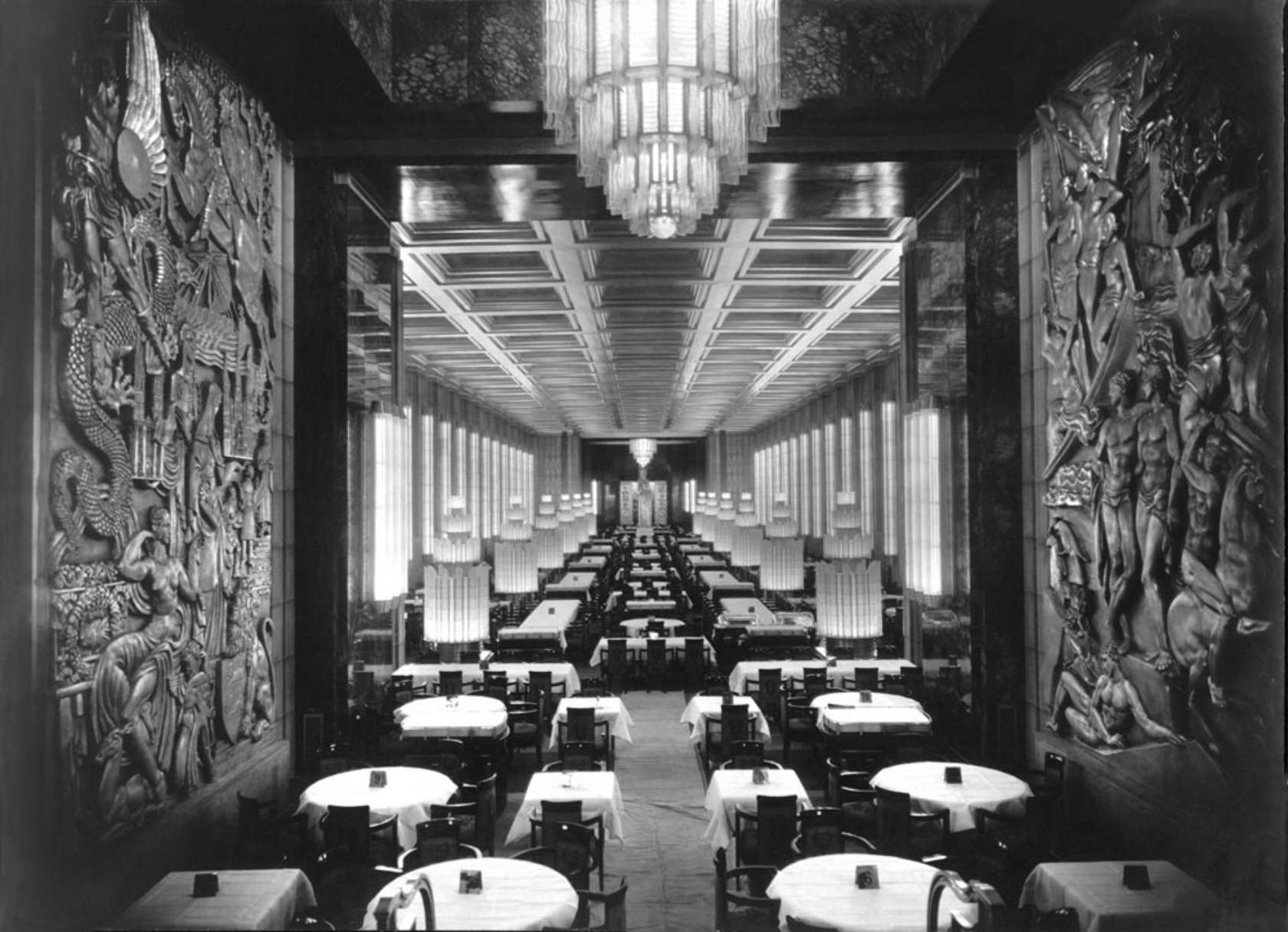
Sală de mese mare a pachebotului SS Normandie de Pierre Patout (1935); basoreliefuri de Raymond Delamarre
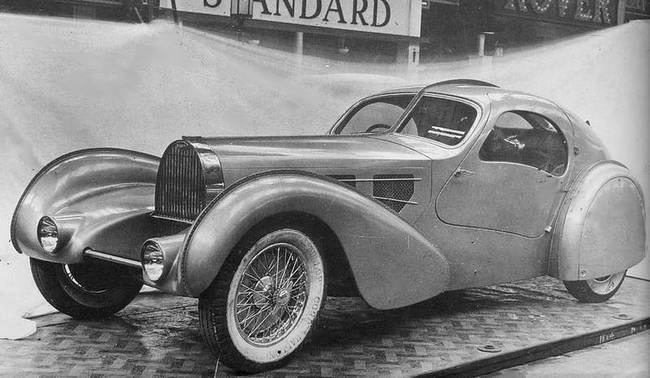
Aérolithe Bugatti (1936)
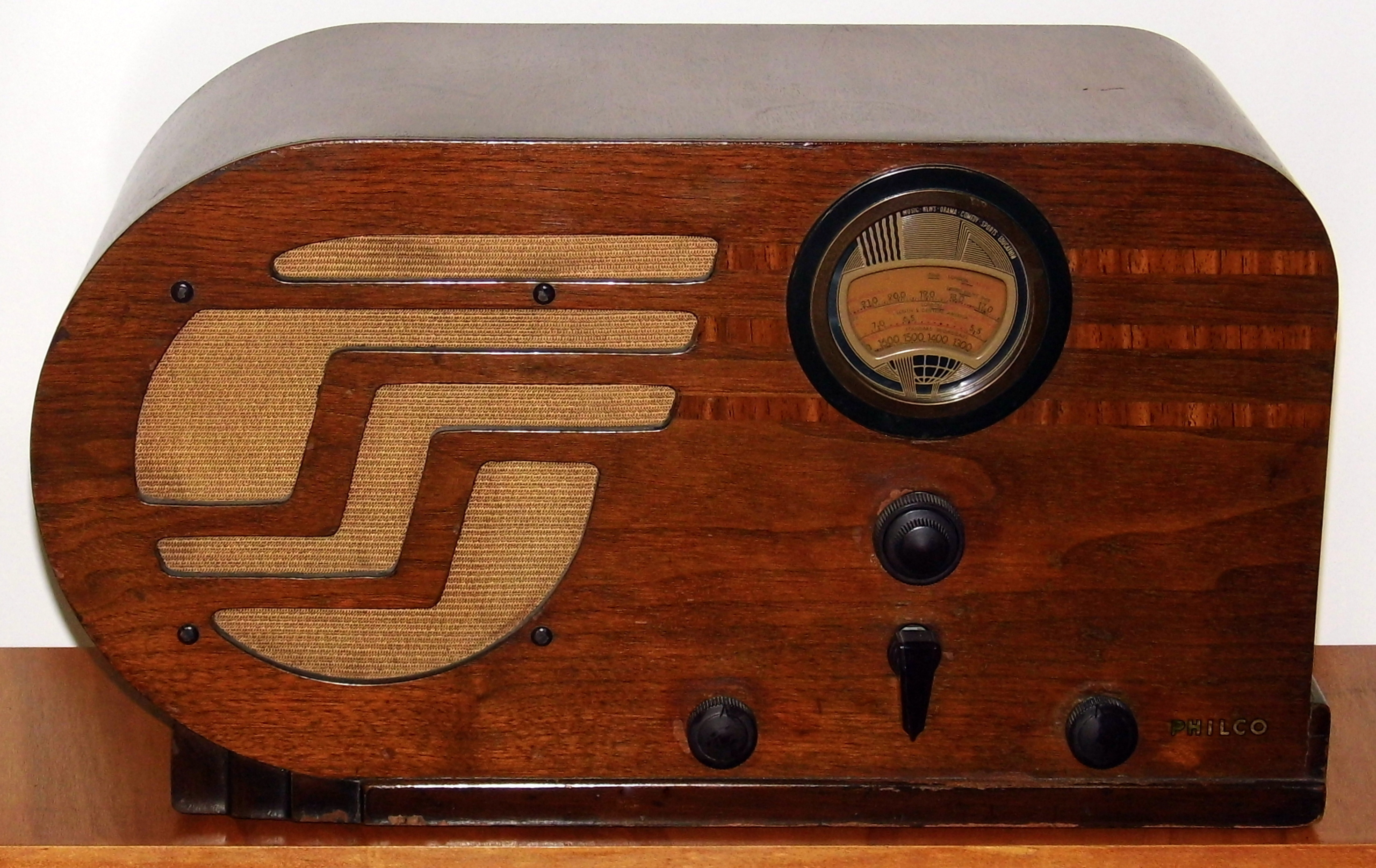
Radio de masă Philco (c. 1937)
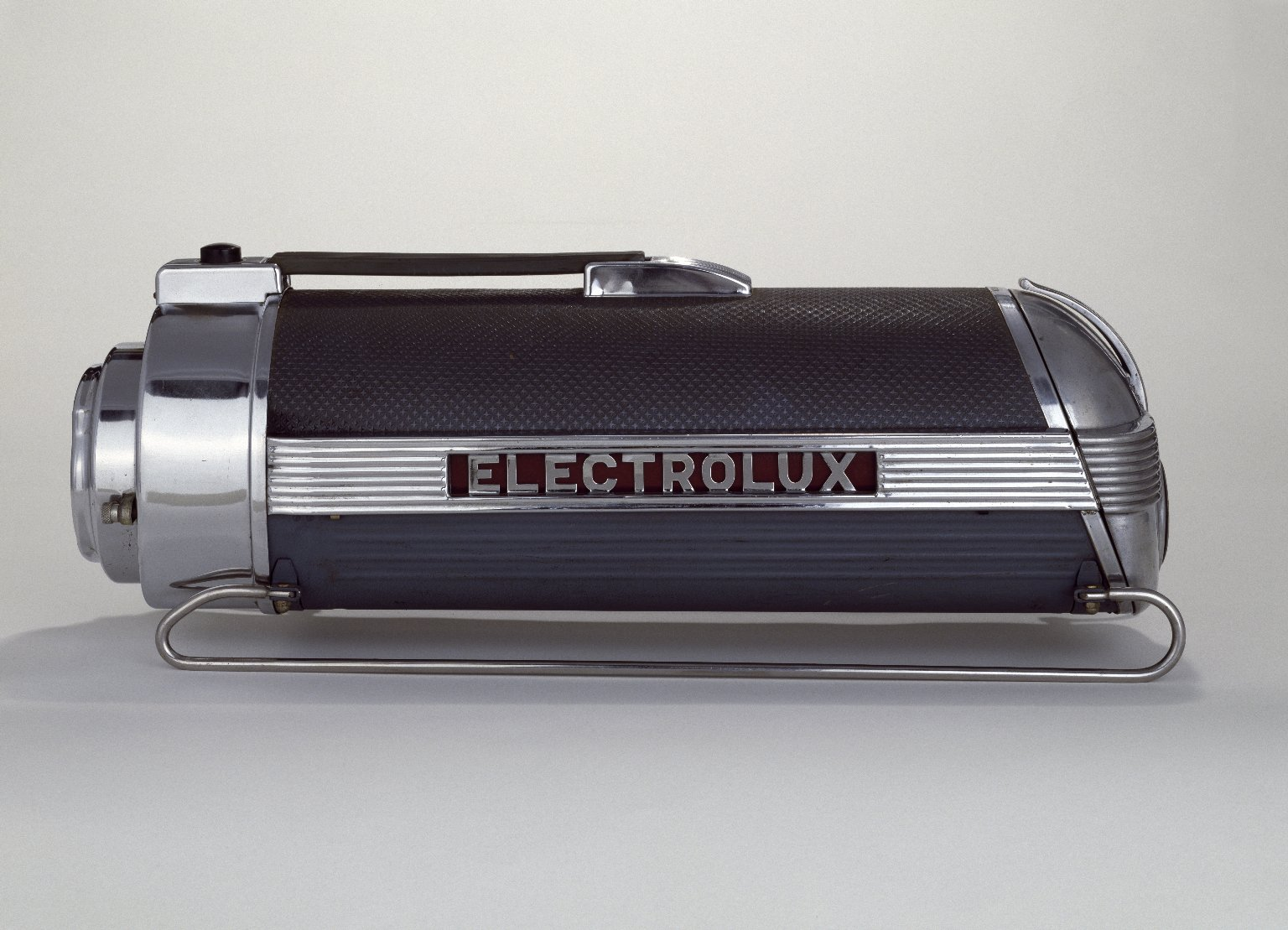
Aspirator Electrolux (1937)
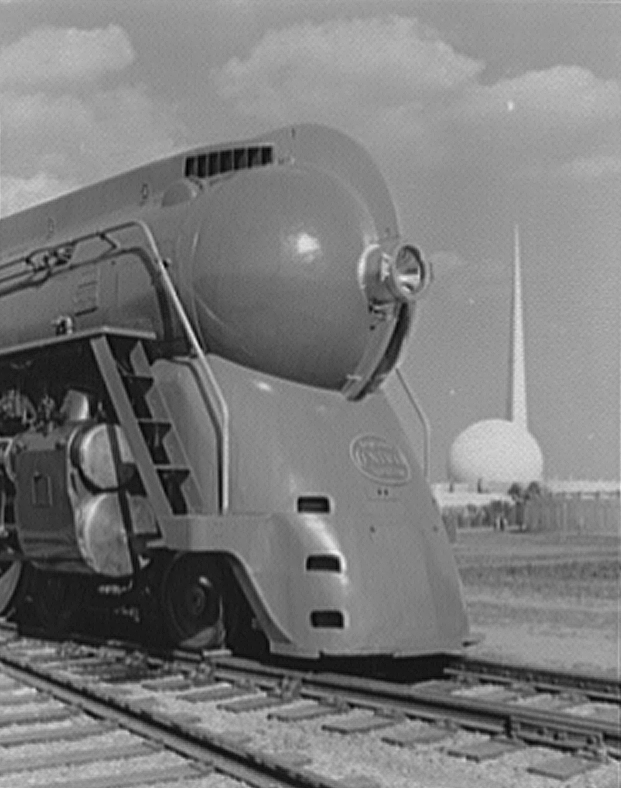
Locomotiva pachebot Hudson 4-6-4 20th Century Limited (c. 1939)

Pachebot a fost o varietate de Art Deco care a apărut la mijlocul anilor 1930. A fost influențat de principiile aerodinamice moderne dezvoltate pentru aviație și balistică pentru a reduce rezistența aerodinamică la viteze mari. Formele de glonț au fost aplicate de designeri mașinilor, trenurilor, navelor și chiar obiectelor care nu erau destinate mișcării, cum ar fi frigiderele, pompele de benzină și clădirile. Unul dintre primele vehicule în acest stil a fost Chrysler Airflow din 1933. Nu a avut succes comercial, dar frumusețea și funcționalitatea designului său au creat un precedent; însemna modernitate. A continuat să fie folosit în proiectarea mașinilor bine după cel de-Al Doilea Război Mondial.
Noile materiale industriale au început să influențeze proiectarea mașinilor și a obiectelor de uz casnic. Acestea includ aluminiul, cromul și bachelita (o formă timpurie de plastic). Bachelita putea să fie modelată ușor în diferite forme și în la puțin a fost folosită la telefoane, radiouri și alte aparate.
Pacheboturile au adoptat, de asemenea, un stil de Art Deco. Cel mai faimos exemplu a fost SS Normandie, care a făcut prima sa călătorie transatlantică în 1935. A fost conceput special ca să-i aducă pe americanii bogați la Paris să facă cumpărături. Cabinele și saloanele au prezentat cele mai noi mobile și ornamentări Art Deco. Marele Salon al navei, care era restaurantul pentru pasagerii de la clasa întâi, era mai mare decât Sala Oglinzilor din Palatul de la Versailles. Era iluminat cu lumini electrice în interiorul a douăsprezece stâlpi de cristal Lalique, 36 de stâlpi asemănători căptușind pereții. Acesta a fost unul dintre primele exemple de iluminare, fiind integrat direct în arhitectură. Stilul navelor a fost în curând adaptat clădirilor. Un exemplu notabil se găsește pe malul din San Francisco, unde clădirea Muzeului Maritim, construită ca baie publică în 1937, seamănă cu o feribotă, cu balustrade pentru nave și colțuri rotunjite. Terminalul de feriboturi Star din Hong Kong a folosit, de asemenea, o variantă a stilului.

## Textilele și moda

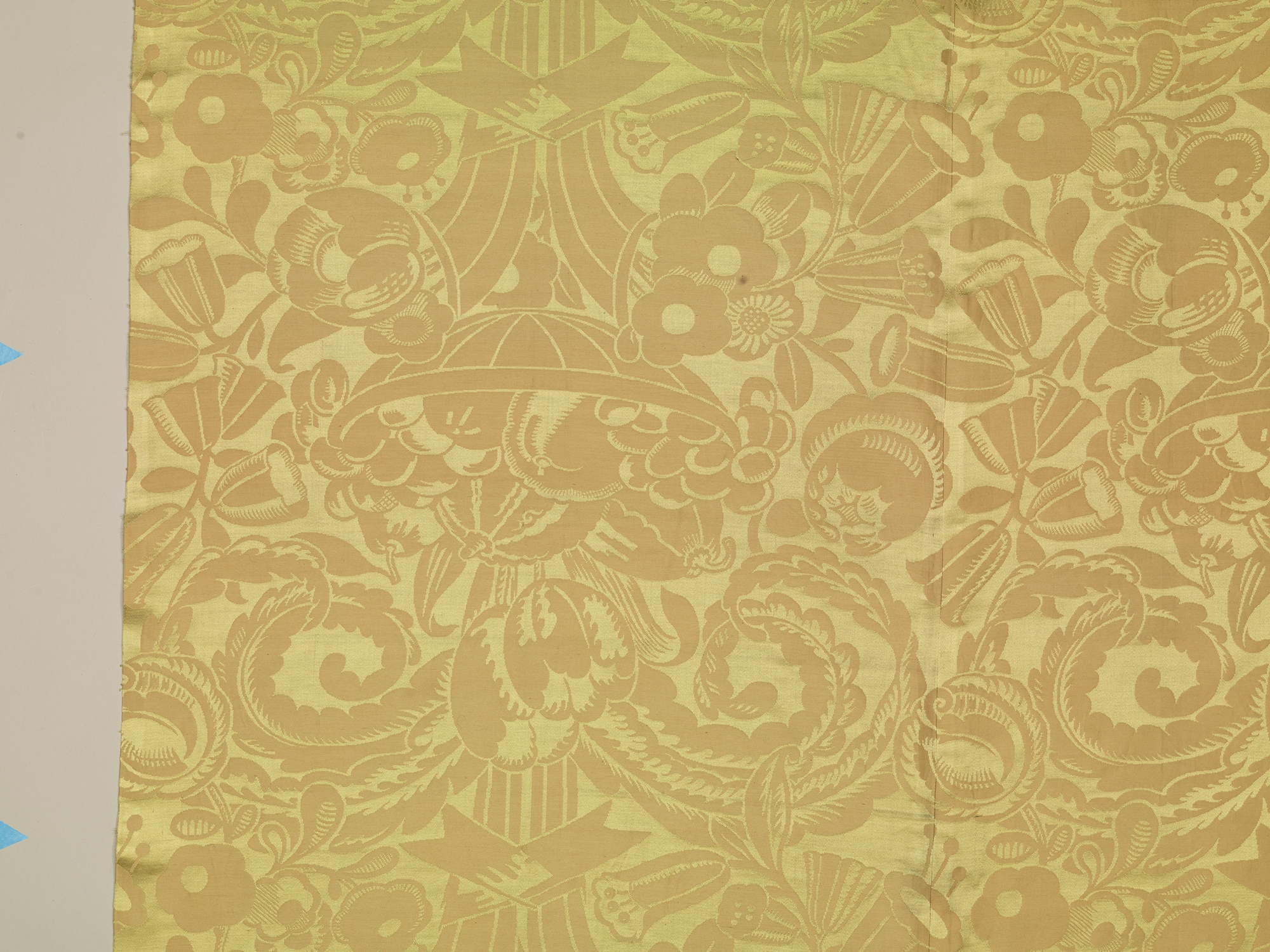
Designul textil Abundență de André Mare, (1911) (Muzeul Metropolitan de Artă)
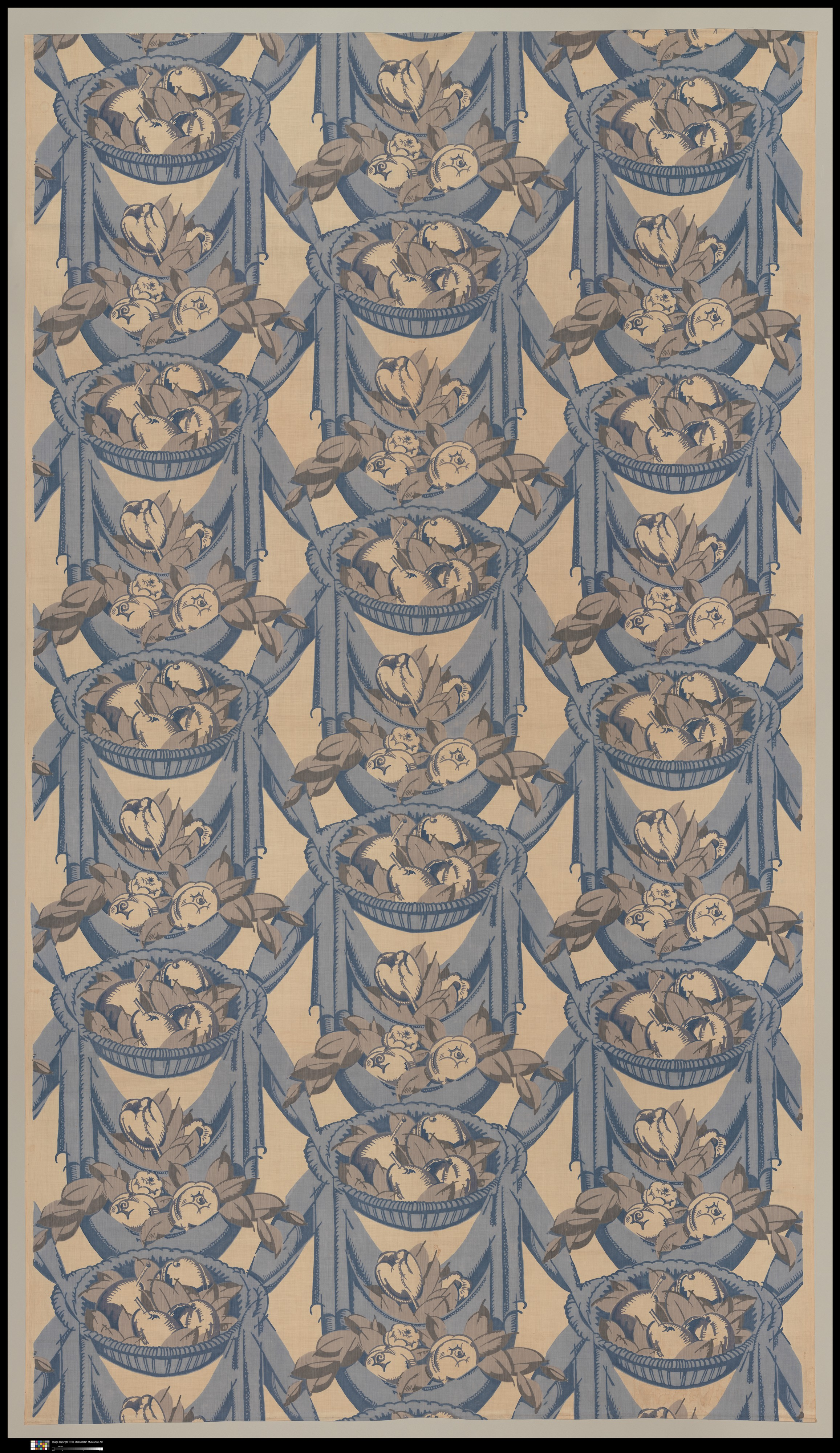
Model textil cu trandafiri creat de Mare (c. 1919) (Muzeul Metropolitan de Artă)
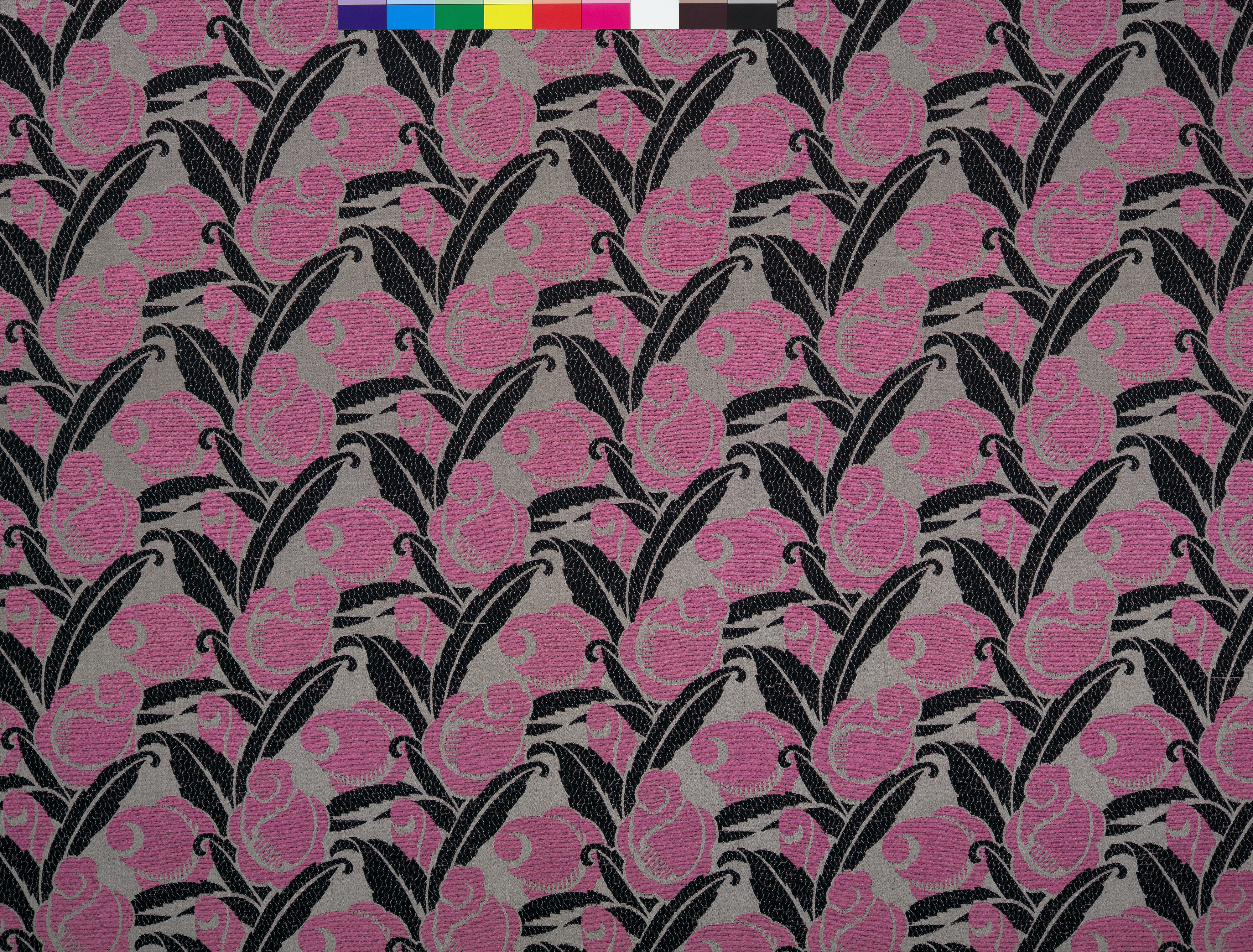
Model de tapițerie cu trandafiri, din bumbac și mătase (1920) (Muzeul Metropolitan de Artă)
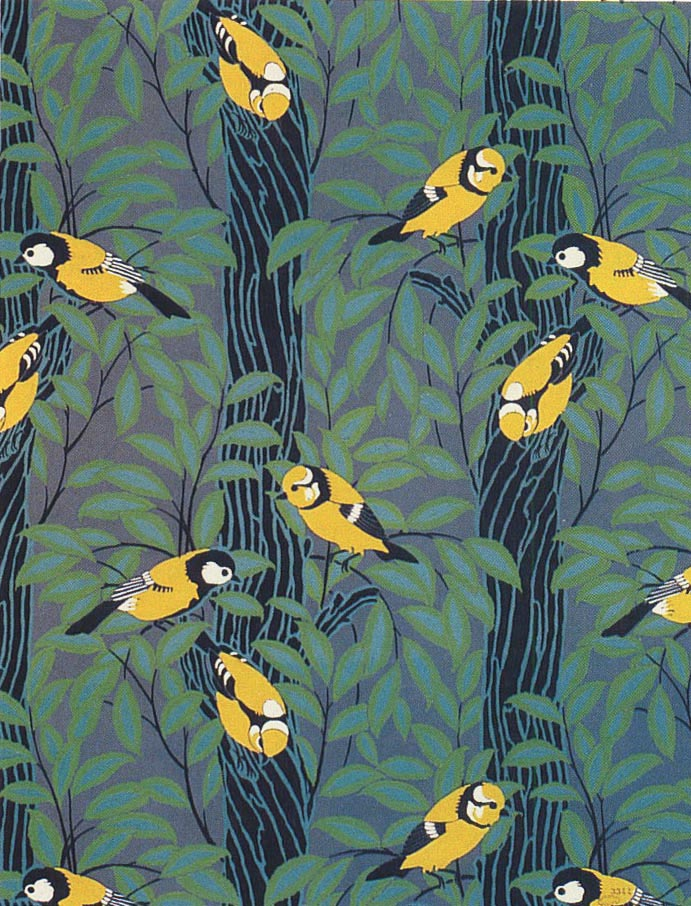
Design cu păsări din Les Ateliers de Martine de Paul Iribe (1918)

Materialele textile au fost o parte importantă a stilului Art Deco, sub formă de tapete, tapițerii și covoare colorate. În anii 1920, designerii au fost inspirați de decorurile scenice ale Ballets Russes, de designurile textile și costumele lui Léon Bakst și ale cooperative Wiener Werkstätte. Designurile interioare timpurii ale lui André Mare prezentau ghirlande de trandafiri și flori viu colorate și foarte stilizate, care decorau pereții, podelele și mobila. Motivele florale stilizate au dominat, de asemenea, creațiile lui Raoul Dufy și Paul Poiret, precum și designurile de mobilă ale lui J. E. Ruhlmann. Covorul floral a fost reinventat în stilul Deco de Paul Poiret.
Folosirea stilului a fost mult îmbunătățită prin introducerea sistemului de imprimare pe șabloane pochoir, care a permis designerilor să obțină claritatea liniilor și culorile foarte vii. Formele Art Deco au apărut în îmbrăcămintea lui Paul Poiret, Charles Worth și Jean Patou.
Tapetele și textilele Art Deco târzii au prezentat uneori scene industriale stilizate, peisaje urbane, locomotive și alte teme moderne, precum și figuri feminine stilizate, culori metalice și designuri geometrice.
Moda s-a schimbat dramatic în perioada Art Deco, datorită în special designerilor Paul Poiret și mai târziu Coco Chanel. Poiret a conceput îmbrăcăminte tăiată de-a lungul liniilor drepte și construită din motive dreptunghiulare. Stilurile sale ofereau simplitate structurală. Aspectul corsetat și stilurile formale din perioada anterioară au fost abandonate, iar moda a devenit mai practică și simplificată, cu utilizarea de noi materiale, culori mai strălucitoare și modele tipărite. Designera Coco Chanel a continuat tranziția, popularizând stilul chic sportiv și casual.

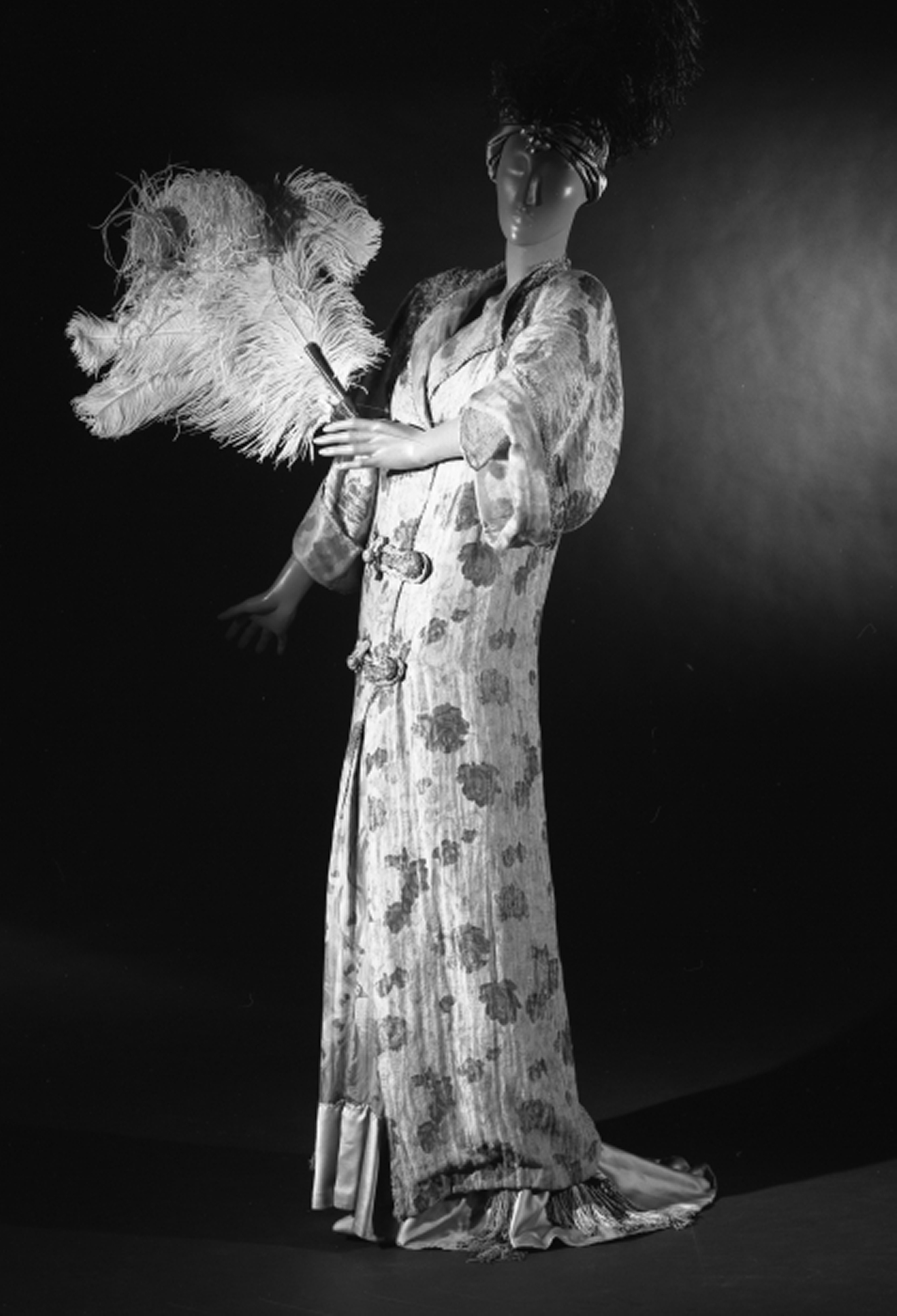
Haină de seară de Paul Poiret, c. 1912, mătase și metal (Muzeul Metropolitan de Artă)
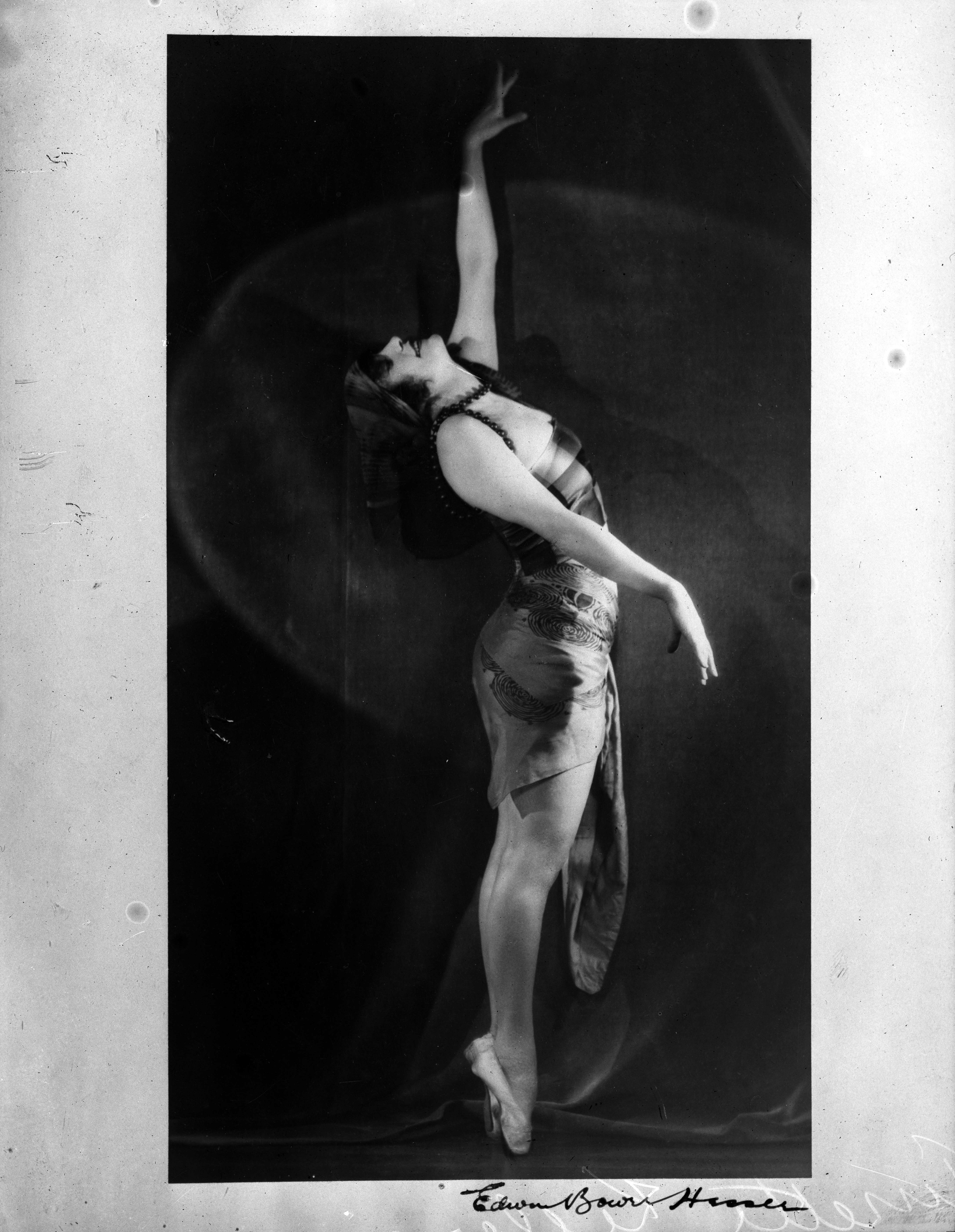
Annette Kellermann ca Venus Scufundată în Los Angeles (c. 1920)
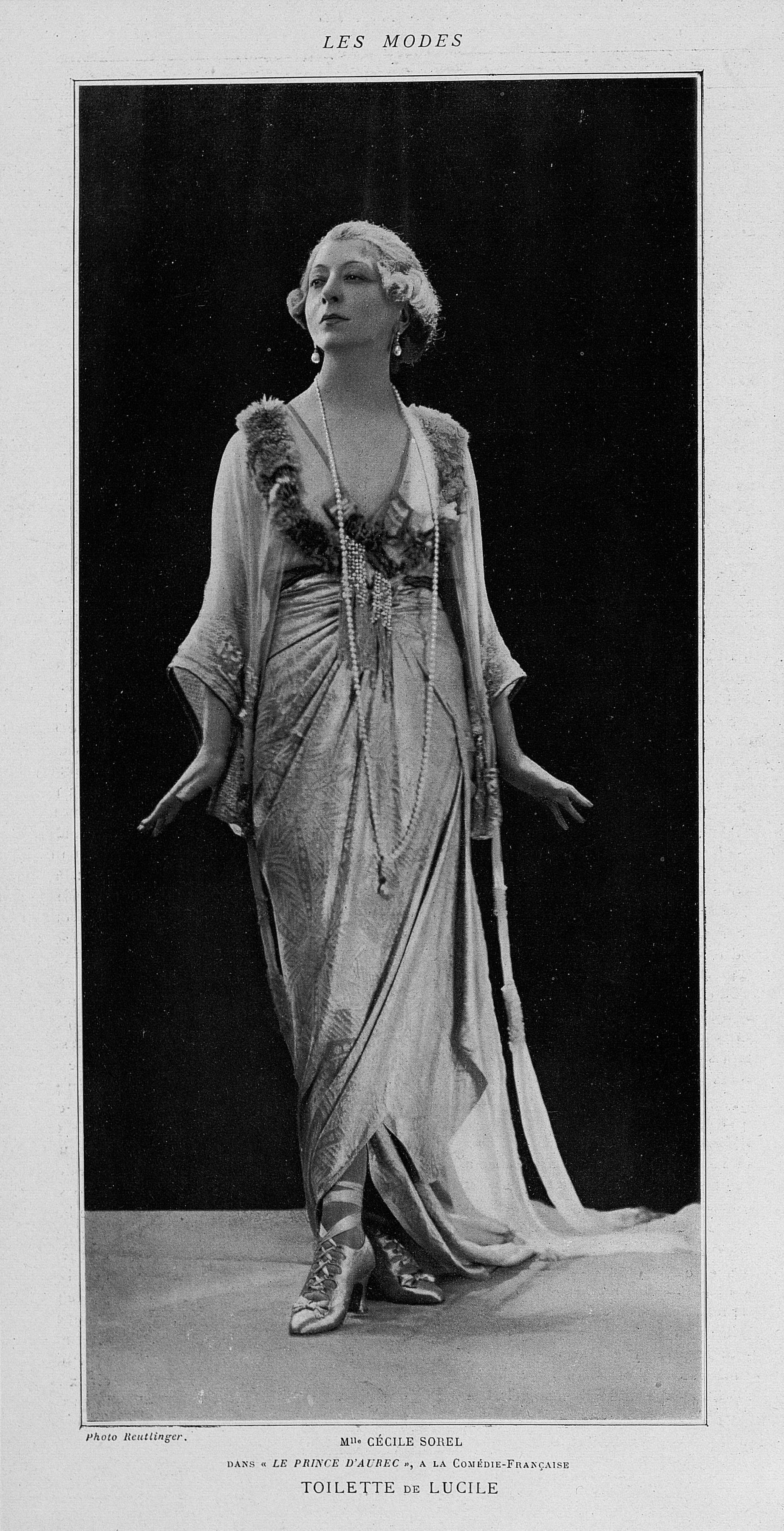
Cécile Sorel, la Comédie-Française (1920)
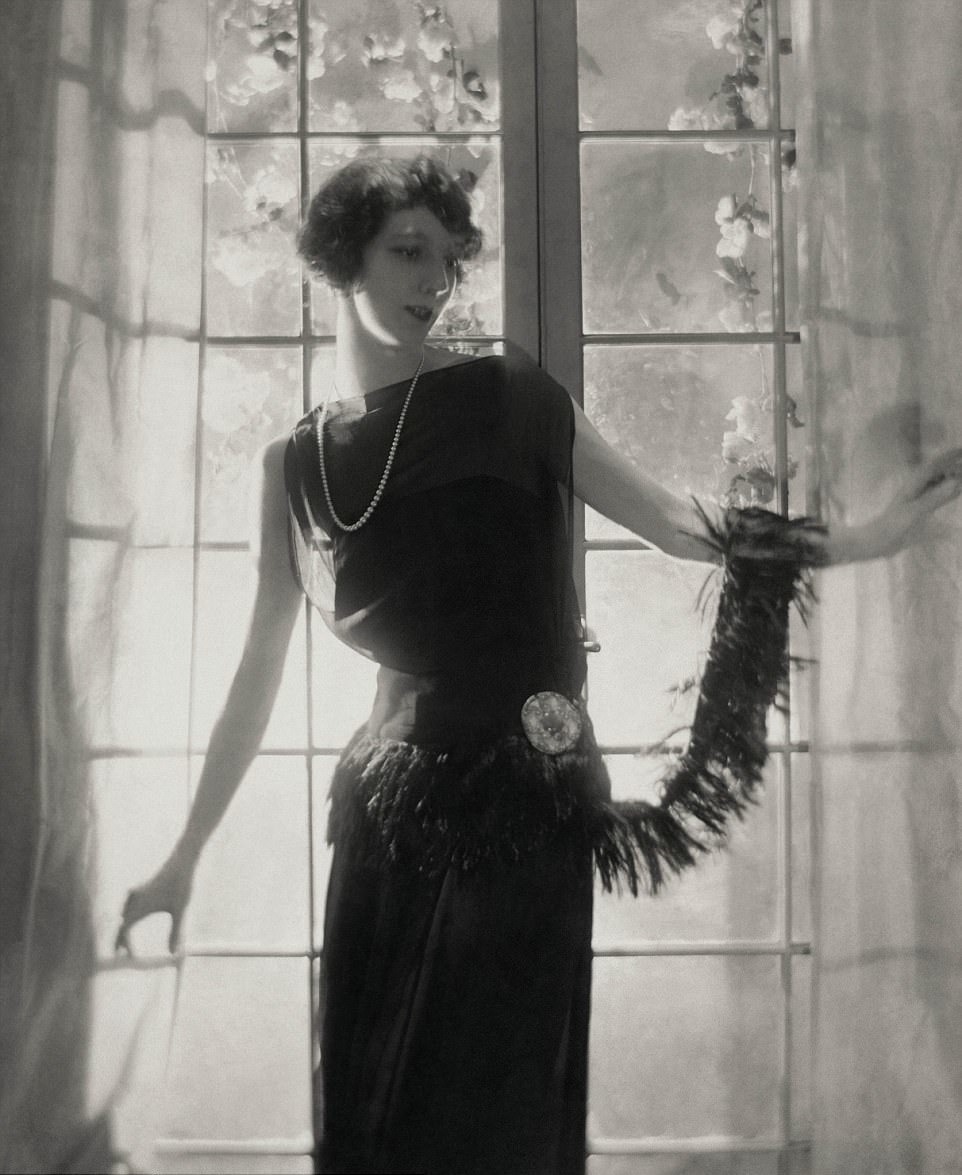
Desiree Lubovska într-o rochie de Jean Patou (c. 1921)
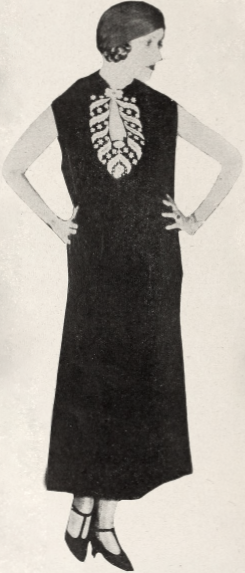
Natacha Rambova într-o rochie creată de Poiret (1926)
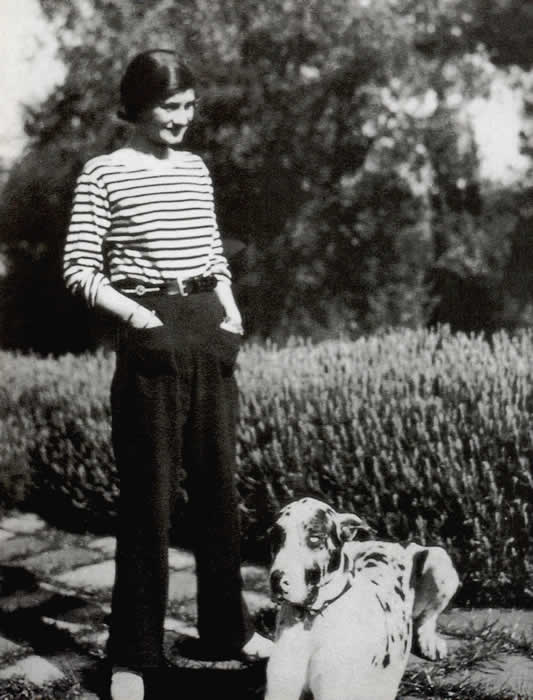
Coco Chanel într-o bluză de marinar cu pantaloni (1928)

## Bijuteriile

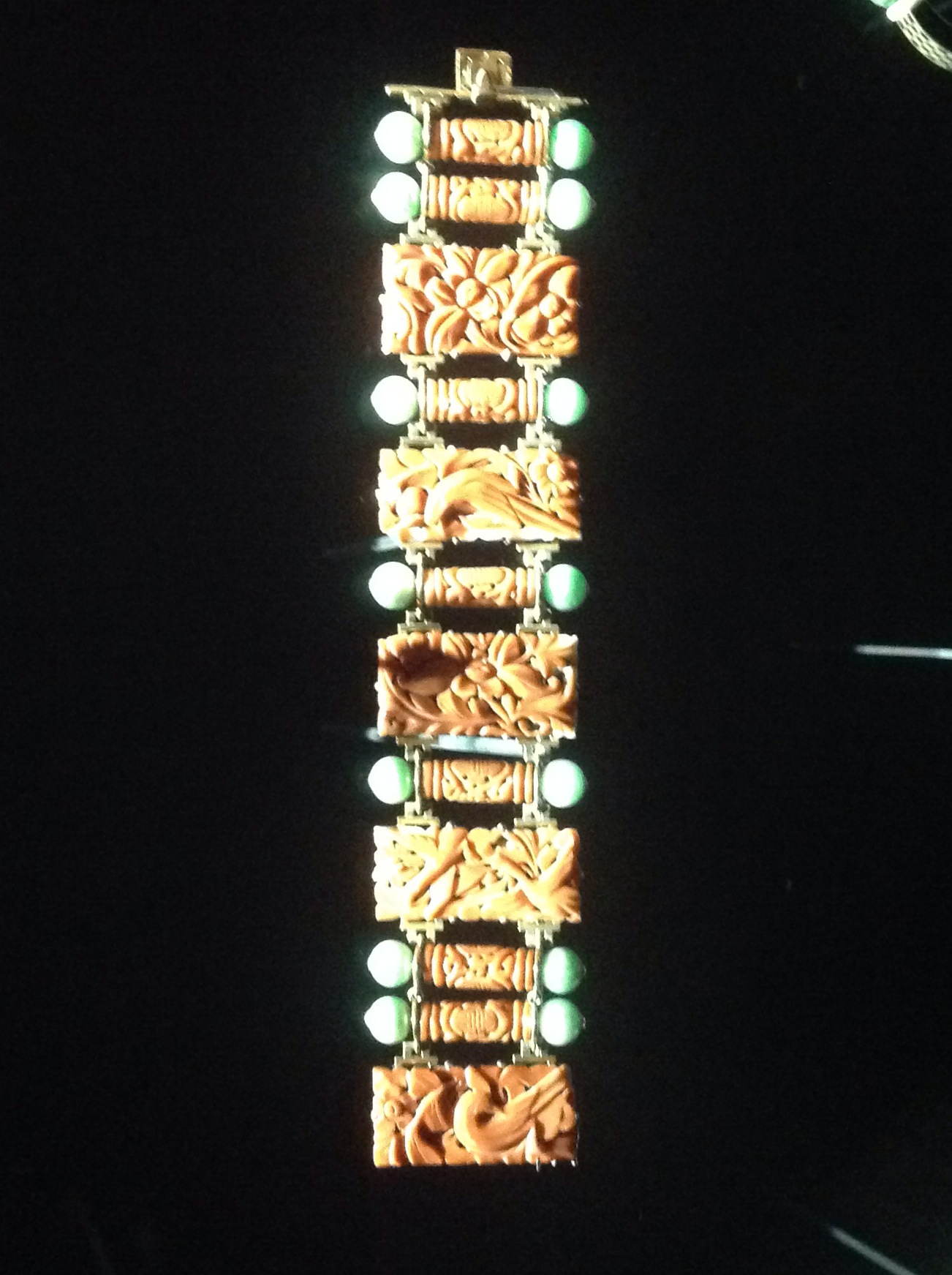
Brățară Art Deco de aur, coral și jad (1925) (Muzeul Artelor Decorative din Paris)
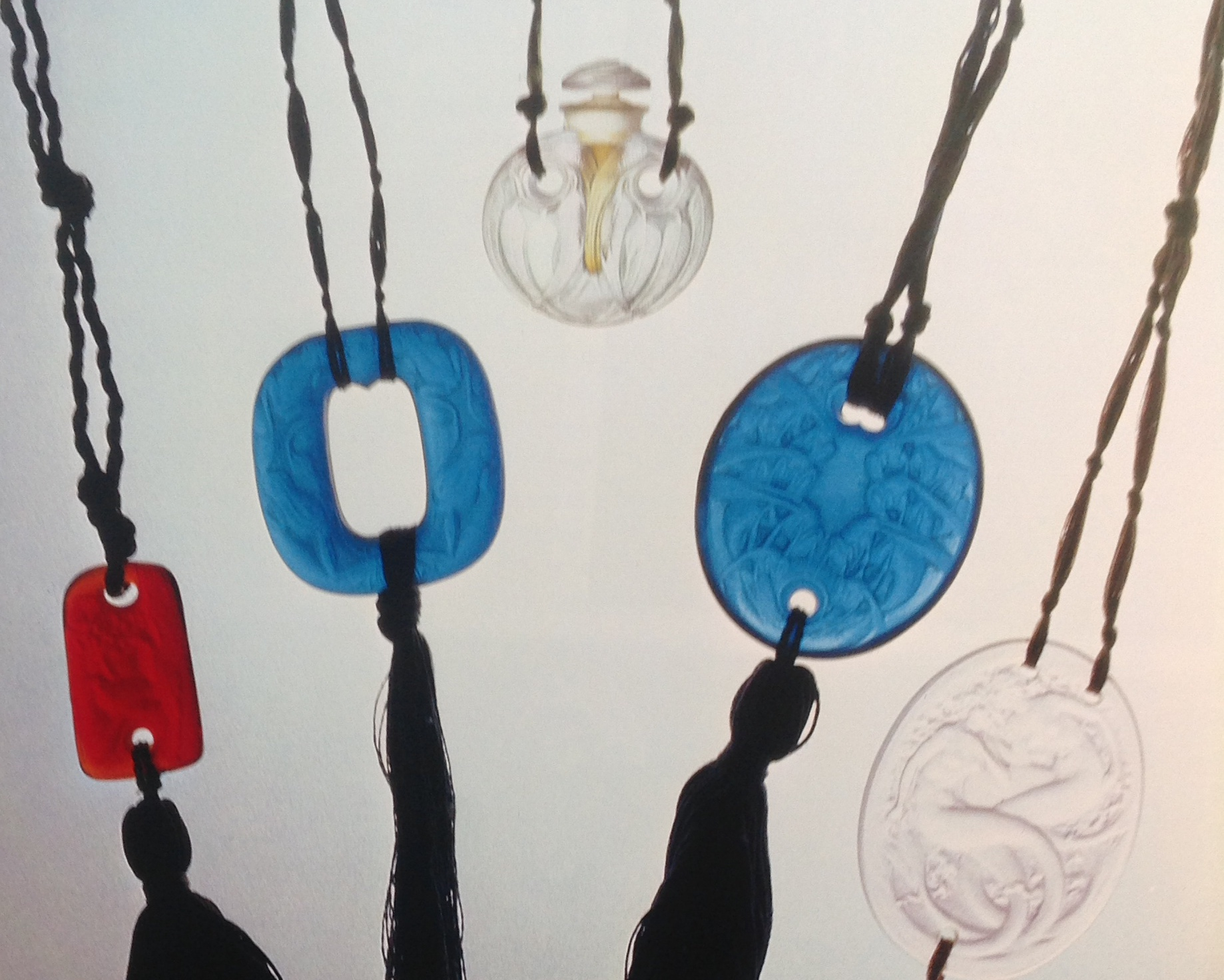
Pandantive de sticlă modelată pe șnururi de mătase de René Lalique (1925–1930)
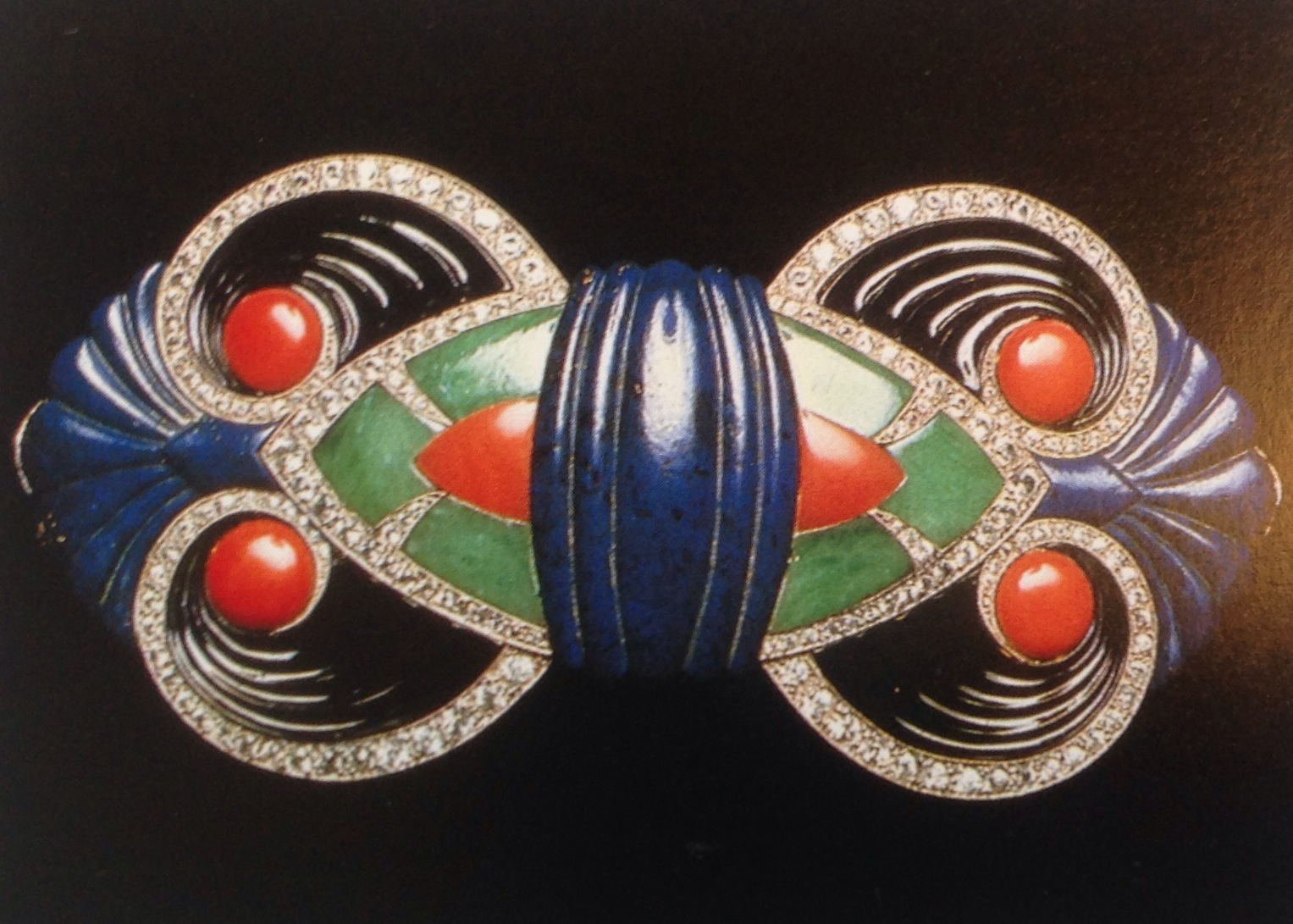
Cataramă de aur încrustată cu diamante și onix, lapis lazuli, jad, și coral, de Boucheron (1925)
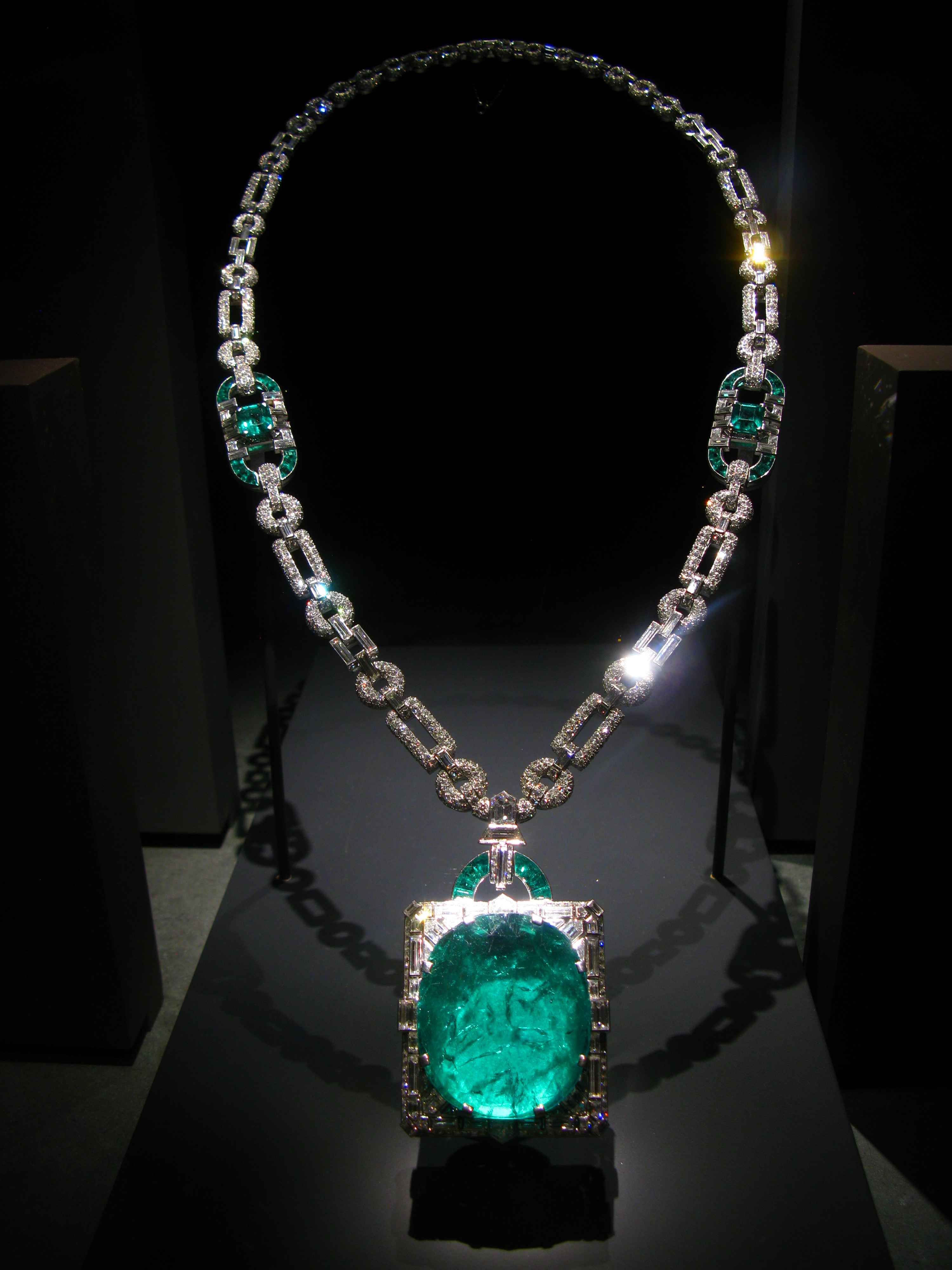
Colierul Mackay cu Smarald, smarald, diamant and platină, de Cartier (1930) (Muzeul Național de Istorie Naturală Smithsonian, SUA)

În anii 1920 și 1930, designeri, printre care René Lalique și Cartier, au încercat să reducă dominanța diamantelor, introducând pietre prețioase mai colorate, cum ar fi smaraldele mici, rubinele și safirele. De asemenea, au pus un accent mai mare pe încrustările foarte elaborate și elegante, cu materiale mai puțin costisitoare, ca smalțul, sticla, cornul și fildeșul. Diamantele în sine au fost tăiate în forme mai puțin tradiționale; Expoziția din 1925 a văzut multe diamante tăiate sub formă de tije mici sau bețe de chibrit. Încrustările pentru diamante s-au schimbat, de asemenea; din ce în ce mai des, bijutierii foloseau platină în loc de aur, deoarece era rezistentă și flexibilă și puteau să pună grupuri de pietre. Bijuterii au început, de asemenea, să folosească materiale mai întunecate, cum ar fi emailurile și onixul negru, care au oferit un contrast mai mare cu diamantele.
Bijuteriile au devenit mult mai colorate și mai variate în stil. Cartier și firma Boucheron au combinat diamante cu alte pietre prețioase colorate tăiate sub formă de frunze, fructe sau flori, pentru producerea de broșe, inele, cercei, agrafe și pandantive. Temele din Orientul Îndepărtat au devenit, de asemenea, populare; plăcile de jad și corali au fost combinate cu platină și diamante, iar gențile, cutiile pentru țigări și cele pentru pulbere au fost decorate cu peisaje japoneze și chineze făcute cu sidef, smalț și lac.
Schimbarea rapidă a modei în îmbrăcăminte a adus noi stiluri de bijuterii. Rochiile fără mâneci din anii 1920 au însemnat că armele aveau nevoie de decor, iar designerii au creat rapid brățări din aur, argint și platină încrustate cu lapis lazuli, onix, corali și alte pietre colorate; Alte brățări erau destinate brațelor superioare, iar mai multe brățări erau deseori purtate în același timp. Tunsorile scurte ale femeilor din anii 1920 solicitau modele complexe de cercei Art Deco. Pe măsură ce femeile au început să fumeze în public, designerii au creat suporturi de țigări foarte ornate. Inventarea ceasului de mână înainte de Primul Război Mondial i-a inspirat pe bijutieri să creeze ceasuri extraordinare, încrustate cu diamante și placate cu smalț, aur și argint. Ceasurile cu pandantiv, atârnate de o panglică, au devenit, de asemenea, la modă.
Casele de bijuterii stabilite la Paris în acea perioadă, Cartier, Chaumet, Georges Fouquet, Mauboussin și Van Cleef & Arpels, toate au creat bijuterii și obiecte în noua modă. Firma Chaumet a realizat cutii de țigări, brichete, cutii de pastile și caiete extrem de geometrice, din pietre dure decorate cu jad, lapis lazuli, diamante și safire. Lor li s-au alăturat mulți tineri designeri noi, fiecare cu propria idee de Art Deco. Raymond Templier a conceput piese cu modele geometrice extrem de complicate, inclusiv cercei din argint care arătau ca zgârie-nori. Gerard Sandoz avea doar 18 ani când a început să proiecteze bijuterii în 1921; el a creat multe piese celebre pe baza aspectului neted și lustruit al mașinilor moderne. De asemenea, designerul de sticlă René Lalique a intrat pe teren, creând pandantive cu fructe, flori, broaște, zâne sau sirene din sticlă sculptată în culori vii, agățate de șnururi de mătase cu ciucuri. Bijutierul Paul Brandt a contrastat modele dreptunghiulare și triunghiulare și a încorporat perle în linii pe plăci de onix. Jean Despres a realizat coliere cu culori contrastante, reunind lacul argintiu și negru sau aurul cu lapis lazuliul. Multe dintre designurile sale arătau ca niște piese de mașini foarte lustruite. Jean Dunand a fost, de asemenea, inspirat de utilajele moderne, combinate cu nuanțe intense de roșu și negru care contrastează cu metalul lustruit.

## Sticlăria

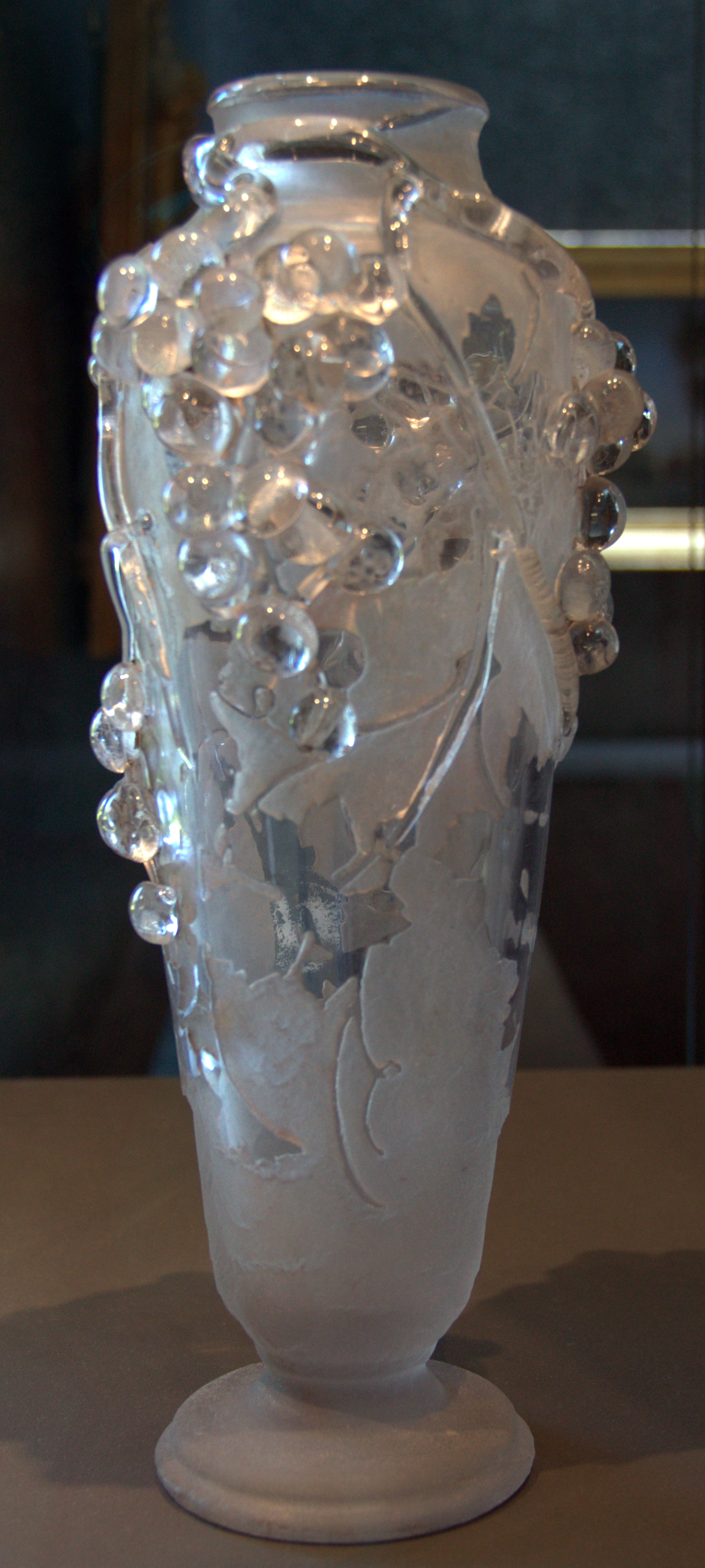
Vază Daum cu struguri sculptați (1925)
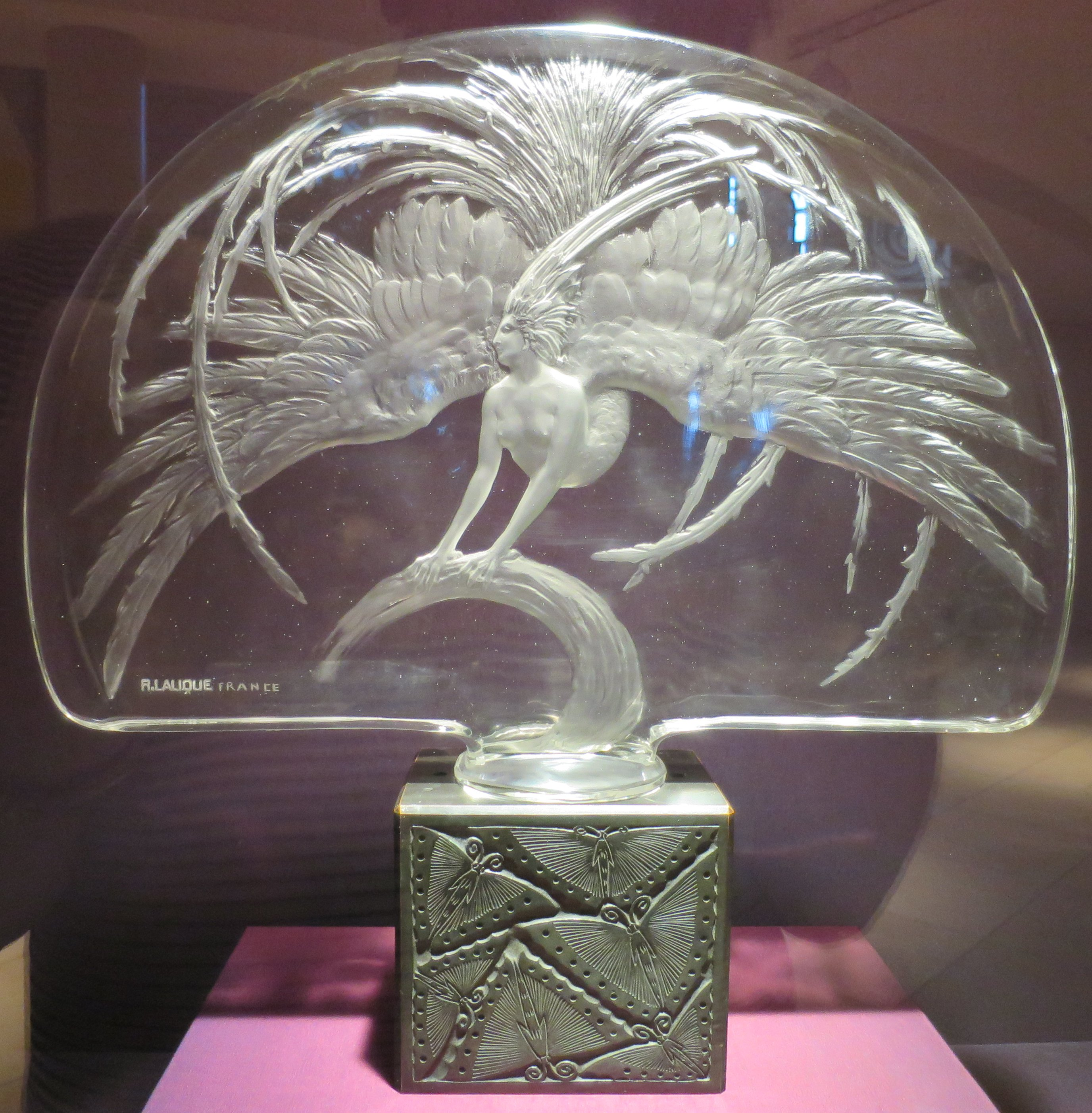
Pasărea de Foc de René Lalique (1922)
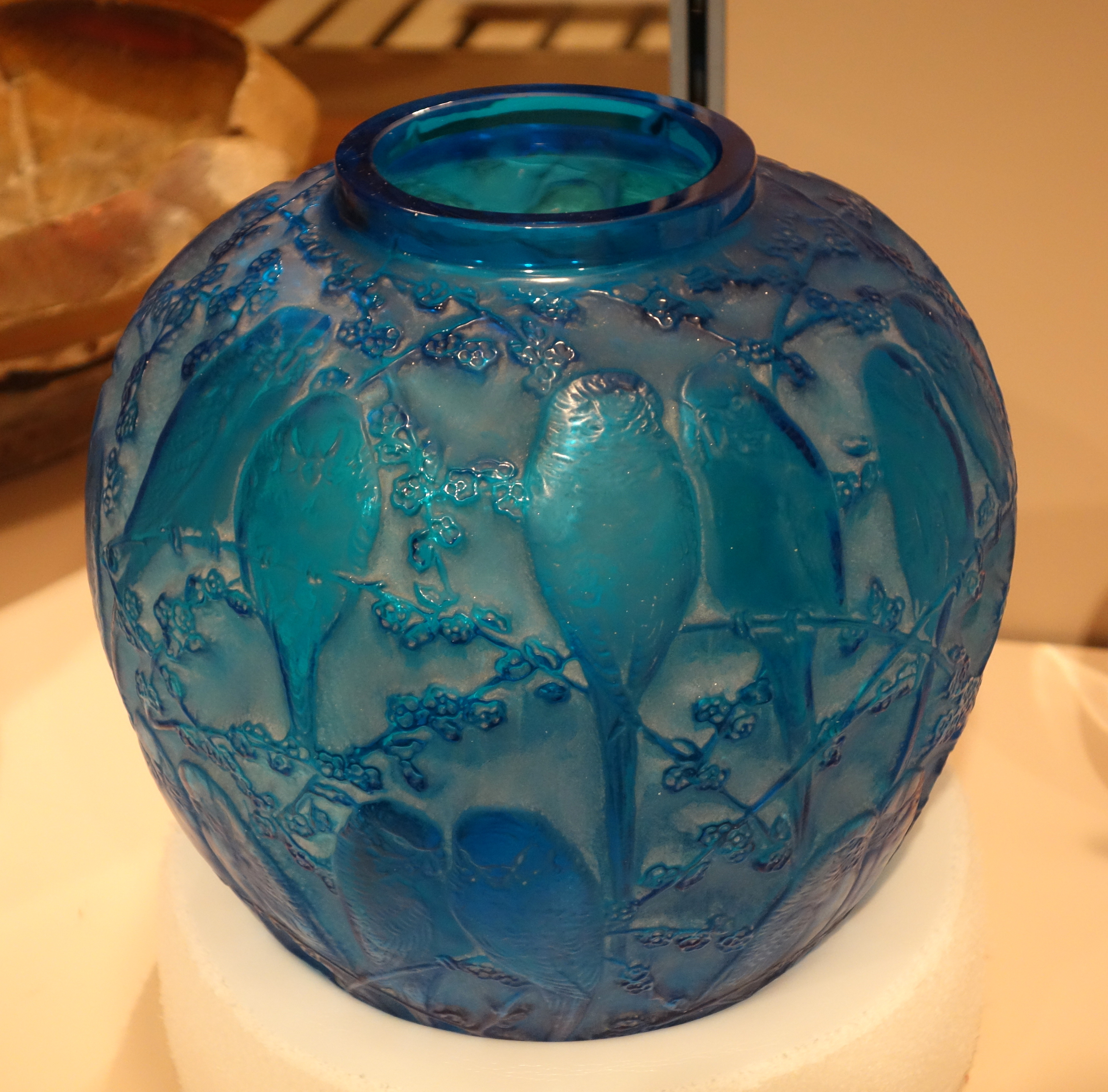
Vaza Papagali de Lalique (1922)
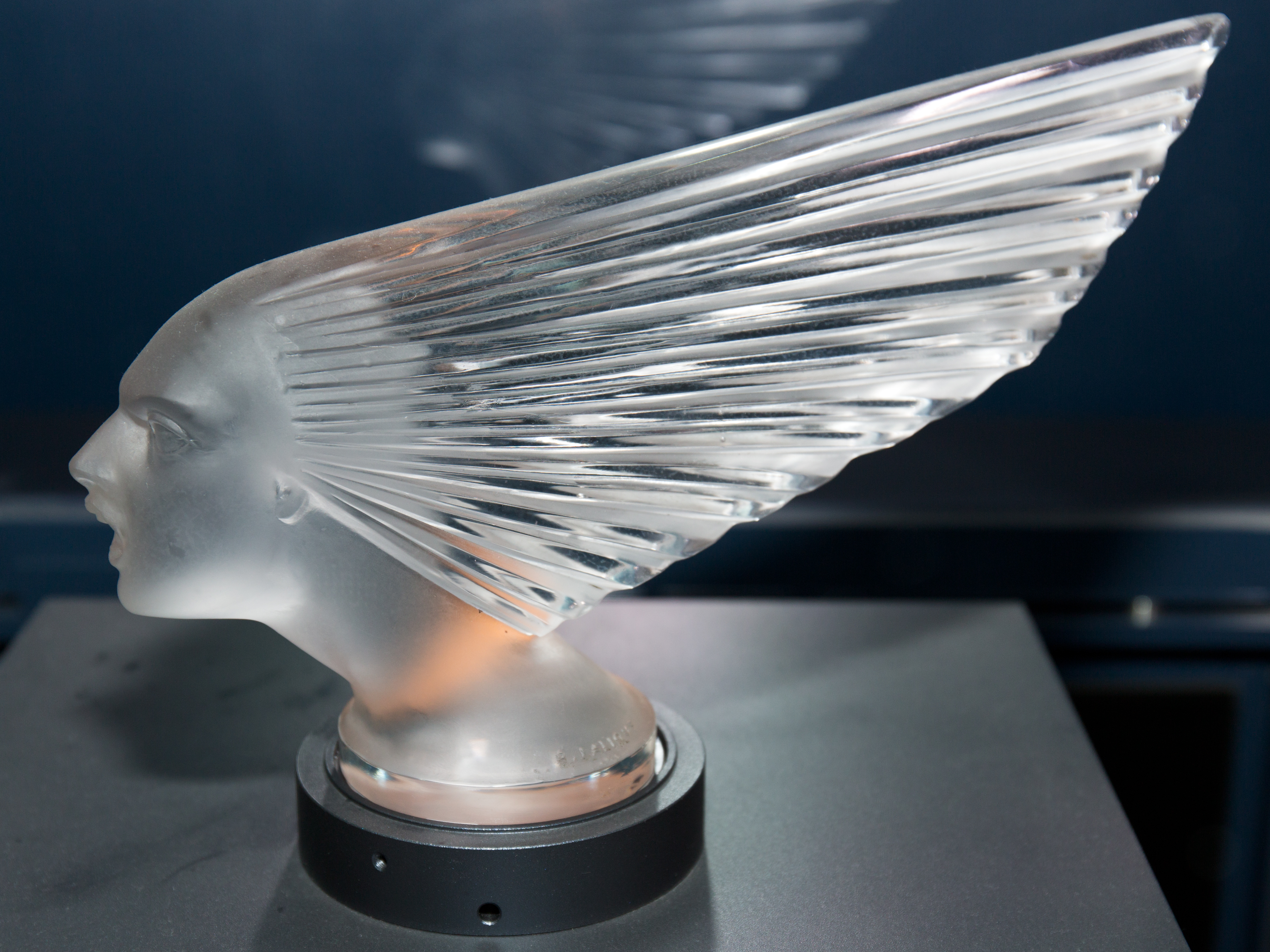
Ornamentul de capotă Victoire de Lalique (1928)
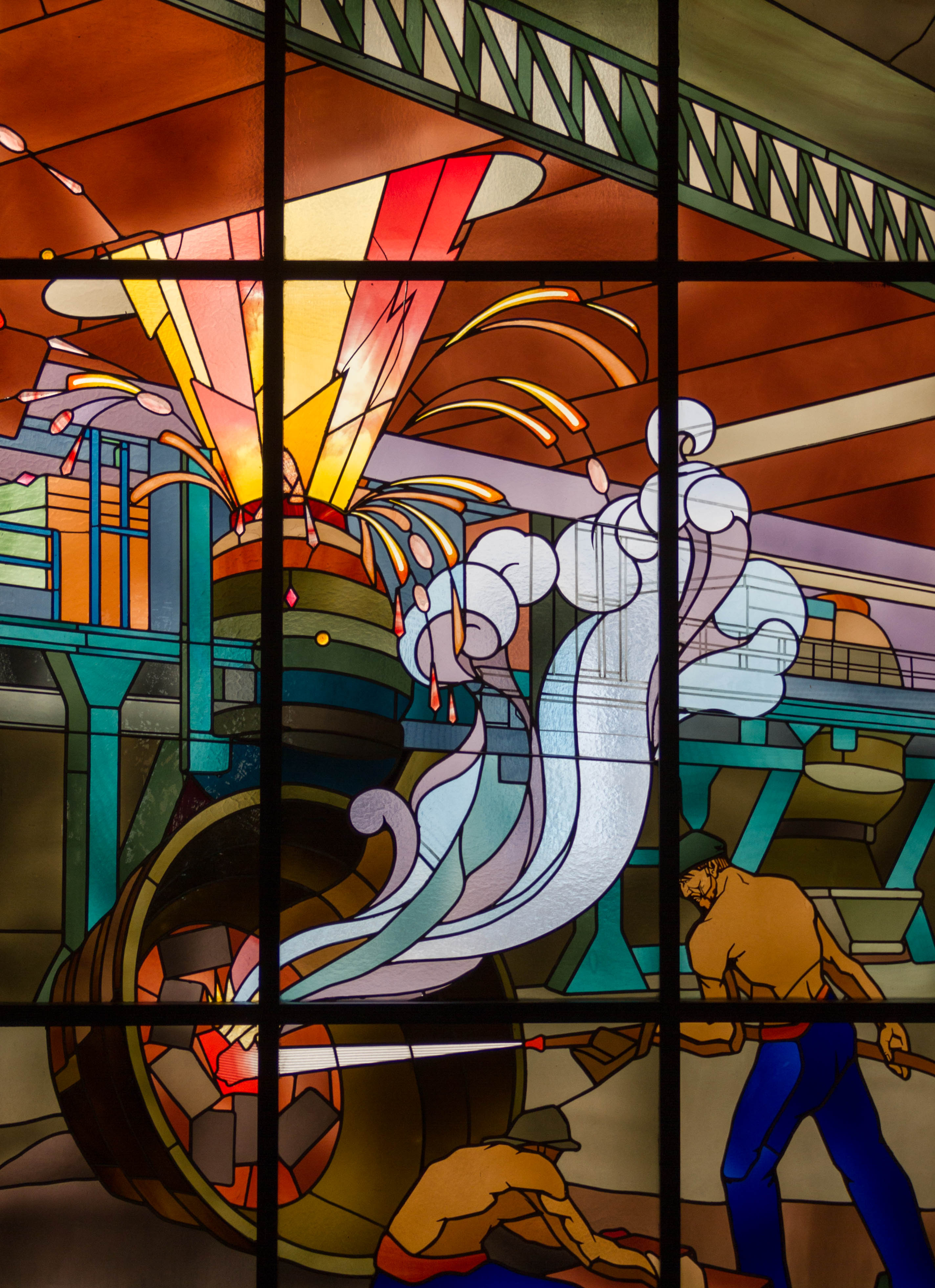
Geam pentru un birou al unui combinat siderurgic de Louis Majorelle (1928)
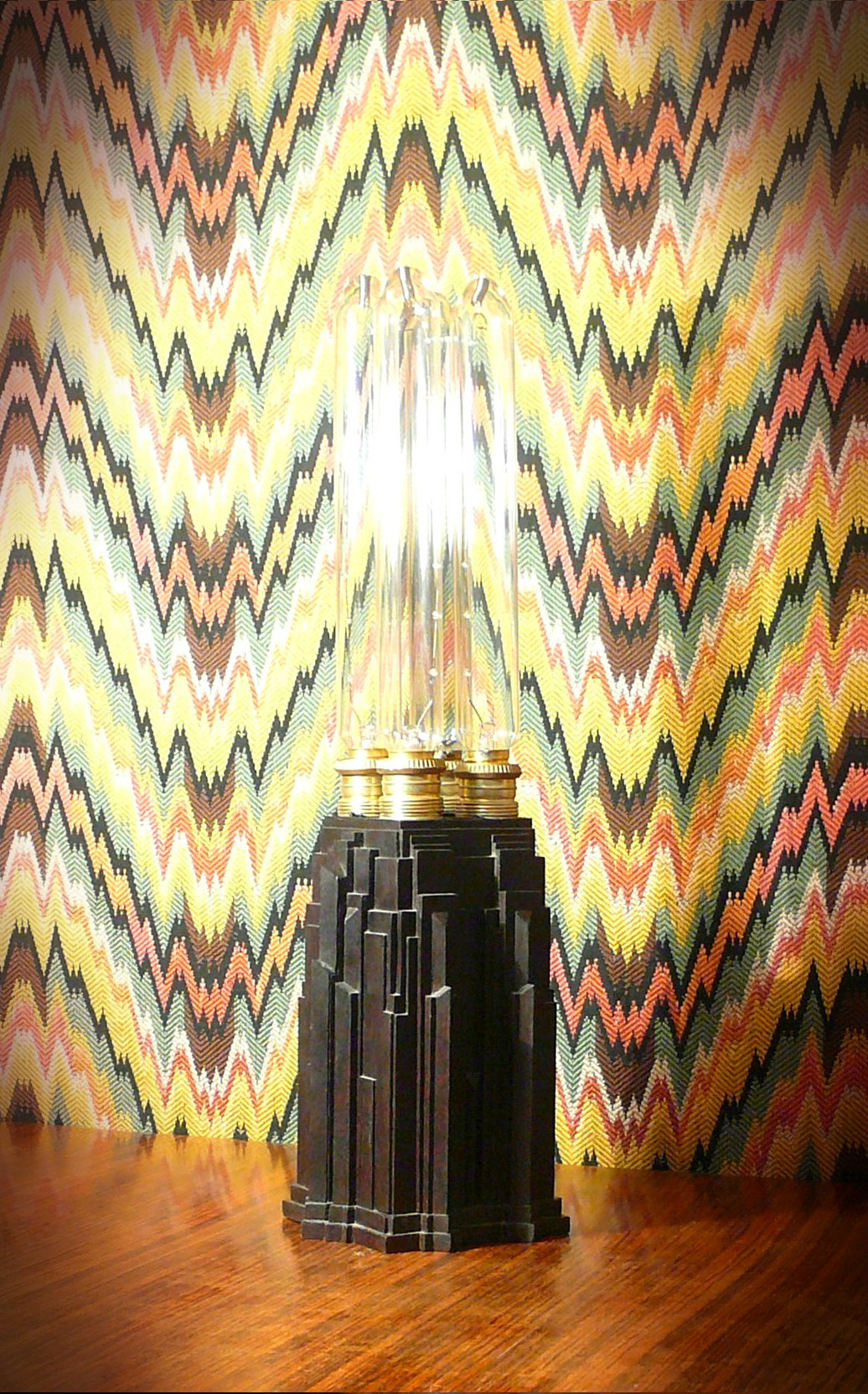
Lampa Zgârienor de Arnaldo dell'Ira (1929)
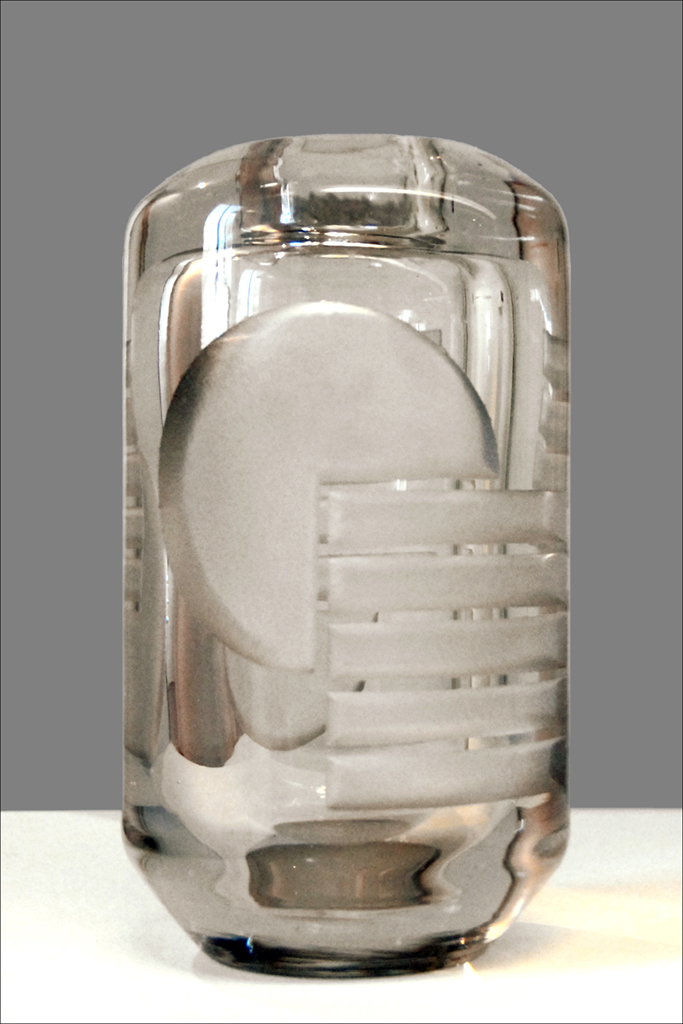
Vază Daum (1930–1935)
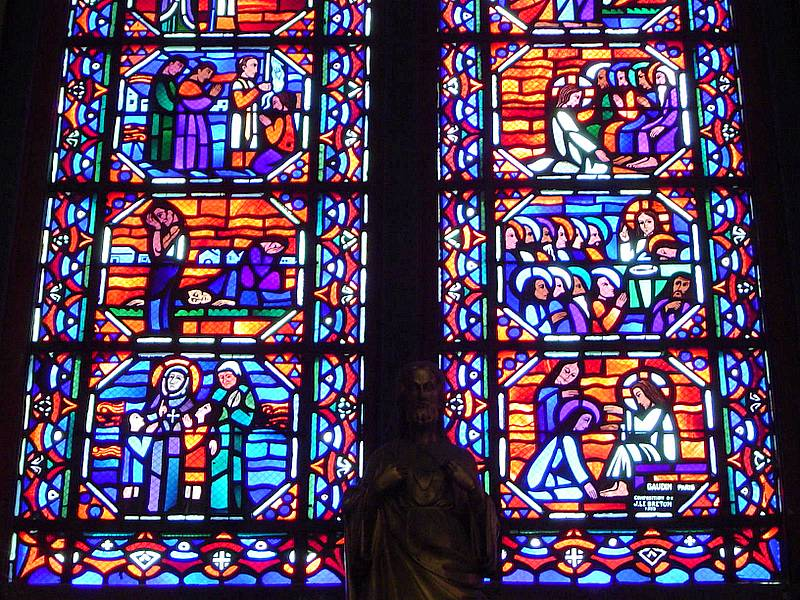
Vitraliu al Catedralei din Amiens de Jean Gaudin (1932–34)

La fel ca perioada Art Nouveau de dinainte, Art Deco-ul a fost o perioadă excepțională pentru sticlăria fină și alte obiecte decorative, concepute astfel încât să se potrivească mediului lor arhitectural. Cel mai faimos producător de obiecte din sticlă a fost René Lalique, ale cărui lucrări, de la vaze la ornamente de capotă pentru mașini, au devenit simboluri ale perioadei. El își făcuse cariera în sticlă înainte de Primul Război Mondial, realizând designuri pentru sticlele parfumurilor lui François Coty, dar nu a început producția serioasă de sticlărie decât după Primul Război Mondial. În 1918, la vârsta de 58 de ani, a cumpărat lucrări mari de sticlă în Combs-la-Ville și a început să fabrice atât obiecte de sticlă artistice, cât și practice. El a tratat sticla ca pe o formă de sculptură și a creat statuete, vaze, boluri, lămpi și ornamente. El a folosit mai degrabă semi-cristalul decât cristalul de plumb, care era mai moale și mai ușor de format, chiar dacă nu la fel de strălucitor. Uneori a folosit sticlă colorată, dar mai des a folosit-o pe cea opalescentă, unde o parte sau întreaga suprafață exterioară era colorată cu o spălare. Lalique a furnizat panourile decorative din sticlă, corpurile de iluminat și tavanele de sticlă iluminate pentru căptușelile oceanice SS Île de France în 1927, pentru SS Normandie în 1935, și pentru unele dintre vagoanele de dormit de clasa întâi ale căilor ferate franceze. La Expoziția de Arte Decorative din 1925, a avut propriul său pavilion, a proiectat o sală de mese cu un set de masă și tavan de sticlă potrivită pentru Pavilionul Sèvres, și a proiectat o fântână de sticlă pentru curtea Cours des Métier, o coloană de sticlă subțire care vărsa apă din părți și care era luminată noaptea.
Alți producători notabili de sticlă Art Deco au inclus Marius-Ernest Sabino, care s-a specializat în figurine, vaze, boluri și sculpturi din sticlă de pești, nuduri și animale. Pentru acestea, el a folosit adesea o sticlă opalescentă care putea să se schimbe de la alb la albastru la chihlimbariu, în funcție de lumină. Vazele și bolurile sale aveau frize mulate de animale, nuduri sau busturi de femei cu fructe sau flori. Opera sa a fost mai puțin subtilă, dar mai colorată decât cea a lui Lalique.
Un alt designer notabil de sticlă Deco a fost Edmond Etling, care a folosit și culori strălucitoare opalescente, adesea cu modele geometrice și nuduri sculptate; Albert Simonet, Aristide Colotte și Maurice Marinot, care erau bine cunoscuți pentru sticlele și vazele sculpturale adânc gravate. Firma Daum din orașul Nancy, care fusese renumită pentru sticla Art Nouveau, a produs o linie de vaze și sculptură din sticlă Deco, solide și geometrice. Lucrări multicolore mult mai delicate au fost realizate de Gabriel Argy-Rousseau, care a produs vaze delicat colorate cu fluturi și nimfe sculptate, și Francois Decorchemont, ale cărui vaze erau dungate și marmorate.
Marea Criză Economică a distrus o mare parte din industria sticlei decorative, care depindea de clienții bogați. Unii artiști s-au orientat spre proiectarea vitraliilor pentru biserici. În 1937, compania de sticlă Steuben a început practica de a însărcina artiști celebri să producă sticlărie. Louis Majorelle, renumit pentru mobila sa Art Nouveau, a proiectat un remarcabil vitraliu Art Deco care îi înfățișează pe lucrătorii din industria oțelului pentru birourile Aciéries de Longwy, o fabrică de oțel din Longwy (Franța).
Catedrala din Amiens are un exemplu rar de vitralii Art Deco în Capela Sfintei Inimi, realizate între 1932 și 1934 de artistul de sticlă din Paris Jean Gaudin  pe baza desenelor lui Jacques Le Breton.

## Lucrurile de metal

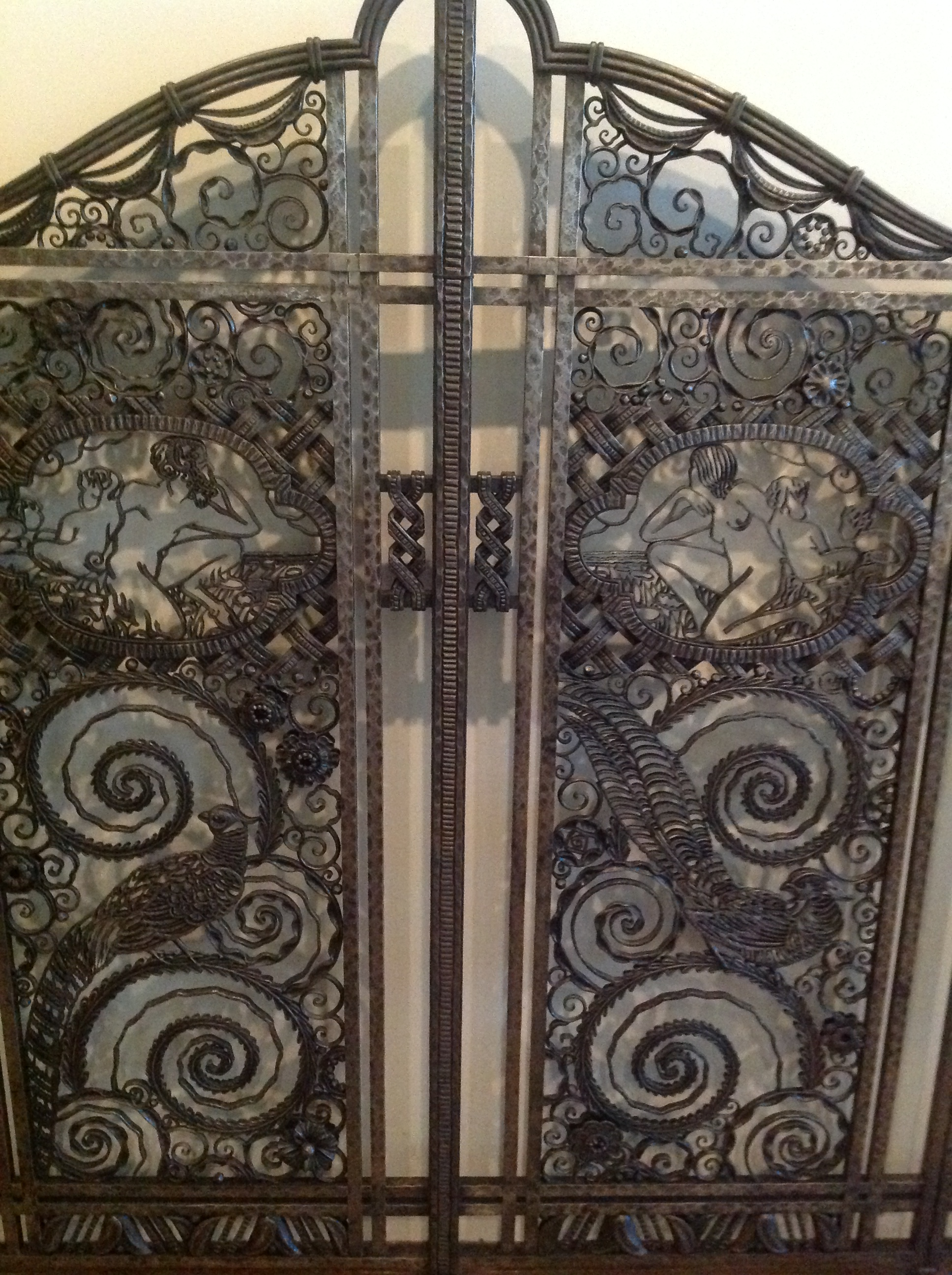
Un grilaj cu două aripi numite Fazanii, făcut de Paul Kiss și expus la Expoziția Artelor Decorative și Industriale din 1925
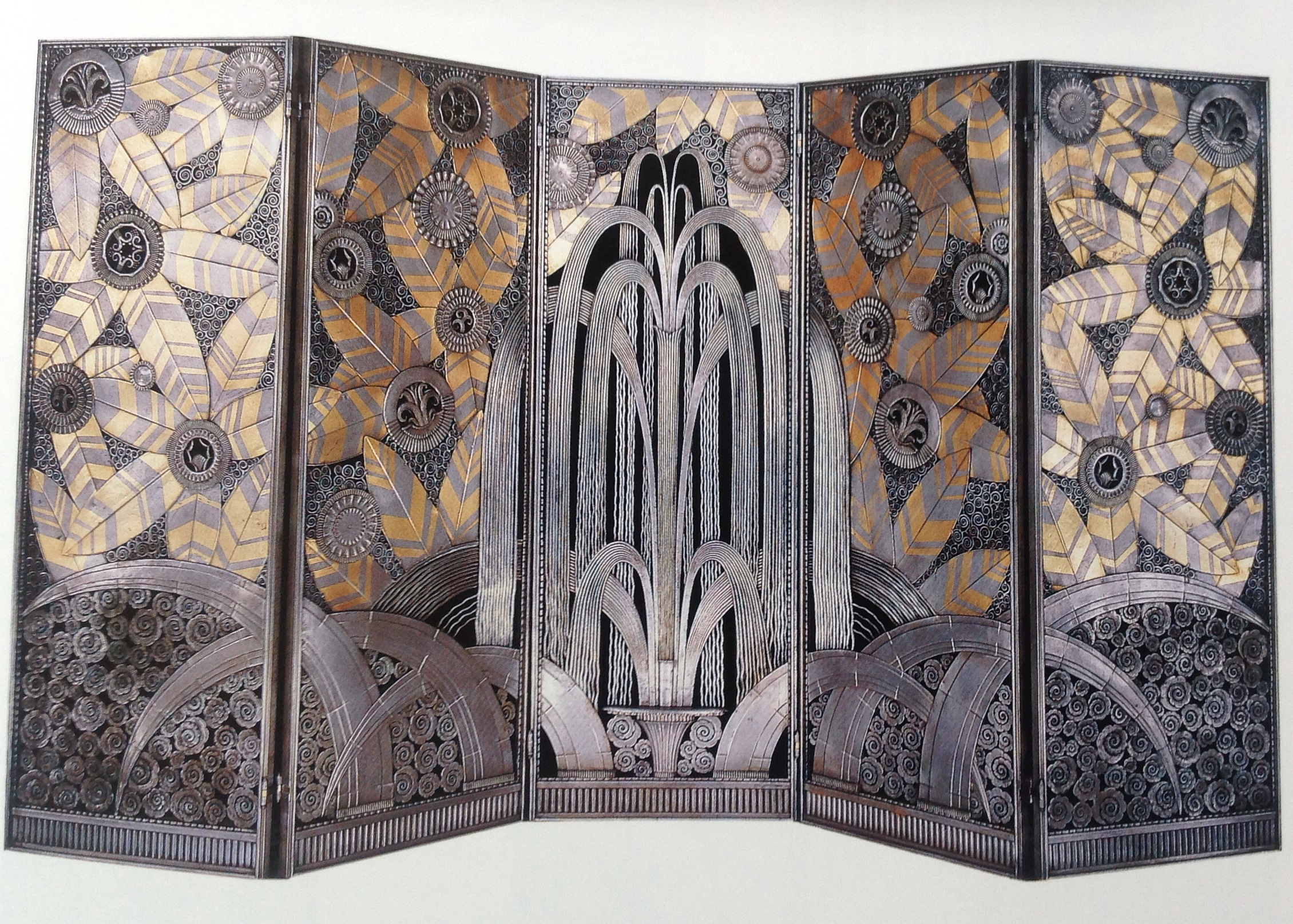
Grilaj se fier și cupru numit Oază de Edgar Brandt, expus la Expoziția de la Paris din 1925
Oglindă de masă de Franz Hagenauer de la Werkstätte Hagenauer Wien (c. 1930)
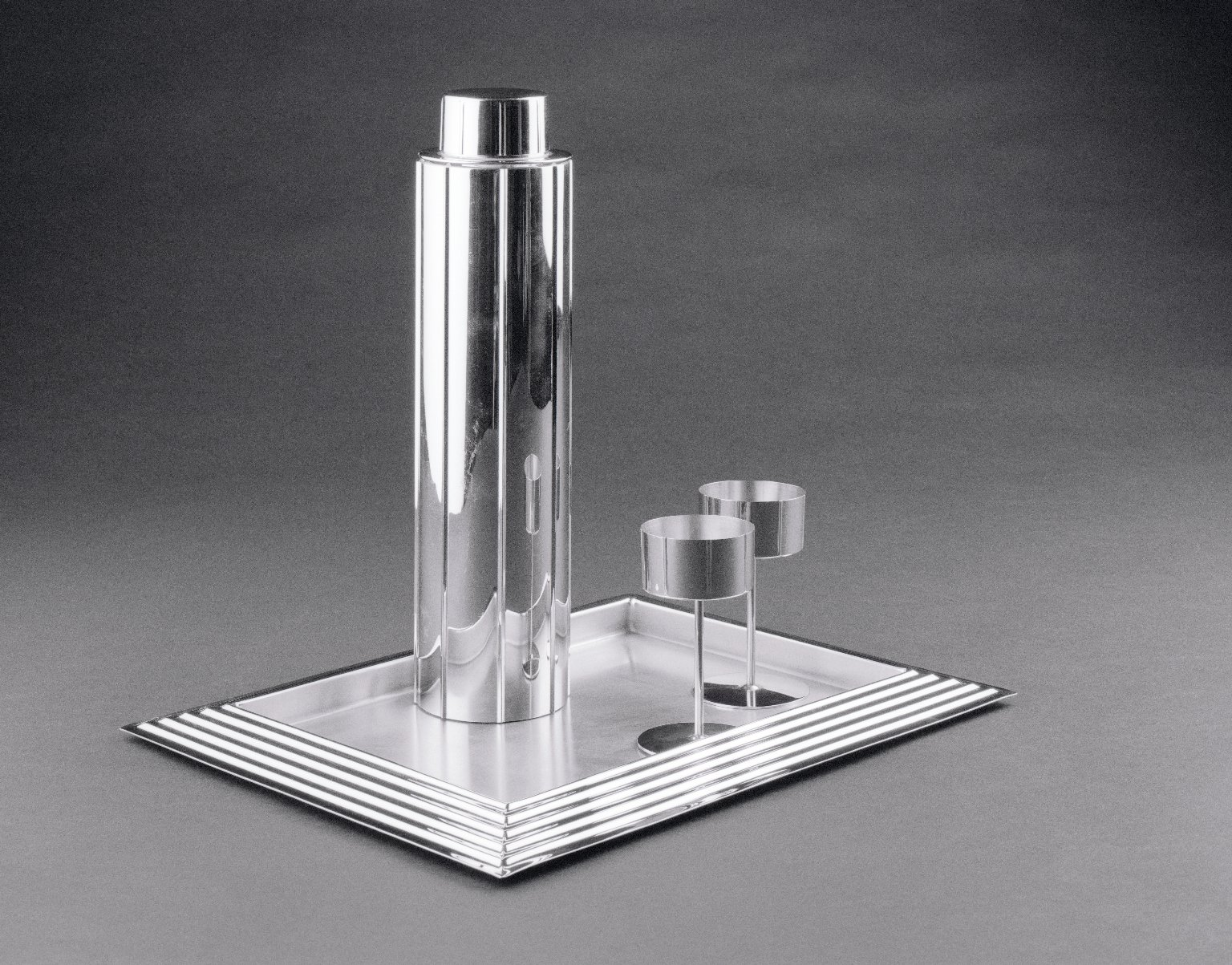
Set de cocktail făcut din oțel cromat de Norman Bel Geddes (1937)

Artiștii Art Deco au produs o mare varietate de obiecte practice în stilul Art Deco, realizate din materiale industriale de la fier forjat tradițional până la oțel cromat. Artistul american Norman Bel Geddes a proiectat un set de cocktailuri asemănător unui zgârie-nori din oțel cromat. Raymond Subes a proiectat un grilă metalic pentru intrarea în Palais de la Porte Dorée, elementul central al Expoziției Coloniale de la Paris din 1931. Sculptorul francez Jean Dunand a produs uși pe tema „Vânătoarea”, acoperite cu frunze de aur și vopsea pe tencuială (1935).

## Animația
Estetica Art Deco au fost folosită în mai multe animații, inclusiv Batman, Night Hood, All's Fair at the Fair, Merry Mannequins, Page Miss Glory, Fantasia și Frumoasa Adormită.

## Conservarea și neoArt Deco-ul

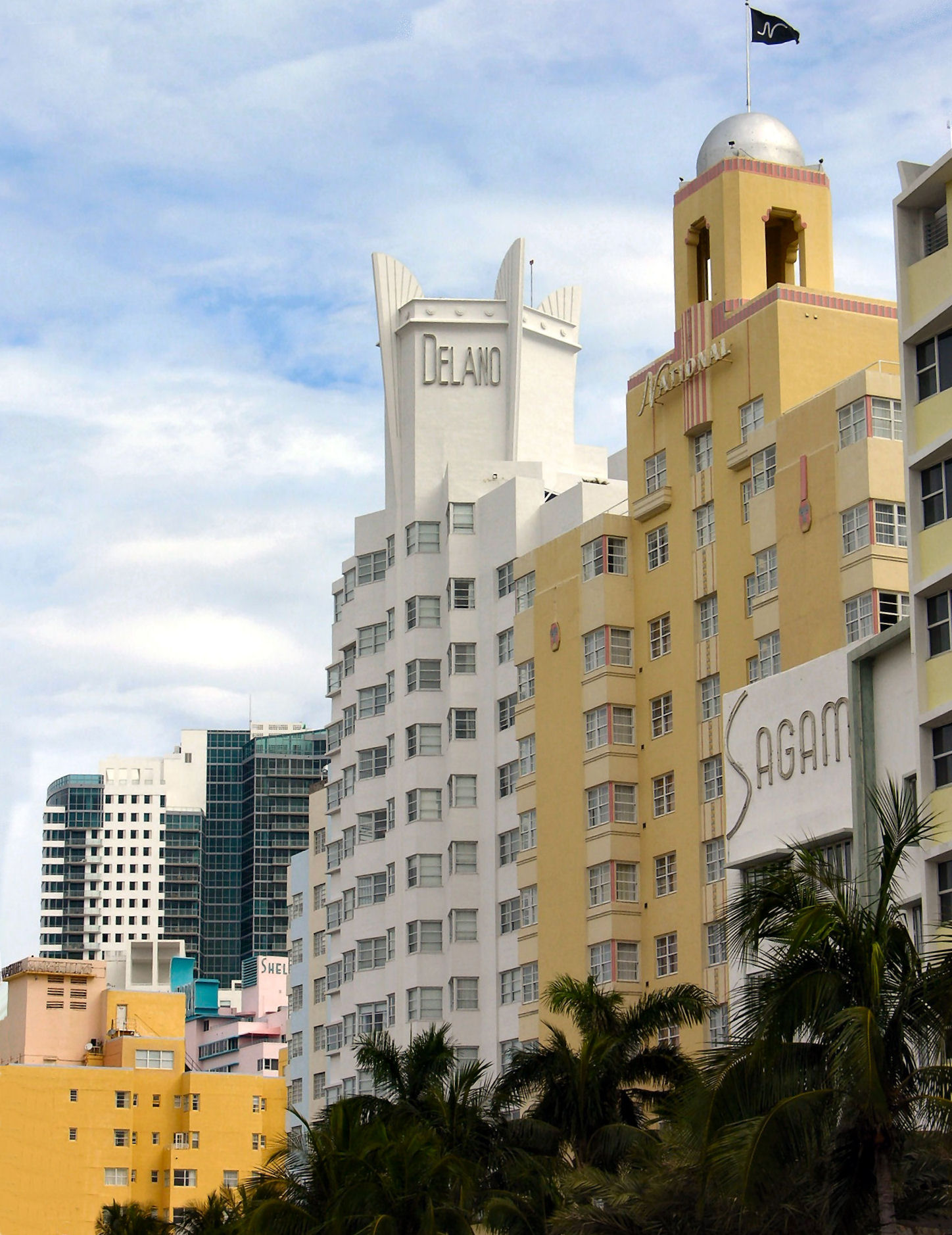
Districtul Arhitectural din Miami Beach din Miami (Florida), protejează construcții Art Deco istorice
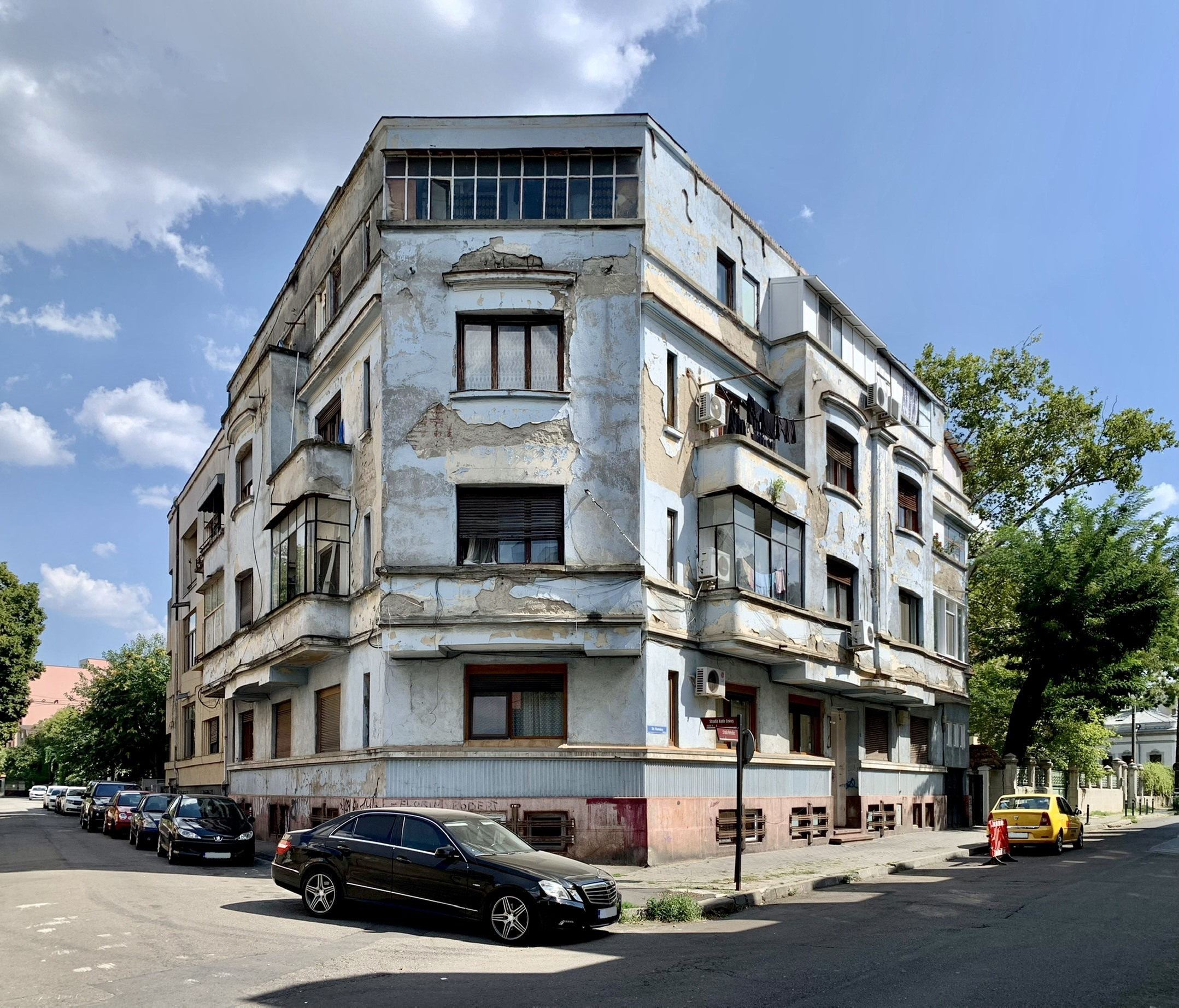
Strada Romulus nr. 75 în București (anii 1930) arhitect necunoscut, într-un stadiu de degradare
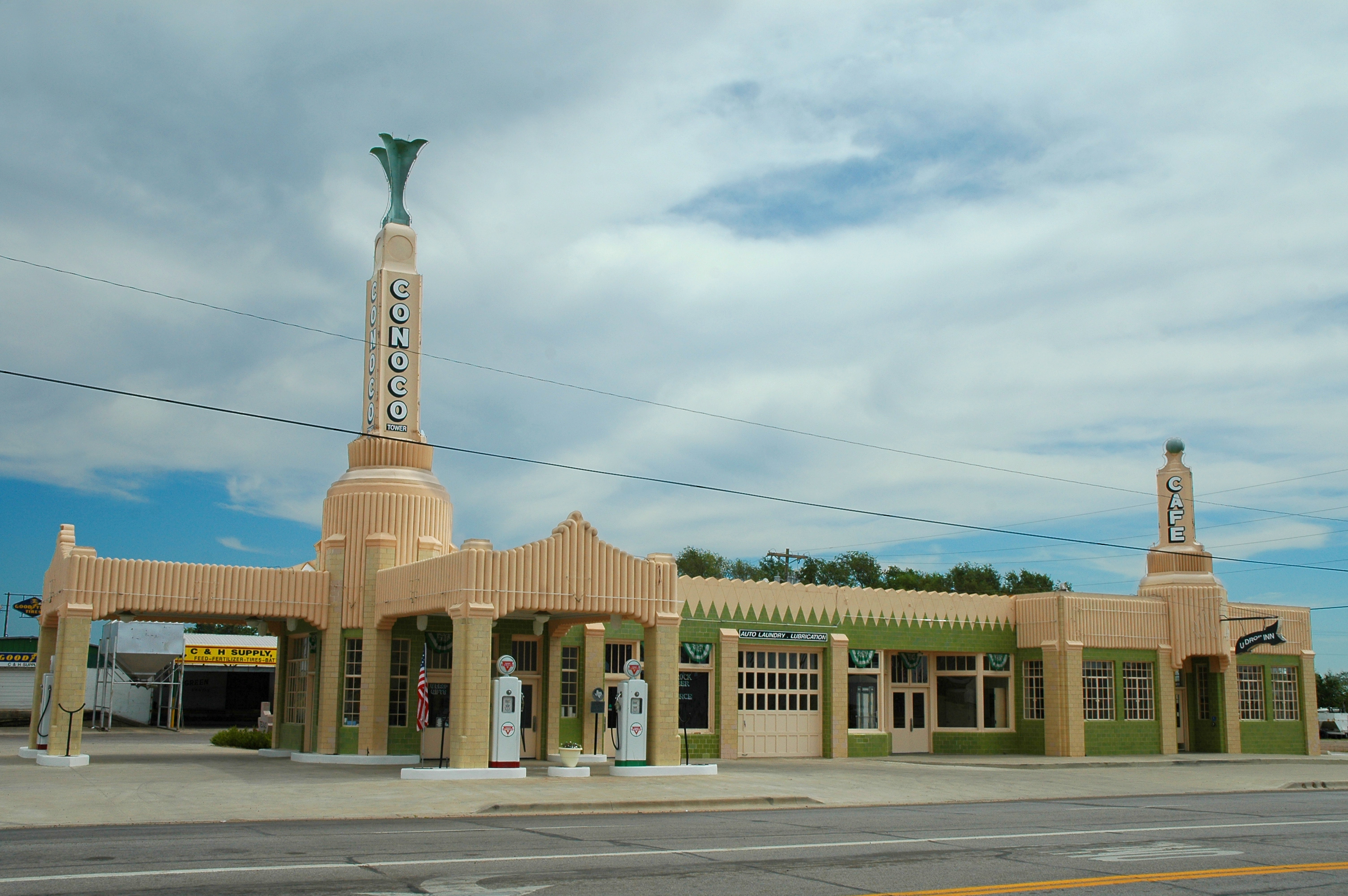
U-Drop Inn, o benzinărie și diner pe U.S. Highway 66 din Shamrock (Texas) (1936), acum un monument istoric
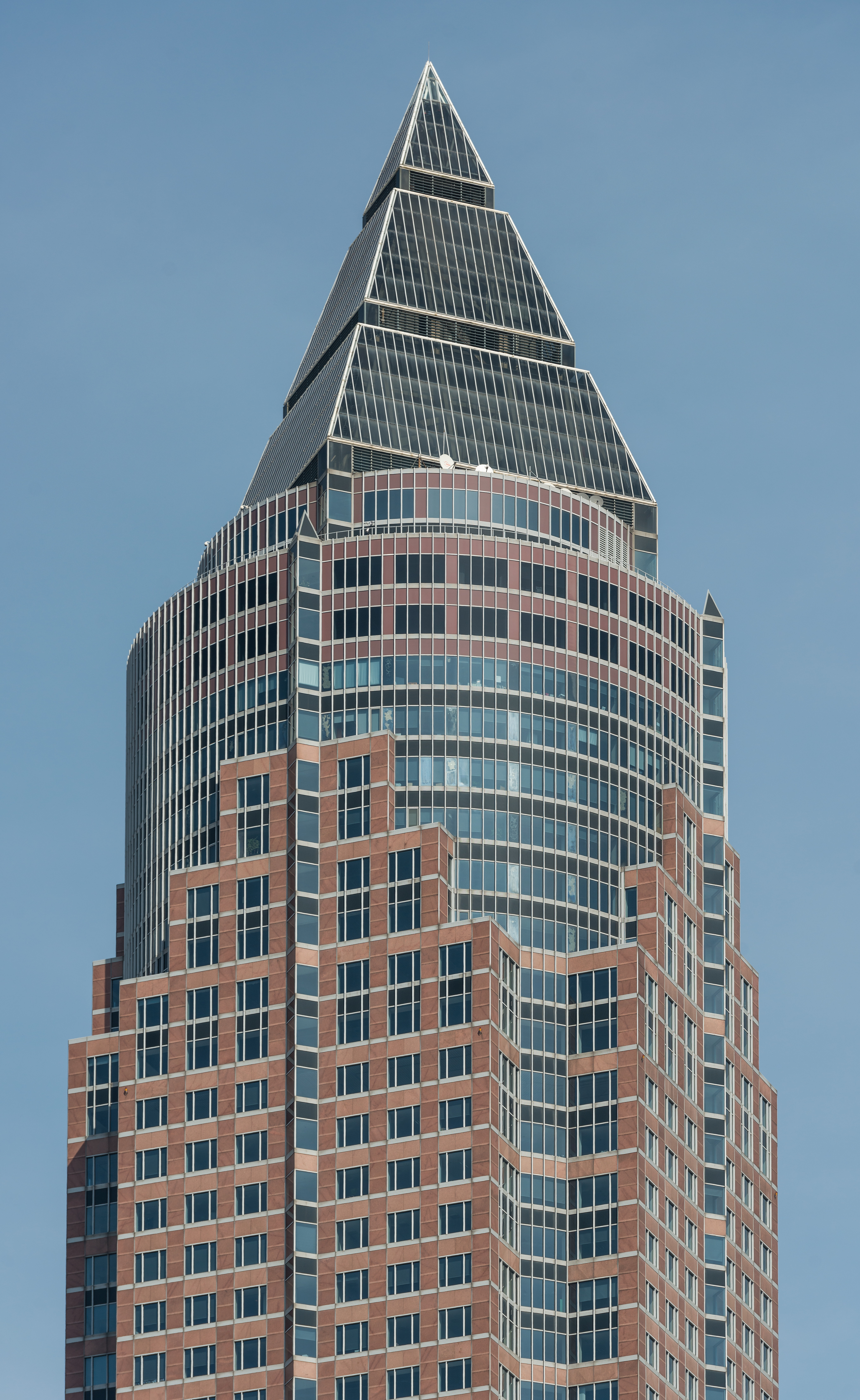
Messeturm în Frankfurt, Germania (1990), de Helmut Jahn, o clădire postmodernă care amintește de arhitectura Art Deco
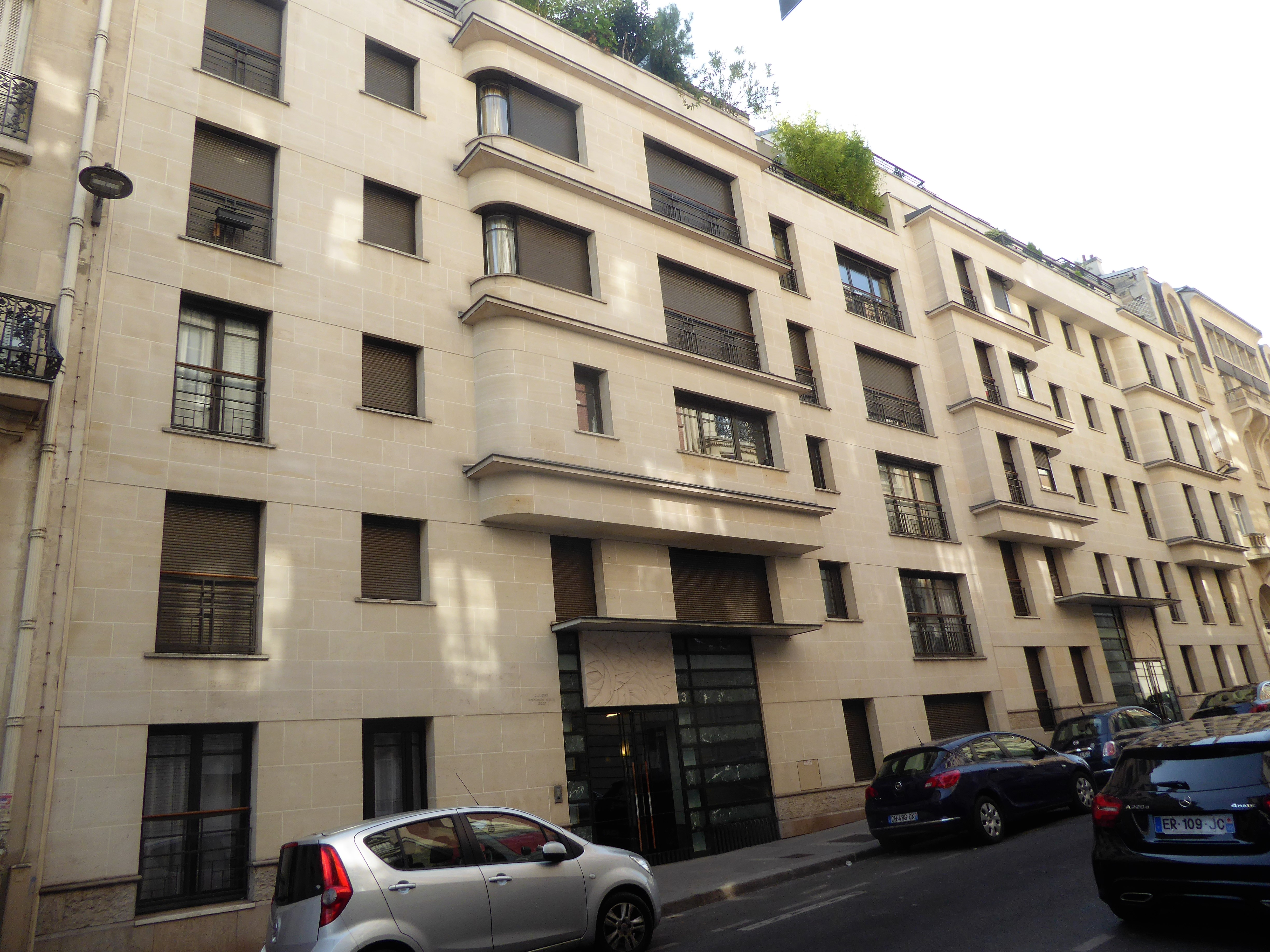
Rue Henri Heine nr. 3-5 în Paris (2001), de J.J. Ory, o clădire neoArtDeco
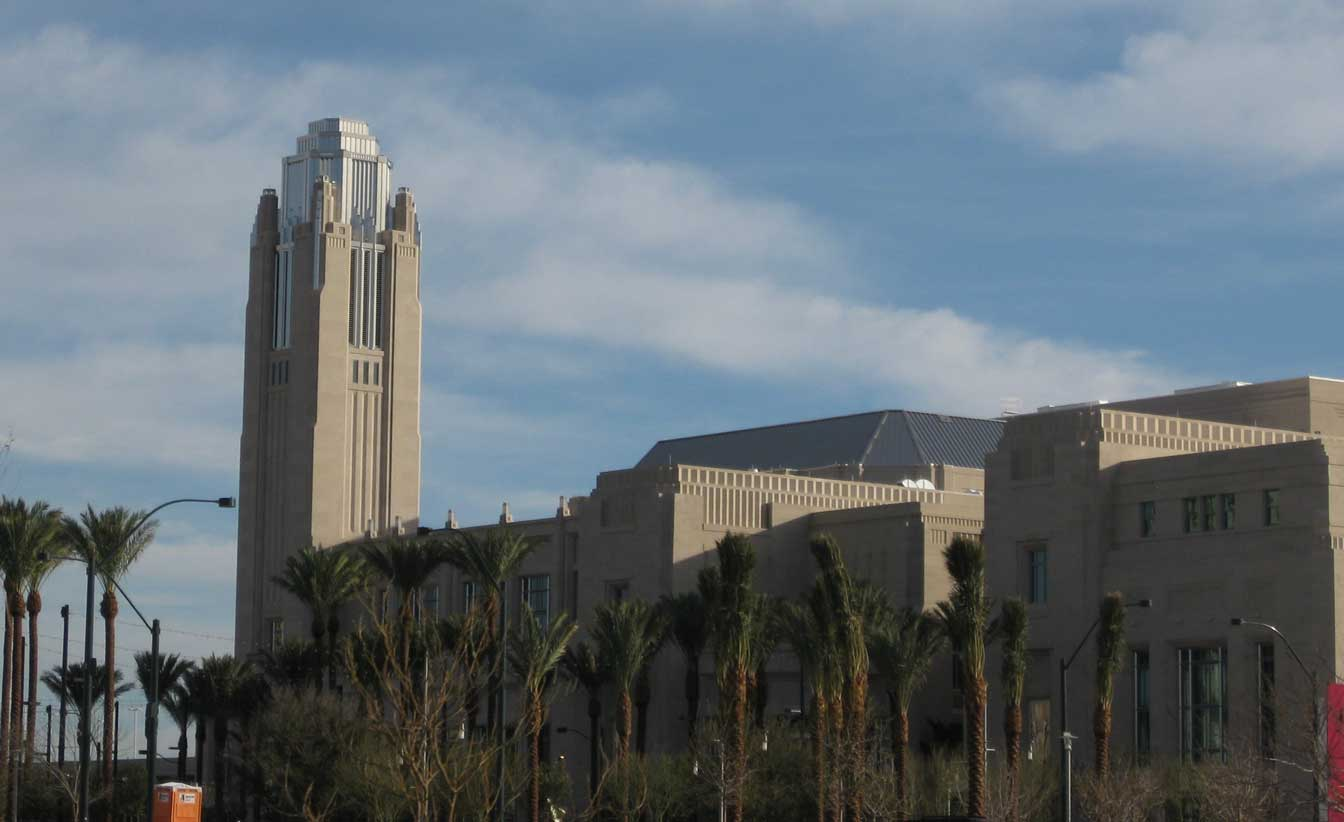
Smith Center for the Performing Arts în Las Vegas, Nevada (2012), o clădire neoArtDeco

În multe orașe, s-au făcut eforturi pentru protejarea clădirilor Art Deco rămase. În multe orașe din Statele Unite, cinemaurile istorice Art Deco au fost păstrate și transformate în centre culturale. Clădiri Art Deco chiar și mai modeste au fost păstrate ca parte a patrimoniului arhitectural al Americii; o cafenea și o benzinărie Art Deco de-a lungul Route 66 din Shamrock (Texas) este un monument istoric. Miami Beach Architectural District protejează câteva sute de clădiri vechi și necesită ca clădirile noi să respecte stilul. În Havana (Cuba), multe clădiri Art Deco s-au deteriorat grav. Sunt depuse eforturi pentru a readuce clădirile la culoarea și aspectul lor original.
În secolul XXI, în unele orașe americane au apărut variante moderne ale Art Deco, numite Neo Art Deco (sau neoArt Deco), inspirate din clădirile clasice Art Deco din anii 1920 și 1930. Exemplele includ Turnul NBC din Chicago, inspirat de Comcast Building din New York City, și Smith Center for the Performing Arts din Las Vegas (Nevada), care include elemente de Art Deco de la barajul Hoover, la 80 km distanță.

## Art Decoul în România

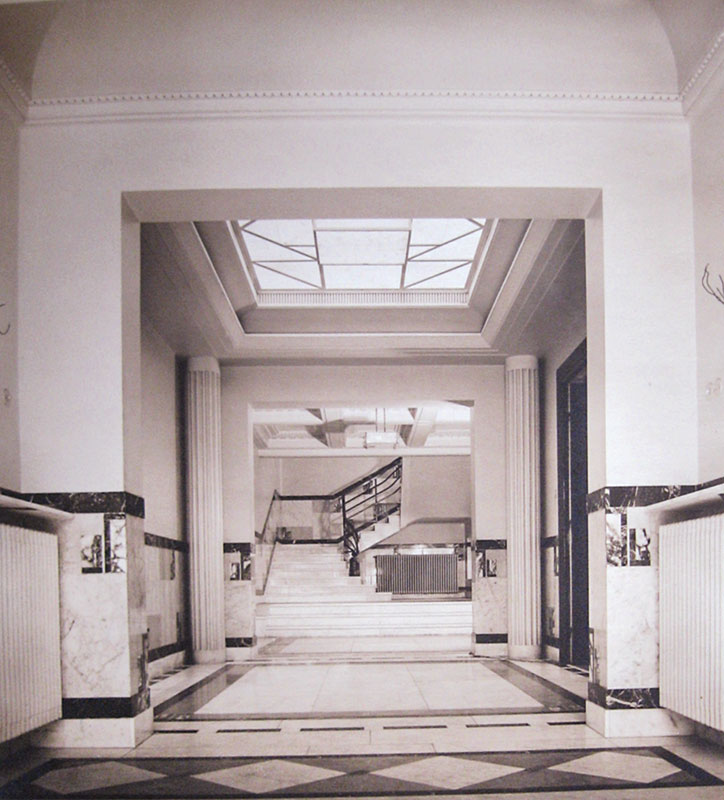
Interior al Calea Victoriei nr. 100 în București, de Nicolae Nenciulescu (1929)
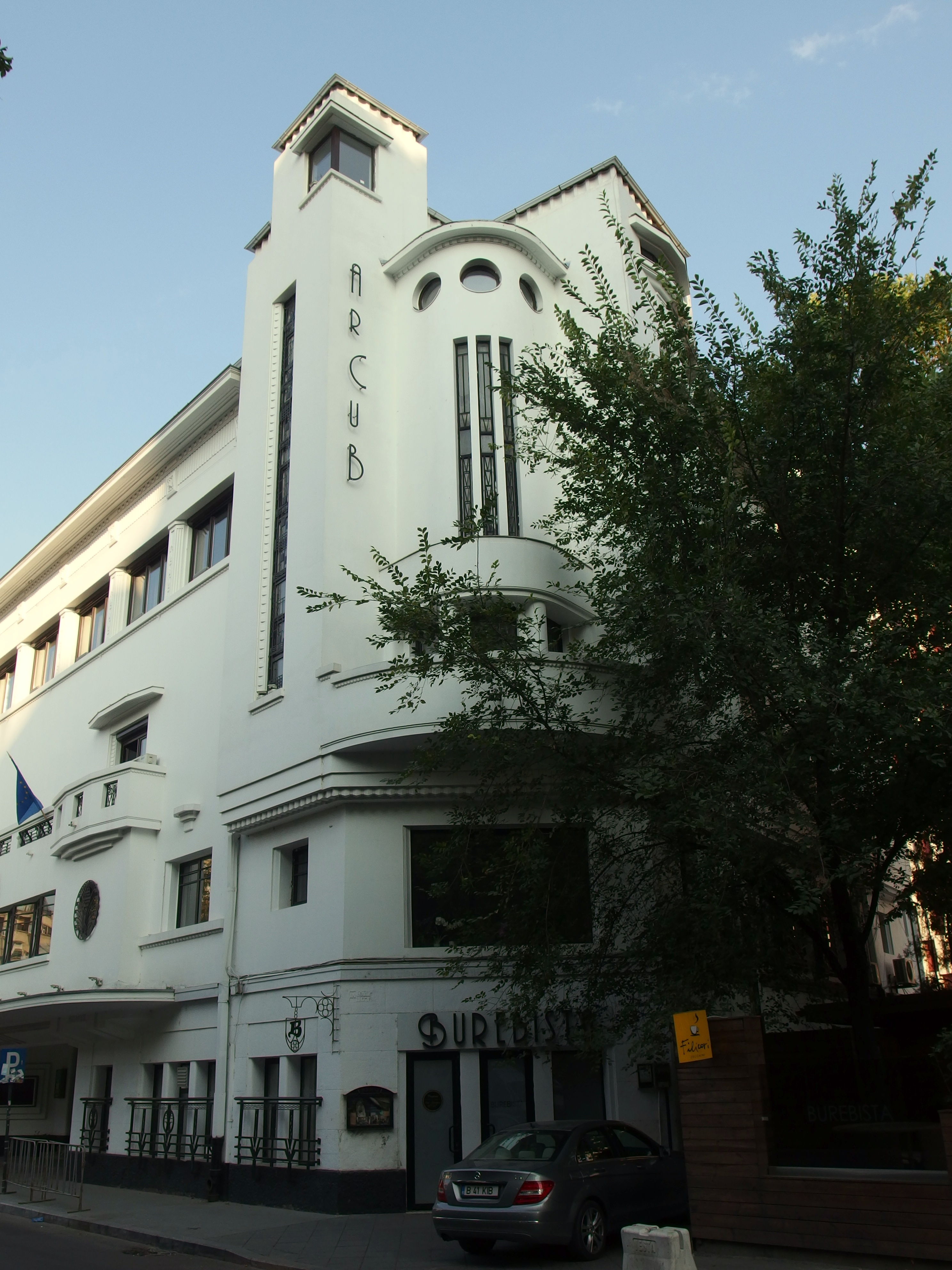
Palatul Societății Funcționarilor Publici, București, 1932-1934, de Radu Culcer și I.D.Roșu
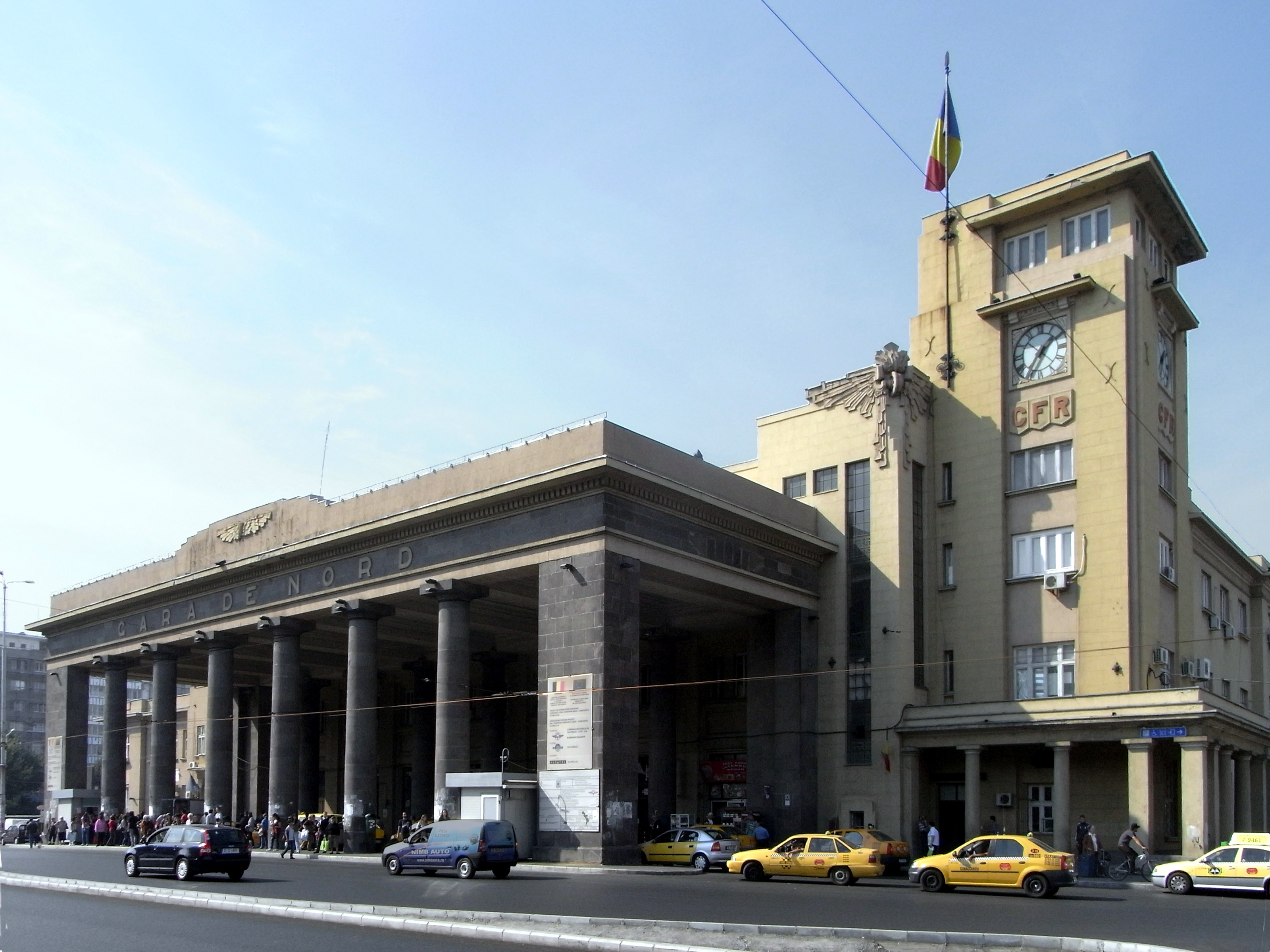
Intrarea principală a Gării Nord, București, 1935, de Victor Gh. Ștephănescu
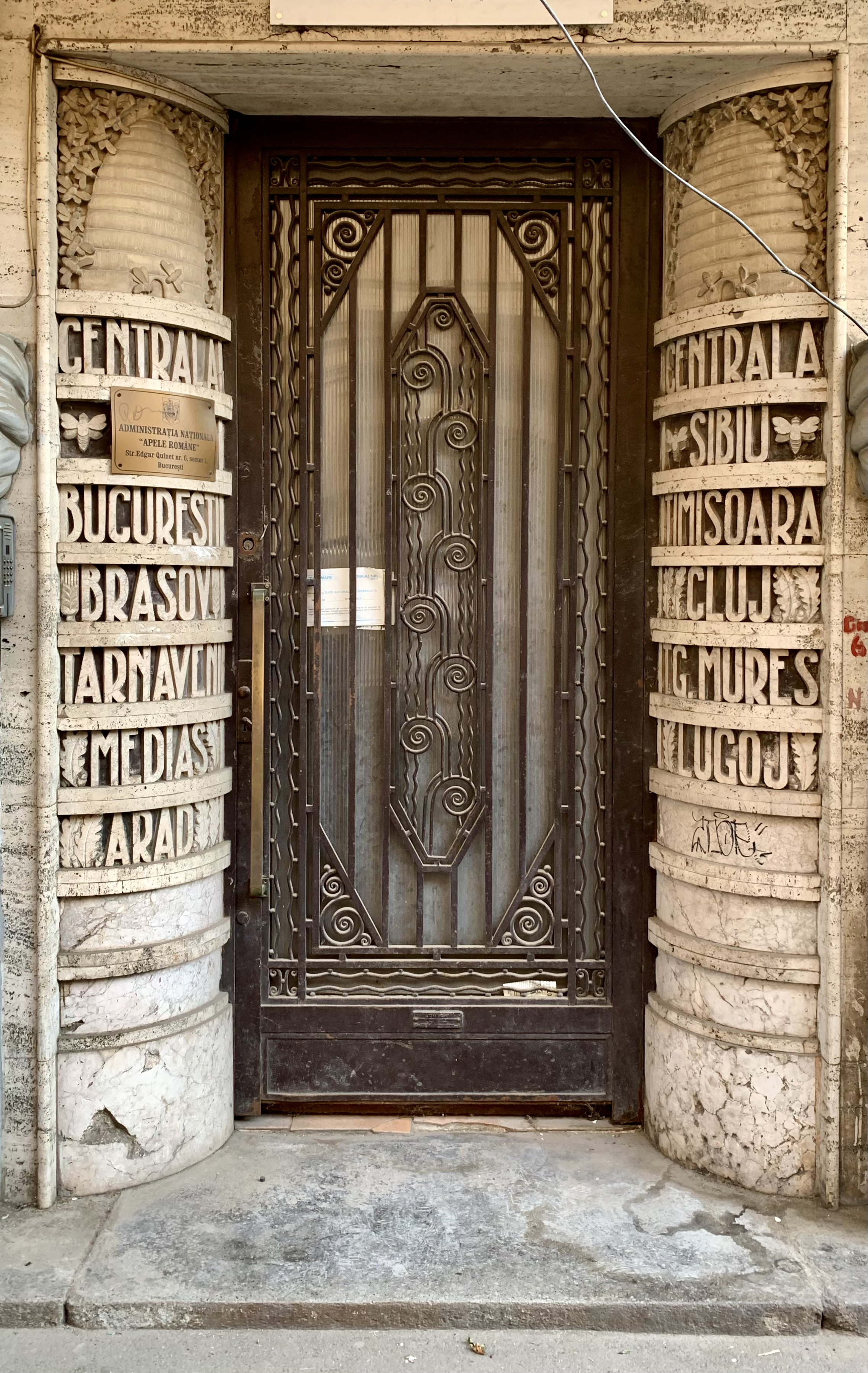
Ușa a fostului sediul al Băncii Albina, București, 1935, arhitect necunoscut
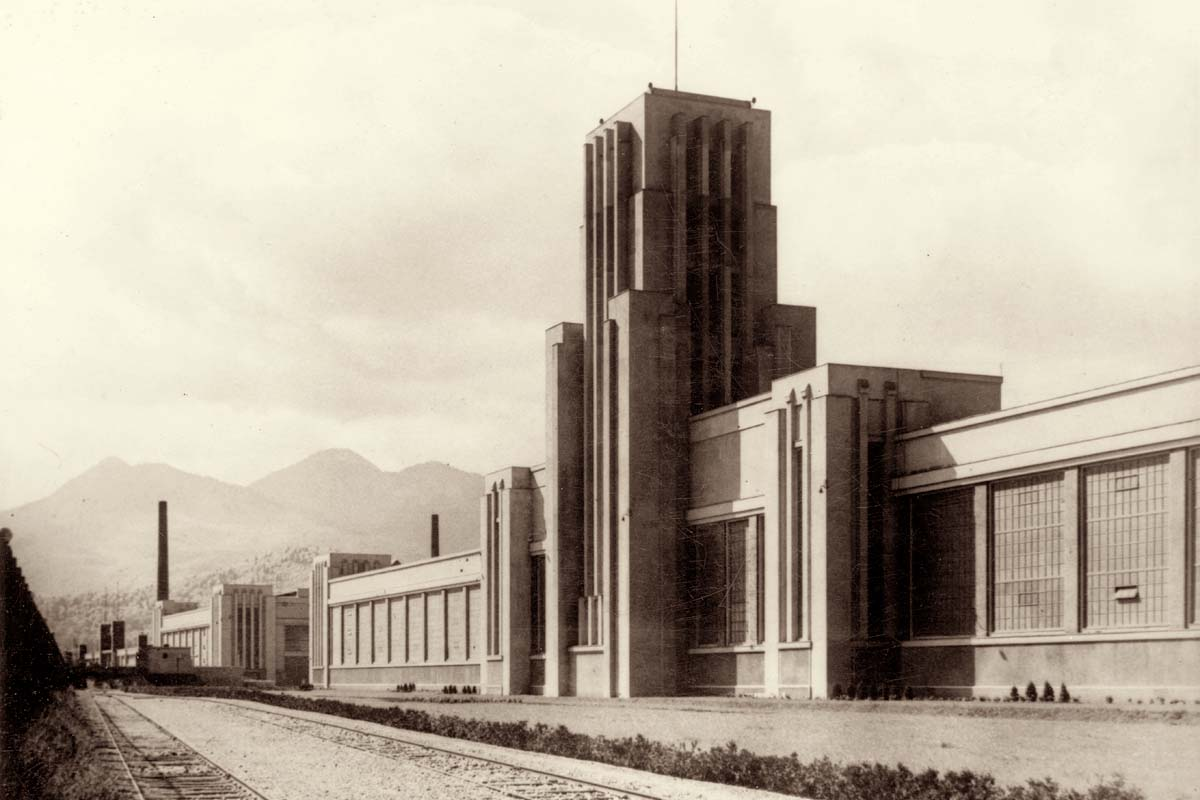
Uzinele Astra, Brașov, 1937, arhitect necunoscut
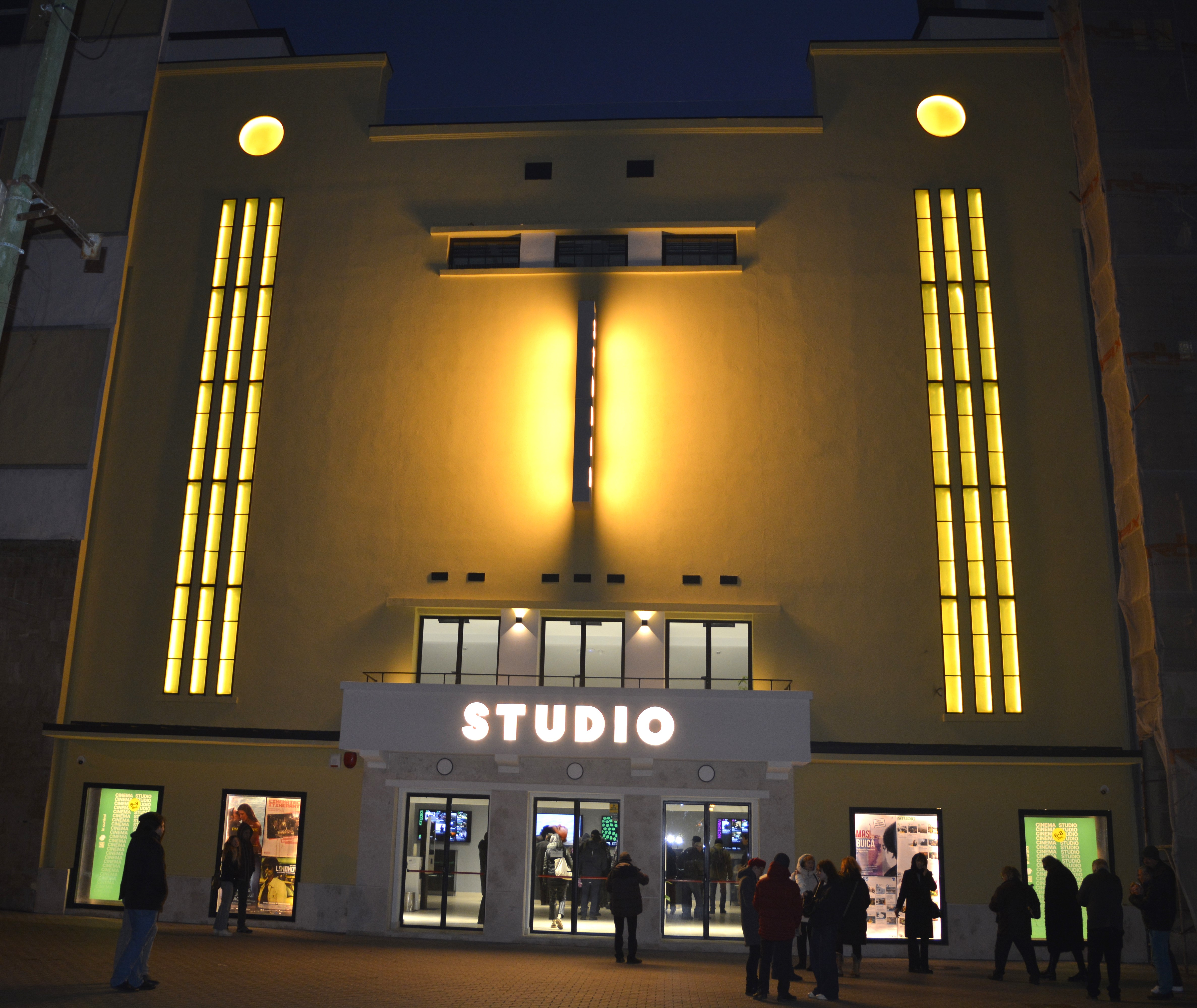
Cinema Studio din Timișoara, 1938, arhitect Mihai Dolliner
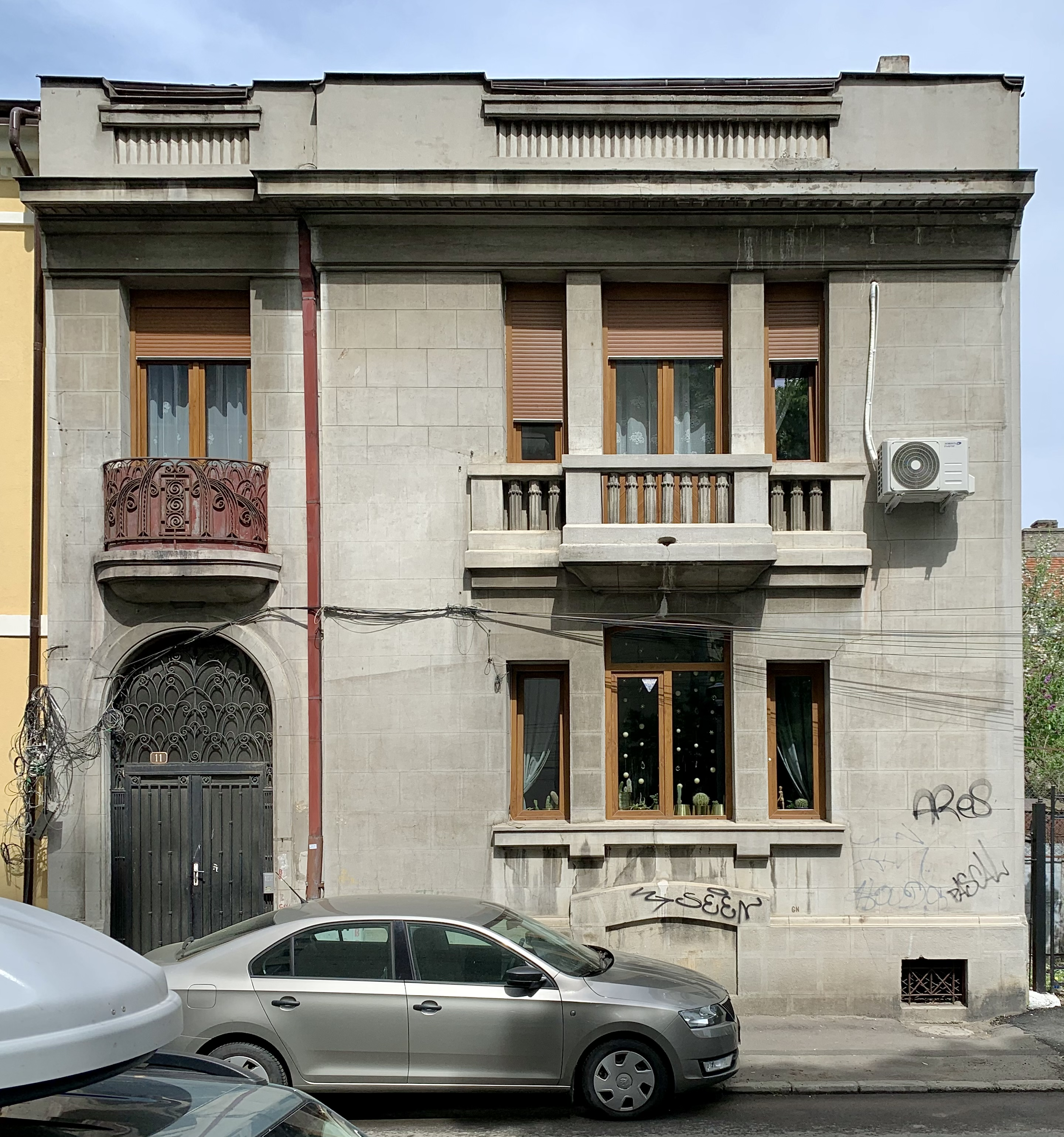
Strada Plantelor nr. 11, București, dată necunoscută, arhitect necunoscut
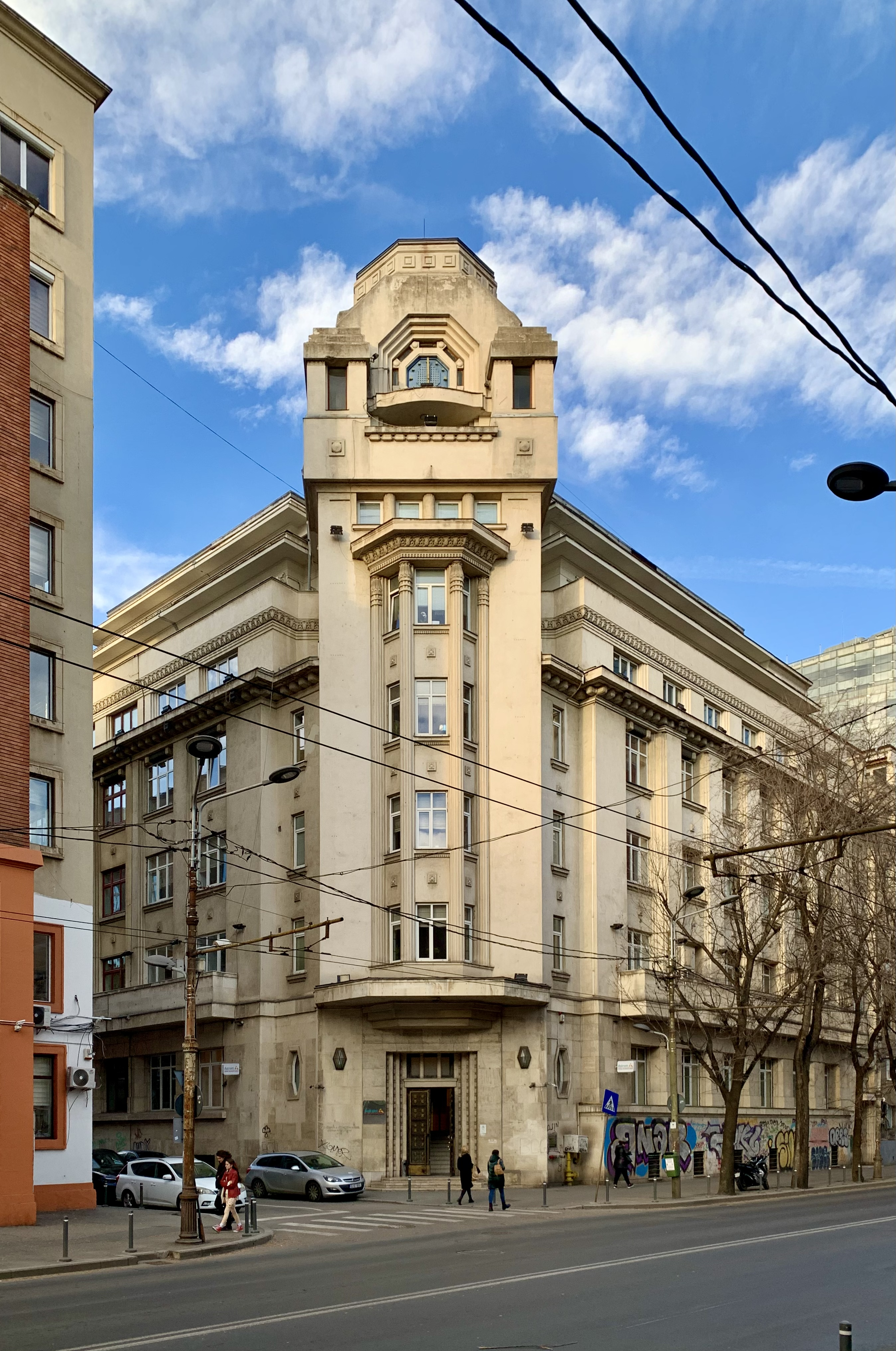
Clădirea ASIROM, București, dată necunoscută, de Ion Ionescu
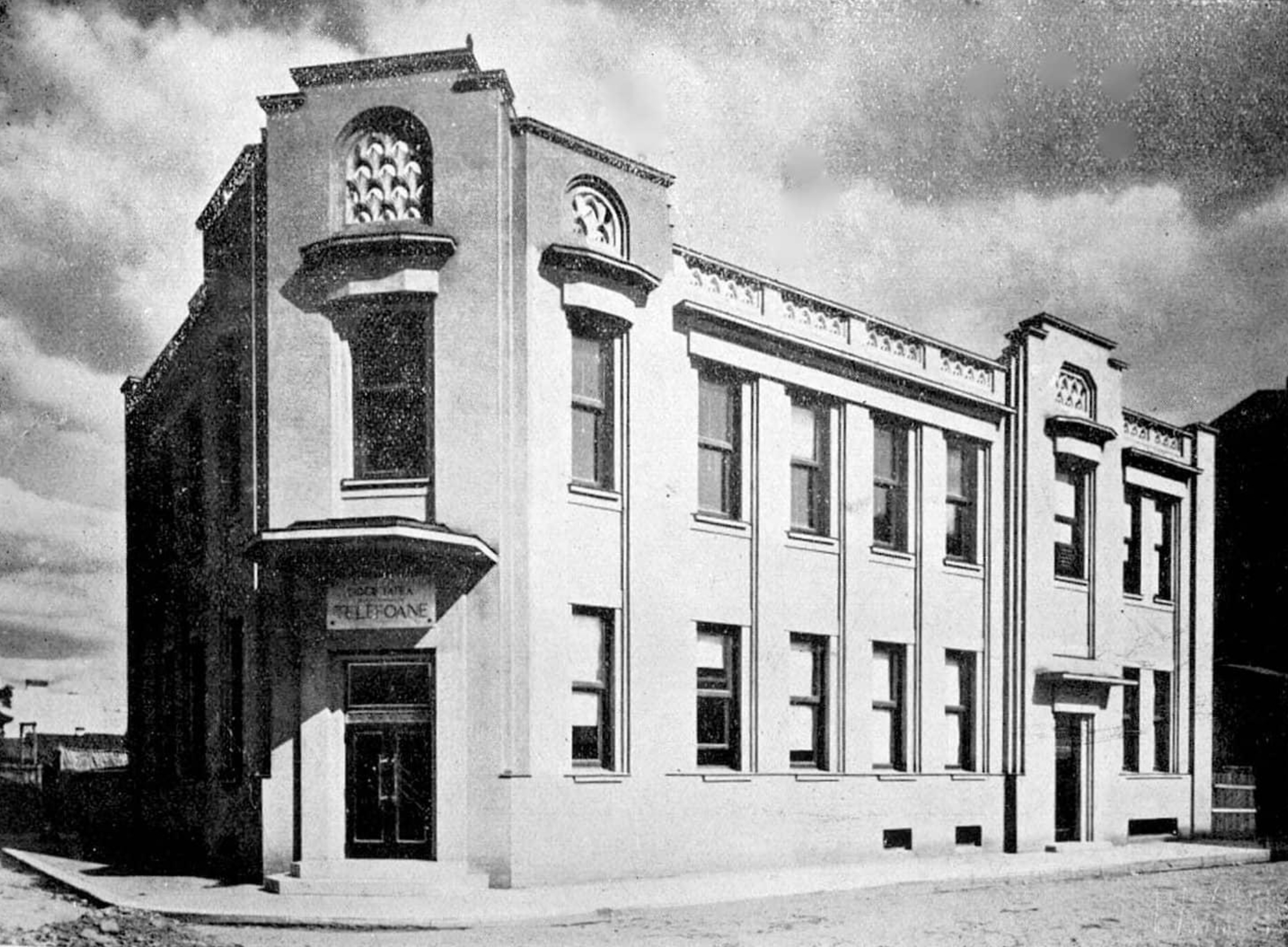
Oficiu telefonic, Ploiești, dată necunoscută, de Constantin Nănescu
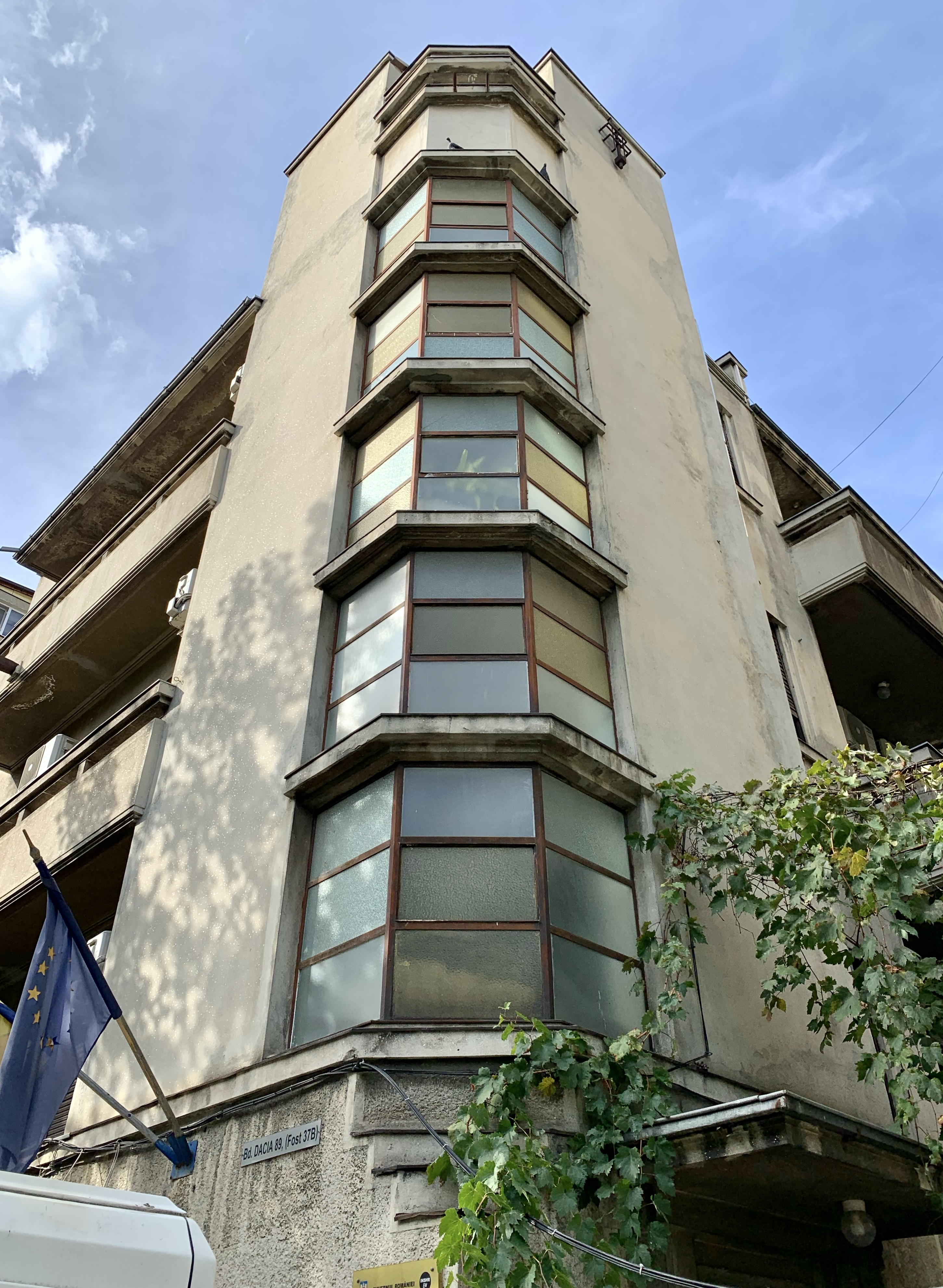
Bulevardul Dacia nr. 89, București, arhitect necunoscut (anii 1930)
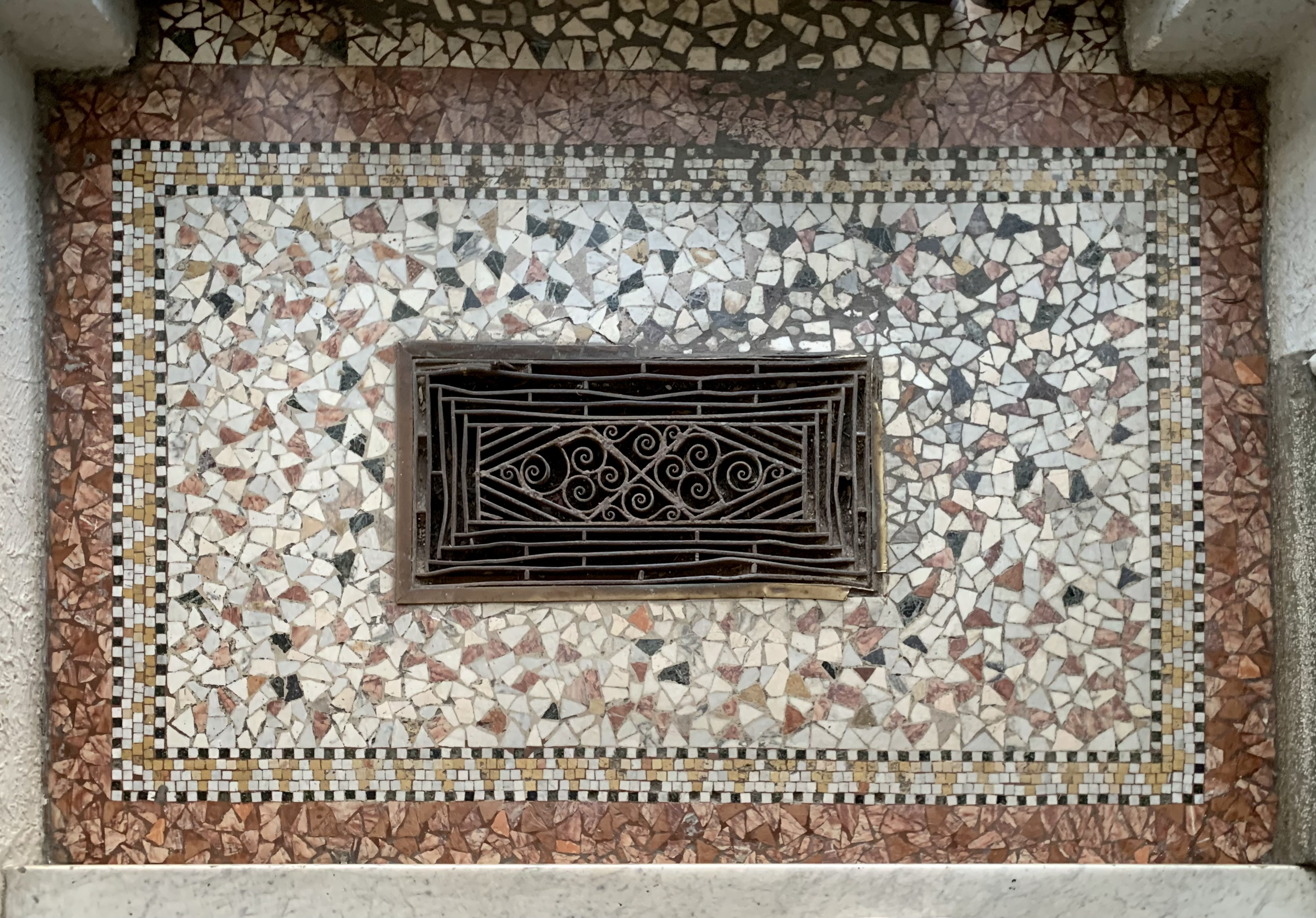
Podea la intrarea Bulevardul Hristo Botev nr. 26, București, dată necunoscută, arhitect necunoscut
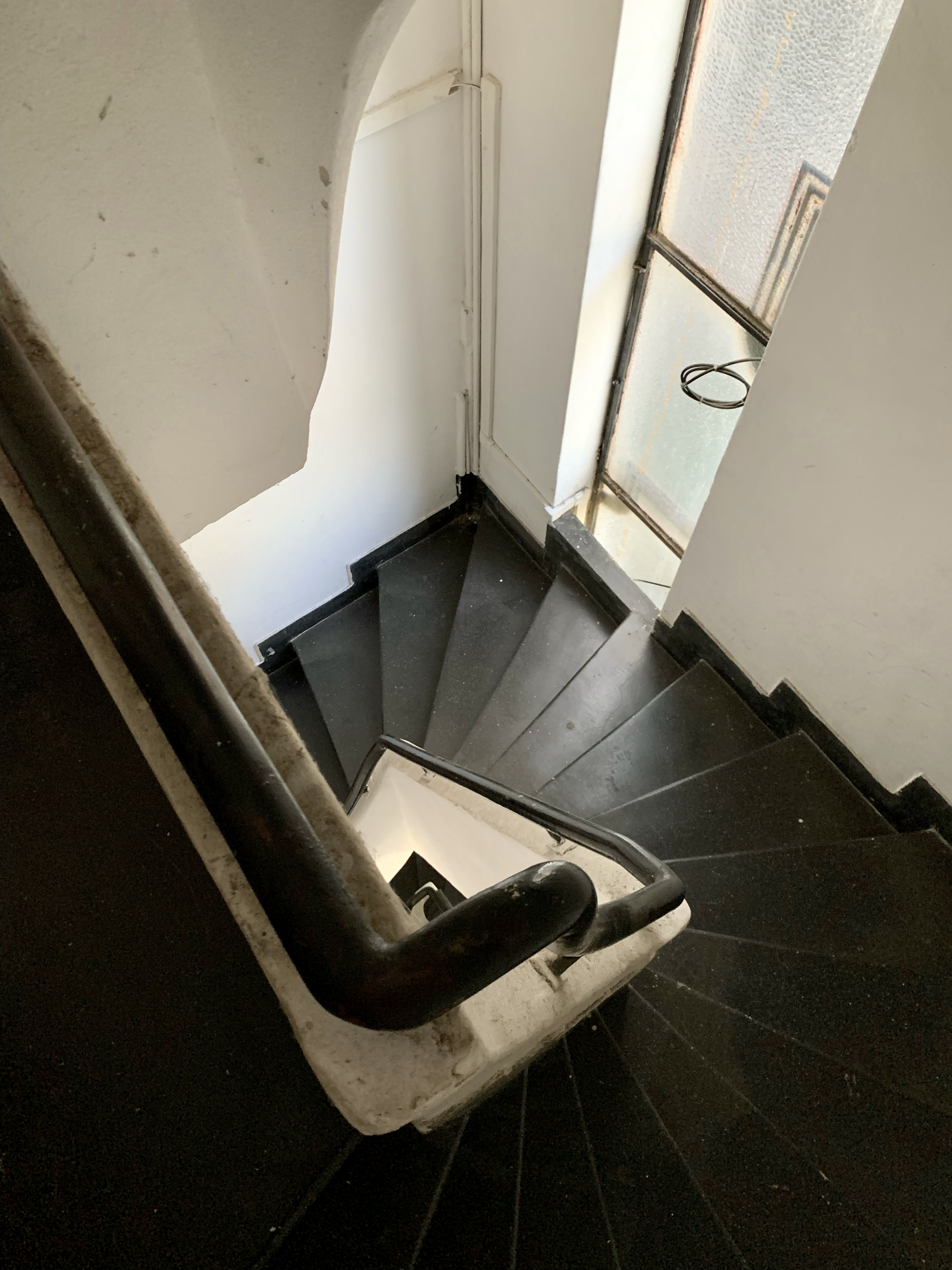
Scări în Strada Ștefan Mihăileanu nr. 28 C, București, dată necunoscută, arhitect necunoscut
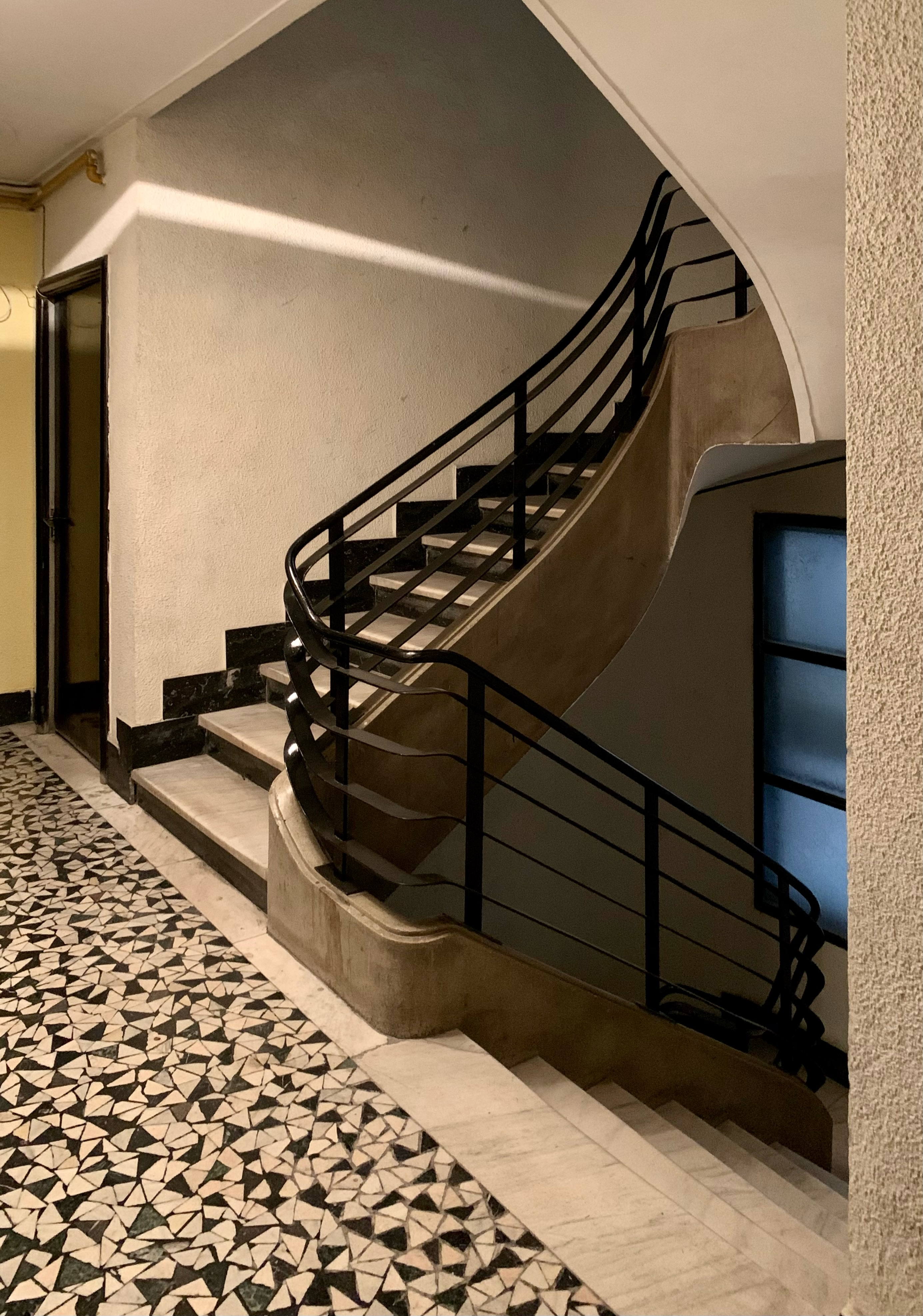
Scări în Calea Victoriei nr. 23, București, 1937, de G. Negoescu